# Cuisine provençale
Pour les articles homonymes, voir Cuisine et Provence (homonymie).
La cuisine provençale est une cuisine traditionnelle à base de produits du terroir de Provence méditerranéenne.

## Historique
La cuisine provençale est historiquement avant tout tributaire, dès le Moyen Âge, de la prise du pouvoir des comtes de Provence dans le royaume de Naples, après la bataille de Bénévent en 1266, puis de l'installation des papes au Palais des papes d'Avignon. Elle n'en a pas moins évolué au cours des siècles suivants, en particulier avec l'arrivée des produits comestibles du Nouveau Monde.

### Cuisine rurale
À la campagne, les recherches menées dans les rares archives conservées ont démontré que le paysan et sa famille, du Moyen Âge jusqu'à la Révolution, se sont nourris des produits de la ferme, auxquels s'ajoutaient ponctuellement ceux de la chasse, de la pêche, du ramassage et de la cueillette. La viande de boucherie était très peu consommée dans ce milieu, et le macellier (boucher) n'était sollicité que pour les fêtes et lors des récoltes (moisson ou vendange) pour nourrir le personnel.

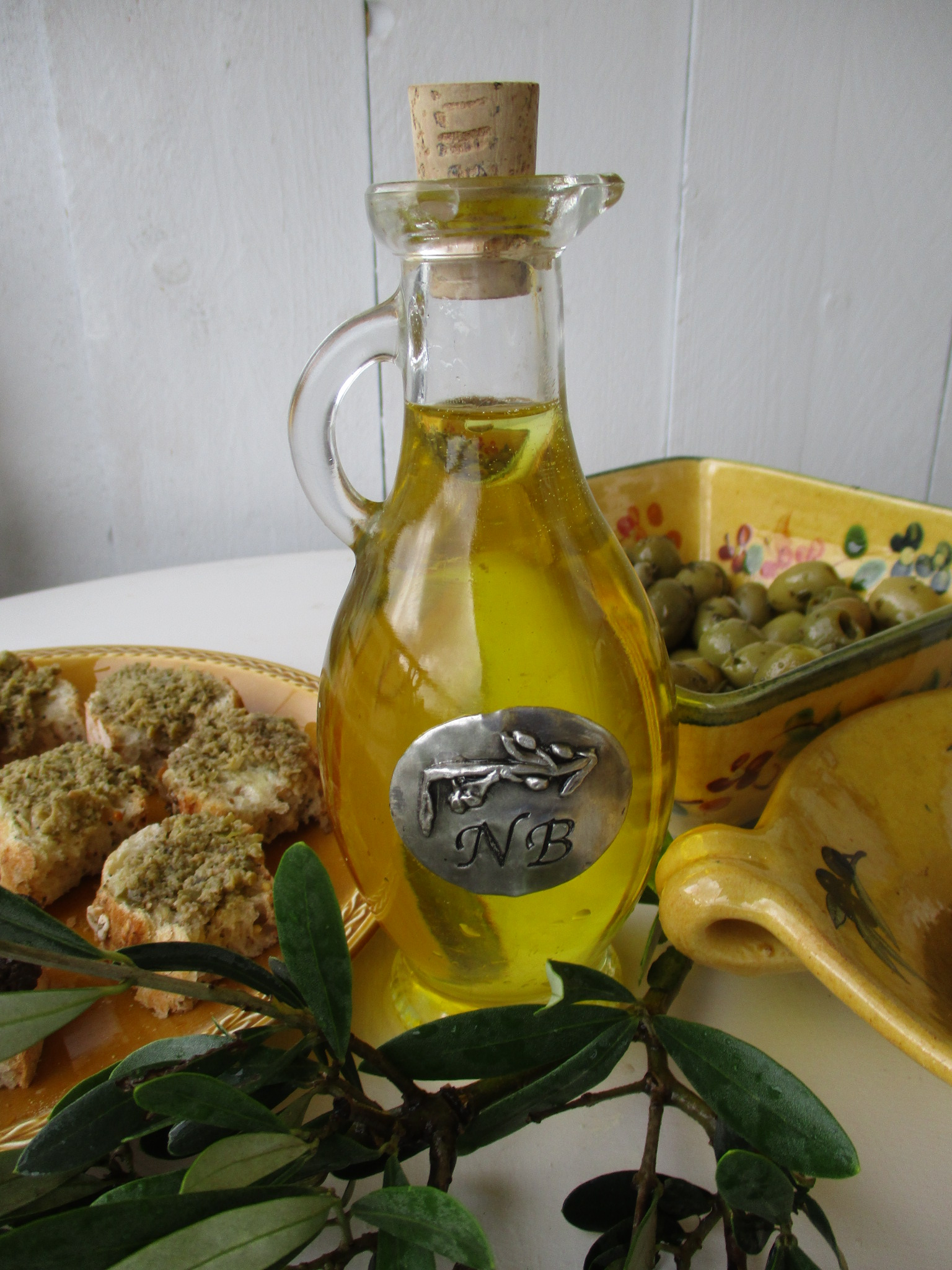
Huile d'olive, olives, tapenade, et terre cuite provençale

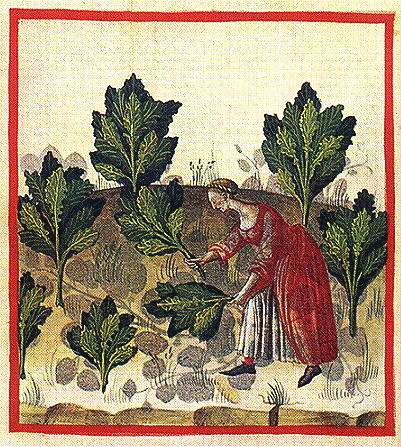
Le chou, base de la cuisine médiévale en Provence.

Il est à souligner que la pomme de terre fut d'abord cultivée dans les Alpes provençales bien avant de l'être en basse Provence. Ce tubercule mit longtemps avant de remplacer rave, raiponce, panais et campanule. La culture de la salade était peu répandue, lui était substituée la cueillette des salades sauvages et des tétragones. Toutes les jeunes pousses, le printemps venu, étaient consommées sous le nom d'asperge. L'été permettait la cueillette des baies du micocoulier, des faînes du hêtre et des graines du pin pignon. Les escargots étaient le mets préféré lors des moissons et les champignons amélioraient l'ordinaire l'automne venu. En toute saison, la chasse et la pêche permettaient de varier le menu. Avec le pain, les choux apparaissent en toutes saisons et restent la base des menus quotidiens.
Jusqu'à la Renaissance, le chou n'est remplacé qu'occasionnellement par les épinards, les herbes (blettes) ou le potiron. Durant cette période, l'alimentation va changer. Si sa base reste le pain et le vin, sauf pour les femmes car, dit le proverbe, L'aigo fai vèni poulido (« L'eau fait devenir jolie »), s'y ajoutent l'huile d'olive (de noix en montagne), alors qu'elle n'était réservée qu'aux seules fritures, et la tomate.
Le pain, dont la consommation est énorme en milieu rural, sert avant tout pour faire tremper la soupe où ont bouilli des racines (raves, navets et carottes qui ont supplanté les panais), ainsi que des produits du potager (pois chiches, lentilles, fèves et haricots venus d'Amérique). Les jours gras, quelques morceaux de viande — le plus souvent du mouton —, agrémentent cette soupe.

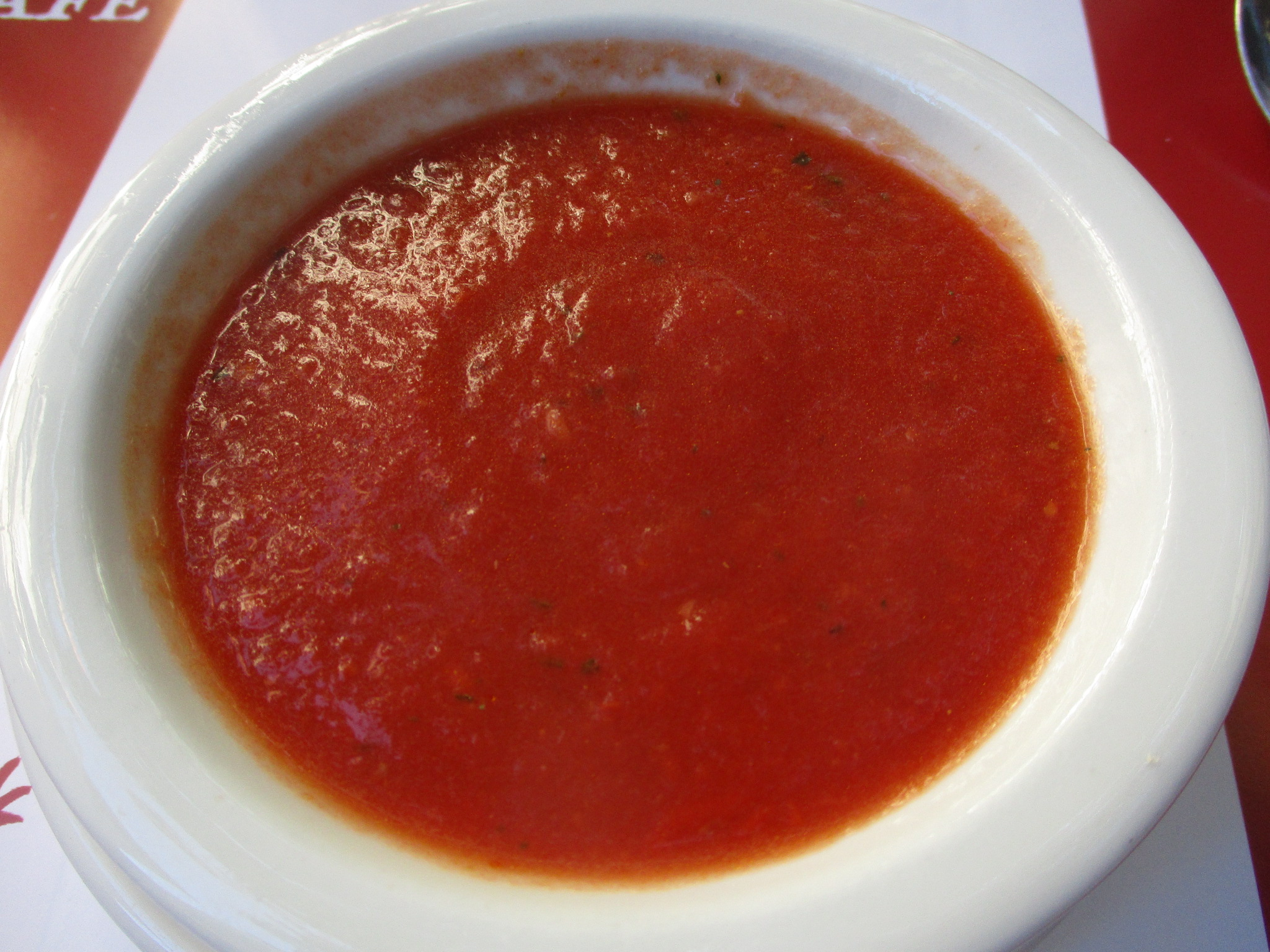
Coulis de tomate, une révolution dans la cuisine provençale.

L'apparition de la tomate va bouleverser les habitudes alimentaires provençales. Elle est consommée surtout sous forme de coulis. Fernand Benoit note : « Le condiment de cette cuisine, en basse Provence, est la tomate, la pomme d'amour, qui est le légume le plus commun du Midi. C'est l'assaisonnement d'hiver comme d'été, car il n'y a pas une ménagère qui, à l'automne, ne fasse d'innombrables “bouteilles” de conserve, qui cuisent au bain-marie dans un chaudron. »

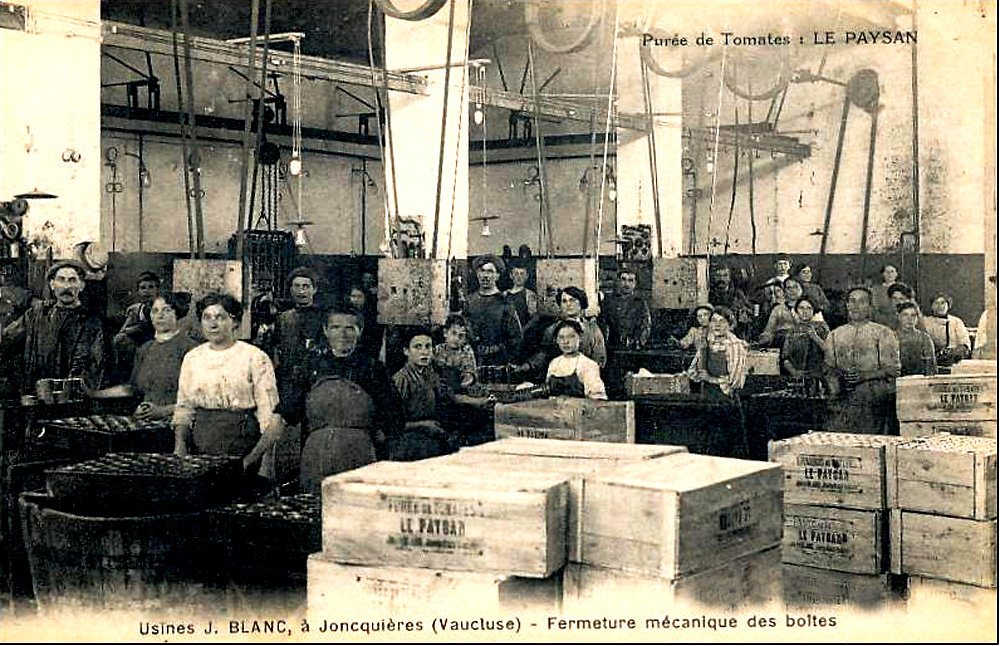
Usine de concentré de tomates à Jonquières au début du XXe siècle.

Ce coulis était conservé dans une jarre à goulot étroit et recouvert d'une couche d'huile d'olive. Autre aliment qui subit un début de conserve : l'olive. C'est la méthode de l'olive à la picholine, qui est d'abord mise à macérer dans une lessive de cendre, puis conservée ensuite, jusqu'à consommation, dans de l'eau salée.
Dès le XVIe siècle, les champignons deviennent la nourriture quasi exclusive au cours de l'automne. Ils suscitent encore la méfiance car ils sont, le plus souvent, frits dans l'huile avec une pousse de poirier pour leur « faire perdre leur malignité ». Les escargots restent un mets apprécié. Ils sont cueillis lors des moissons. Un texte de 1602 indique qu'un bon cueilleur, en Camargue, peut se faire 3 000 écus en une saison. Ils sont accommodés, après avoir jeûné, dans un bouillon de cuisson où ont été mis du fenouil, de la menthe sauvage, et des herbes aromatiques. Ils se consomment alors accompagnés d'un aïoli, avec des pommes de terre et des carottes.

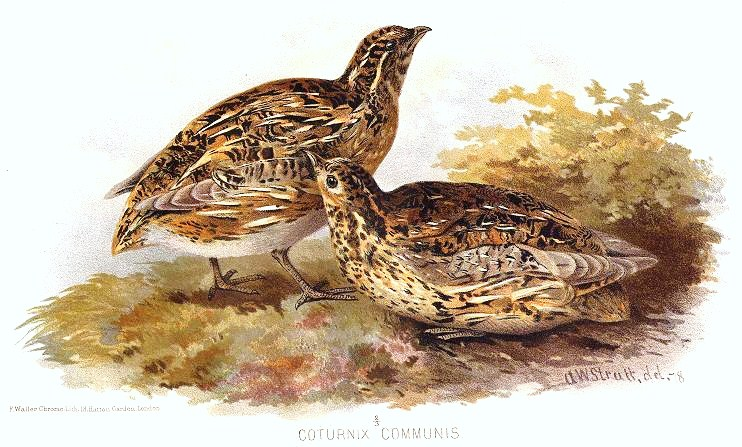
Cailles des blés.

Le paysan provençal était alors connu pour être grand amateur de petits oiseaux. Il les chassait soit au poste, 4 000 ont été dénombrés à la fin du XVIIIe siècle, soit à l'« agachon », dans une borie spécialement aménagée, soit à la pipée, en imitant dans un sifflet spécial le cri de l'oiseau, soit à l'appeau, avec un oiseau en cage ou empaillé. Toutes les espèces étaient chassées : tourterelle, perdrix (et perdrix bartavelle), grive, merle, caille, sarcelle, macreuse, canard, pluvier, courlis, héron, charlot.

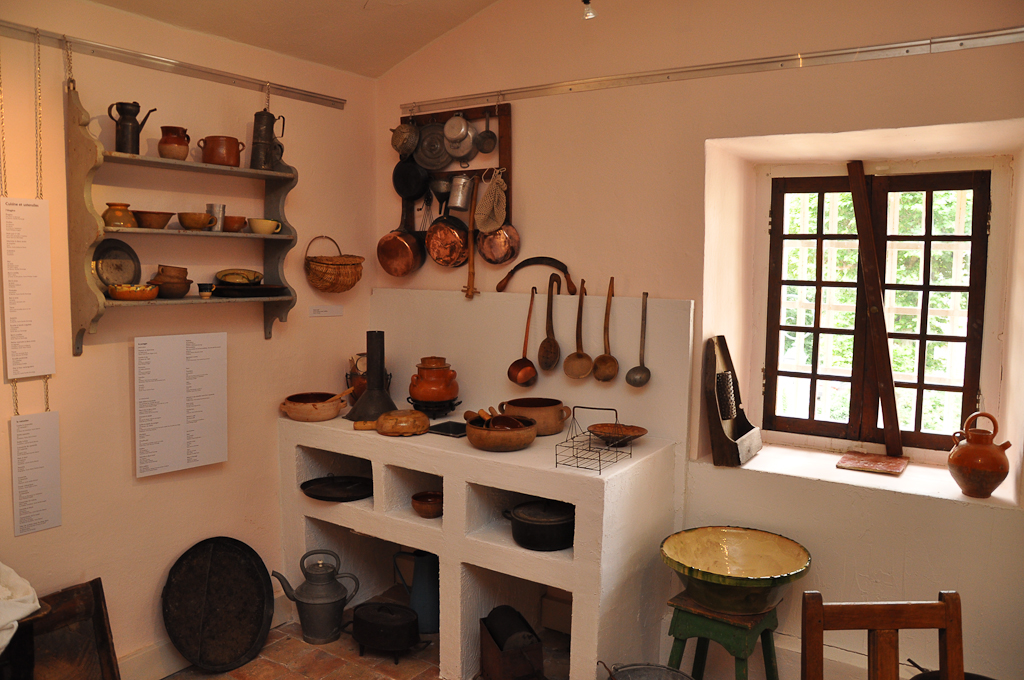
Ancienne cuisine provençale (potager) de Castellane, des Alpes-de-Haute-Provence

La chasse au lapin, lièvre et autre sanglier était moins courue, car imposée de forts droits seigneuriaux. Il n'en allait pas de même pour la pêche qui, tant en mer qu'en fleuve ou rivière navigables, était libre. L'abondance des prises obligea à inventer une « confiture de poisson », dont la poutargue de Martigues et le caviar d'Arles restent les témoins.
Autre type de conservation avec la moutounesse, qui permettait de conserver la viande des ovins blessés par chute, par attaque de loups, ou encore atteints de tournis, dans les alpages, ou durant la transhumance : le mouton abattu était écorché et désossé ; sa chair découpée, mise à plat sur la peau, généreusement salée, puis la peau était repliée et le tout fortement comprimé pendant un mois au bout duquel la viande, déballée, était mise à sécher au soleil avant d’être fumée.

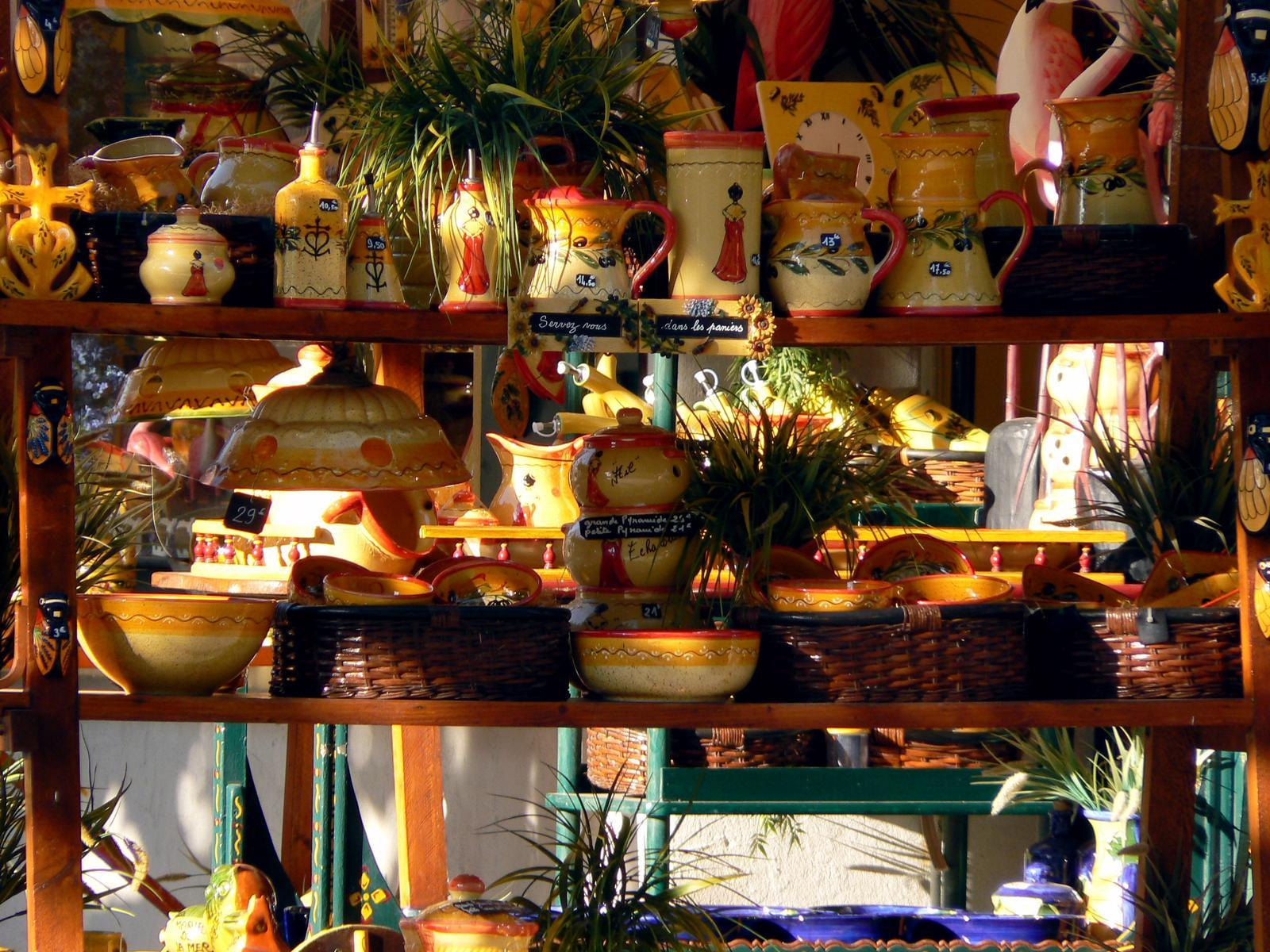
Commerce de terre cuite provençale, aux Saintes-Maries-de-la-Mer, en Camargue

### Cuisine citadine
Le studium de Trets est un collège fondé par Urbain V. Situé dans la vallée de l'Arc, il reçut, entre le 1er juin 1364 et le 2 juin 1365, 180 élèves âgés de 12 à 18 ans. La liste complète de la nourriture quotidienne qui leur a été servie au réfectoire pendant un an a été conservée. Jour après jour, elle donne, tant pour les élèves que pour leurs professeurs, les différents menus servis.
Cette nomenclature a permis de constater qu'en un an furent observés 149 jours maigres où ne furent servis que du poisson et des œufs. Quant à la viande, elle apparaît régulièrement dans le menu du réfectoire. Servie pendant 217 jours, le plus souvent bouillie, c'est essentiellement du mouton (160 jours), ce qui amène une consommation par individu de 21 kg de viande par an. Elle entre régulièrement dans les soupes et potages qui sont servis matin et soir.
Les différents potages du studium de Trets
| Base       | Choux | Épinards | Bouillon (brodium) | Herbes | Fèves | Poireaux | Oignons | Pois chiches | Courge | Lentilles | Raves | Piperade | Fromage |
| ---------- | ----- | -------- | ------------------ | ------ | ----- | -------- | ------- | ------------ | ------ | --------- | ----- | -------- | ------- |
| jours / an | 125   | 41       | 32                 | 29     | 22    | 19       | 18      | 17           | 14     | 12        | 10    | 1        | 1       |

Avec le pain, le chou apparait en toutes saisons et reste la base des menus quotidiens. Il n'est remplacé qu'occasionnellement par les épinards, les herbes (blettes) ou le potiron. Louis Stouff, qui a pu étudier trois budgets alimentaires établis à partir des comptes de la cuisine de trois maisons, a dressé un tableau comparatif :
| Budget alimentaire (%)                      | Pain | Viande | Poisson et œuf | Légume et fruit | Épices, huile et fromage | Vin  |
| Studium papal de Trets (1364-1365)          | 32,1 | 16,5   | 5,3            | 3               | 3,1                      | 41   |
| Hôpital du Saint-Esprit de Marseille (1409) | 30   | 33,1   | 12,6           | 3,6             | 4,5                      | 15,3 |
| Archevêché d'Arles (1429-1430)              | 24,5 | 23     | 13,5           | 2,5             | 5,5                      | 31   |

Une des caractéristiques de cette cuisine a été, pendant des siècles, l'utilisation quasi exclusive de la viande de mouton apprêtée à toutes les sauces. En 1784, le comte polonais Moszynski se vit proposer au cours du même repas pris dans une auberge d’Avignon, une soupe au bouilli de mouton, des côtelettes de mouton, du mouton bouilli, des pieds de mouton à la Sainte-Menehould, une tête de mouton au vinaigre, des queues de mouton grillées et une poitrine de mouton rôtie. Ce qui fit écrire au gentilhomme : « De sorte que, tout compte fait, j'ai eu à peu près un demi mouton pour un dîner qu'il fallut payer neuf livres et dont les restes ont nourri encore trois domestiques. »

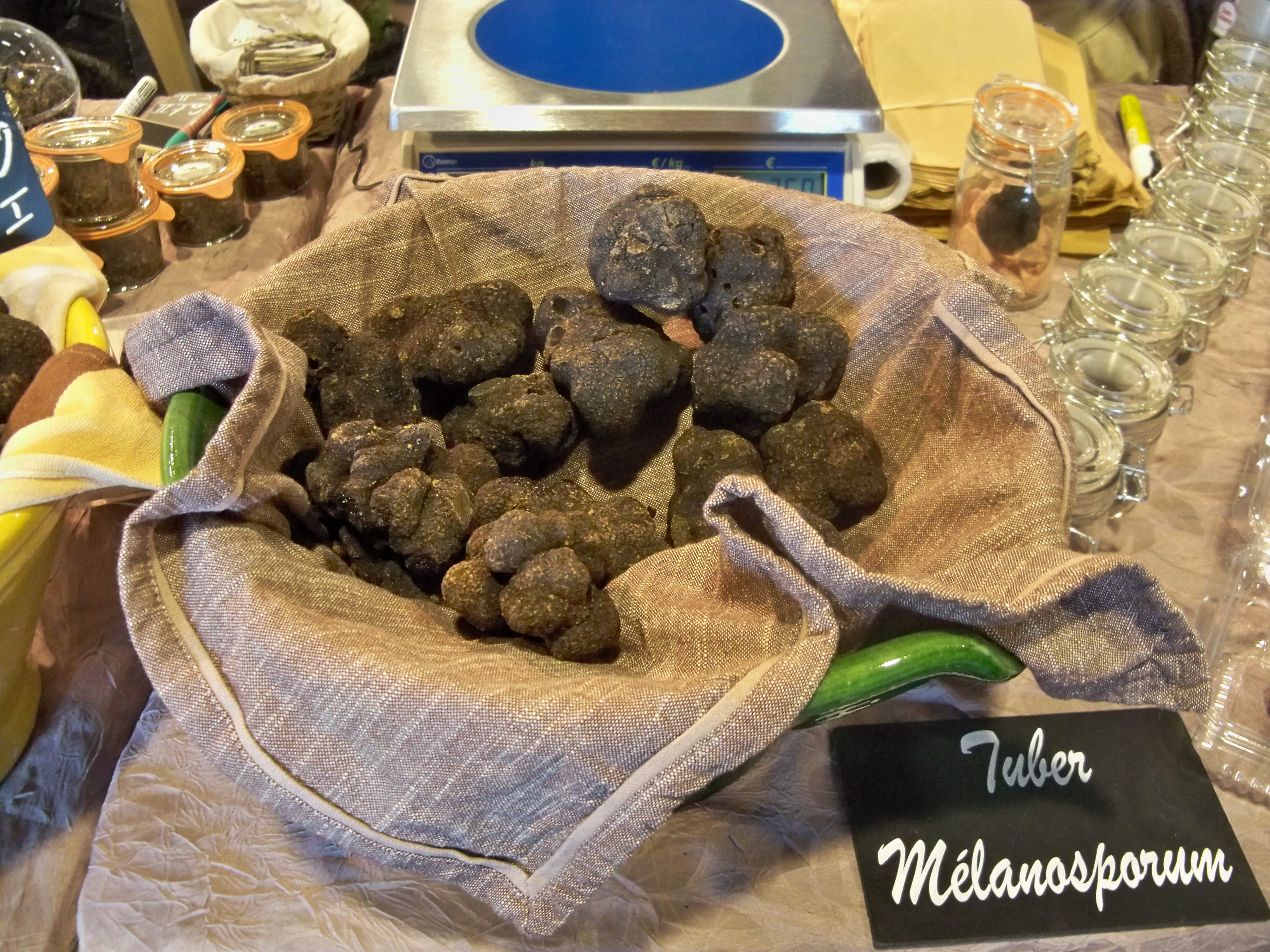
Truffe noire Tuber melanosporum, du marché aux truffes de Carpentras.

### La cuisine provençale vue par Peter Mayle

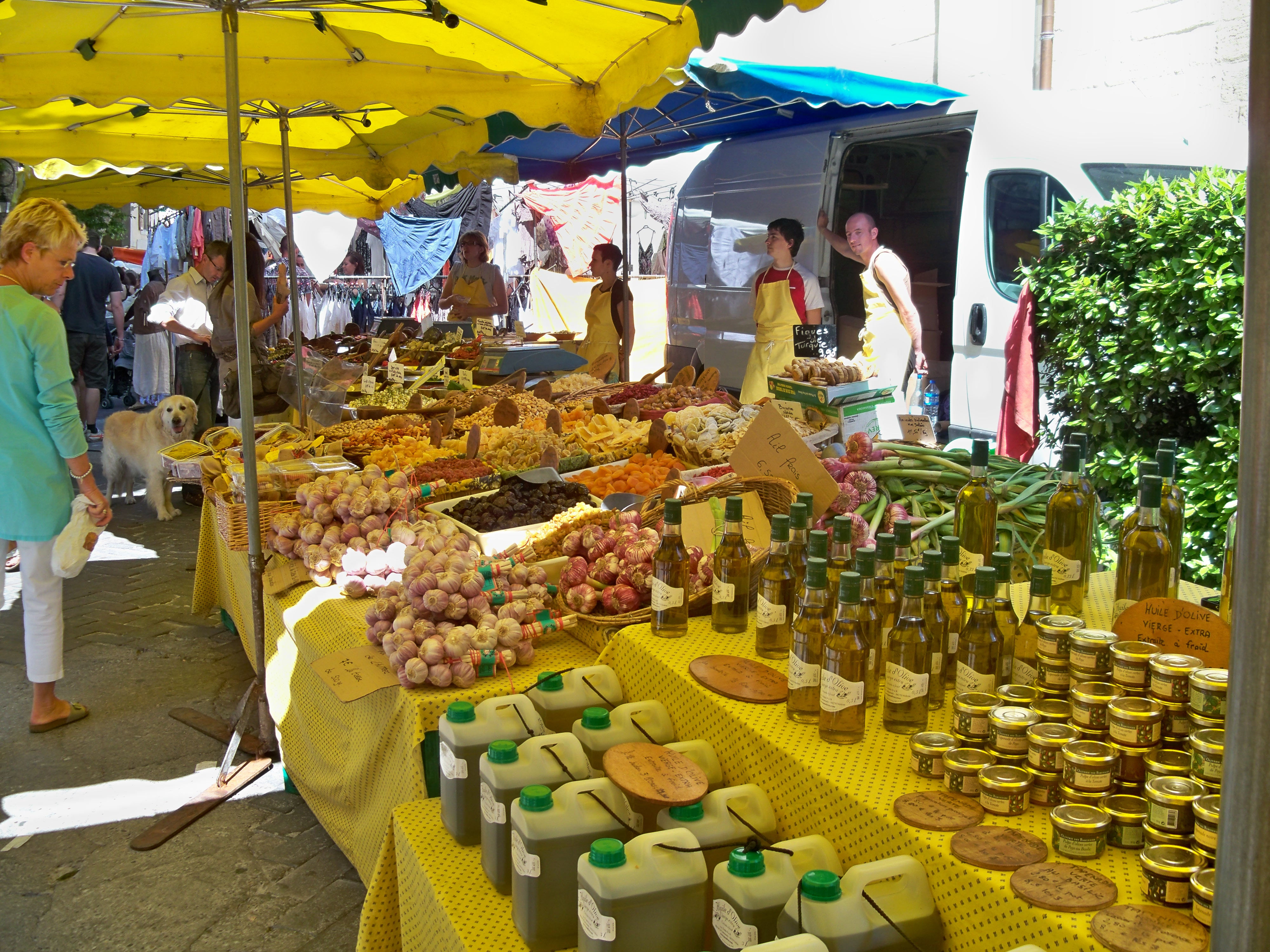
Marché de Provence de L'Isle-sur-la-Sorgue.

Les écrivains anglo-saxons, qui ont découvert récemment le paradoxe français, le plaisir de la table et la joie de vivre en Provence qui sont devenus le thème d'un courant littéraire apparu aux États-Unis. Il s’agit de literature of accommodation (« littérature d’intégration ou d'adaptation »). Ce filon littéraire éclata dans les années 1990 avec le Britannique Peter Mayle. L’ancien publicitaire a assis sa réputation d'écrivain grâce à Une année en Provence. Tombé amoureux de cette région, il quitta les brumes de Londres pour s’installer dans un petit village du Luberon en 1987, et y écrivit son histoire d’adaptation dans le village de Ménerbes. Ce fut un succès mondial de librairie puisque ce livre s'est vendu à six millions d'exemplaires.

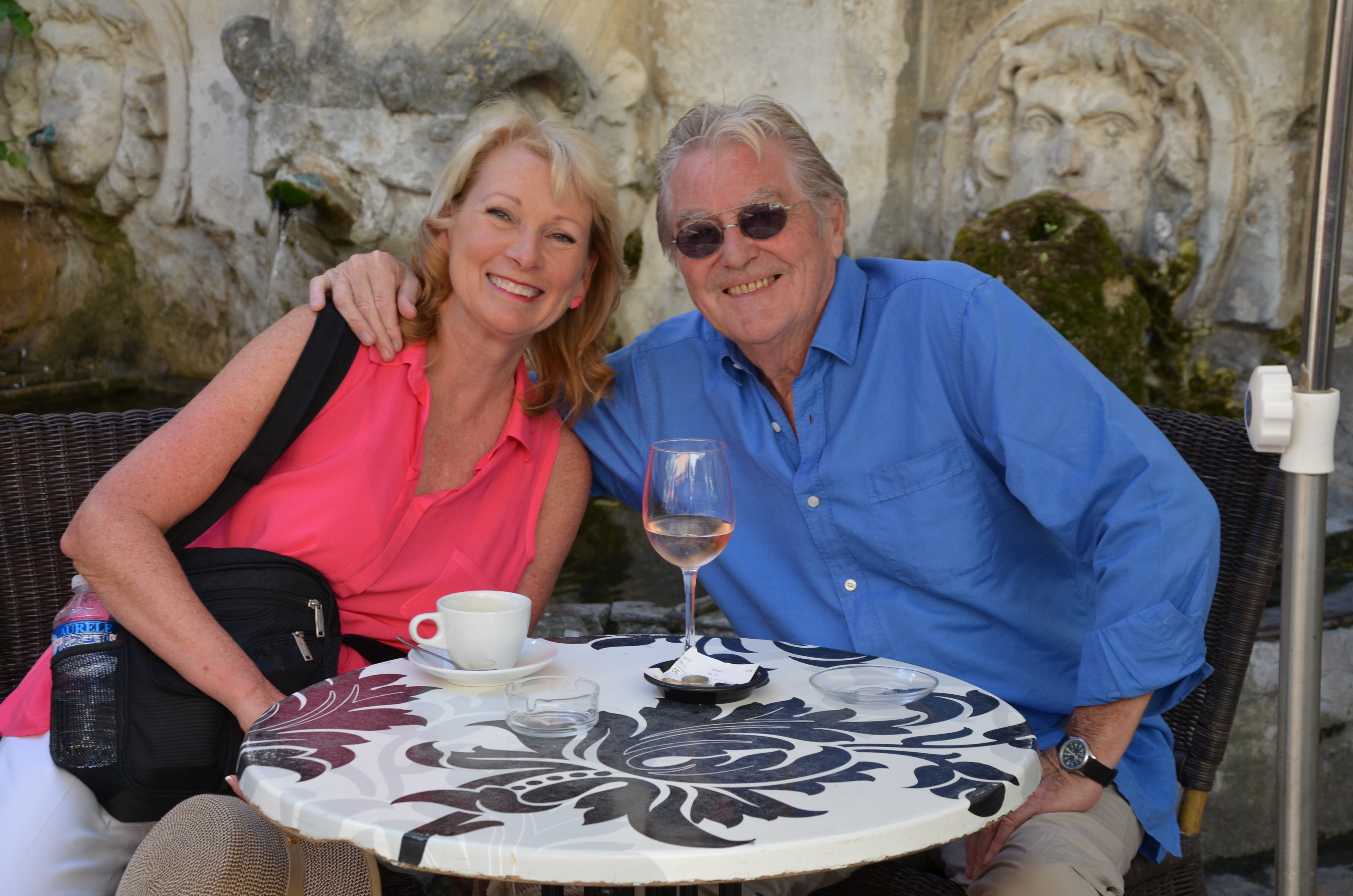
Peter Mayle en Provence, auteur du best-seller international anglais Une année en Provence de 1989.

Sa découverte de la vie provençale est complétée par celle des marchés provençaux dont l’aspect change à chaque saison. « Il se plaît à les visiter, tout en observant la diversité des produits exposés, les réactions de la foule et surtout les gestes des maîtresses de maison pour en faire le meilleur choix. »

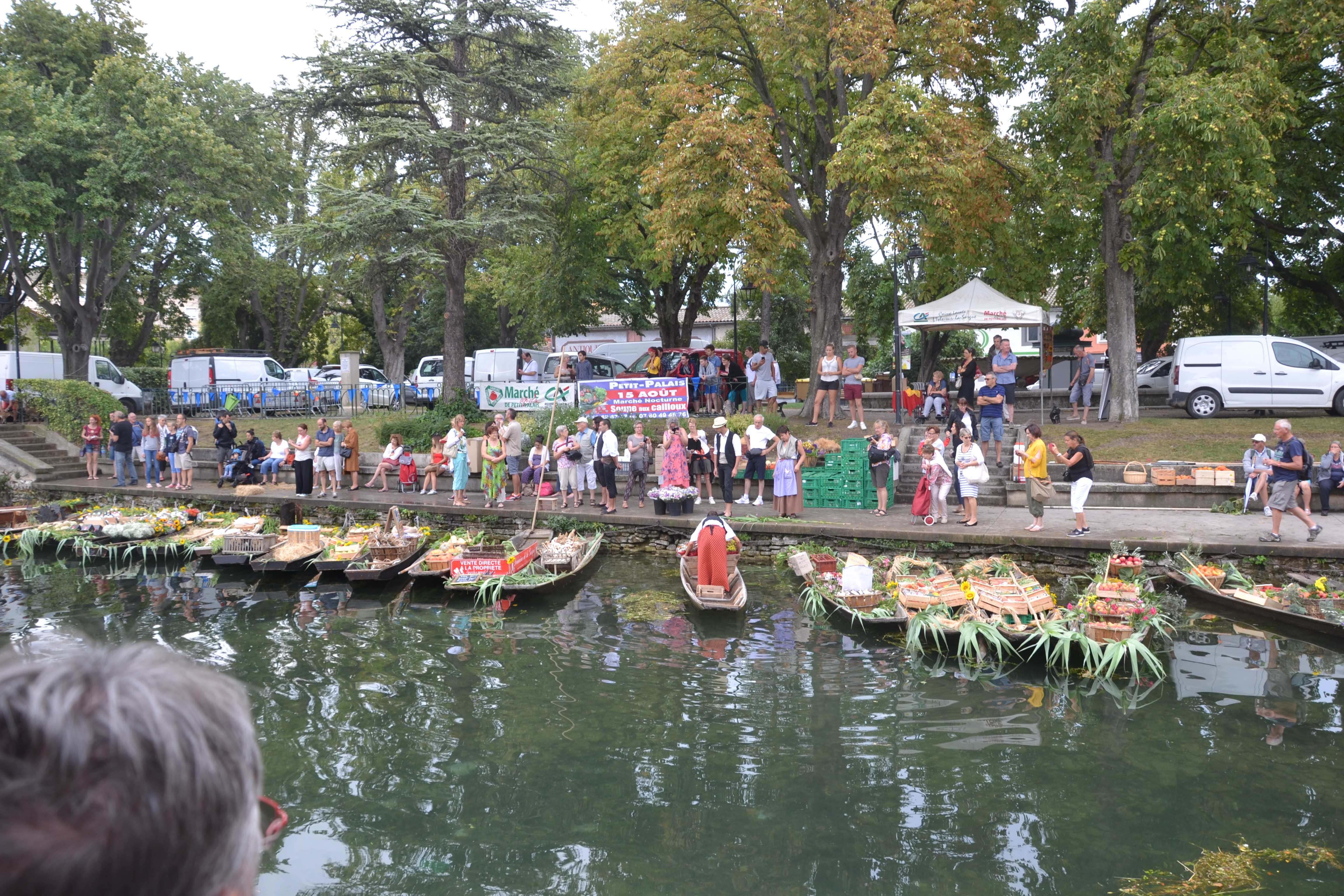
Marché flottant de L'Isle-sur-la-Sorgue

Il constate qu'ici chacun respecte un rituel ancestral : à midi pile, on arrête le travail pour un long déjeuner pantagruélique. Peter Mayle relève l’importance des repas et surtout la dimension socio-culturelle de la gastronomie française. Tout se situe au plus haut degré, soit qu’il s’agisse de la quantité ou de la qualité : « C’était un repas que jamais nous n’oublierons : plus précisément, c’était une succession de repas que nous n’oublierons jamais car cela dépassait les frontières gastronomiques de tout ce que nous avions connu aussi bien en quantité qu’en durée… Ce soir-là nous avons mangé pour l’Angleterre tout entière. »

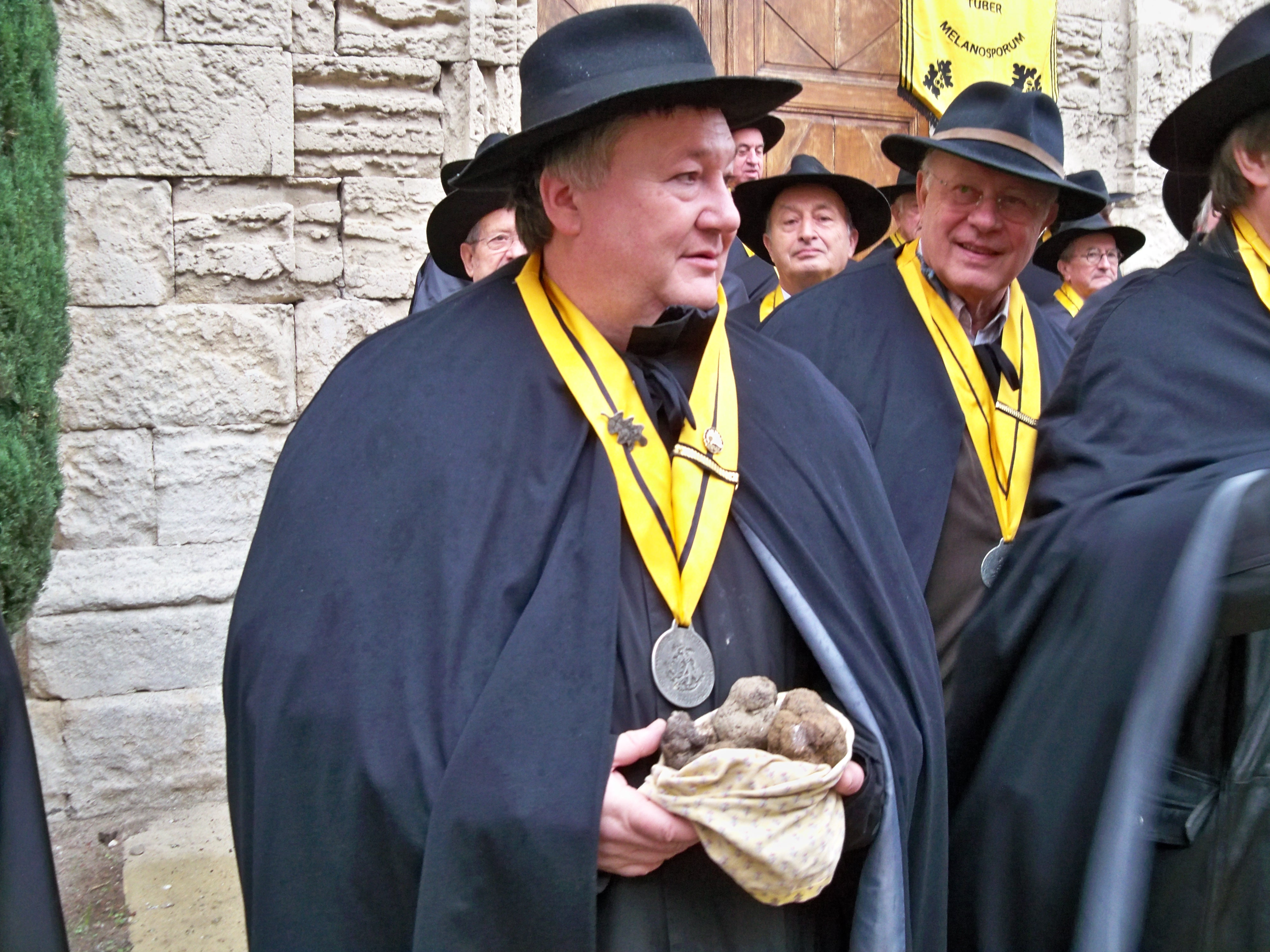
Truffe noire de la Confrérie du diamant noir et de la gastronomie, en costume d’apparat, au marché aux truffes de Richerenches.

Les amateurs de truffes sont légion dans le Vaucluse. L’écrivain les rejoint dans leur passion. Même s'il s'étonne de l’accoutrement et des gestes d'un rabassier : « Debout, l’homme contemplait la mousse et les broussailles autour des racines d’un vieux chêne-liège. Il avait la jambe droite enfoncée dans une cuissarde de pêcheur en caoutchouc vert. À l’autre pied, une chaussure de course. Il tenait devant lui un long bâton et portait un panier à provisions en plastique bleu. » Dans l'originalité le rejoint le chasseur de sanglier, qui est aussi l’épicier du village. Peter Mayle ne peut supporter ce tueur de marcassins et, d'une façon générale, la soif de sang des chasseurs provençaux. Mais il oublie ses beaux principes devant un lapin de garenne que son épouse avait accommodé en civet. « J’en repris deux fois. La sauce, épaissie de sang était merveilleuse. »

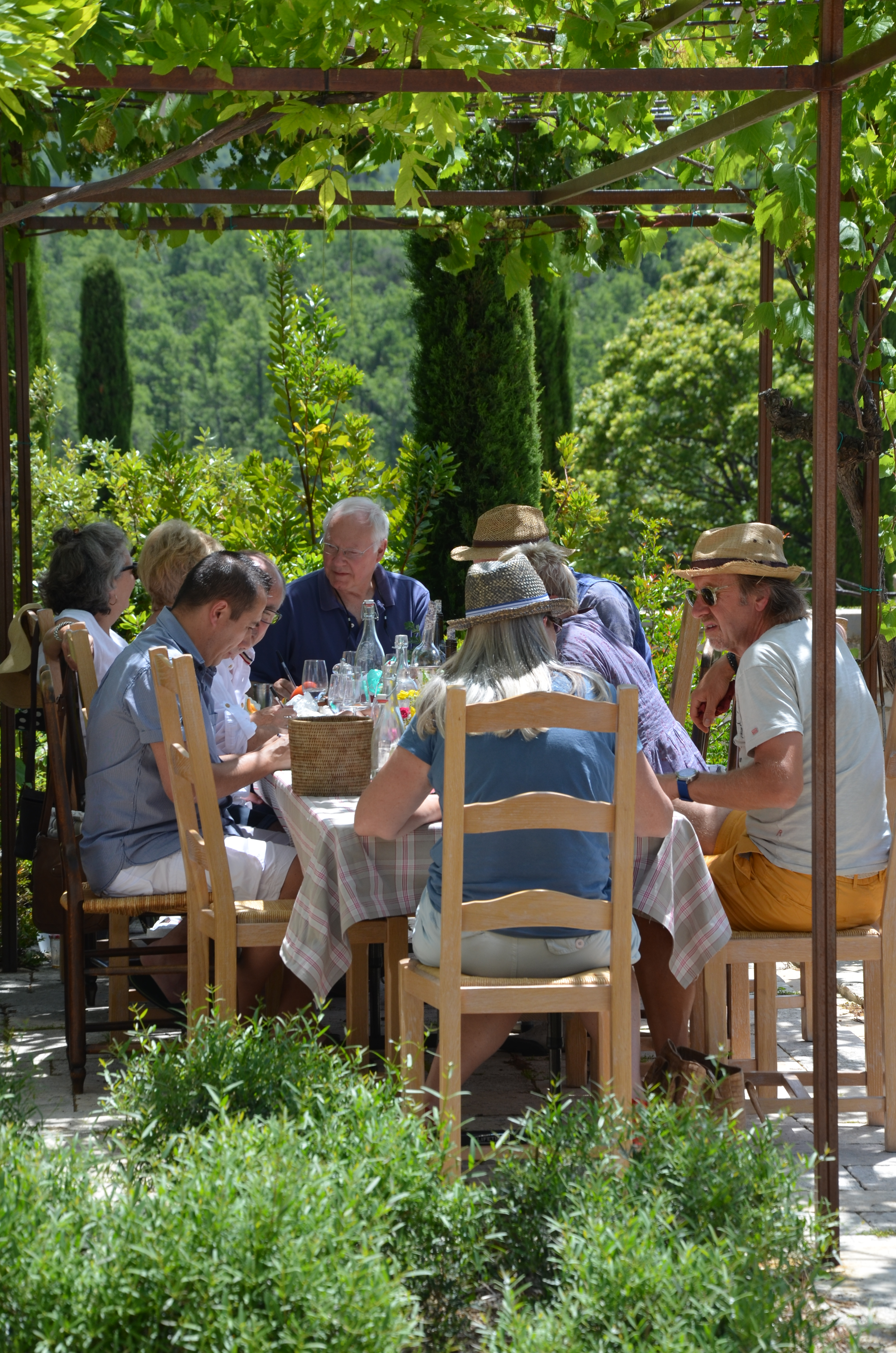
Repas de midi sous la treille dans les Dentelles de Montmirail.

C’est encore la singularité des recettes provençales qui attire son attention. Il énumère avec précision des noms de plats qui ont fait leur délice : civet de lapin, pâté de lapin, de sanglier et de grives, terrine à base de porc rehaussée d’un peu de marc, petits oignons doux marinés dans une sauce tomate fraîche, daube d’agneau, aïoli, etc. Il avoue sa surprise de découvrir de bons restaurants, même dans les villages les plus reculés comme celui de Buoux, où l'on sert quatorze types de hors-d’œuvre : « Cœurs d’artichauts, beignets de petites sardines frites, taboulé bien relevé, morue à la crème, champignons marinés, bébés calamars, tapenade, petits oignons frits dans une sauce à la tomate fraîche, céleri et pois chiches, radis et petites tomates, moules froides. » Ce qui le frappe c’est la grande consommation de vin, boisson emblématique du French paradox, et l'exactitude du repas de midi. « Le Provençal a une horloge dans l’estomac. Et le déjeuner constitue son unique concession à la ponctualité. On mange à midi ! Et pas une seconde plus tard. »

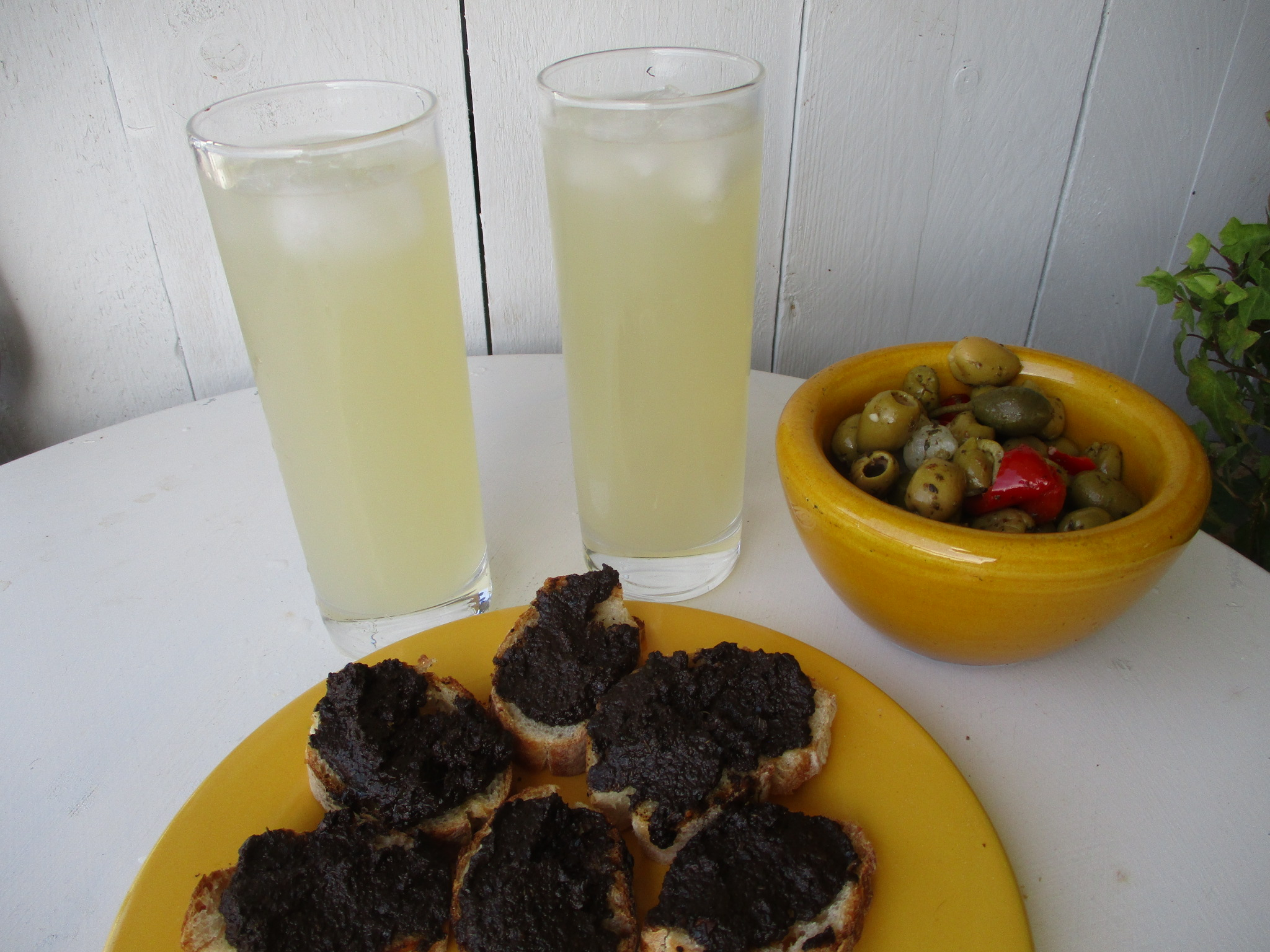
Apéritif provençal, avec pastis, olives, et tapenade.

Il lui a suffi pourtant d’Une année en Provence pour s'adapter à ce mode de vie. Il ne regrette rien ni n’éprouve aucune nostalgie de son pays d'origine. De plus, il ne se sent pas du tout étranger et s’implique dans la vie quotidienne locale, tout en relevant la singularité de la Provence et de ses habitants. C'est-à-dire à dévoiler le cachet de cette région où règne une joie de vivre axée sur la fête et le plaisir de la table. Il rejette même ses concitoyens et craint leurs visites inopportunes, « sans doute, à la façon habituelle de l’Anglais itinérant, allait-il surgir un jour prochain juste avant le déjeuner », et adopte une attitude ironique et méprisante envers les citadins qui possèdent des résidences secondaires dans le Luberon « et qui se remarquent par leur arrogance et par leur richesse ostentatoire ». Même s’il lui reste encore beaucoup à voir et à faire, enfin il se sent ici chez lui. La cuisine provençale a également servi d'inspiration à l'épidémiologiste américain, Ancel Keys, pour définir sa conception personnelle de la diète méditerranéenne.

## Repas

### Gros souper

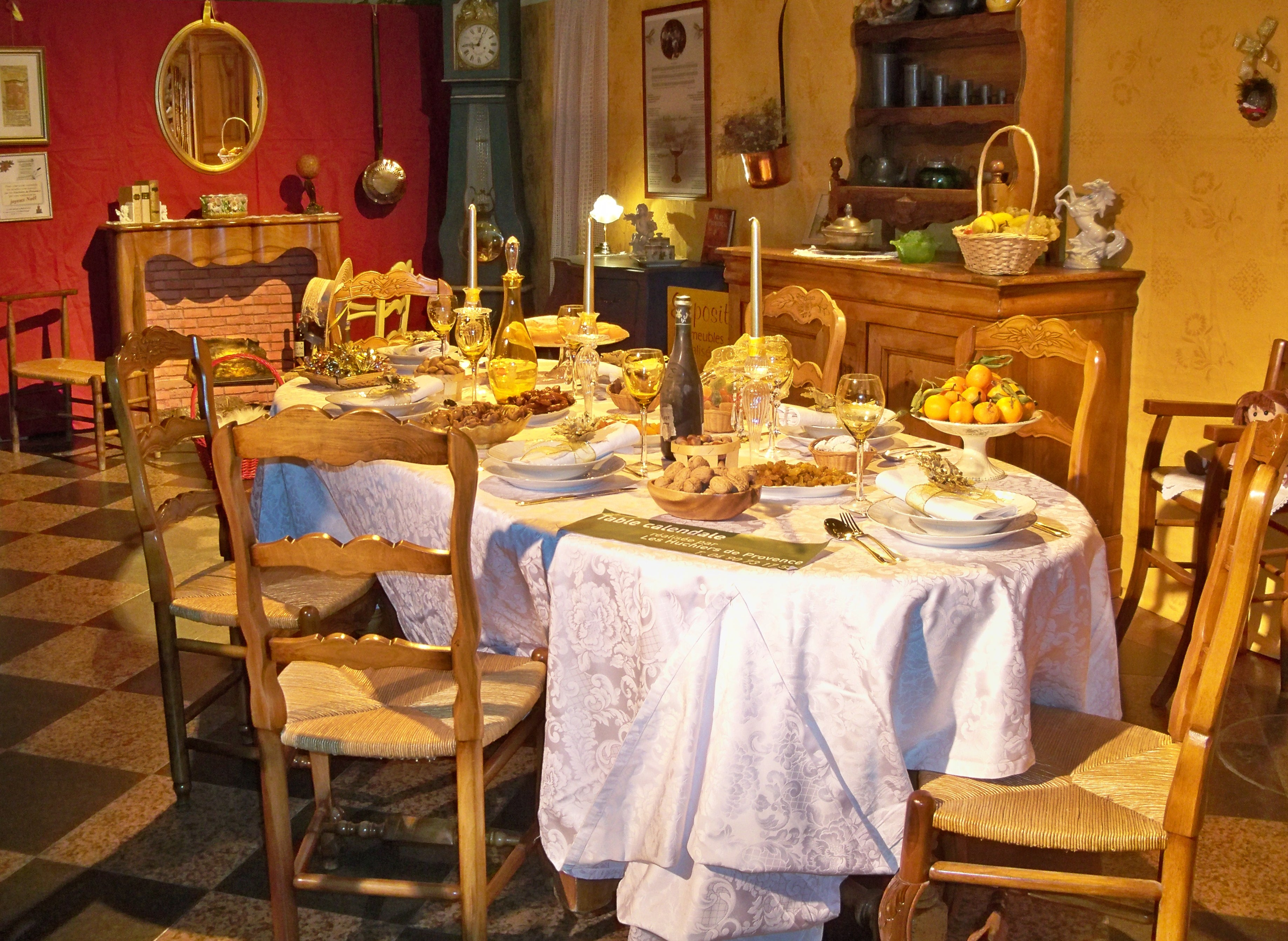
Table du gros souper.

Le gros souper (lou gros soupa, en provençal), était le repas maigre traditionnellement pris en famille le 24 décembre, avant la messe de minuit. La table dressée comportait trois nappes de taille décroissante : une pour le « gros souper », une pour le repas du jour de Noël, le lendemain midi — repas composé de viandes —, et enfin la dernière pour le soir du 25 où les restes trônent sur la table. Sur ces nappes, on dépose les blés ou les lentilles de la Sainte-Barbe, une branche de houx pour apporter le bonheur, ainsi que trois bougies. Le pain, posé à l’endroit, est coupé en trois : la « part du pauvre », la « part des convives » et la « part fétiche » qu’on conserve dans une armoire. Il ne faut donc pas oublier de mettre un couvert de plus : le « couvert du pauvre ». Pauvre désigne celui qui est décédé mais ce peut être aussi un mendiant qui passe et demande l’aumône. La part du pauvre est une survivance de la manne que les Romains offraient à leurs ancêtres. Le repas maigre servi n'en était pas moins fastueux. Il commençait par l’aigo boulido, se continuait par des plats de poissons, dont l'alose à l'étouffée, la morue à la raïto et divers légumes, dont les épinards aux escargots. Après avoir dégusté les sept plats maigres de poissons et de légumes, on pose sur la table les treize desserts que l’on mangerait au retour de la messe de minuit avec le vin cuit et, pour les affamés, se servait la « petite oie ».

## Pain

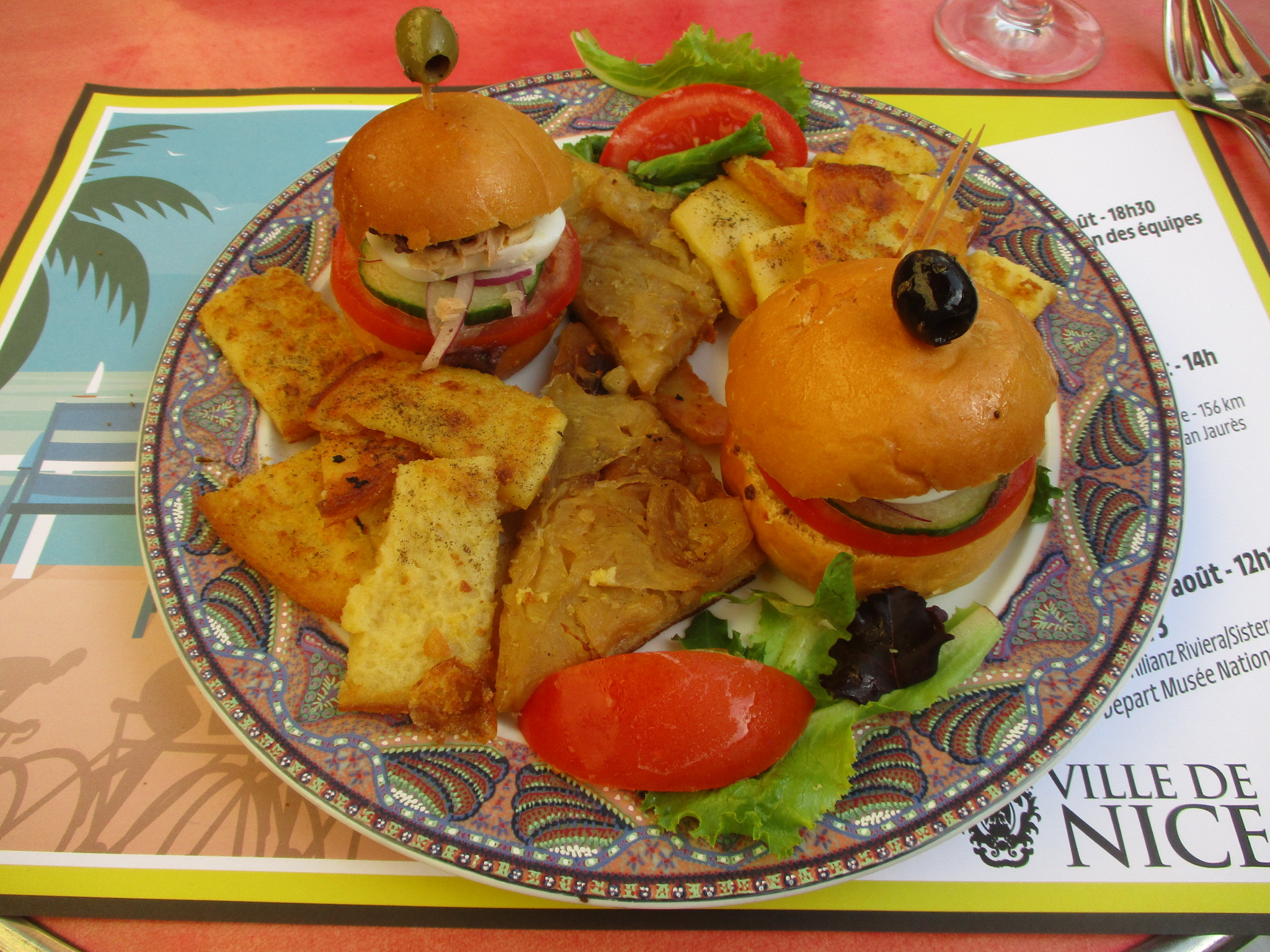
Assiette composée de mini pan bagnat, socca, et pissaladière, du Vieux-Nice

### Fougasse

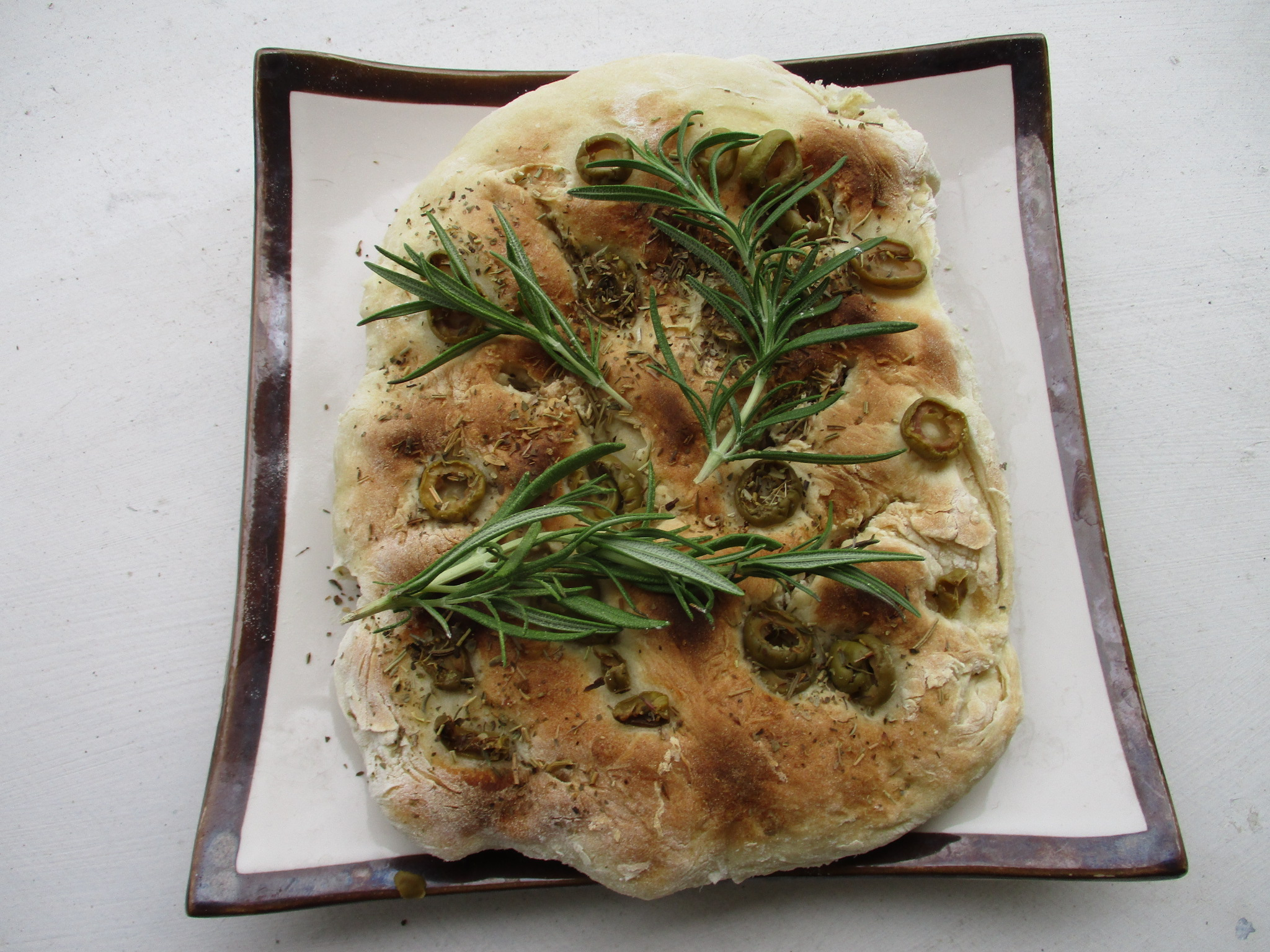
Fougasse aux olives

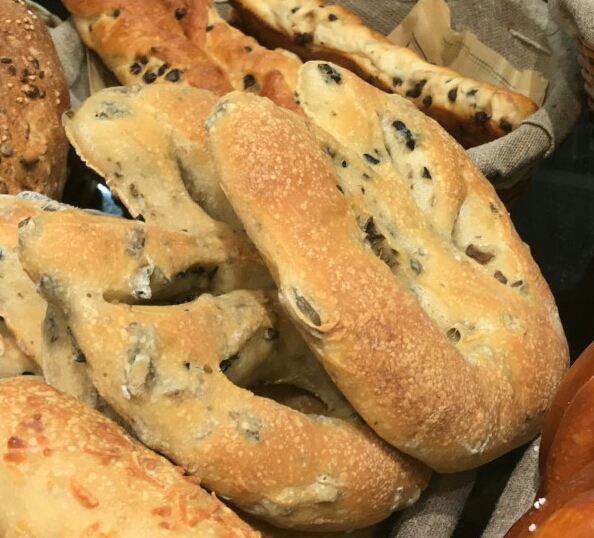
Fougasse aux olives

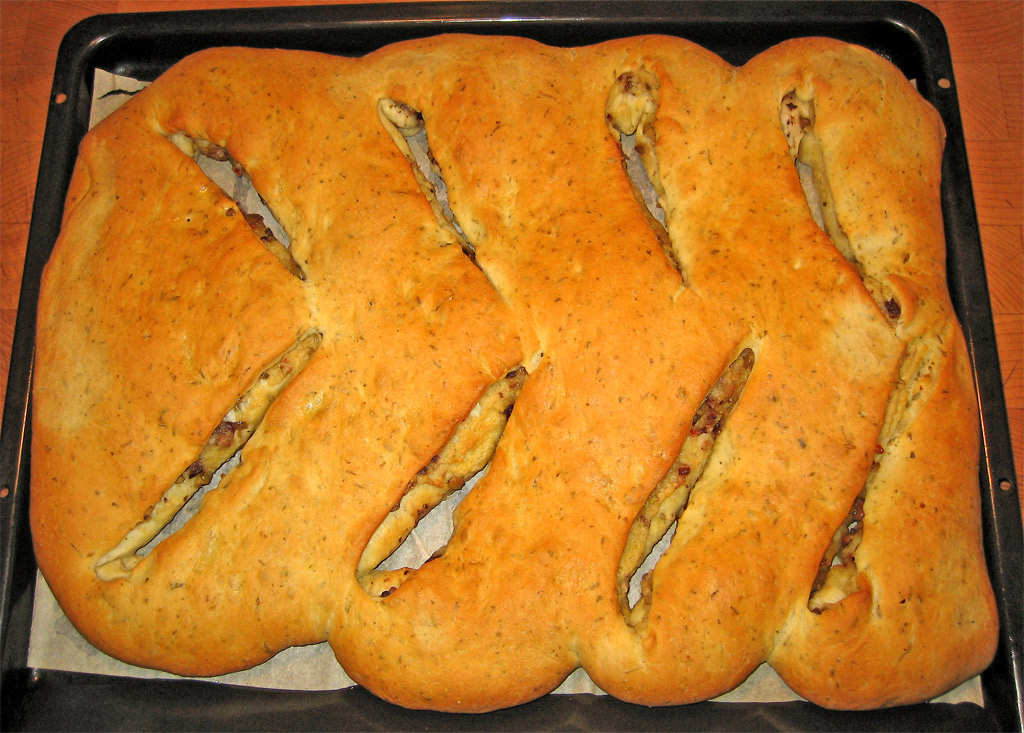
Fougasse aux grattons

La fougasse est un pain provençal. Le nom trouve son origine dans le latin panis focacius, un pain plat cuit sur un foyer ou sous les cendres d'un feu. Elle ressemble à la pizza, bien qu'elle n'ait aucun lien historique connu avec cette dernière. Elle est assez plate, souvent sculptée à la préparation, pour former plusieurs branches. Il existe une extrême diversité des fougasses, chaque région provençale, ville ou même chaque famille ayant sa propre recette. La plupart des fougasses sont salées, elles peuvent être agrémentées de divers ingrédients (olives, lardons, anchois, fromages), qui peuvent être soit mélangés à la préparation, soit déposés à la surface du pain avant cuisson. Mais on trouve aussi la fougasse d'Aigues-Mortes, qui est sucrée, et la fougassette de Grasse, qui est légèrement briochée et aromatisée à la fleur d'oranger.
Il est notamment possible de distinguer plusieurs dizaines de fougasses différentes, dont les plus communes sont :
- aux olives ;
- aux tomates séchées ;
- aux anchois ;
- aux oignons ;
- aux fromage ;
- aux herbes de Provence ;
- au petit salé, figues...

### Pain de Beaucaire
Bien que située sur la rive droite du Rhône, Beaucaire, siège d'une sénéchaussée et, jusqu'au début du XIXe siècle, d'une des plus grandes foires d'Europe, a popularisé un pain spécial, le pain de Beaucaire. Ce pain fendu en son milieu dans le sens de la largeur est particulièrement apprécié en Provence. Fabriqué depuis le XVe siècle, il se caractérise par une mie très alvéolée. Ce pain au levain avait l'avantage de se conserver sans durcir, à la différence du pain viennois préparé à la levure de bière. Ce pain de ville mettait moins de temps à lever et sa fabrication était adaptée à une journée de huit heures.

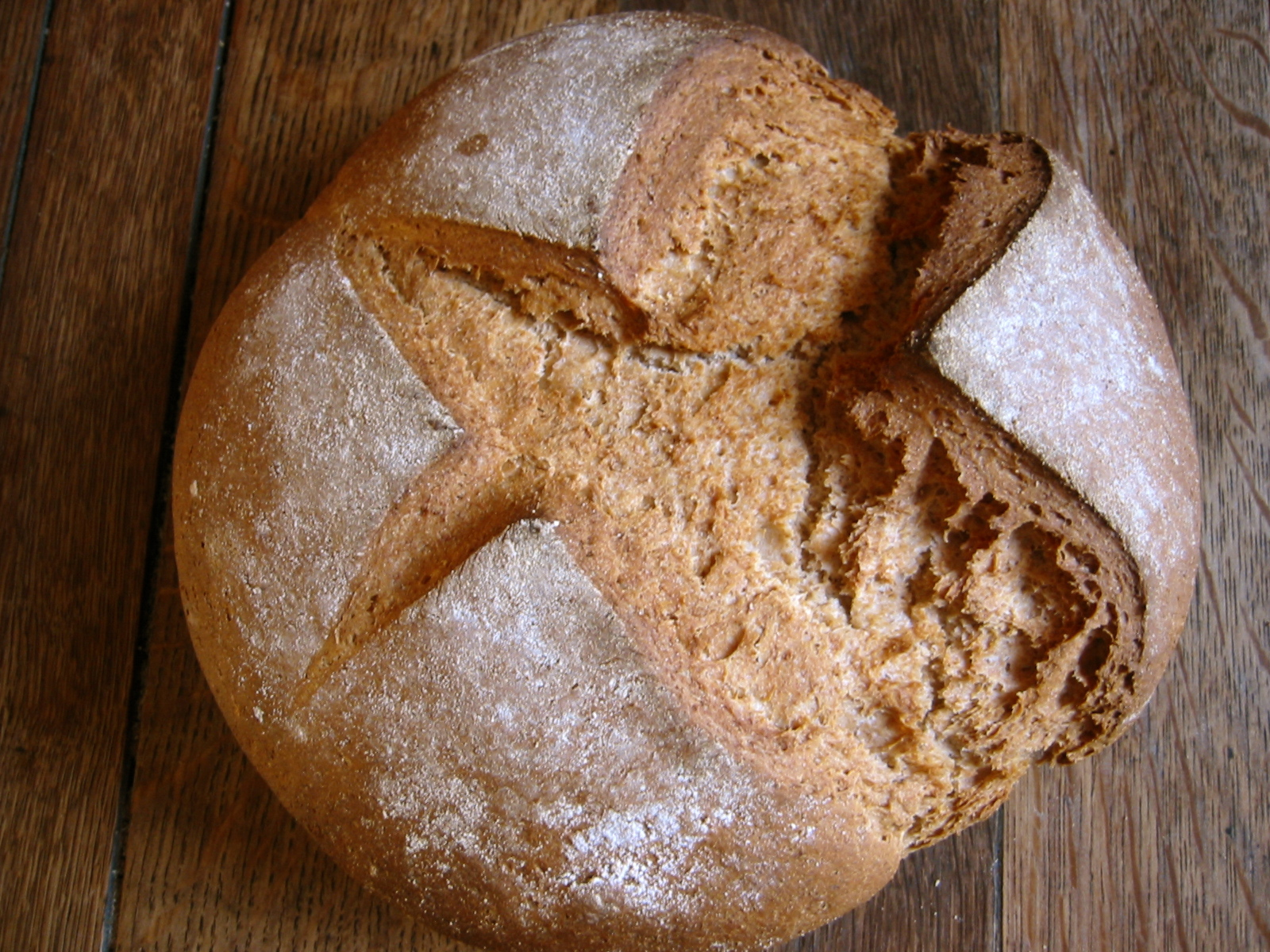
Pain d'épeautre

### Pain d'épeautre
Le pain d'épeautre est réalisé avec de la farine de petit épeautre. Si sa faible teneur en gluten fait qu'il lève peu, il est particulièrement savoureux par rapport aux autres céréales et possède d'excellentes qualités nutritives. L'épeautre, ou blé gaulois, est une céréale anciennement utilisée pour la fabrication du pain puis remplacée par le blé pour des raisons de coût de production. Selon Hildegarde de Bingen, il y a plus de huit siècles : « L'épeautre donne de l'entrain à ceux qui en mangent un peu chaque jour, et met la joie au cœur. » Le pain est fabriqué à base de farine d'épeautre, d'eau, sel et de levure.

### Pain de la Sainte-Agathe
Le pain de la Sainte-Agathe, selon une tradition provençale, était cuit au four avant sa fête, célébrée le 5 février, pour être béni. Cette bénédiction des pains provenait de la tradition erronée qu'Agathe de Catane, dans ses représentations, portait sur un plateau ses seins dont les miches de pain rappellent la forme. Ce jour-là, Agathe était particulièrement invoquée contre l'incendie et la foudre. Pour préserver l'efficacité de son intercession, il était interdit aux ménagères de faire des miches le jour de sa fête. Car la sainte, appelée en occitan Santo-Gato (Saint Chat), était censée, tous les 5 février, apparaître sous cette forme pour venir punir les femmes qui lui avaient déplu en travaillant en ce jour. Solennellement bénis, ces petits pains, après la consécration, devenaient ainsi les pains de Sainte-Agathe. Cette tradition des pains de la sainte est toujours vivace à Mons dans le Var, où un bas-relief de ses seins figure même à la base du rempart du village.

### Pain du Luberon

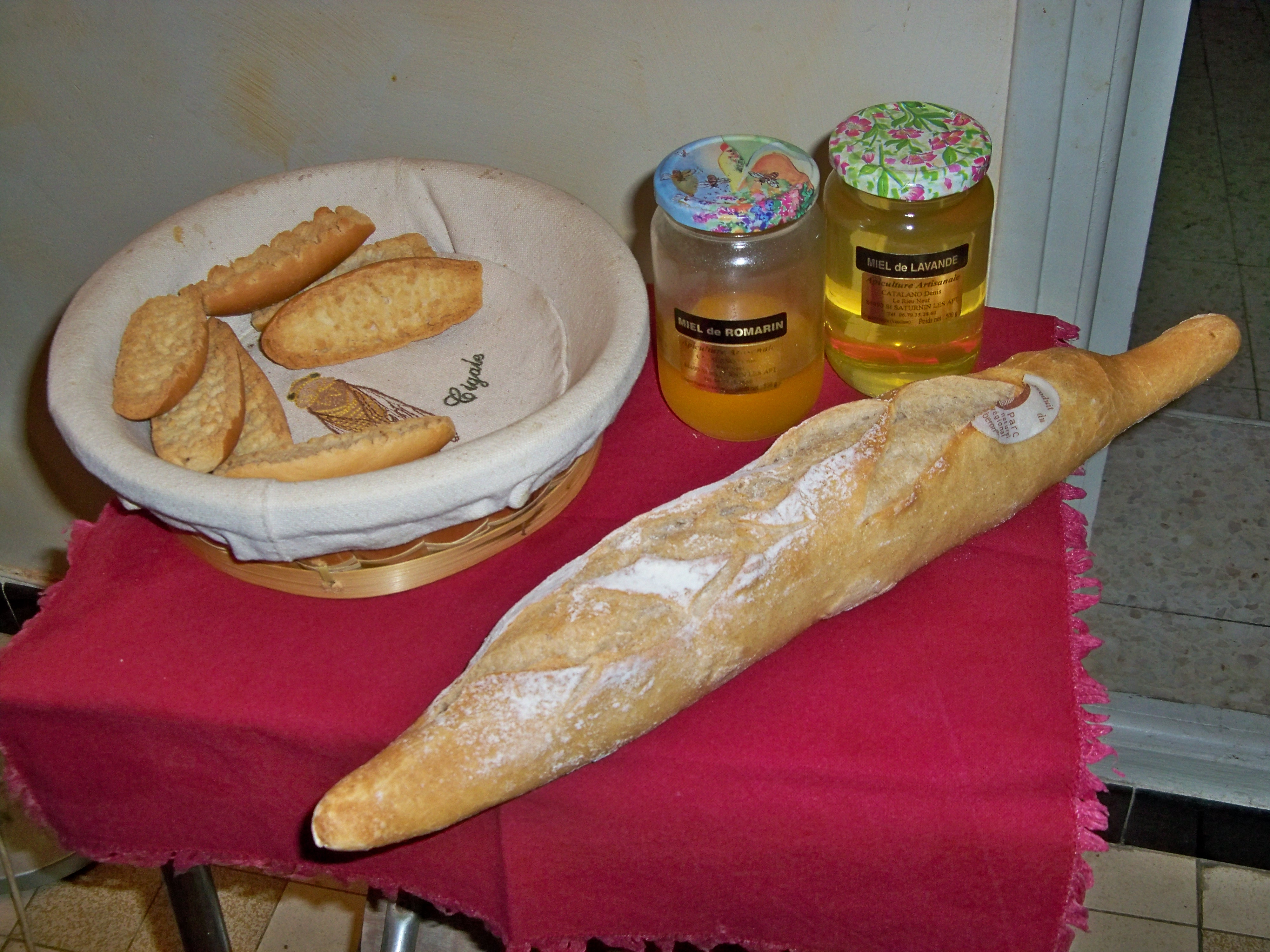
Pain du Luberon à Apt.

Le pain du Luberon au blé meunier d'Apt est fabriqué par des boulangers du Vaucluse et des Alpes-de-Haute-Provence. Ceux-ci ont obligatoirement signé une convention avec le Parc du Luberon. Le but de ce partenariat est de promouvoir ce pain en même temps que les variétés anciennes. Les pains faits à base de blé meunier sont tous identifiés par une petite pastille azyme représentant le logo vert du Parc. Cette initiative de création d'une marque a été soutenue par la Fédération nationale des parcs naturels régionaux de France le 13 septembre 2007. L’appellation « pain du Luberon » a fait également l’objet d’un dépôt de marque à l'Institut national de la propriété industrielle (INPI). En 2010, trois boulangers à Apt, deux à Cavaillon, un à Roussillon, un à Manosque, un à Reillane et un à Saint-Étienne-les-Orgues commercialisent ce pain.

### Pissaladière

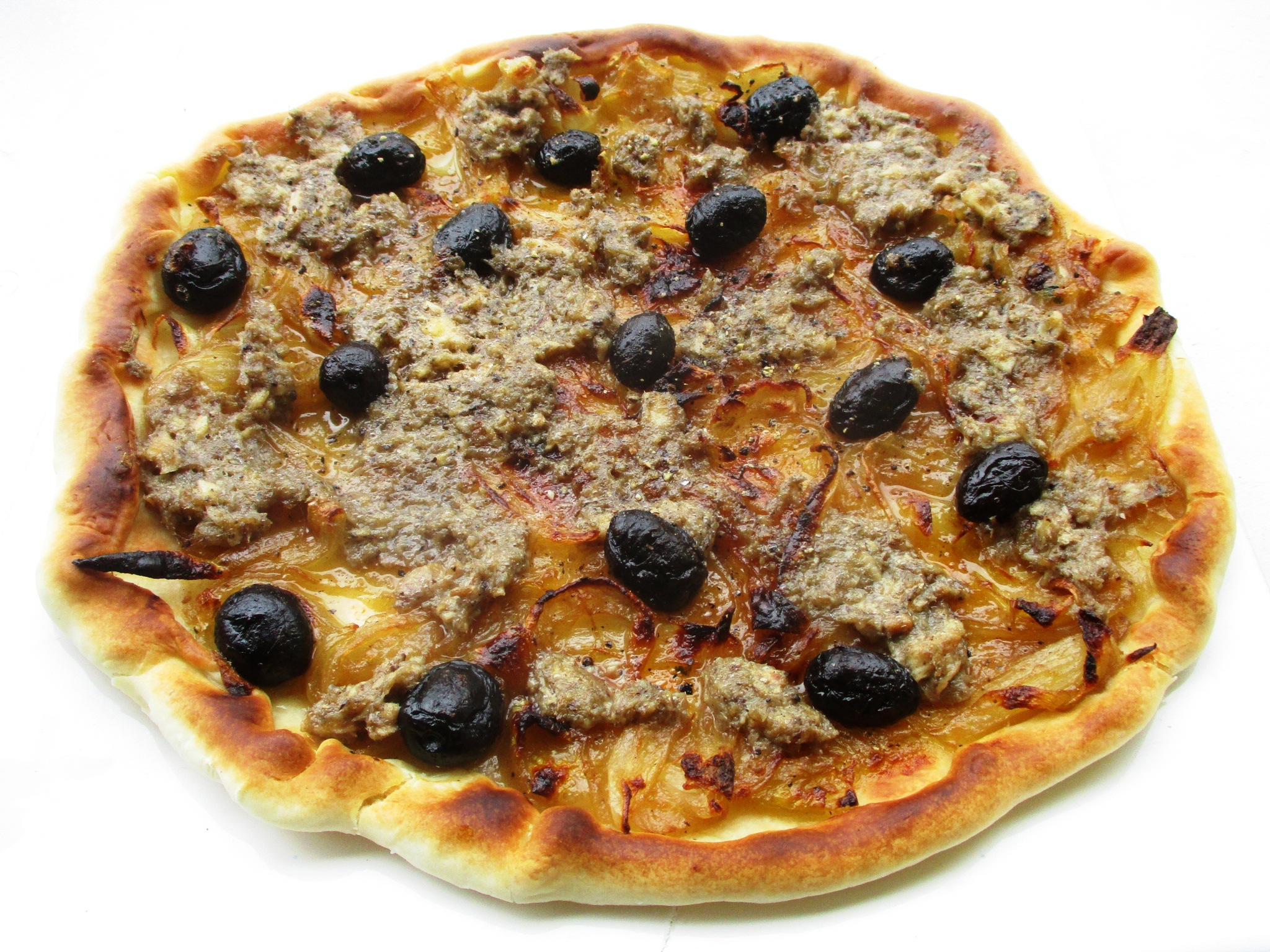
Pissaladière.

La pissaladière (pissaladiera en nissart, la langue provençale de Nice) est une spécialité culinaire de la région niçoise que l'on retrouve dans toute la Provence. Parfois considérée comme similaire à la pizza, la pissaladière est certes confectionnée avec de la pâte à pain mais ne comporte traditionnellement pas de tomate. On l'achète chez les boulangers. Outre la pâte à pain, elle est surtout composée d'une compotée d'oignons qui a cuit assez longtemps — minimum deux heures —, à feu très doux, en prenant soin d'éviter tout brunissement. La pâte à pain et l'oignon peuvent suffire, mais la vraie pissaladière ne saurait être faite sans badigeonner la pâte de pissalat, qui a d'ailleurs donné son nom à la spécialité. De plus en plus, on remplace le pissalat par de la crème d'anchois ou des filets d'anchois. Enfin, on a coutume d'ajouter à la pissaladière des olives noires, les caillettes (petites olives noires de Nice).

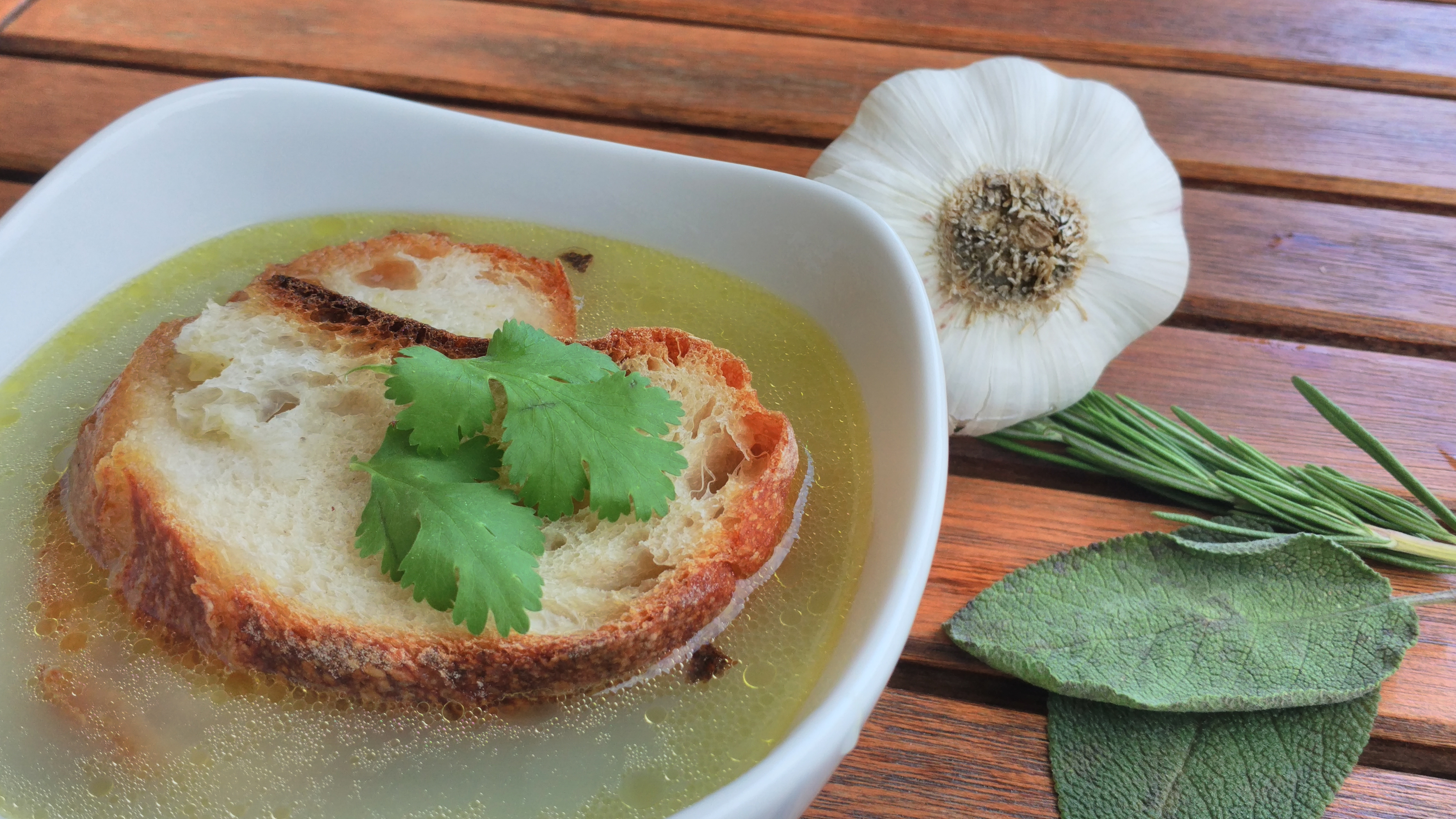
Aigo boulido.

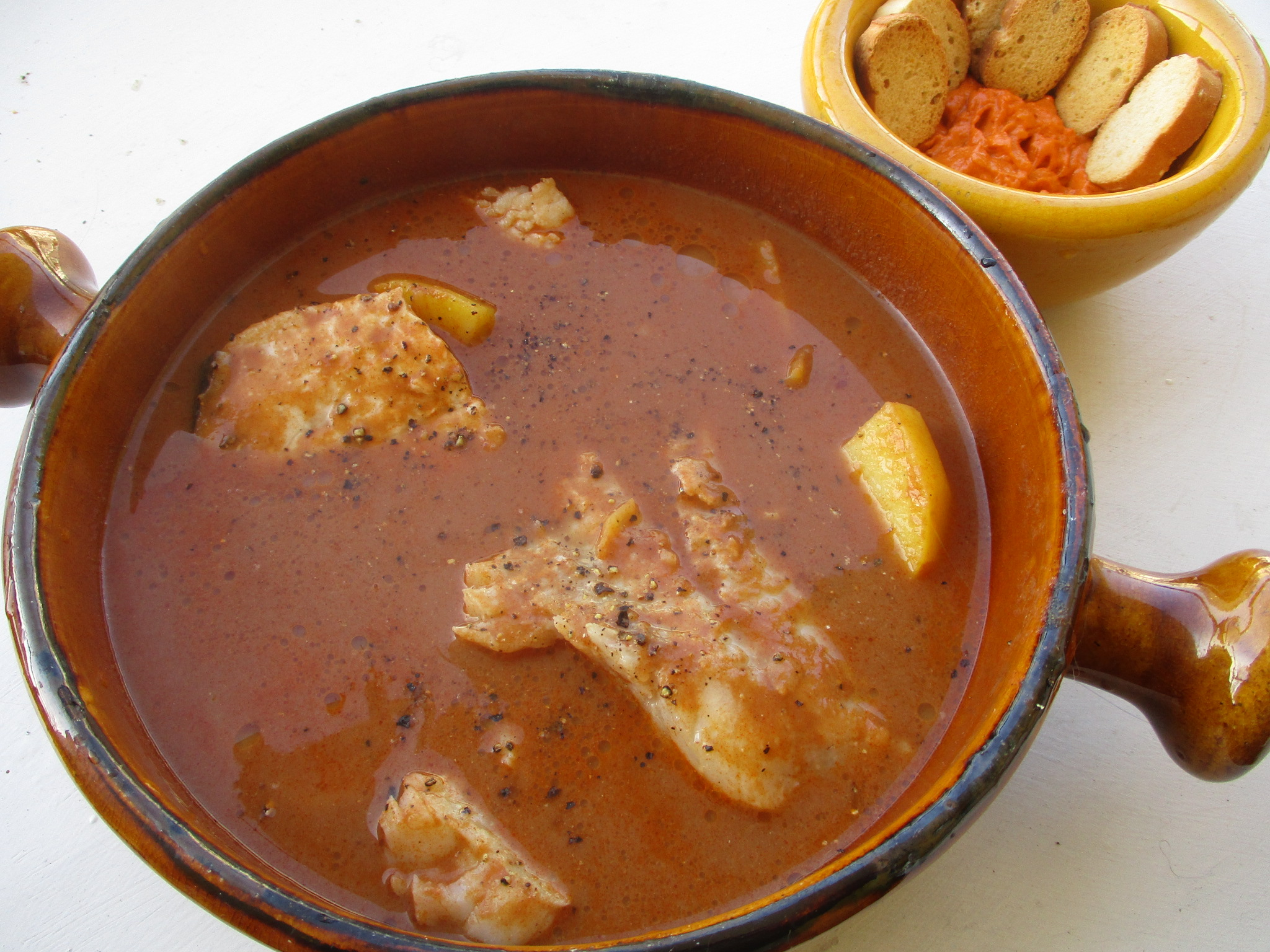
Bouillabaisse et rouille.

## Soupes

### Aigo boulido
L'aigo boulido, qui se traduit en français par « eau bouillie », est une soupe provençale préparée uniquement à base de feuilles de sauge et d'ail bouillis. Elle faisait originellement partie du gros souper, servi en Provence, la veille de Noël. Le bouillon était versé sur des tranches de pain rassis, frottées d'ail frais et recouvertes d'un filet d'huile d'olive. Elle est aujourd'hui considérée comme un mets d'après festivités et de diète. Une variante comtadine et camarguaise a été nommée « bouillabaisse borgne », bien qu'aucun poisson n'entre dans sa recette. À la soupe traditionnelle sont simplement ajoutés des œufs pochés et des légumes bouillis.

### Bouillabaisse
La bouillabaisse (de l'occitan provençal bolhabaissa, de bolh, « il bout » et abaissa, « il abaisse », en parlant du feu) est un plat traditionnel marseillais de poissons originaires de la Méditerranée. Ce ragoût, cuit dans l'eau ou du vin blanc, relevé d'ail, d'huile d'olive ou encore de safran, est servi en deux temps : la soupe, puis les poissons. La soupe de poissons se mange avec des croûtons de pain aillés, tartinés de rouille, mouillés à l'huile d'olive et de pommes de terre bouillies.

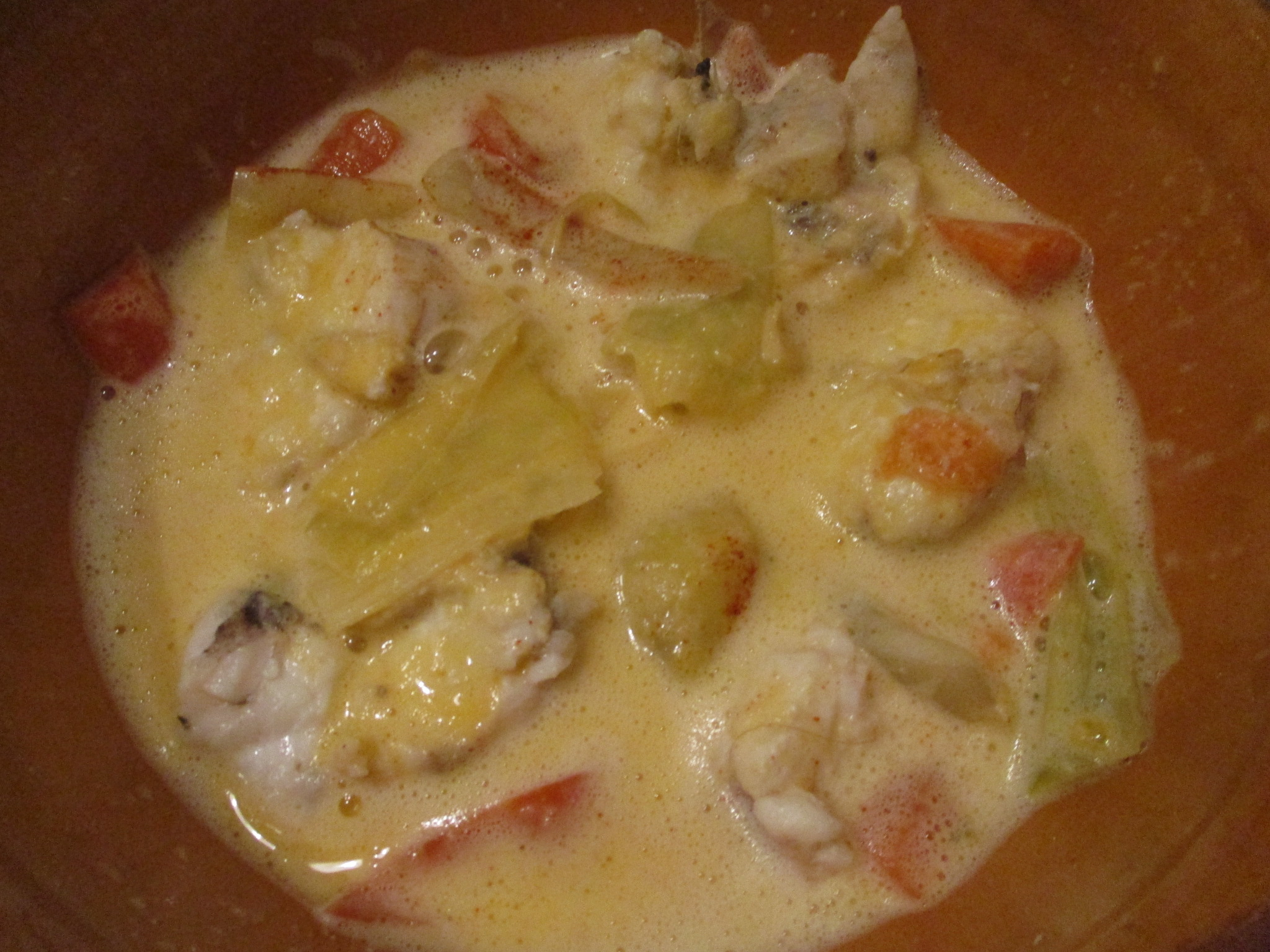
Bourride

### Bourride
La bourride est un mets originaire de Provence, fait à base de poissons de mer et de fruits de mer. Cette cousine de la bouillabaisse s'est étendue jusqu'au Languedoc, en particulier à Sète. Le terme « bourride » est emprunté au provençal bourrido, qui serait dérivé de boulido, « bouilli ».

### Soupe au pistou

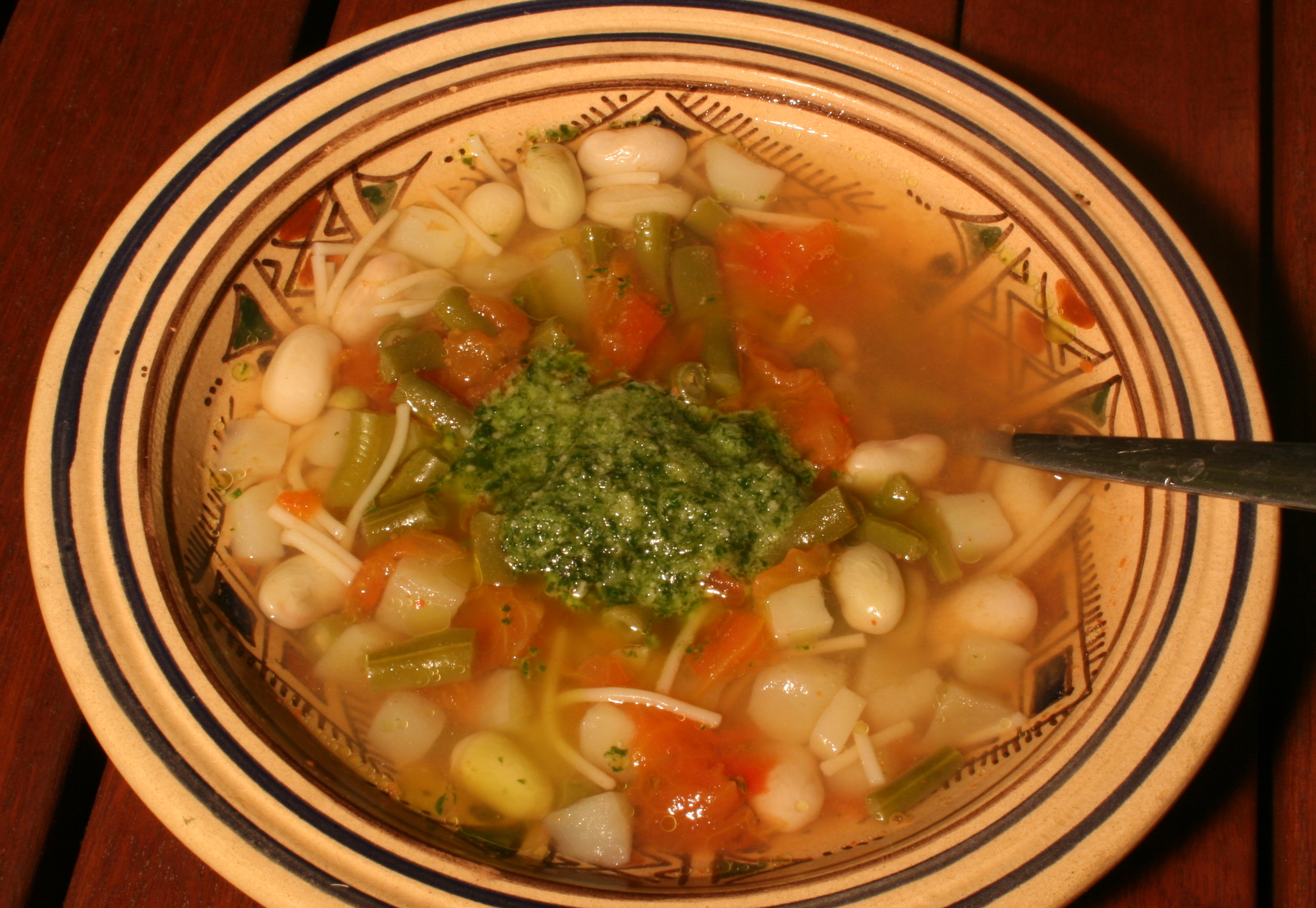
Soupe au pistou.

La soupe au pistou est une soupe aux légumes d'été, avec des pâtes, servie avec du pistou, un mélange d'ail, d'huile d'olive et de basilic haché. Le terme pistou désigne, en provençal, les pilon du mortier qui servent à faire la préparation, et non pas le basilic, qui se dit baseli. Le basilic perdant énormément de sa saveur à la cuisson, le pistou est généralement mélangé à la soupe au moment du service, ou servi séparément, pour être mélangé directement dans l'assiette par les convives.

## Entrées

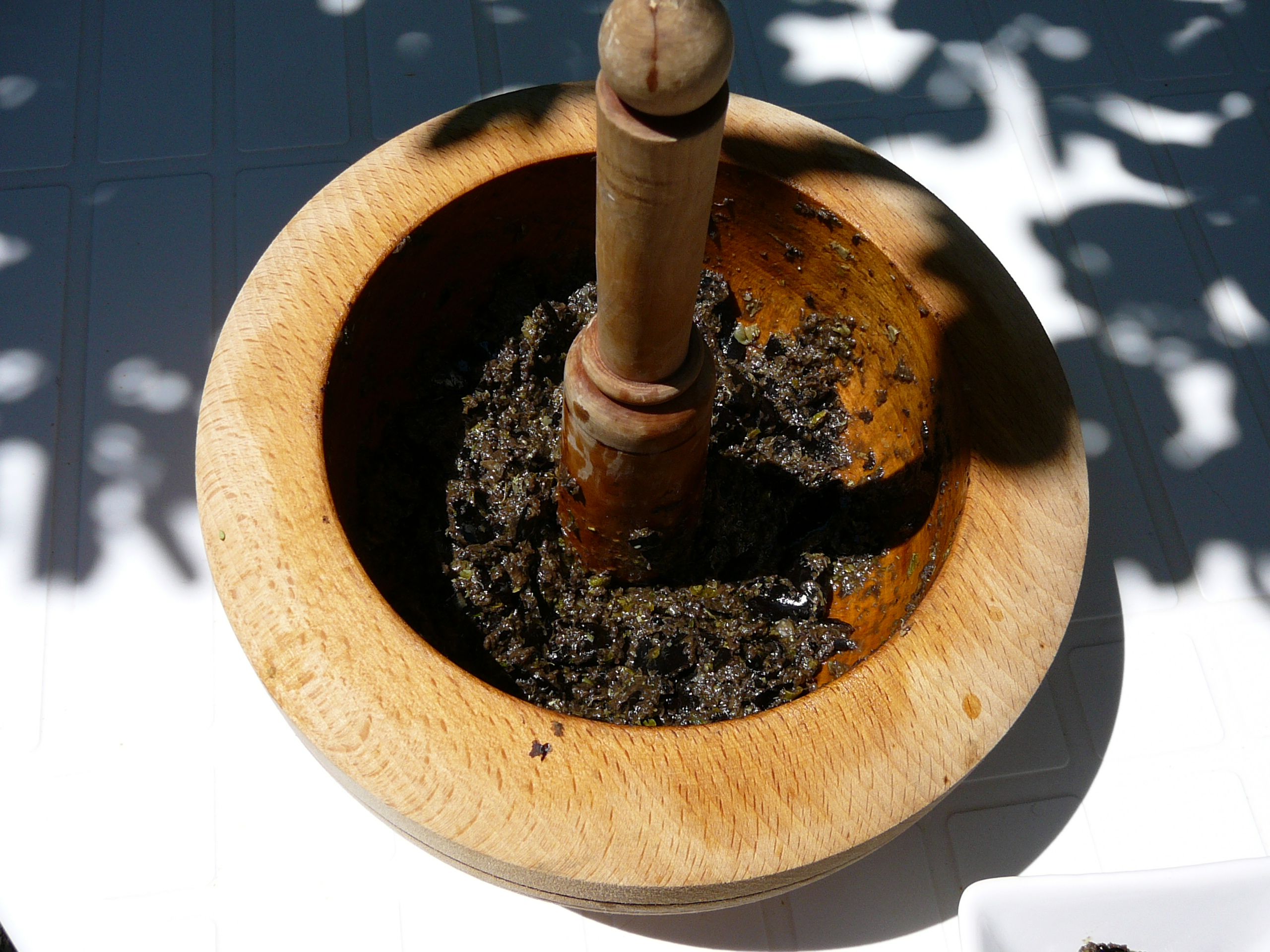
Tapenade fraîchement broyée, dans un mortier.

### Brissaouda
La brissaouda est une spécialité niçoise. C'est une grande tranche de pain de campagne grillé, frottée d'ail et arrosée d'huile d'olive sortie juste du pressoir. En Provence occidentale et dans le Comtat Venaissin, les paysans, et plus particulièrement les vignerons, frottaient aussi une tranche de pain rassis avec une gousse d'ail, l'arrosaient d'un filet d'huile d'olive, et la dégustaient accompagnée d'un anchois ou d'une tomate. C'était le cacho qui, conclu par un verre de vin, coupait la faim jusqu'à midi. Ce petit déjeuner était celui de Pierre Troisgros qui, dans son restaurant de Roanne, dégustait un croûton de pain trempé dans de l'huile d'olive.

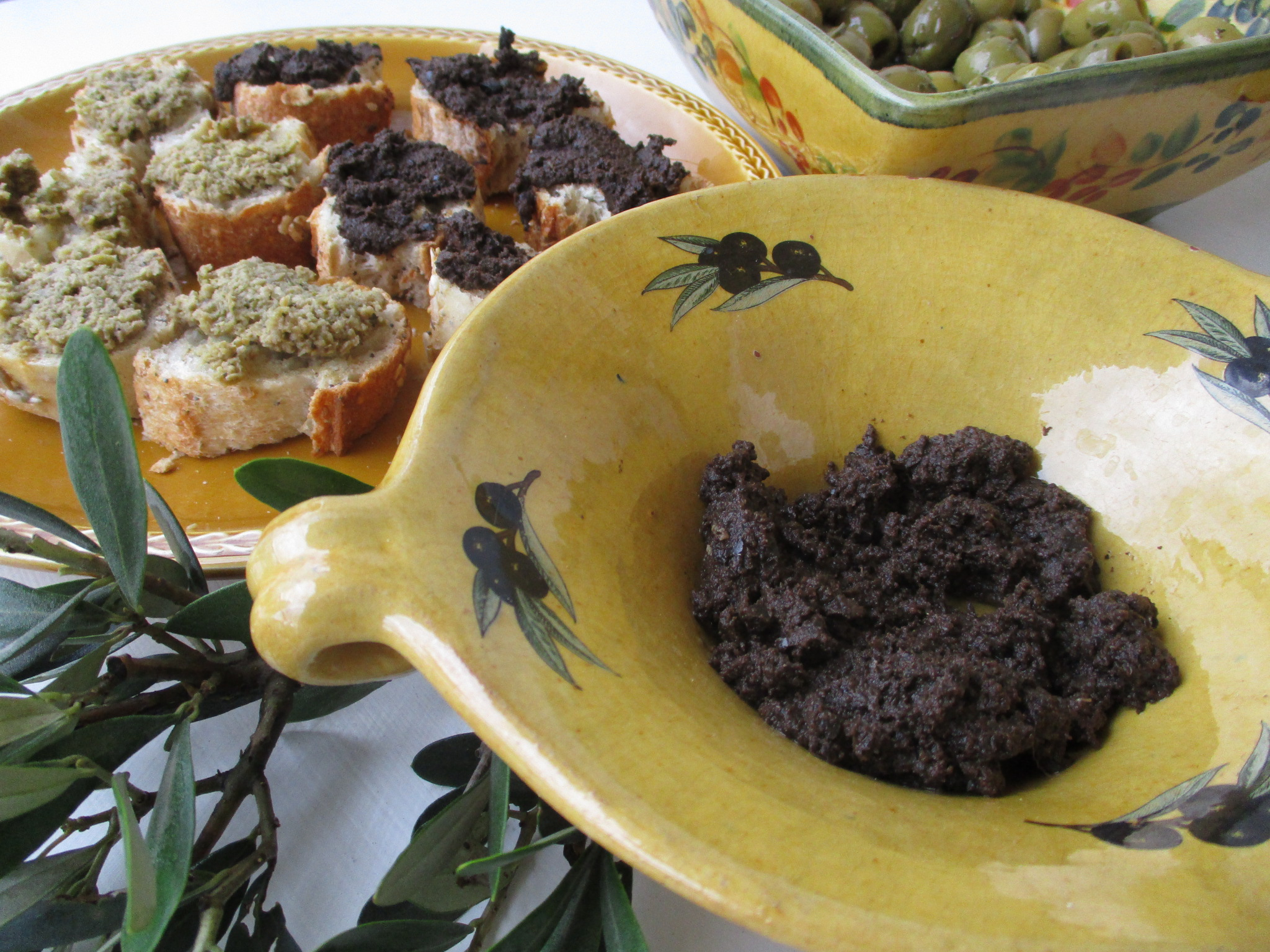
Dégustation de tapenade noire et verte, sur tranche de pain..

### Tapenade
La tapenade est une recette de cuisine provençale, comtadine et niçoise, principalement constituée d'olives broyées, d'anchois et de câpres (tapena en occitan, d'où son nom). Elle peut être dégustée sur canapé, notamment à l'apéritif ou simplement en la tartinant sur du pain ou en y trempant des bâtonnets de légumes. Mais elle peut aussi servir de farce pour la volaille.

### Tourton
C'est une spécialité culinaire des Alpes méridionales, de Barcelonnette à Gap, de la vallée du Champsaur à celle du Valgaudemar. Le tourton a été popularisé en Provence par les gavots descendus de ces vallées alpines pour les différents travaux agricoles au cours du XIXe siècle. C'est un beignet garni de viande, de pruneaux, de fines herbes, de pommes de terre, ou encore d'un mélange de légumes et de fromage. La pâte est faite à base de farine, eau, œufs, sel, levure, plus, dans quelques variantes, de sucre. Cette recette de tradition dauphinoise se cuisait initialement dans l'huile de noix. Une huile neutre peut y être substituée. Mets familial, le tourton se sert en entrée. Il a la réputation de « tenir au corps » et d'être un bon reconstituant par grand froid ou dur labeur.

## Salades

### Mesclun

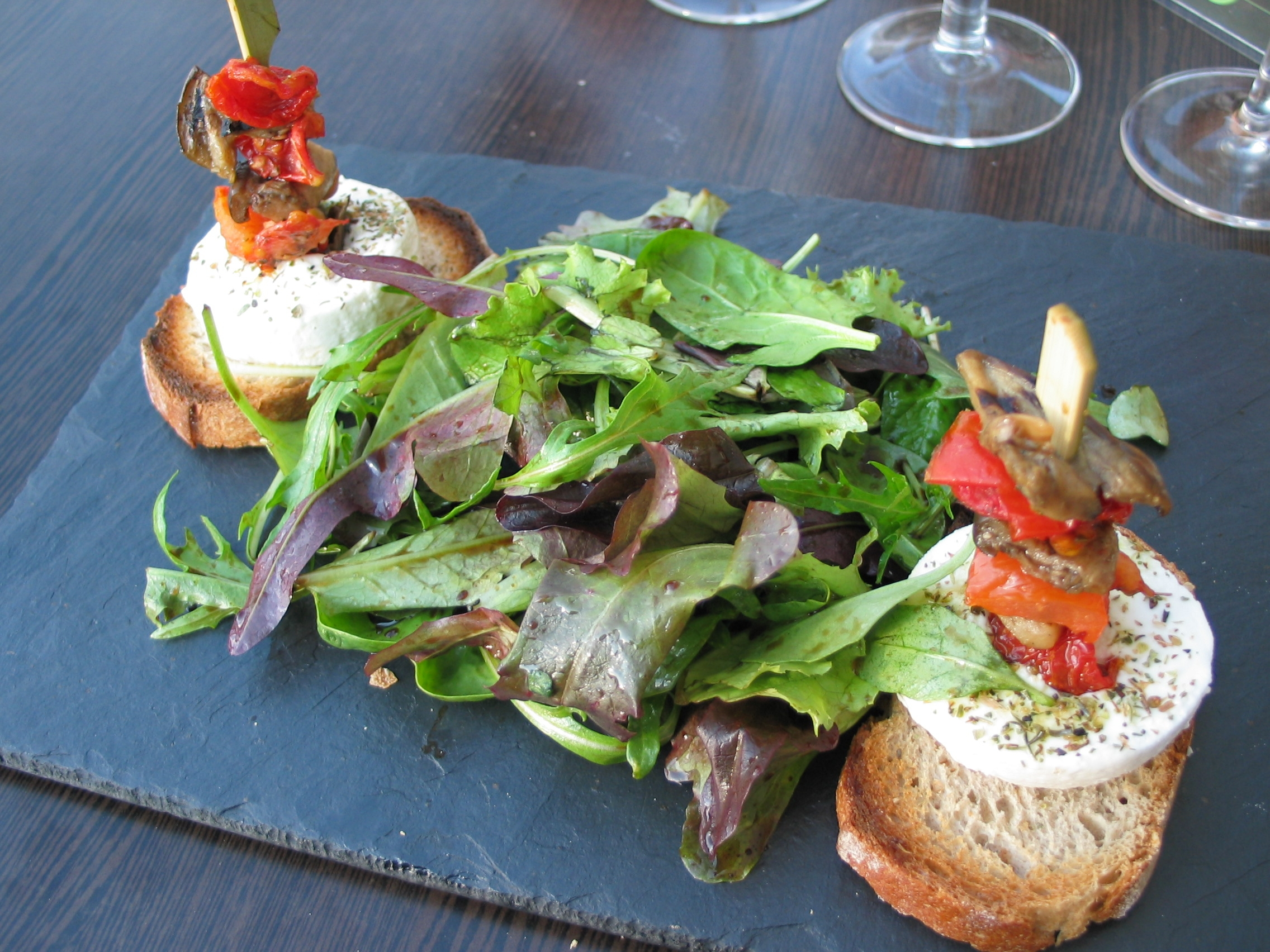
Salade de chèvre chaud au mesclun sur pain grillé

Le mesclun (du latin mesculare et du provençal mescla, « mélanger ») est une salade provençale, composée de pousses et de feuilles de différentes plantes potagères.
Il est préparé, au choix, avec de la laitue, de la mâche, de la roquette, de la chicorée, de la trévise, de la scarole, de la feuille de chêne, auxquelles on peut ajouter du pissenlit, des pousses d'épinard, du pourpier et des plantes aromatiques. Le mélange de salades doit comporter un minimum de cinq variétés pour avoir droit à cette dénomination. Ce mélange, légèrement amer, peut être servi juste arrosé d'un filet d'huile d'olive, mais aussi parfumé avec des fines herbes et de l'ail. L'ensemble est d'un goût exquis qui le fait rechercher par les gourmets. Aujourd'hui, la salade de mesclun figure au menu des restaurants gastronomiques. Elle fut popularisée à Paris quand, le 10 juillet 1924, Philippe Tiranty et Paul Gordeaux, réunis dans un restaurant de La Villette, décidèrent de créer Lou Mesclun, l'Association des Niçois de Paris, en souvenir des moines du monastère de Cimiez, qui cultivaient différentes espèces de plantes dans leur potager.

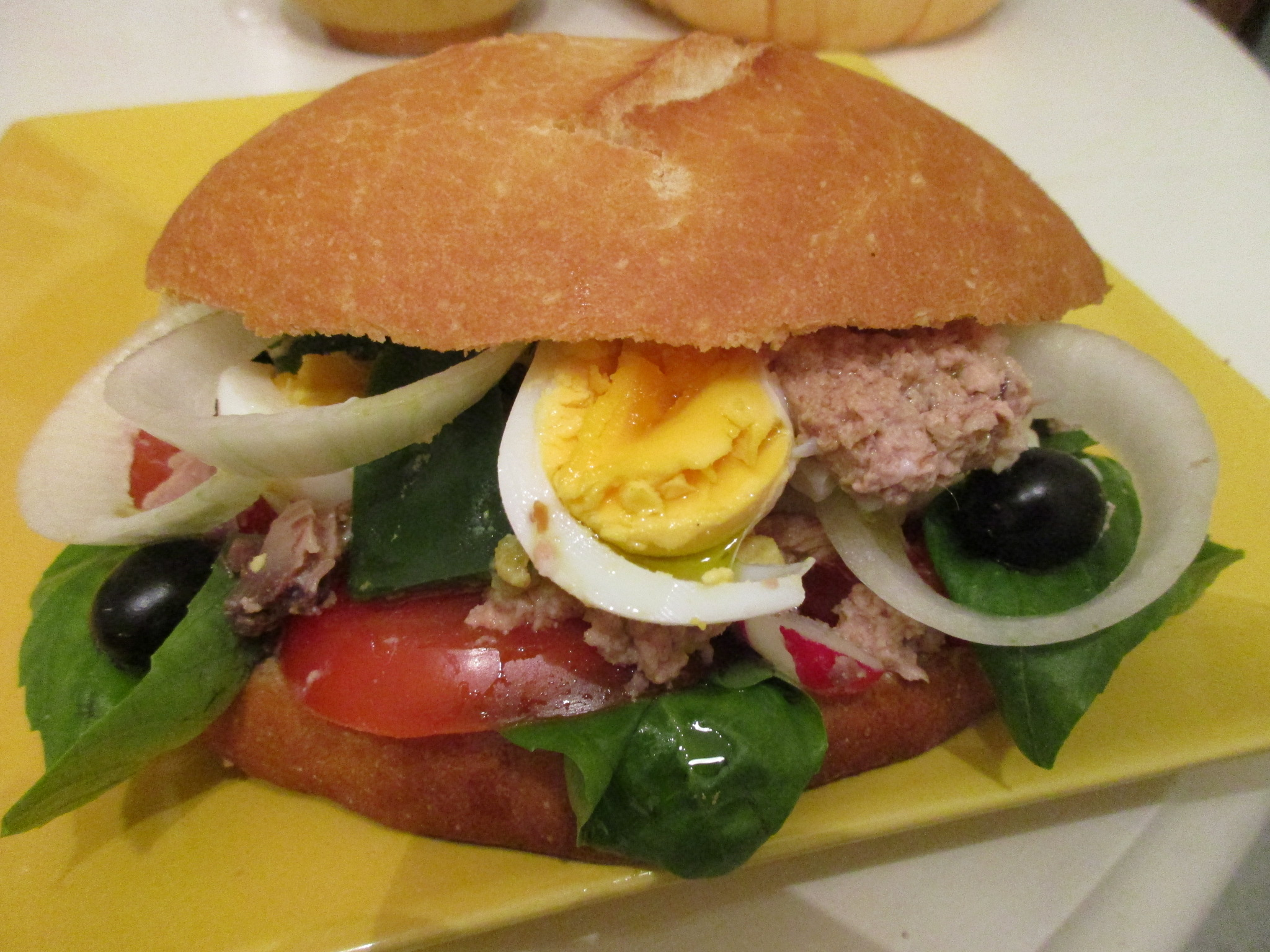
Pan bagnat

### Pan bagnat
Le pan bagnat est un sandwich niçois dans lequel entrent en salade des crudités et de l'huile d'olive, placées dans un petit pain rond réalisé spécialement à cet effet. En nissard, le dialecte occitan/provençal parlé à Nice, pan banhat signifie « pain mouillé », sous-entendu d'huile d'olive . Il est au départ le casse-croûte à emporter des pêcheurs et autres travailleurs du matin et élaboré à partir d'ingrédients simples et bon marché. Ainsi, le thon, qui fait à présent partie de sa composition chez tous les marchands, a remplacé l'anchois. En effet, le thon était au XIXe et au début du XXe siècle un poisson cher, comparé à l'anchois, poisson populaire. La variante au thon est donc la variante « riche » du pan bagnat.

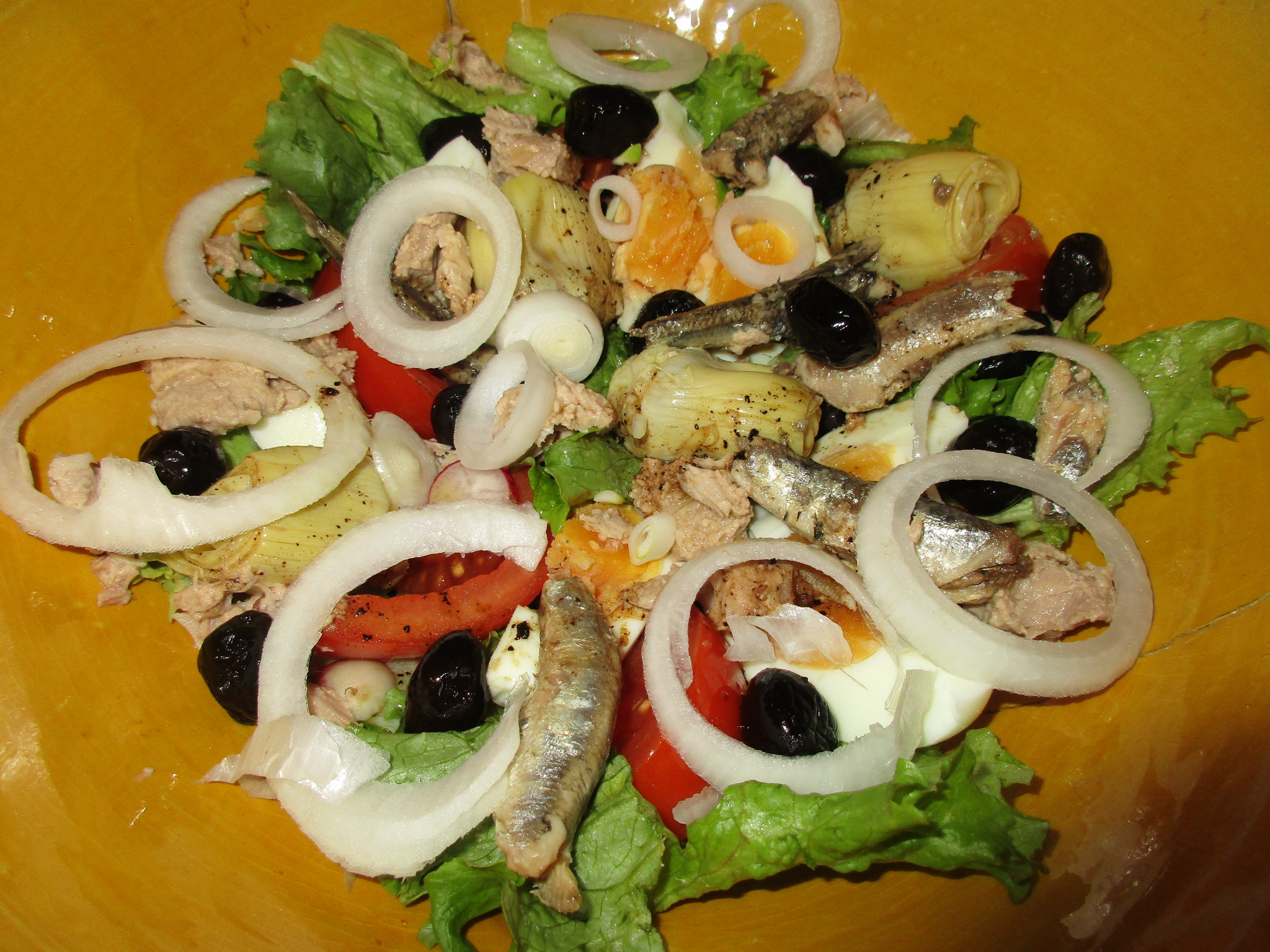
Salade niçoise

### Salade niçoise
La salade niçoise est une spécialité culinaire célèbre du comté de Nice et de Provence, réalisée à base de crudités : cébettes, tomates, févettes, céleri, petits artichauts violets, poivrons verts et rouges, feuilles de basilic, œufs durs, filets d'anchois, huile d'olive et olives de Nice. Il y est souvent ajouté du thon, mais tout assaisonnement à la vinaigrette est exclu. Cette salade est l'une des principales entrées proposées en Provence, mais peut constituer à elle seule un repas à part entière.

## Charcuteries

### Andouillette à la provençale
L’andouillette à la provençale, dite aussi andouillette provençale, est une spécialité culinaire française originaire de la Provence. Actuellement préparée à l'aide de chaudins et de maigre de porc, sa recette originelle, donnée par Joseph Favre, nécessite de l'agneau, des queues d'écrevisses, du blanc de poulet, du ris de veau, du jambon, du lard et beaucoup de truffes.

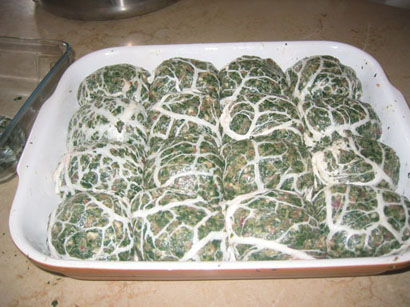
Caillettes aux herbes du Comtat.

### Caillette

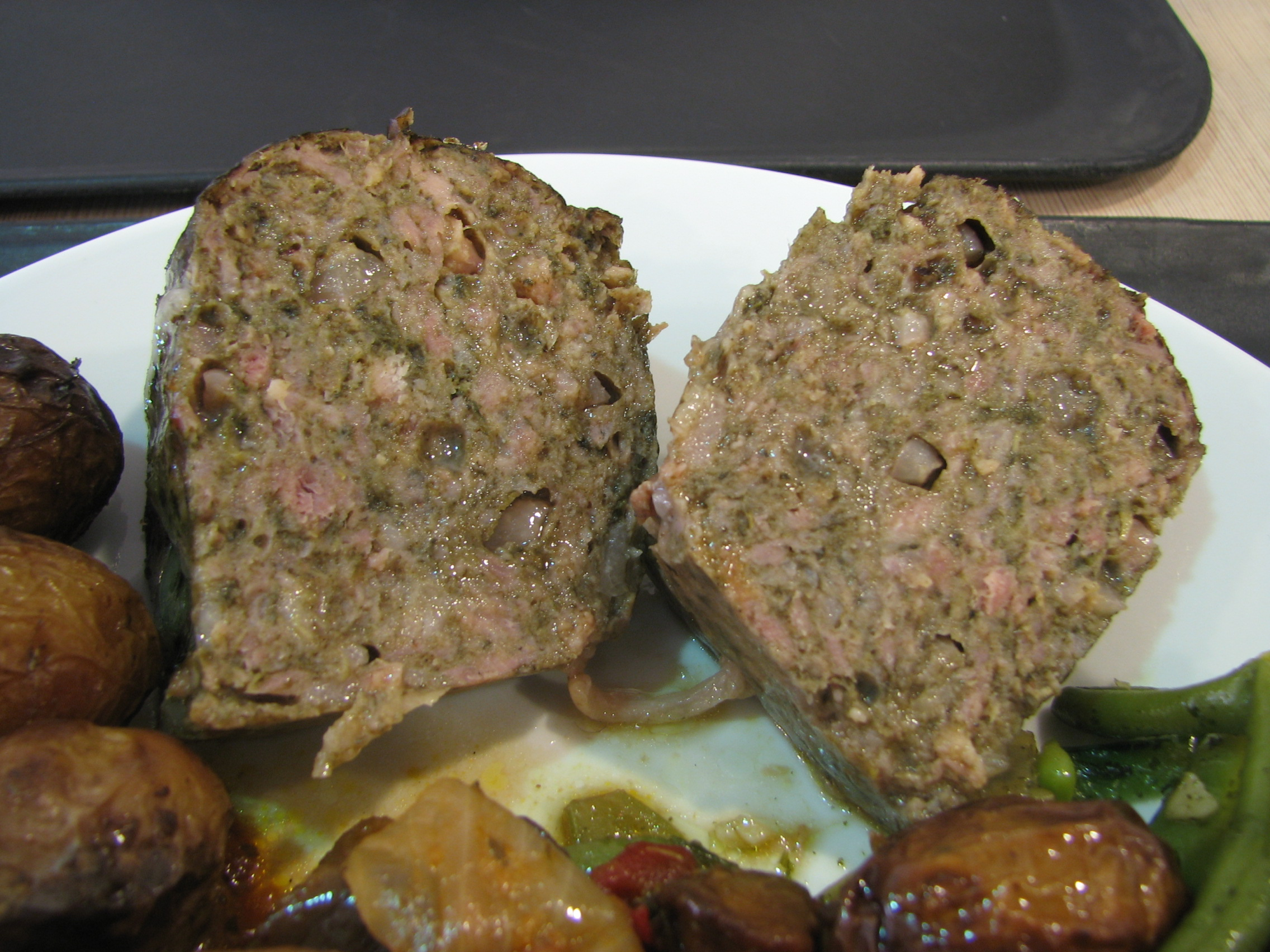
Caillette coupée en deux avec son accompagnement.

La caillette, spécialité culinaire de l'Ardèche et de la Drôme, est aussi cuisinée dans le Comtat Venaissin et le Var. Ses recettes sont variables mais les ingrédients incontournables sont : la viande de porc grasse et maigre, les blettes ou épinards (dites aussi herbes), qui peuvent être remplacées par des salades (scarole ou frisée), les aromates (sel, ail, poivre, épices). Ces ingrédients hachés, la caillette est moulée manuellement (la taille est donc variable) et recouverte de crépine (fine peau ventrale recouvrant les intestins du porc).
Dans les caillettes aux herbes du Comtat Venaissin, outre les blettes ou les épinards, entrent le thym et la sauge. Elles sont cuites au four dans un tian. Les caillettes de Flayosc sont composées de foie de porc, de ris de veau, d'ail et de persil. La légende veut que les autochtones ayant voulu lapider un évangélisateur, leurs pierres se changèrent en caillettes. Depuis, tout le village rend grâces à saint Sébastien de Flayosc.
Les caillettes se mangent chaudes, généralement en hiver, accompagnées de purée ou de pommes de terre cuites sous la cendre. Elles se dégustent aussi froides avec d'autres charcuteries, ou en entrée, accompagnées d'une salade.

### Moutounesse
La moutounesse (moutounesso) est une salaison provençale, dite aussi jambon d'agneau, ou « fumeton », qui se présente sous la forme d'un bloc de viande roulé de couleur rouge foncé et d'un poids variant entre un et 3 kg. Découpée en tranches fines, elle se consomme tant en entrée qu'en accompagnement de mets montagnards, dont la raclette. Il reste un seul producteur artisanal à Pra Loup, qui commercialise environ deux tonnes par an.
Au cours de la transhumance, la fabrication de la « moutounesse » permettait de conserver la viande de bêtes blessées par chute, par attaque de loups, ou encore atteintes de tournis dans les alpages. Le mouton abattu était écorché et désossé, sa chair découpée, mise à plat sur la peau, généreusement salée, puis la peau était repliée et le tout fortement comprimé pendant un mois au bout duquel la viande, déballée, était mise à sécher au soleil avant d’être fumée.

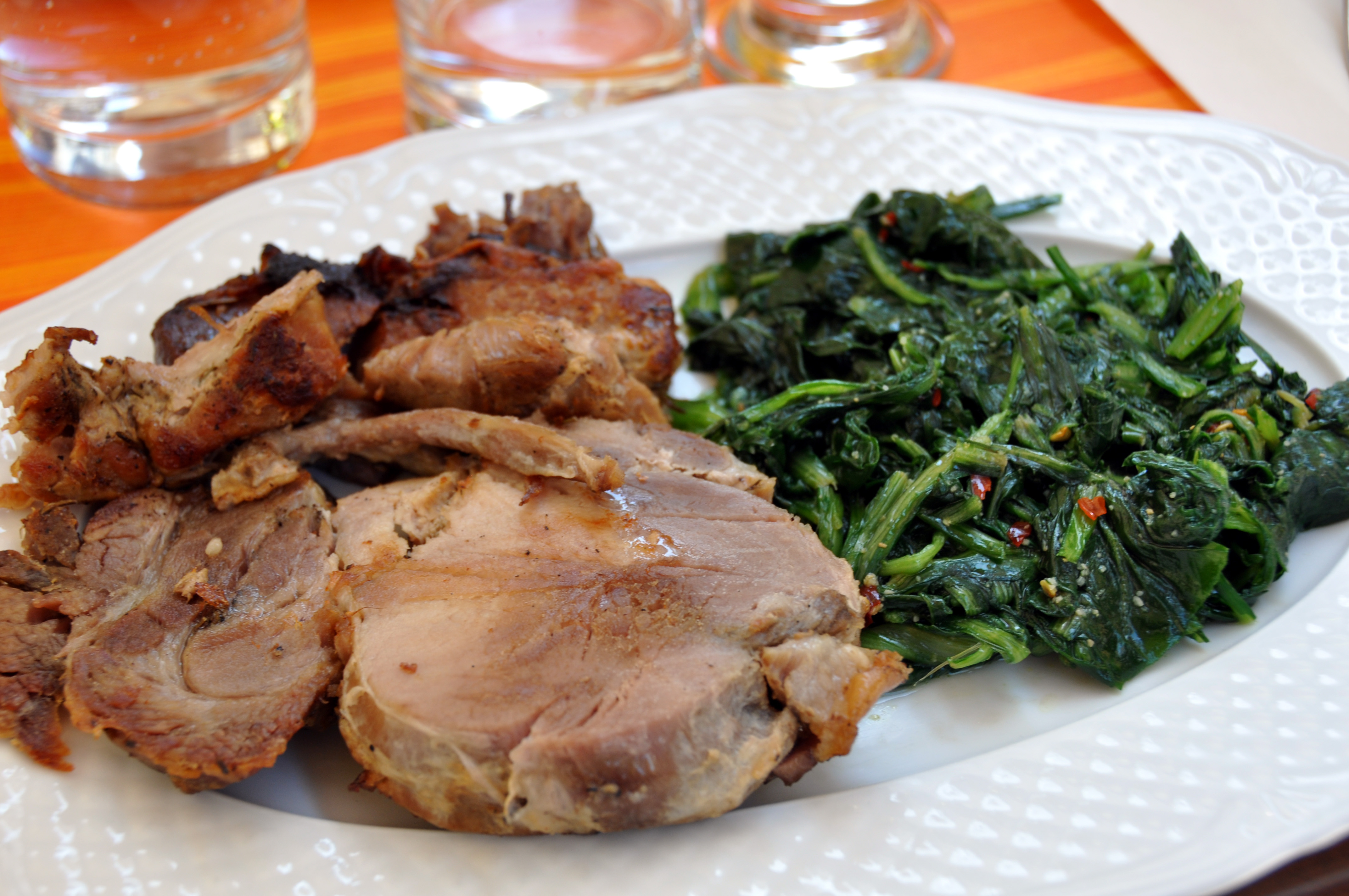
La porquette

### Porquette niçoise
La porquette, initialement spécialité charcutière niçoise, est devenue un des mets les plus emblématiques de Provence. C'est un porcelet ou cochon de lait, farci de ses abats, qui pèse aux alentours de 12 kg. Cette préparation, qui fut uniquement ménagère, est devenue actuellement semi-industrielle.

### Saucisson d'Arles

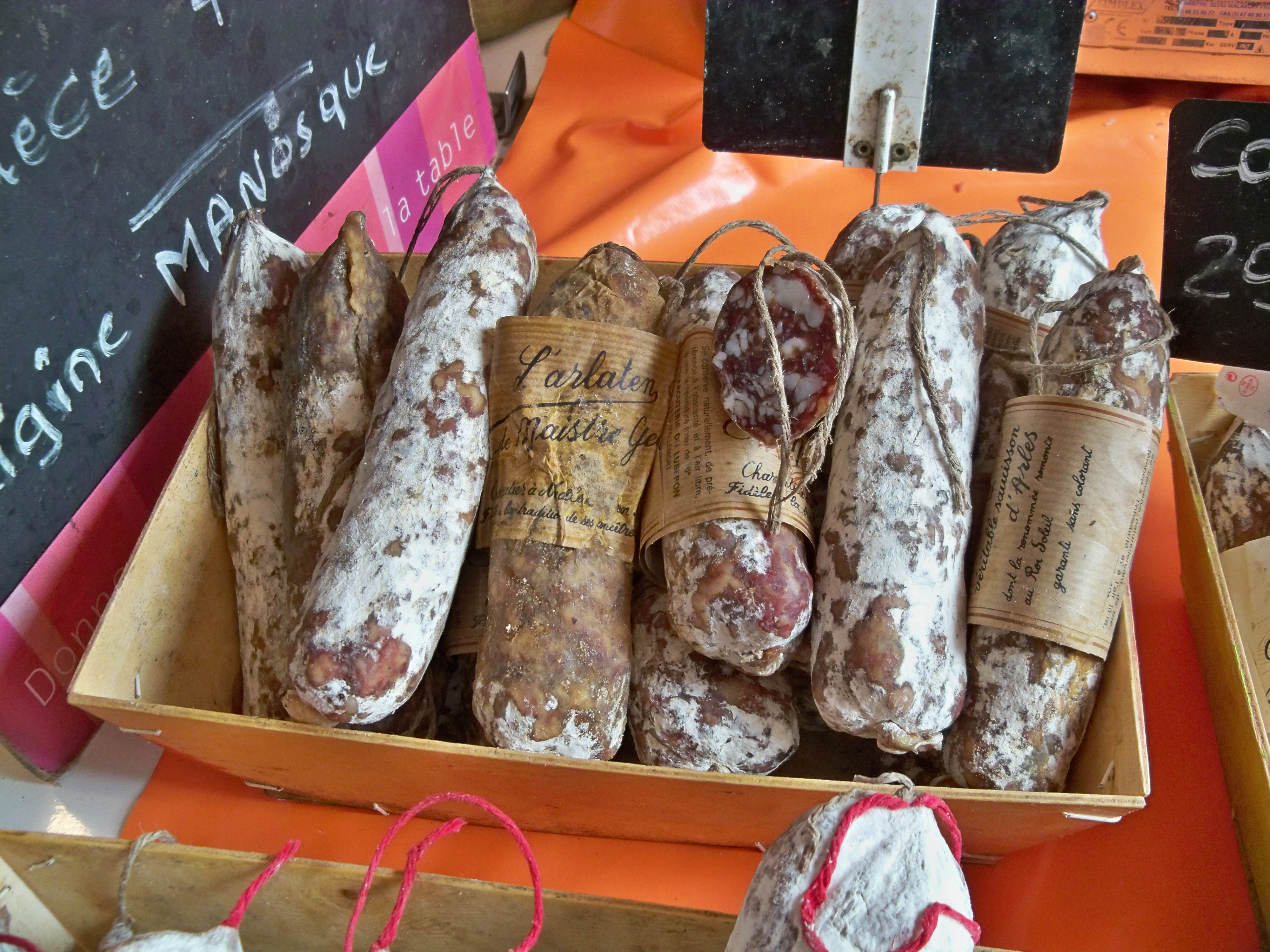
Saucisson d'Arles

En 1655, le charcutier arlésien Godart introduisit à Arles, une recette de saucisson, et créait le saucisson d'Arles, ou sosisol, qu'il commercialisa jusqu'à Paris. Actuellement, ce sont deux charcutiers qui continuent la tradition : Alazard et Roux, à Tarascon et les fils d'Édouard Giraud, à Montfrin.
C'est un mélange de viande maigre d'âne, de porc et de bœuf, de gras de porc, de sel et de différentes épices. De forme cylindrique gris rose, et d'un poids de 300 g environ, il a une longueur de 15 à 20 cm pour un diamètre variant entre 4 et 5 cm.

### Secca d'Entrevaux
La secca d'Entrevaux est un jambon sec de viande bovine, séché et salé. Il ressemble à la viande des Grisons et se déguste découpé en fines tranches. Cette charcuterie a été mise au point par Robert Lovera, boucher à Entrevaux. Elle est généralement appréciée avec une salade de tomates, relevée d’huile d'olive parfumée à la truffe et de citron, ou agrémentée de fromage de brebis. Pour l’été, elle peut être accompagnée de fromage frais et être dégustée avec un melon de Cavaillon.

### Trulle
La trulle est une variante niçoise du traditionnel boudin noir. Sa préparation reprend un des ingrédients de base de la cuisine niçoise, à savoir la blette. La farce est additionnée de blette et de riz. Elle se mange chaude ou froide.

## Œufs

### Berlinguettes

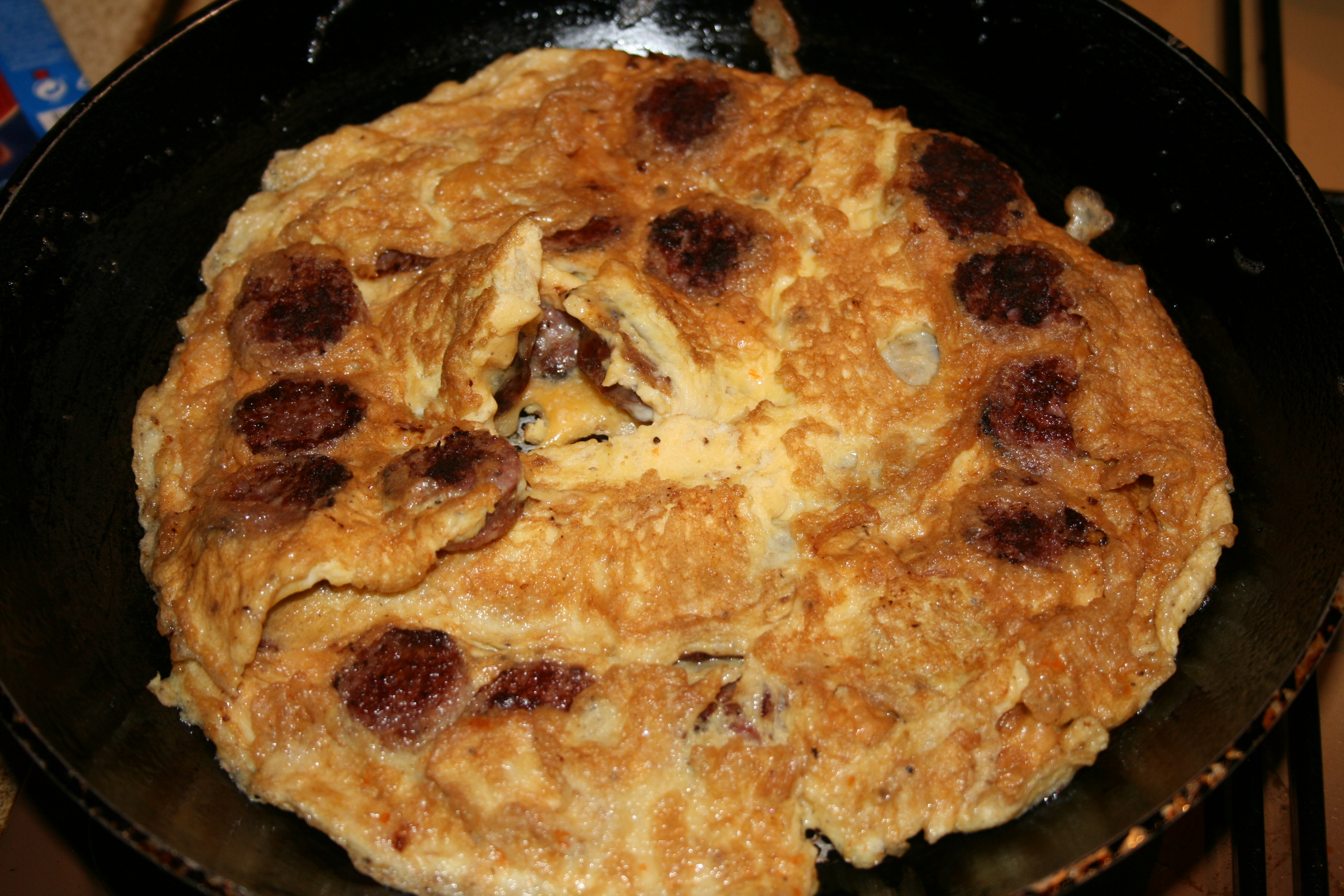
Crespeou de Piolenc

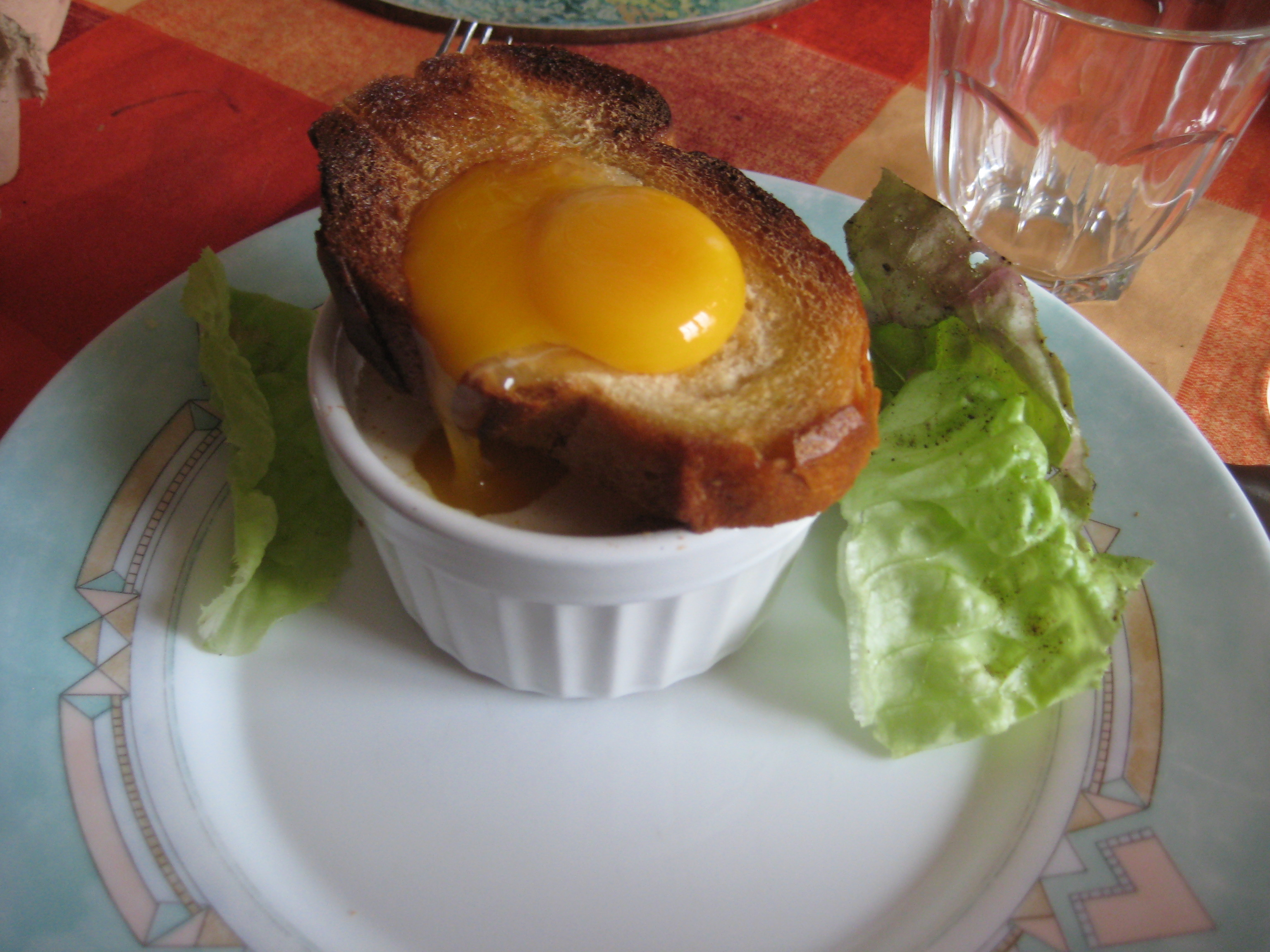
Œuf cocotte à la provençale.

Les berlinguettes (berlingetas, berlingueto) sont une recette avignonnaise. Il s'agit d’œufs durs farcis avec une pâte d'anchois, de pain et de jaunes d’œufs, cuits en gratin. Une variante existe avec des légumes, poireaux et épinards, qui sont roussis, puis incorporés dans une béchamel. Sur cette berlinguette sont présentés les œufs durs avec des tranches de pain grillé.

### Crespeou
Le crespeou est un gâteau d'omelettes d'herbes et de légumes empilés par couches, que l'on mange froid, accompagné ou non d'un coulis de tomate. Cette recette, qui semble être native d'Avignon et du Haut-Vaucluse (Piolenc, Orange), est devenue populaire dans tout le Comtat Venaissin, la région Provence et le pays de Nice.
Son nom vient du latin crespus, en ancien français cresp (« crêpe ») puis crespet (« crêpe »), vers 1260, où crespeou apparaît pour désigner une omelette. Ce mets est aussi connu sous le nom de trouchia ou d'« omelette à la moissonneuse ». Ce dernier nom indique son origine puisqu'il était traditionnellement préparé pour les travaux des champs et spécifiquement pour les moissons.

### Œufs cocotte
Les œufs cocotte sont une recette d'œufs provençale présentés en ramequin. Dans leur élaboration entrent aubergine, tomate, oignon et huile d'olive.

## Légumes

### Asperge de Lauris

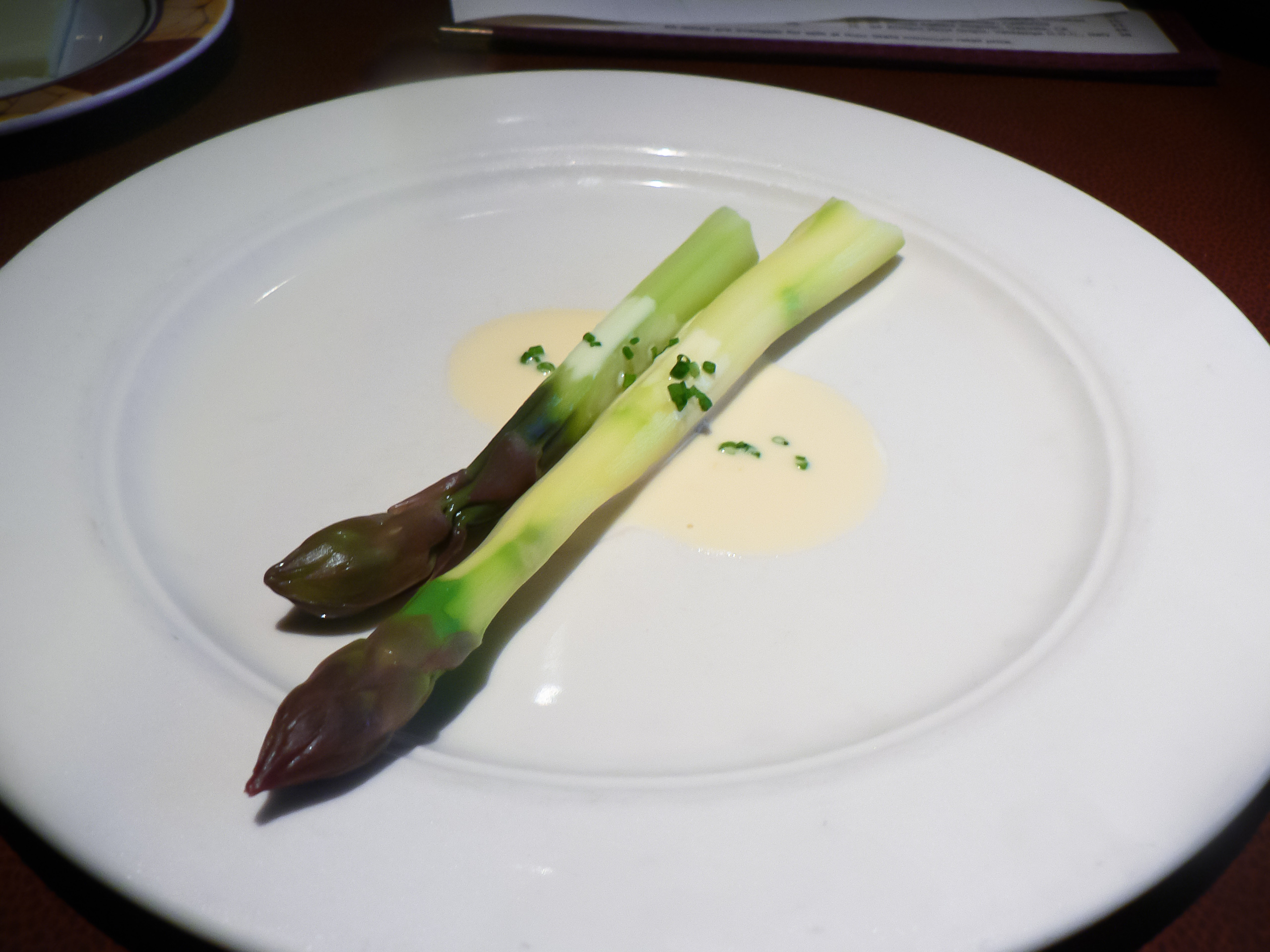
Asperges de Lauris accompagnées d'une sauce au beurre blanc.

L'asperge verte de Lauris est une asperge, dite hâtive, dont la production est concentrée au sud du massif du Luberon, entre Lauris et Cavaillon. Cette variété fut initialement cultivée sous châssis jusque dans les années 1950. Cette pratique très onéreuse a laissé place à la plasticulture, où les plants sont couverts de bâches plastiques noires.
En effet, la différence entre l'asperge verte et l'asperge blanche vient du forçage et de la privation de la lumière. Cette technique fut maîtrisée en France à partir de 1830 et popularisée en Provence dans les années 1880. En pleine Belle Époque, ce type de production qui arrivait rapidement par chemin de fer aux Halles de Paris, conquit les chefs des plus grands restaurants.
Aujourd'hui, en dépit de la concurrence du Gard et de l'Hérault, ce sont 6 000 tonnes qui sont toujours produites sur la rive droite de la Durance. Cette production place la région PACA au troisième rang en France avec 12 % du tonnage. Sur place, ce premier légume de printemps se déguste avec une anchoïade, une vinaigrette ou une sauce au beurre blanc, dans les restaurants. Il entre aussi dans les tourtes et les pâtés de légumes. Les pointes d'asperges sont servies en omelette.

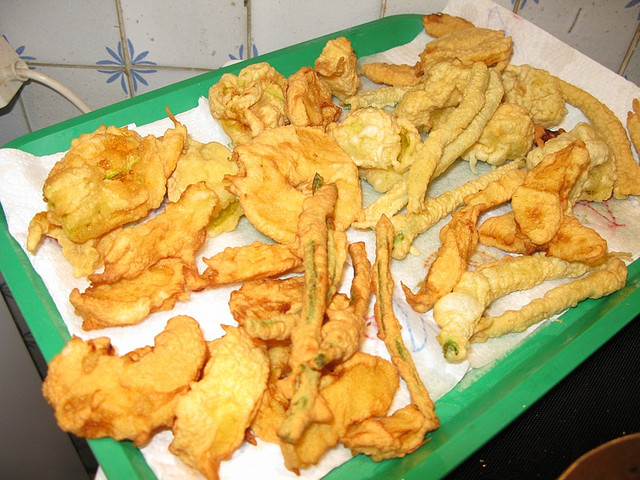
Beignets de fleurs de courgette

### Beignet de fleurs de courgette
Les beignets de fleurs de courgette sont une spécialité culinaire de la région de Nice, aujourd'hui étendue à toute la Provence. 

### Bohémienne

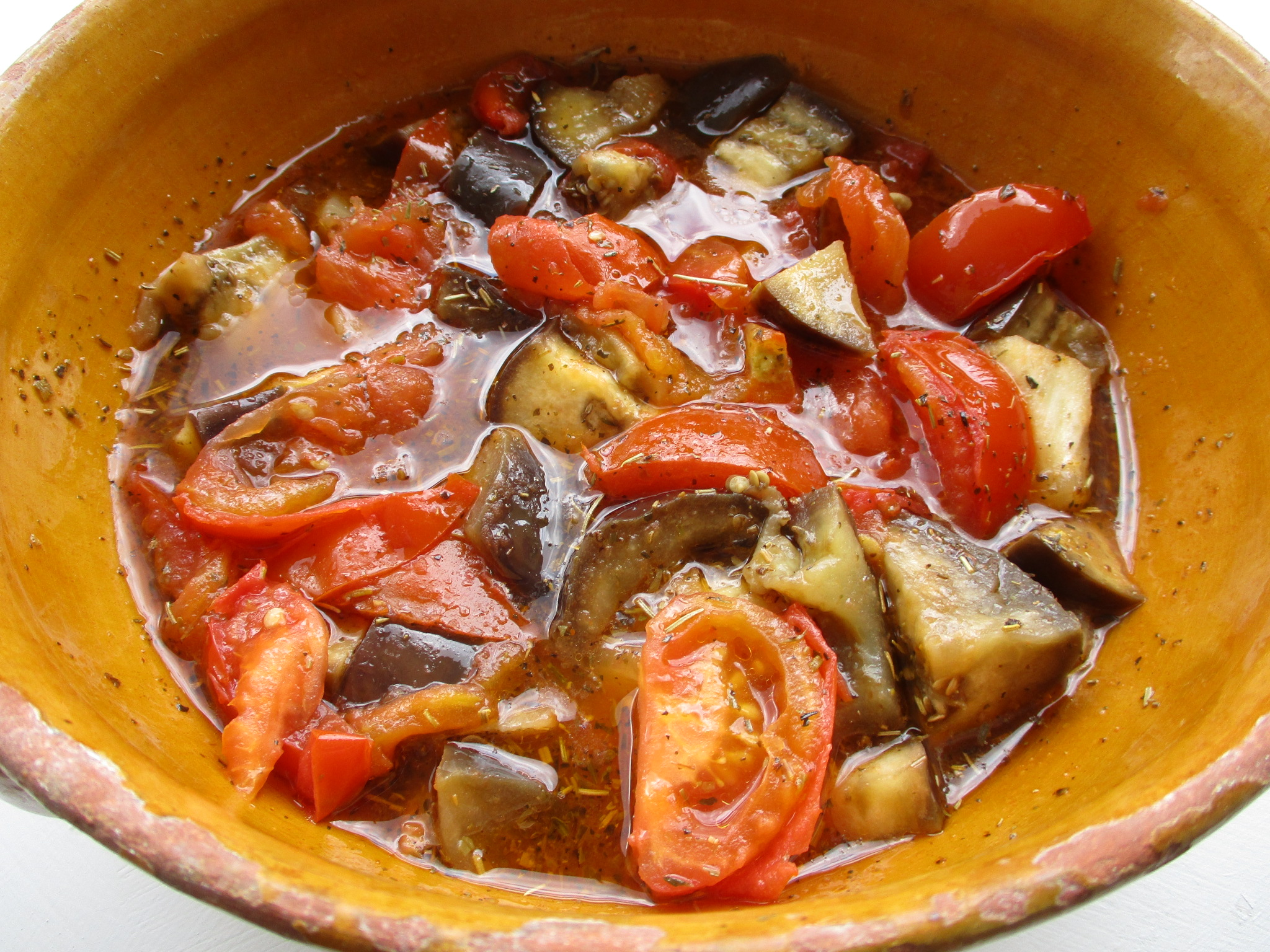
Bohémienne

La bohémienne, parfois confondue avec la ratatouille, qui nécessite davantage de légumes, ne comporte que des aubergines et des tomates.
La bohémienne, comme la ratatouille niçoise, ne devient populaire qu'au cours du XIXe siècle. L'aubergine et la tomate étaient alors traitées comme des parents pauvres, et ne figurent dans L'Officine ou Répertoire général de pharmacie pratique (publié en 1856 par François Laurent Marie Dorvault) qu'en annexe du paragraphe de la pomme de terre. « Nous mentionnerons ici deux autres solanées comestibles ; ce sont : 1° la Mélongène, Mayenne ou Varengeane ; Solanum esculentum, Dun., s. melongena, L., dont les baies (mata insania) cylindriques, rougeâtres, sous le nom d'aubergines, sont mangées cuites ou crues en Provence et en Languedoc ; 2° le Lycopersicon ; Solanum lycopersicon, dont le fruit rouge ou jaune, à côtes, déprimé et acide, sert dans l'art culinaire sous le nom de tomate, ou de pomme d'amour. »

### Carde
Ce légume d'hiver est une composante incontournable du gros souper. Ce fut à partir du XIXe siècle qu'il s'imposa en faisant la conquête des tables de la bourgeoisie aisée d'Avignon, Aix et Marseille. Présent, dès l'Antiquité, sur les tables des riches Romains, il fut déprécié au Moyen Âge et ne revint à la mode qu'à partir du XVIe siècle.
La carde ou cardon est apparentée à l'artichaut. Sa culture n'impose qu'une seule contrainte, faire blanchir les côtes en encerclant ses pousses dans du papier ou du plastique. Pour consommer ce légume, il faut le faire pocher à l'eau bouillante dans laquelle a été ajoutée un peu de farine ou de mie de pain pour éviter l'amertume. Il est ensuite accommodé en tian, préparé avec une sauce (sauce blanche ou sauce poulette), ou encore au jus de viande. Les amateurs croquent simplement les côtes avec des anchois.

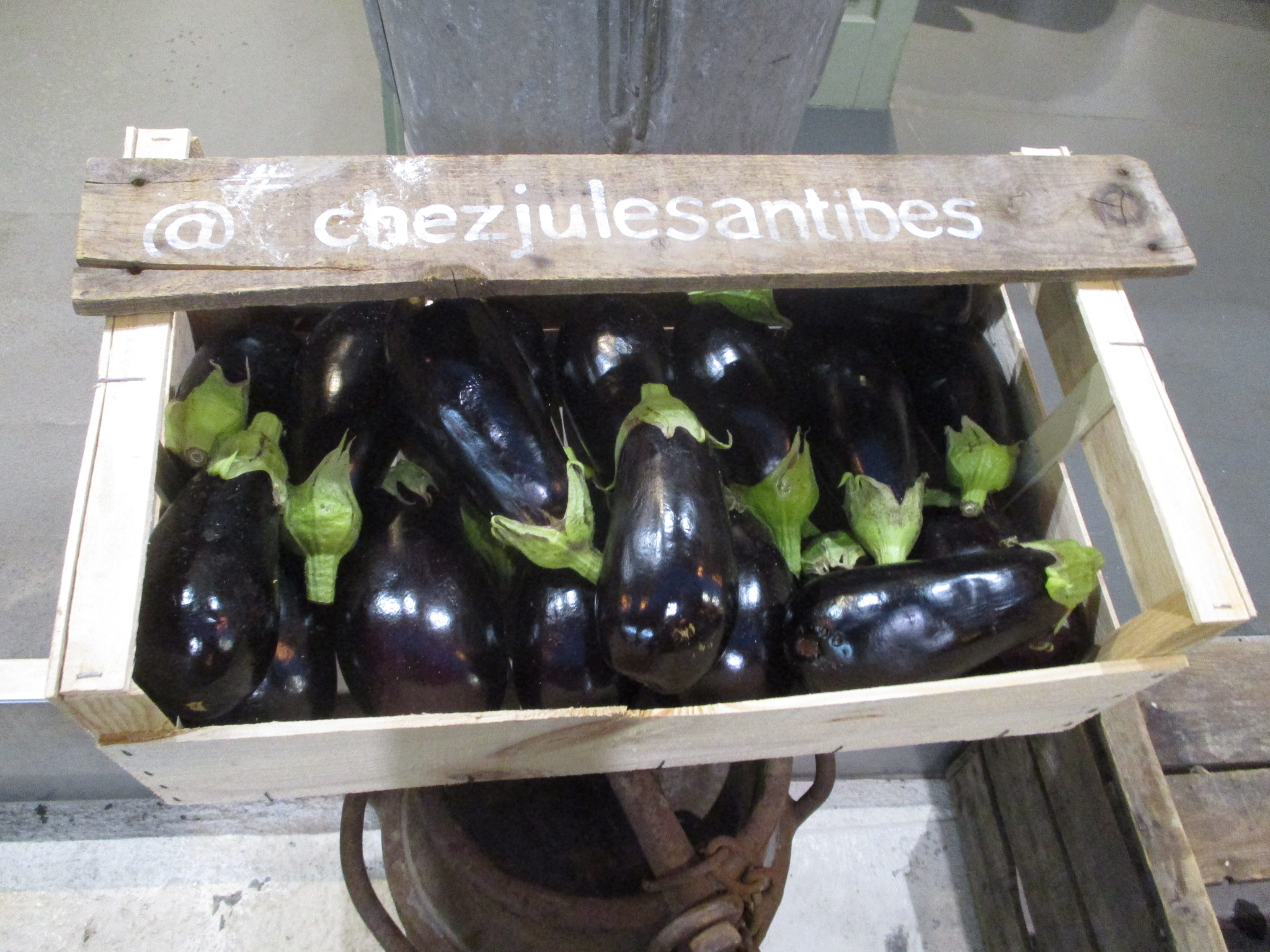
Aubergine du vieil Antibes

### Caviar d'aubergine (merenjainade)
Le caviar d'aubergine (merenjainade) est un mets provençal, à base d'aubergines entières cuites au four. On le retrouve en Arménie (pataltchan), en Bulgarie (kyopolu), en Crète (melizano salata), en Grèce (mélitsano salata), en Jordanie (baba ghanouj), au Liban (moutabal), en Roumanie (salata de vinete) et en Turquie (patlican). C'est la seule préparation végétale pouvant porter la dénomination de caviar. Cet usage est la seule possibilité d'utilisation du terme « caviar » qui, de par son ancienneté et sa constance, ait été approuvé par avis de l'administration pour un produit d'origine végétale.

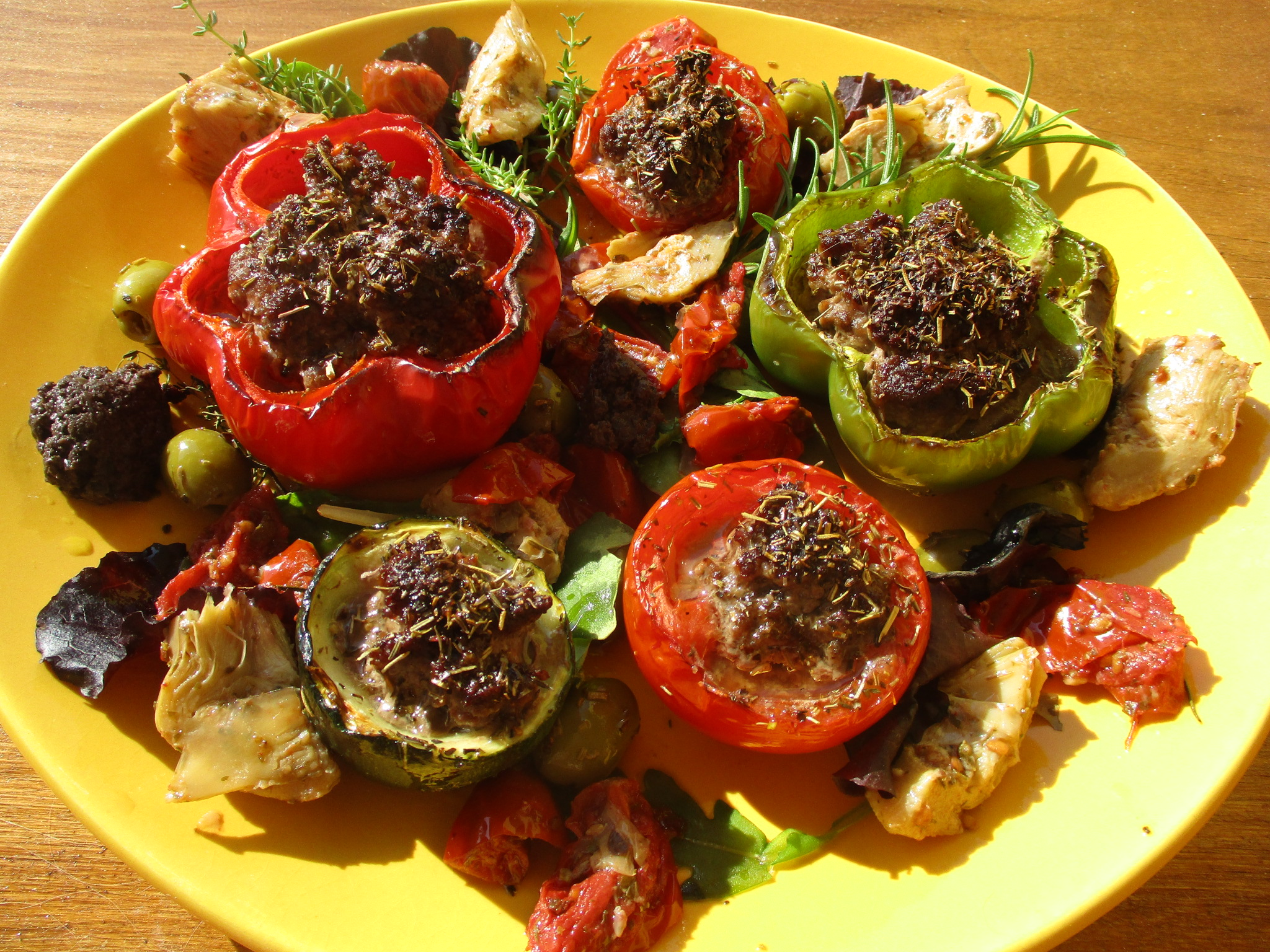
Petits farcis à la provençale, aubergine, poivron, tomate, courgette, artichaut, tapenade, olive

### Farcis
Les farcis, ou petits farcis, sont une spécialité culinaire provençale particulièrement sur toute la côte méditerranéenne. Ils sont faits à base de légumes, tomates, courgettes, oignons, artichauts, poivrons, choux, aubergines évidés, et fourrés d'une farce composée de viande ou chair à saucisse, mie de pain durcie bouillie dans du lait, aromates, et cuits au four. Les farcis sont consommés aussi bien chauds que froids.

### Lou fassum
Lou fassum est une spécialité de la ville de Grasse, à base de chou farci à la viande de porc, riz et pois nouveaux. Le chou est blanchi, les feuilles séparées, ensuite on reconstitue le chou autour d'une farce à base de viande. Pour cette recette, on utilise un ustensile de cuisine nommé le fassumier, qui se présente comme une sorte de filet à provision qui permet de reformer le chou lors de la préparation, et qui lui donne son nom.

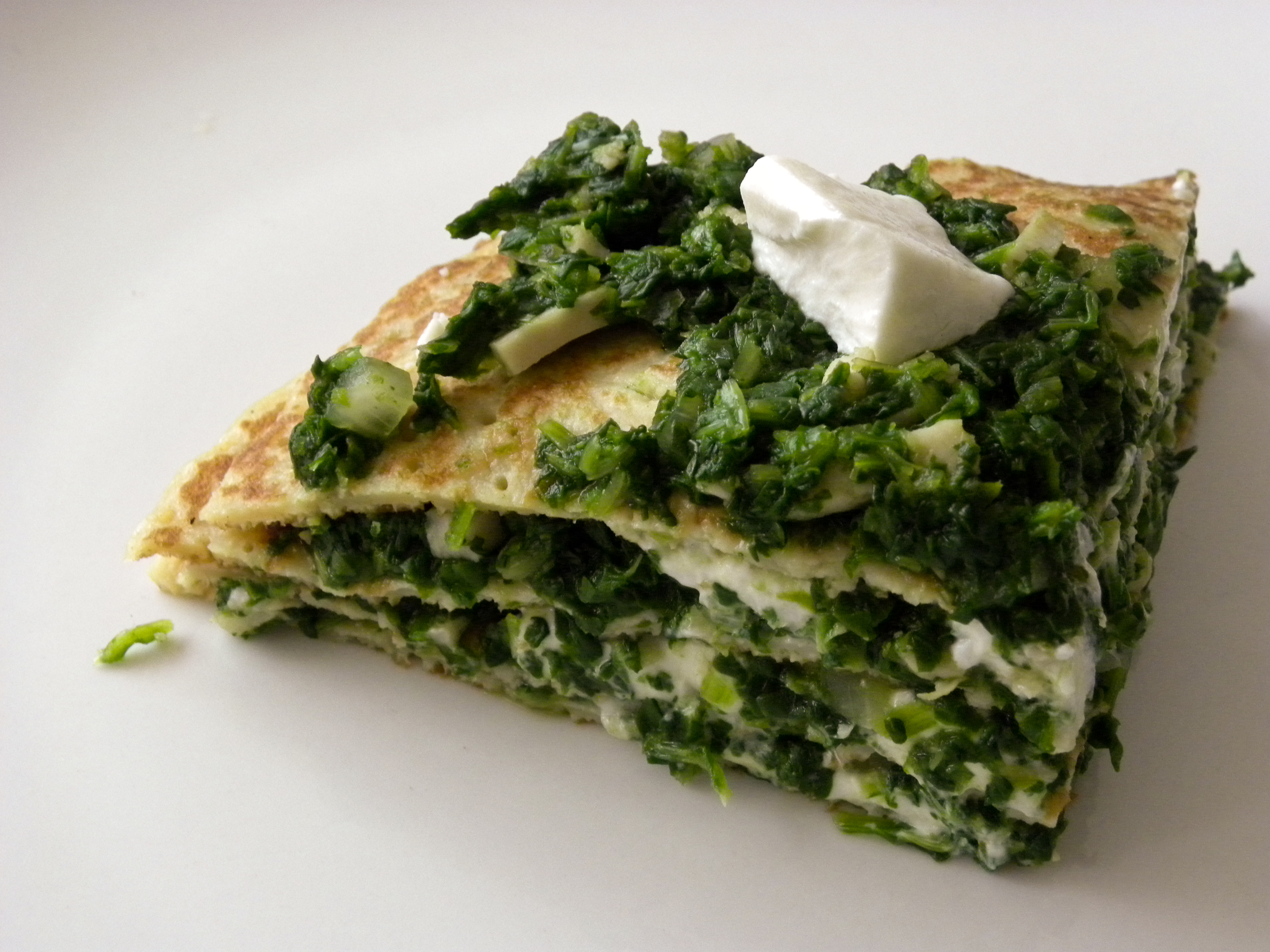
Oreilles d'ânes

### Oreilles d'âne
Les oreilles d'ânes sont un mets traditionnel du Valgaudemar et du Champsaur. Il tire son nom d'une variété de tétragones, épinards sauvages poussant naturellement dans la région, et qui ont à maturité la feuille en forme d'oreille d'âne. Ce mets est réalisé par empilement d'une succession de couches de pâte (pâte à crêpes ou à nouilles) et d'une farce à base d’épinards à la crème, puis nappé de sauce béchamel et de fromage râpé. Cet appareil est ensuite gratiné au four.

### Papeton d'aubergine

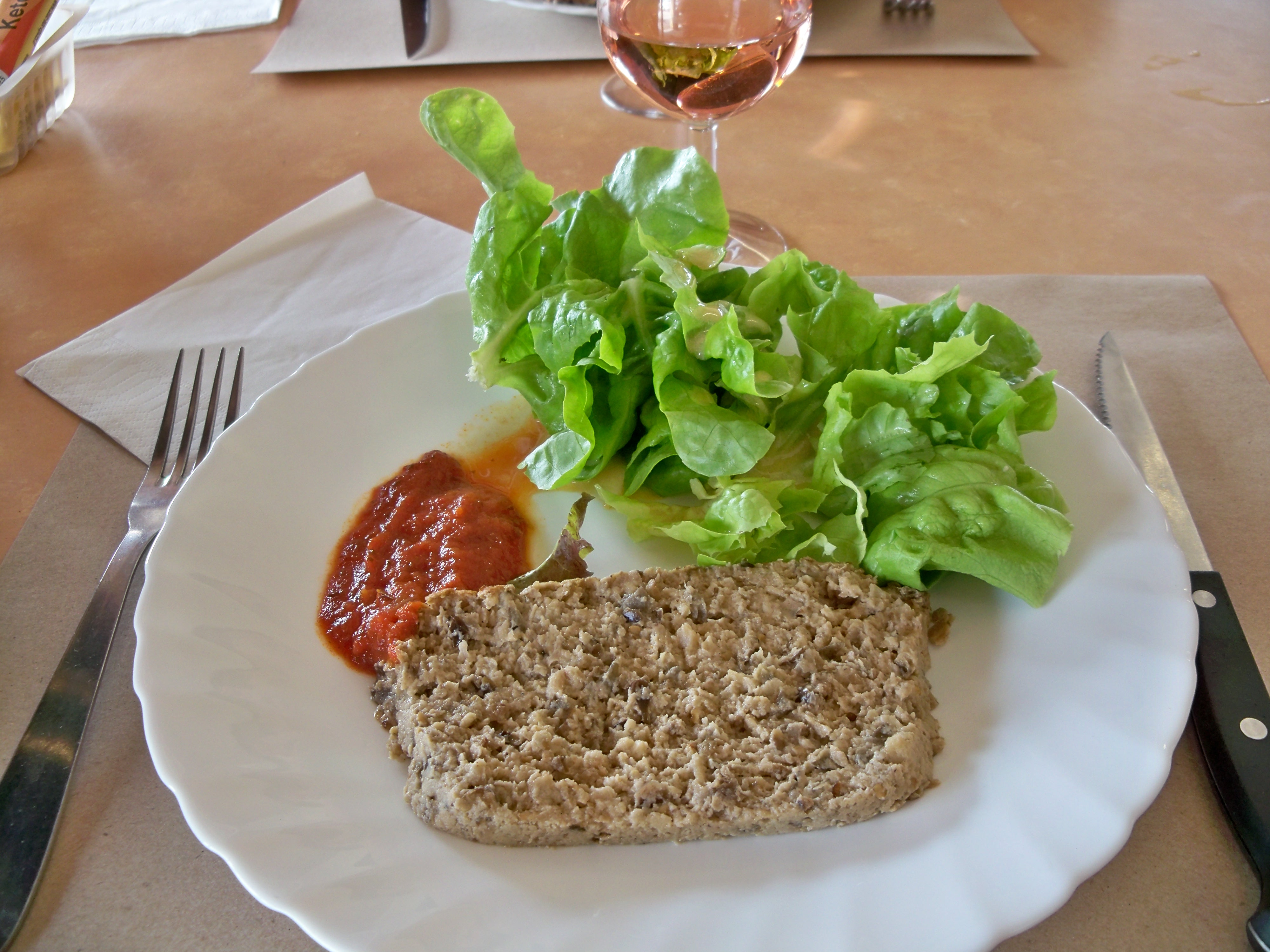
Papeton d'aubergine et son coulis de tomate.

Le papeton d'aubergine est un mets spécifique de la ville d'Avignon. Il se présente sous la forme d'un flan à base de caviar d'aubergine et d'œufs. Il a été nommé ainsi du fait qu'il était cuit dans un moule ayant la forme d'une tiare pontificale. Il se sert avec un coulis de tomates fraîches.
Déjà, en 1970, Henri Gault et Christian Millau affirmaient : « Le papeton d'aubergines (dit aussi aubergines des papes) est l'une des recettes typiques de la ville friande de ces sombres et exquis légumes. »
Originellement, le papeton était l'épi égrainé du maïs, nommé ainsi pour sa couleur or et ses différentes couronnes. Antoine Augustin Parmentier expliquait en 1784 : « On désigne ainsi l'épi ou la fusée de maïs dépouillée de grains. Le papeton porte différens noms dans nos provinces : les Bourguignons & les Comtois l'appellent fuseau, panouille, ribeau, guilledon ; dans le haut Languedoc et dans le Béarn, il est connu sous le nom de charbon blanc. Dans quelques cantons du Royaume, le papeton sert à boucher les bouteilles ; mais il est trop poreux & point assez flexible pour contenir les liquides, sur-tout quand ils sont spiritueux. On courroit donc le risque de perdre son vin avec de pareils bouchons. »
Ce mets est composé d'une purée d'aubergine (caviar d'aubergine), mélangée à des œufs battus. L'ensemble est cuit au four et servi ensuite froid avec une sauce à base de tomates fraîches. Il se déguste avec un vin de Provence (AOC palette rouge).

### Ratatouille

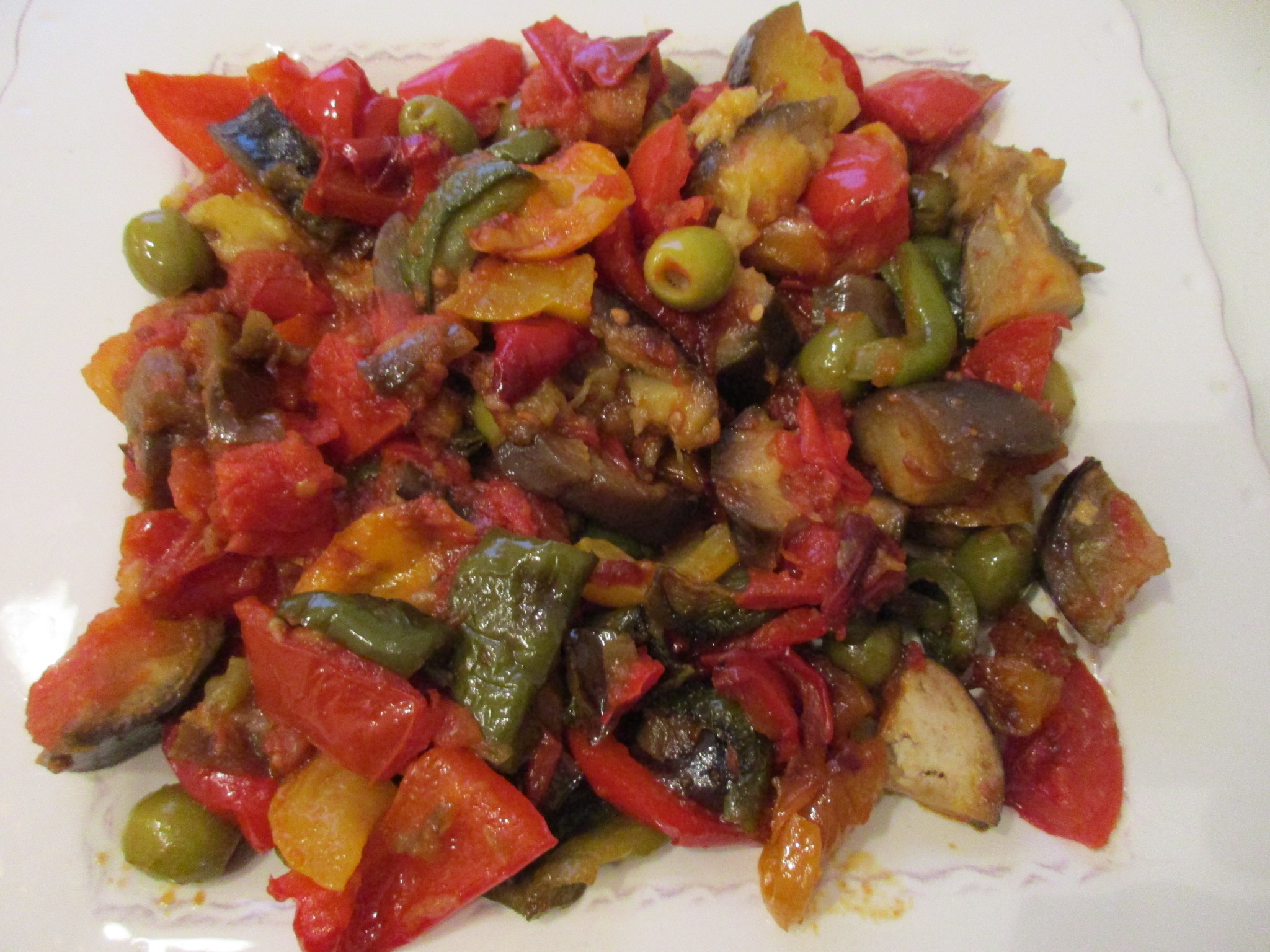
Ratatouille

La ratatouille est une spécialité culinaire provençale, comtadine, niçoise, que l'on trouve également sur le pourtour méditerranéen, où elle existe sous d'autres noms. Le mot « ratatouille » vient de l'occitan ratatolha. Il est également utilisé dans toutes les langues, y compris en anglais. L'origine du plat se situe dans la zone autour de la Provence et de Nice.
Il s'agit d'un ragoût de divers légumes, qui nécessite tomates, oignons, courgettes, aubergines, poivrons et ail, le tout revenu à l'huile d'olive, salé et poivré. Plus longue est sa cuisson, plus goûteux est ce mets. Il se mange aussi bien froid que chaud, soit en entrée, soit en accompagnement d'un plat de viande ou de poisson.

### Tian

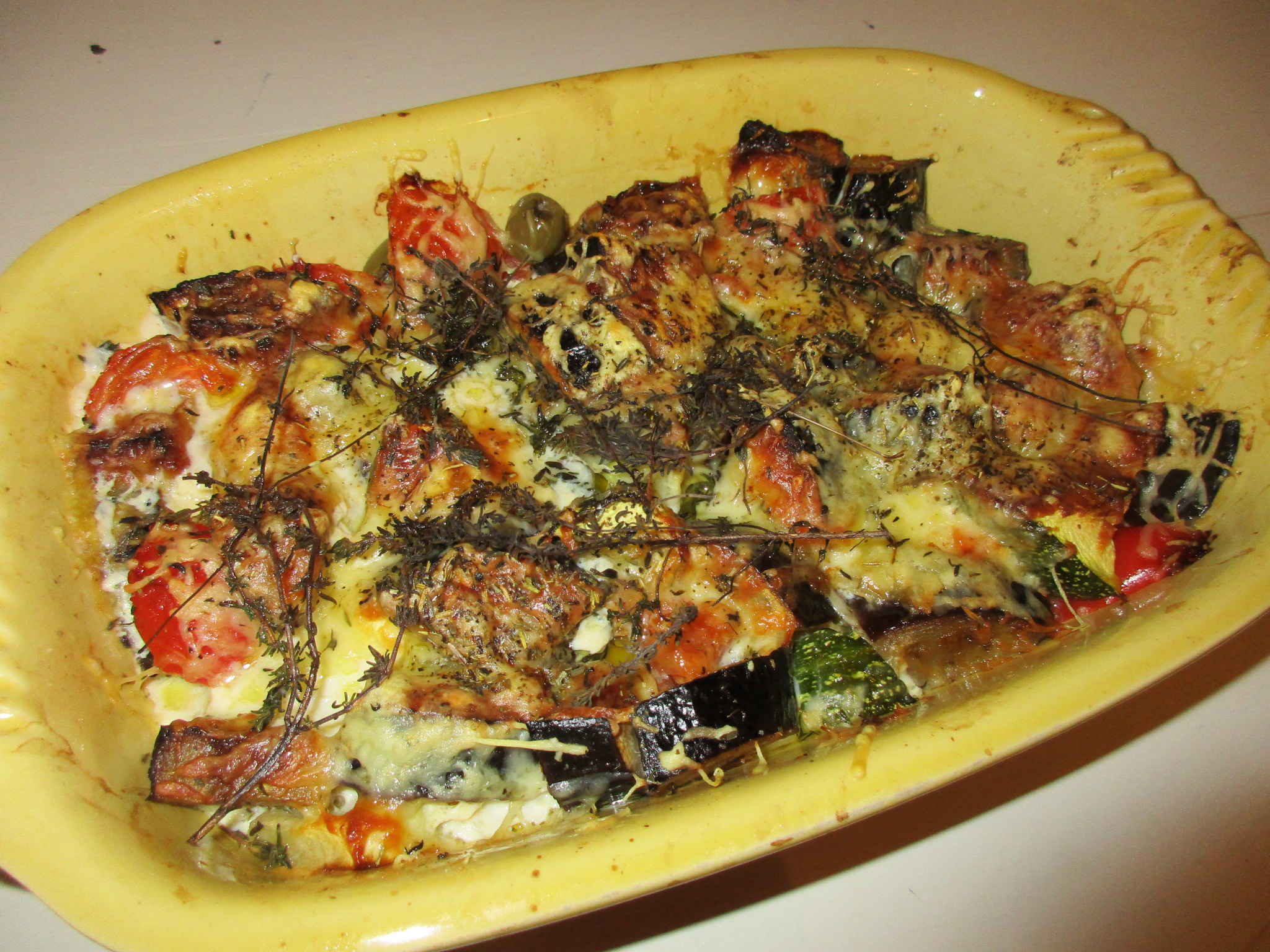
Tian provençal

Le tian est à l'origine un mets typiquement comtadin et qui a été adopté par une grande partie de la Provence, jusqu'à être aujourd'hui considéré comme une spécialité culinaire provençale.
Ce vocable désigne non seulement le gratin lui-même, mais aussi le plat à gratin en terre cuite dans lequel il est cuit. Paul Peyre, linguiste et étymologiste, a mis en exergue la racine commune avec tajine, mot d'origine berbère désignant aussi le plat et le mets. On retrouve en effet les consonances t / i-j / n communes d'un côté et de l'autre de la Méditerranée. Ce mets, qui nécessite une cuisson lente, est réalisé à base de légumes cuits au four. Au cours du Moyen Âge, il était placé dans le four banal, puis dans le four communal. Jusqu'au milieu du XXe siècle, ce fut le four du boulanger qui servit de substitut.

### Tomates à la provençale

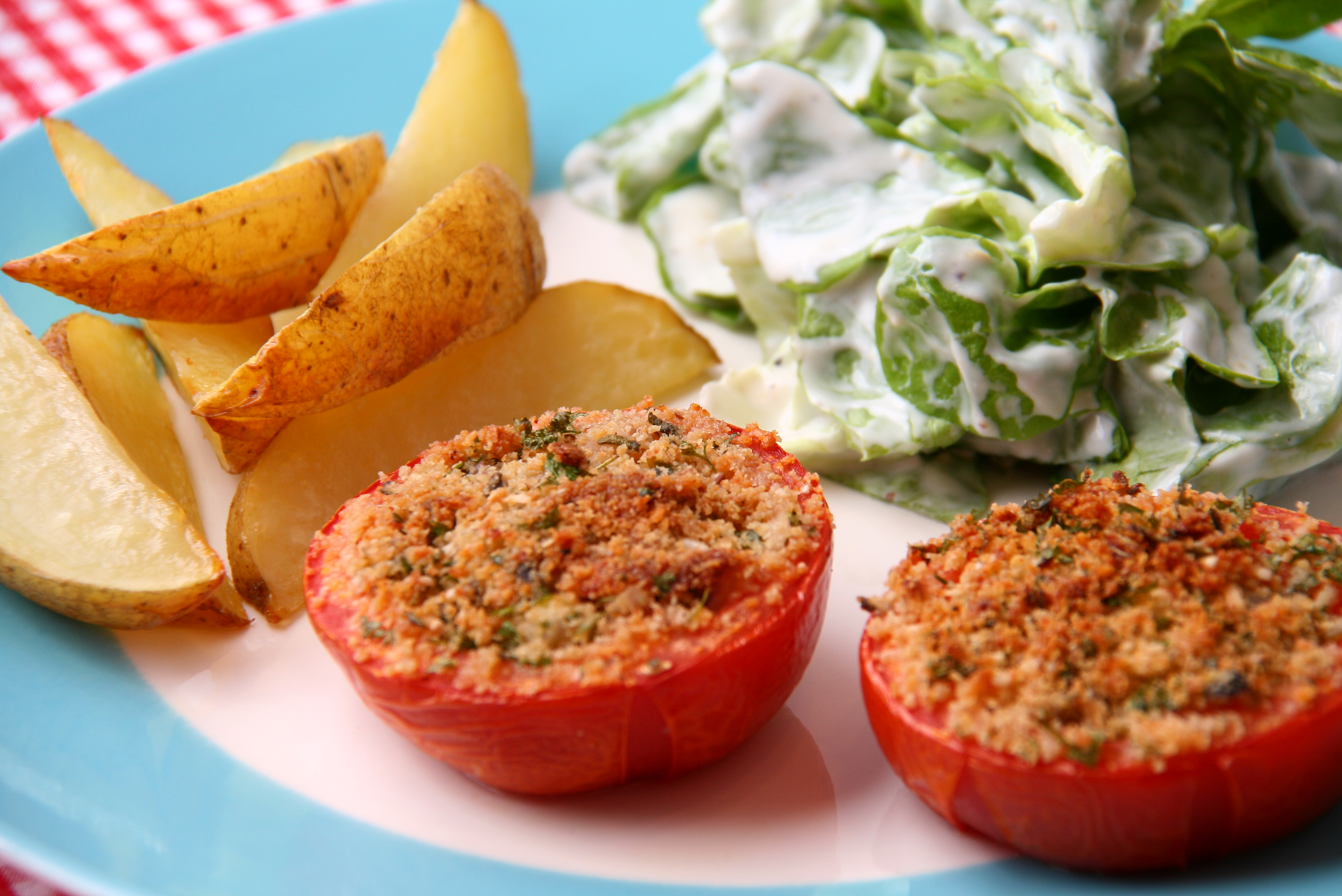
Tomates à la provençale

Les tomates à la provençale sont un mets préparé à base de tomates coupées en deux, recouvertes de chapelure, de persil et d'ail et relevées d'un filet d'huile d'olive. Elles sont soit cuites au four, soit revenues à la poêle.
Hier, comme aujourd'hui, elles sont souvent agrémentées à toutes les sauces et quelquefois au beurre. C'est du moins l'idée que s'en faisait P. C. Robert dans son ouvrage La Grande Cuisine simplifiée. Art de la cuisine nouvelle mise à la portée de toutes les fortunes, publié à Paris en 1845. Il faisait « une petite farce » pour garnir ses tomates en faisant revenir sur !e feu un morceau de beurre, deux cuillerées d'huile (sans préciser d'olive), quelques émincés de jambon, du persil, du thym, du laurier et des gousses d'ail.

### Légumes sechés ou grillés à l'huile d'olive
À l'image du fromage au lait de chèvre, de nombreux légumes provençaux tels que les tomates, aubergines, poivrons, courgettes..., et olives, sont préparés et consommés séchés, grillés, et ou marinés à l'huile d'olive et aux aromates de Provence (poivron grillé, tomate séchée...).

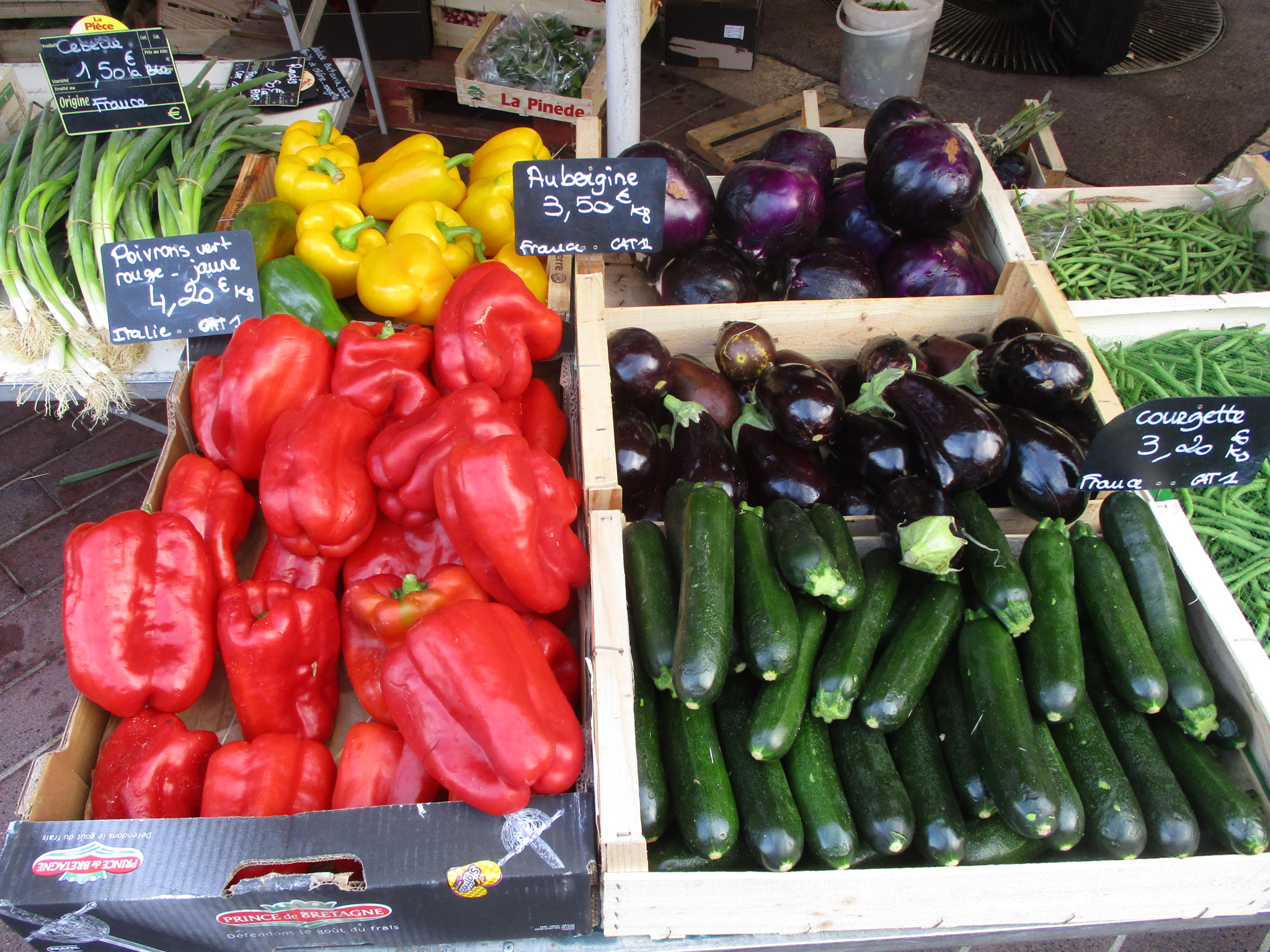
Aubergine, poivron, courgette du marché de Provence du cours Saleya du Vieux-Nice
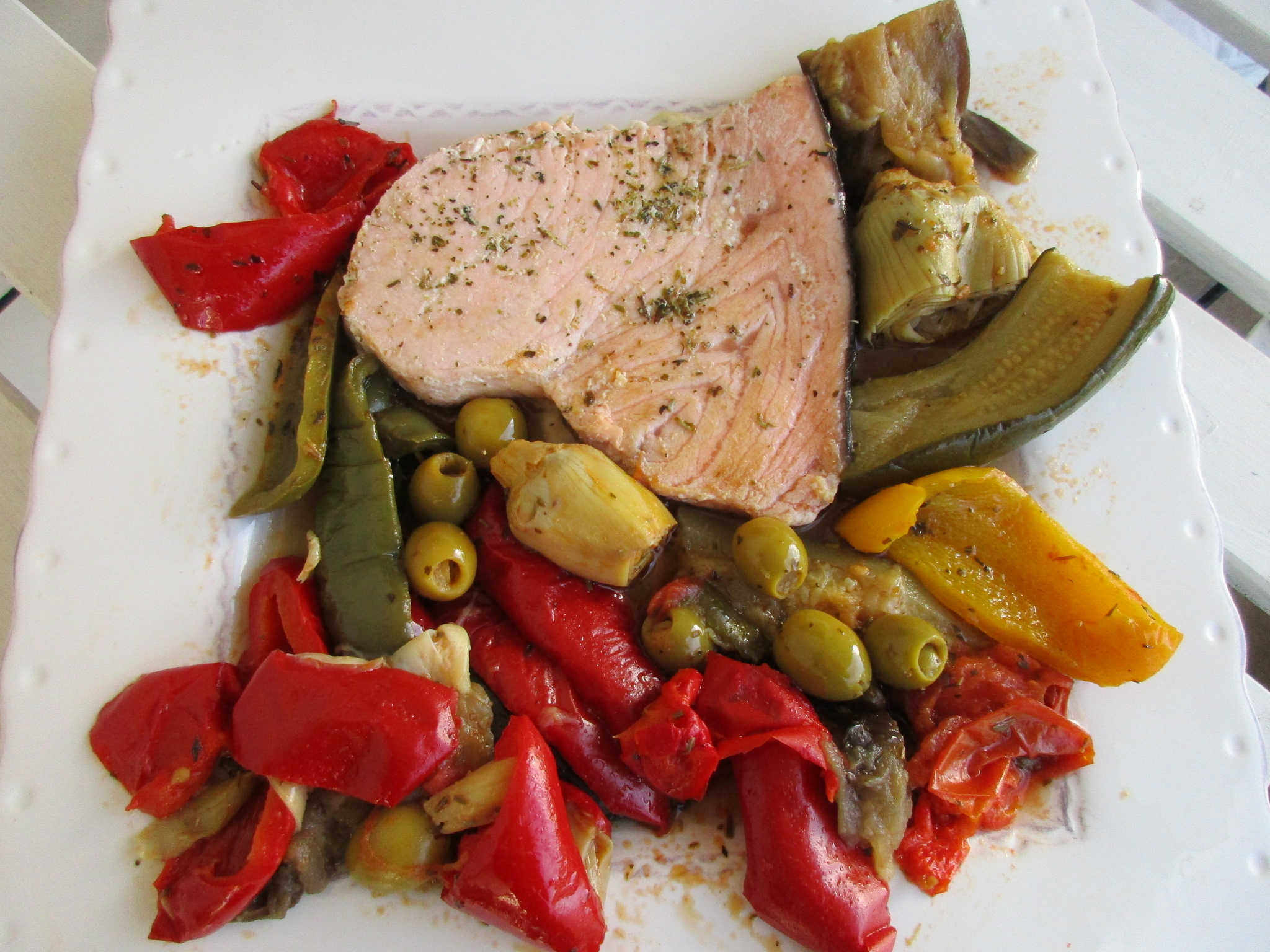
Espadon, poivron grillé, courgette, cœurs d'artichauts marinés, et olives
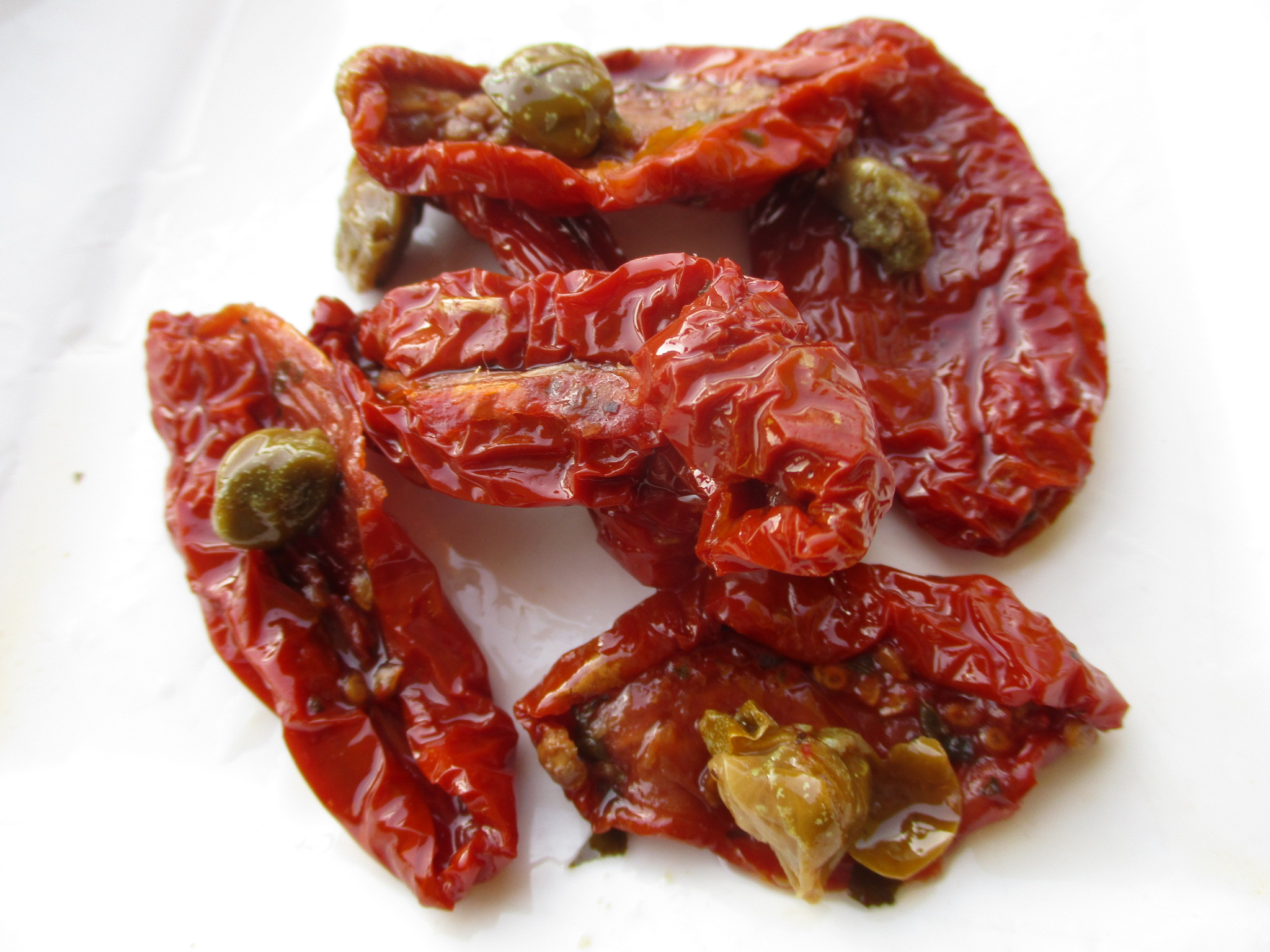
Tomate séchée à l'huile d'olive
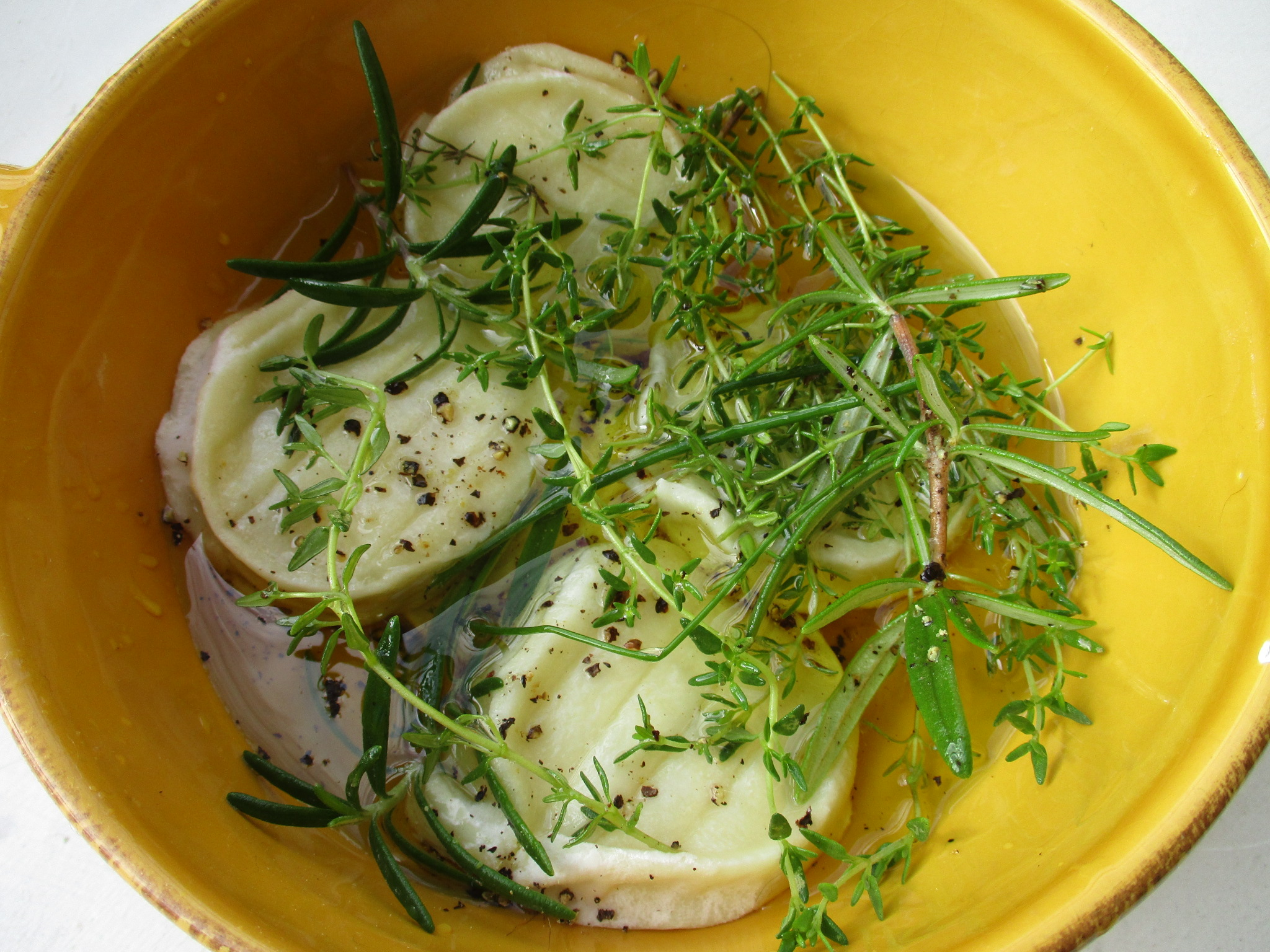
Fromage au lait de chèvre à l'huile d'olive
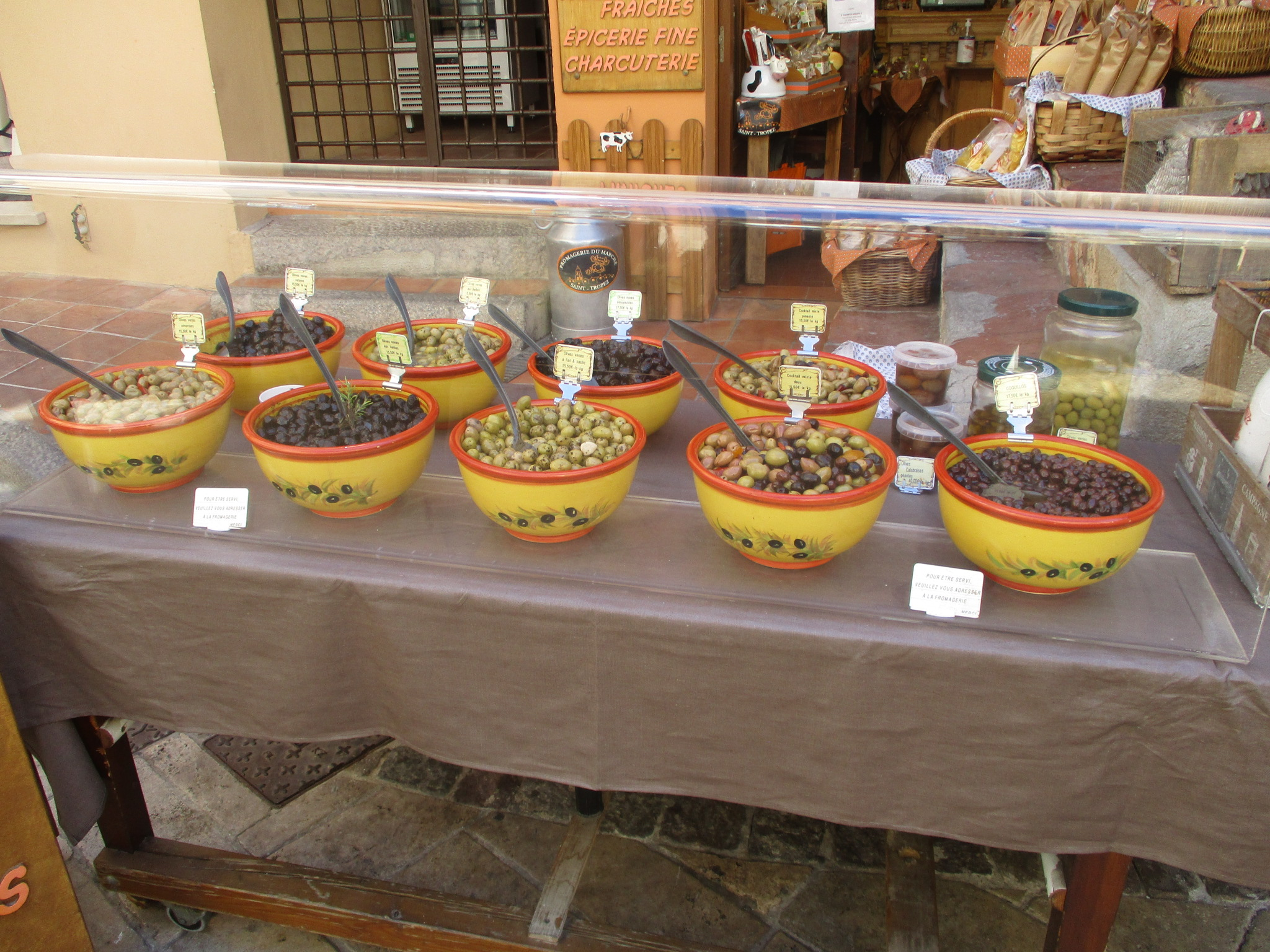
Olives provençales marinées

## Légumes secs

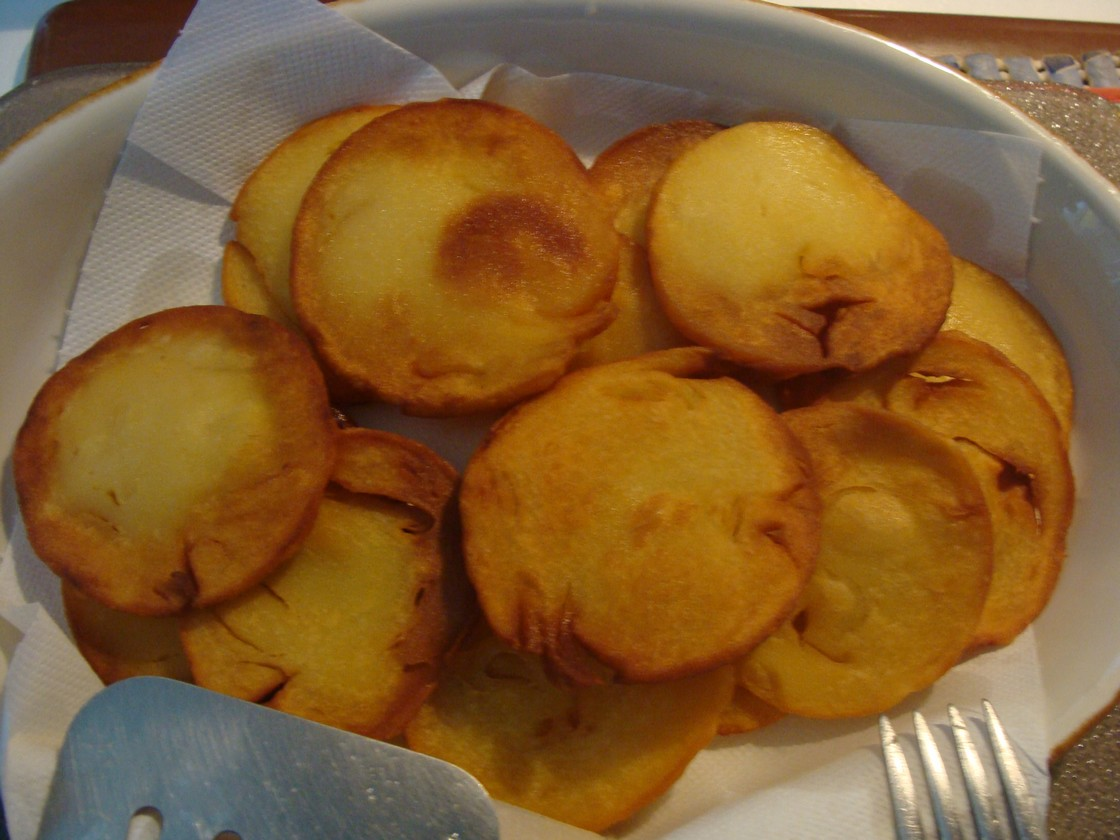
Panisse

### Panisse
La panisse est une spécialité culinaire connue et appréciée dans le sud-est de la France, de Nice jusqu'à Marseille. Il s'agit d'une préparation à base de farine de pois chiches, qui se mange en friture ou dorée au four. La panisse se présente en général sous forme de rouleaux de 20 cm de long et de 7 cm de diamètre environ, qu'on découpe en tranches ou en dés et qu'on frit dans l'huile. Les panisses se consomment chaudes.

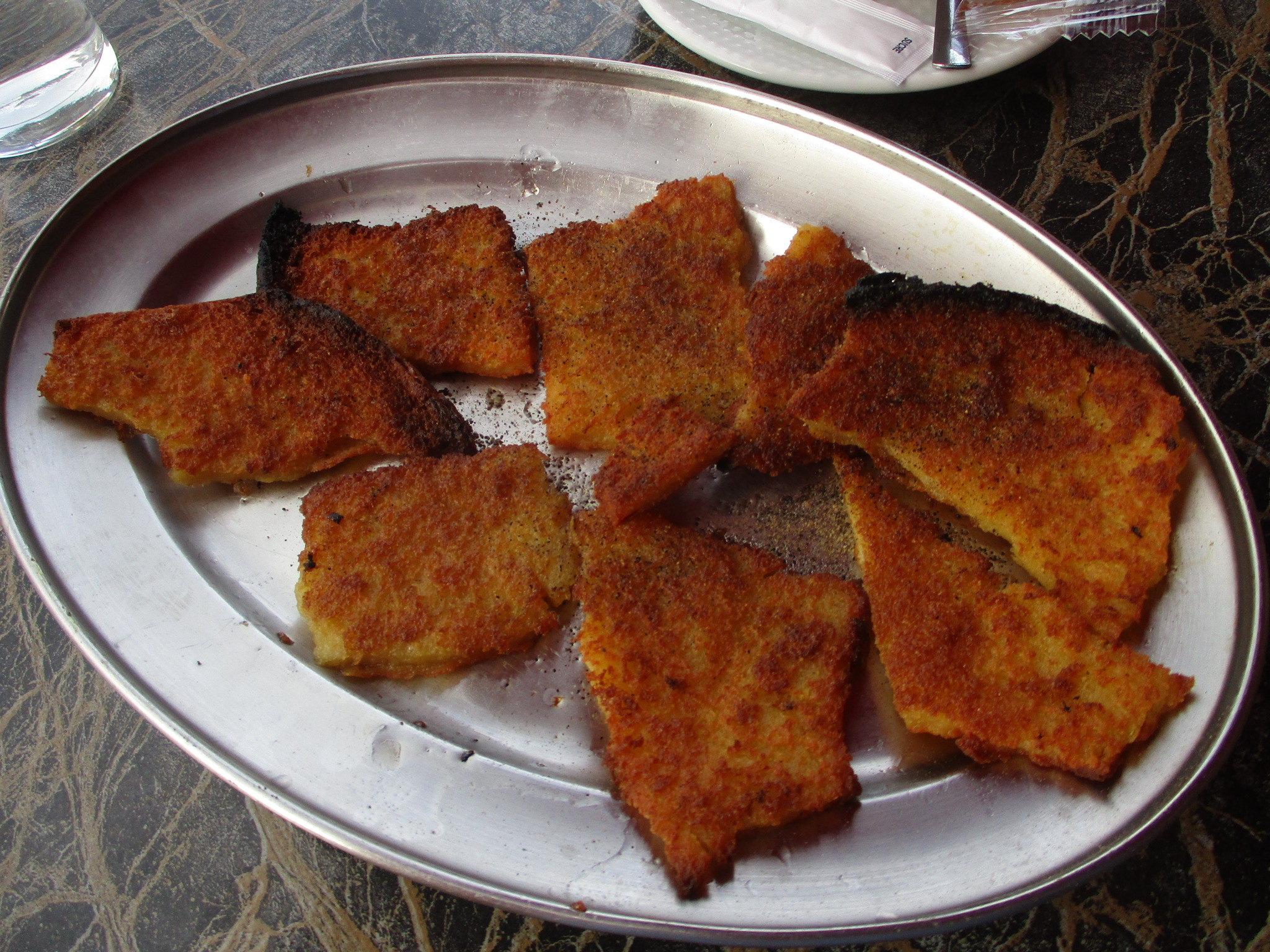
Socca de la cuisine niçoise, du Cours Saleya du Vieux-Nice.

### Socca
La socca est le nom donné à une spécialité culinaire, à base de farine de pois chiches, consommée à Menton et à Nice. À Toulon, entre autres, elle est appelée cade. La socca se présente sous la forme d'une grande et fine galette, cuite sur de grandes plaques rondes en cuivre étamé, dans un four à pizza. Une fois cuite, la galette a une couleur dorée (jaune orangé) et est même légèrement brûlée par endroits. La socca se déguste chaude, si possible juste à la sortie du four, souvent accompagnée de poivre et sans l'aide de couverts. La galette est généralement découpée en six à huit parts par plaque de cuisson, au moyen d'un petit couteau à lame courte ou bien d'une petite spatule.

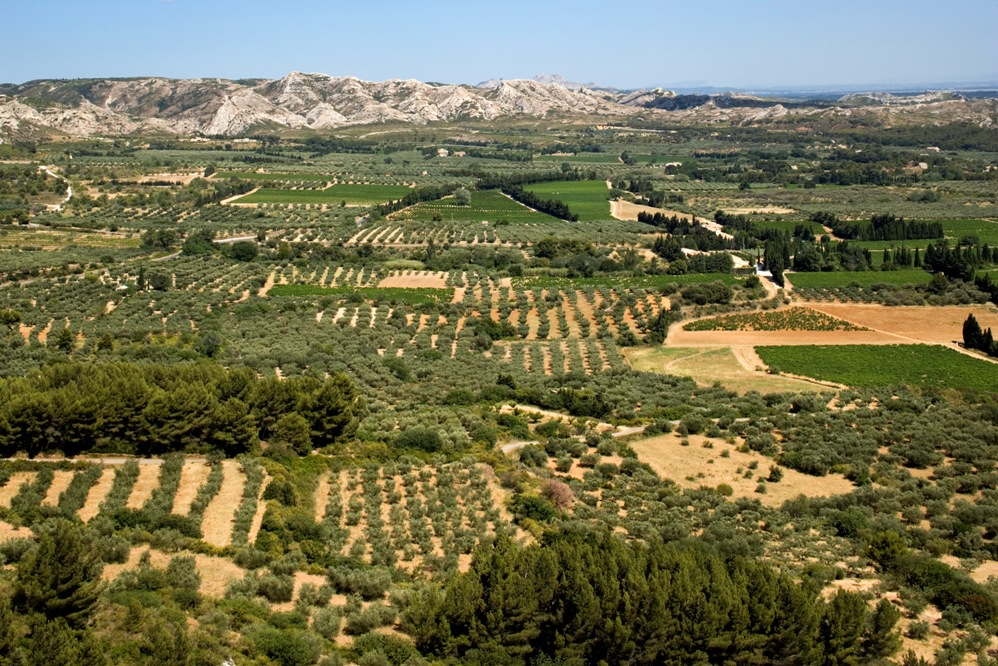
Paysage panoramique d'oliveraies, vues sur font d'Alpilles et de mer Méditerranée, depuis le Château des Baux des Baux-de-Provence.

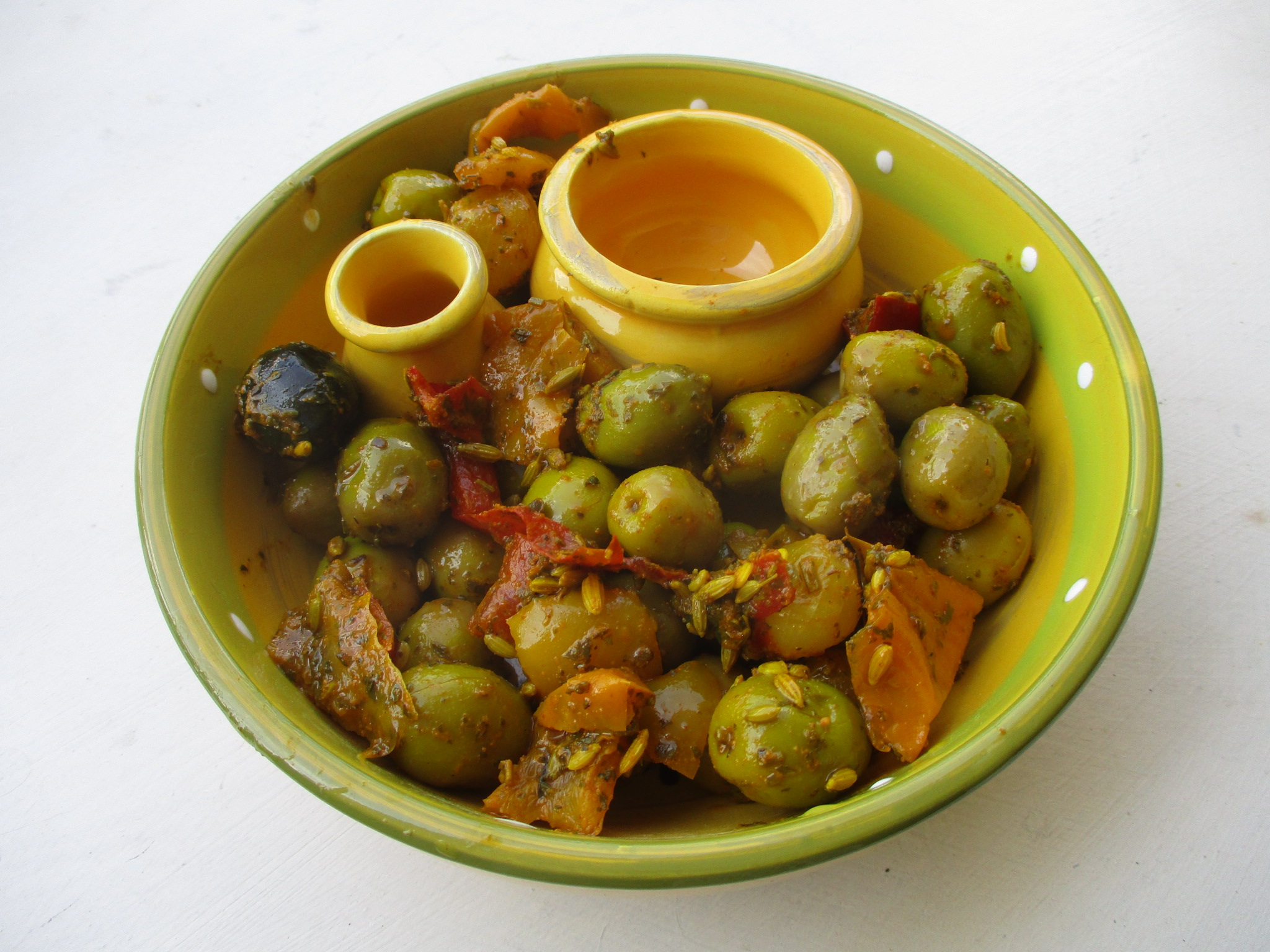
Olives marinées à la provençale

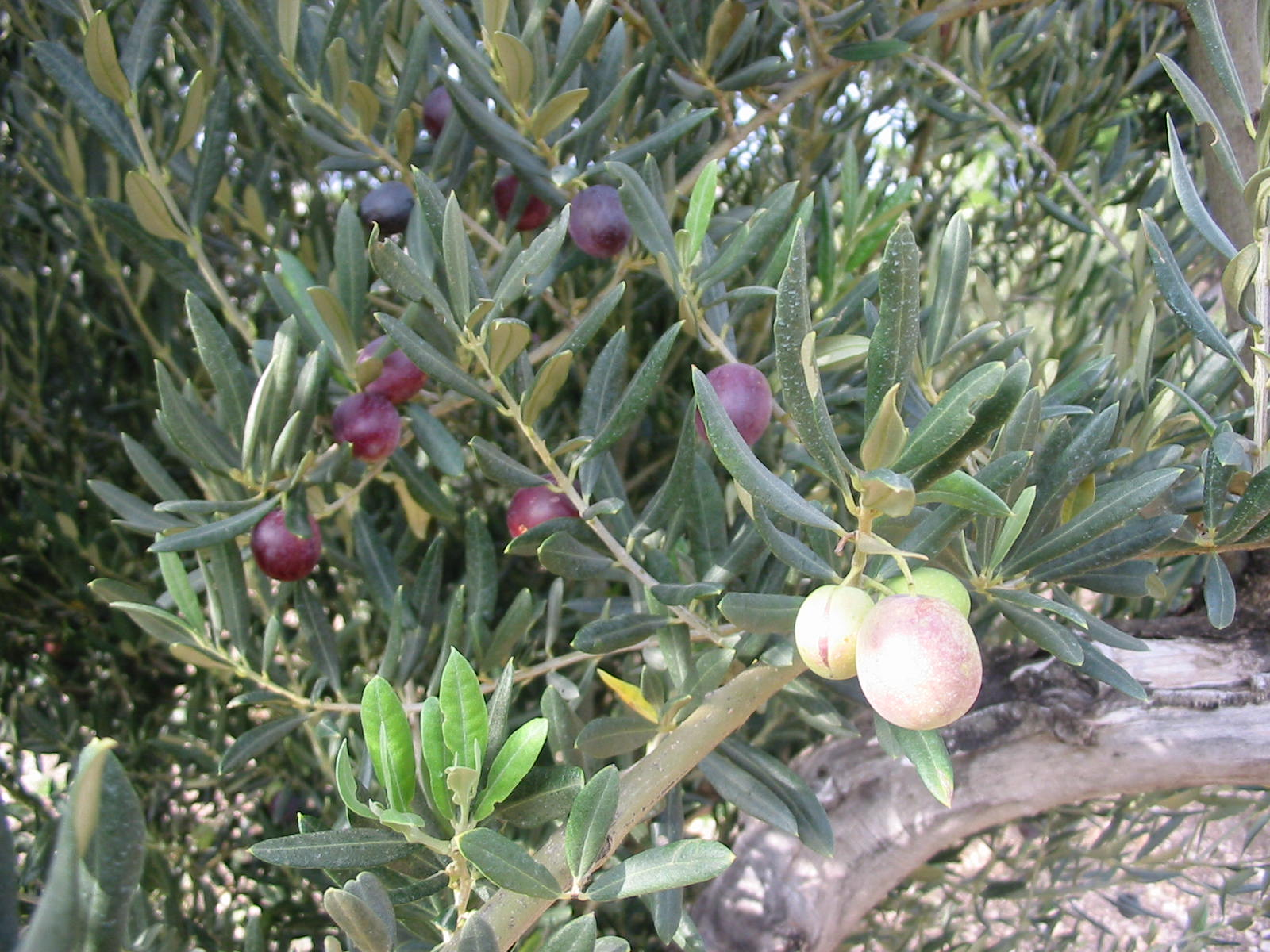
La variété salonenque sur un olivier de Mouriès.

## Olives

### Olive des Baux-de-Provence
L'olive de la vallée des Baux-de-Provence bénéficie de deux AOC, la première concerne l'olive cassée, la seconde l'olive noire. Leur zone de production s'étend sur les communes d'Arles, Aureille, Les Baux-de-Provence, Eygalières, Eyguières, Fontvieille, Lamanon, Maussanne-les-Alpilles, Mouriès, Paradou, Saint-Martin-de-Crau, Orgon, Saint-Étienne-du-Grès, Saint-Rémy-de-Provence, Sénas et Tarascon,.
Pour l'olive cassée sont uniquement retenues les variétés salonenque et berruguette, qui doivent être différenciées à la commercialisation.
Quant à l'olive noire, sa seule variété admise est la grossane, qui doit être récoltée directement sur l’olivier. Son calibre doit permettre de comptabiliser 35 fruits maximum à l’hectogramme.

### Olive de Nice
L'appellation d'origine contrôlée Olive de Nice a été officiellement créée par le 20 avril 2001 par un décret gouvernemental.
Cette reconnaissance marquait l'aboutissement de la demande que le Syndicat interprofessionnel de l'Olive de Nice (SION) avait déposée en 1996, auprès de l'Institut national des appellations d'origine contrôlées (INAO).
L'AOC « Olive de Nice » couvre le territoire d'un certain nombre de communes des Alpes-Maritimes, listées dans le décret. Celui-ci détermine l'aire de récolte et de transformation des olives destinées à la production d'olives de table et de pâte d'olive pouvant bénéficier de cette appellation. Les plantations situées dans cette zone font l'objet d'une procédure d'identification avant de pouvoir revendiquer l'appellation.
Les fruits doivent provenir du cultivar cailletier de l'olivier européen (Olea europaea subsp. europaea). Le rendement des vergers ne doit pas dépasser 6 tonnes d'olives à l'hectare.
Depuis, le décret initial, dans sa version consolidée, concerne uniquement les olives et pâtes d'olive.

## Champignons

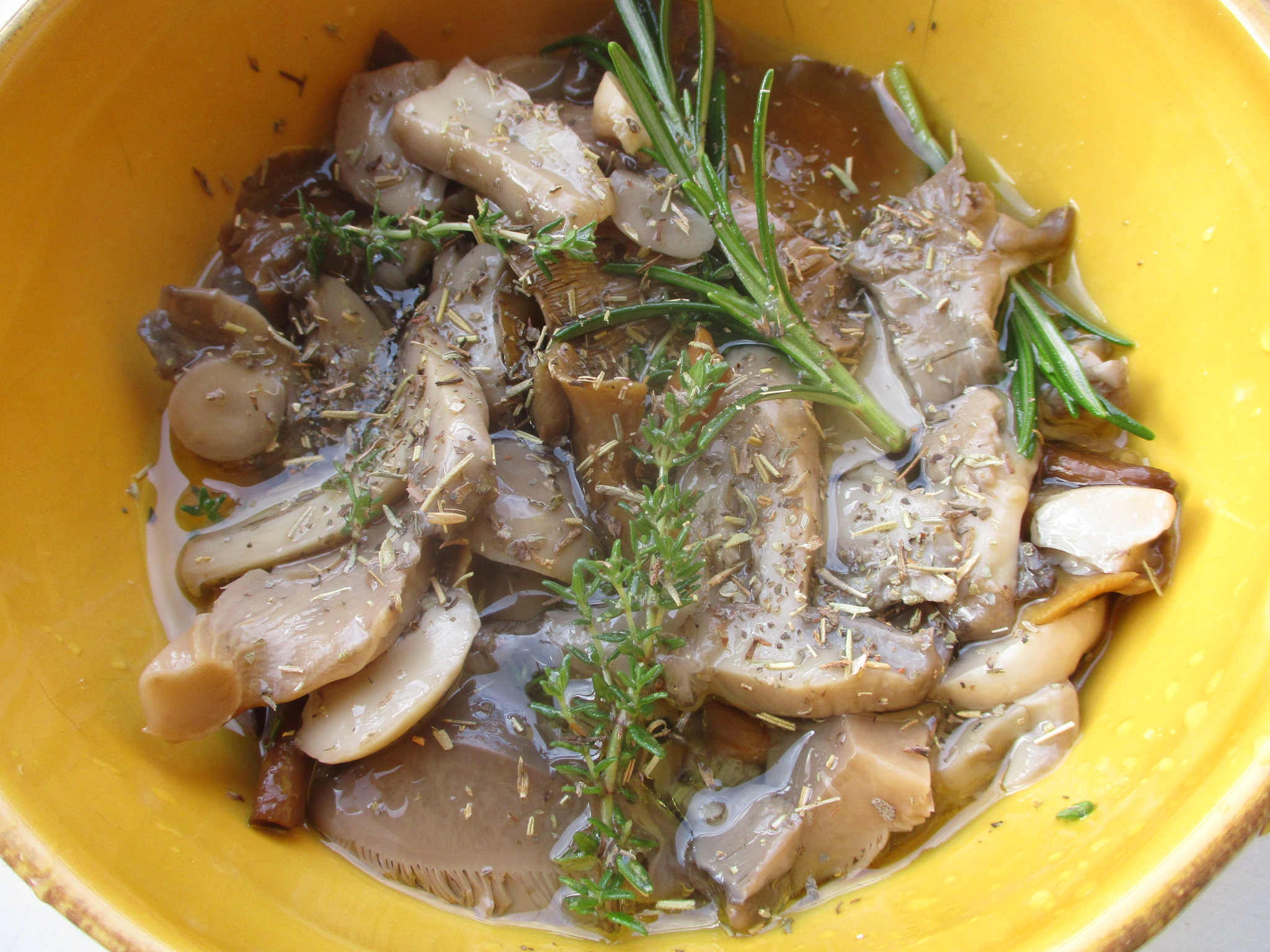
Champignons marinés à l'huile d'olive

### Griset du Ventoux
Sur les pentes du mont Ventoux, parmi la centaine d'espèces de champignons liée aux différentes essences poussant dans ce massif, une espèce endémique se distingue particulièrement : le griset du Ventoux (Tricholoma portentosum). Ce tricholome, typique de cette région, se consomme généralement à la persillade, en omelette ou en accompagnement d'un gigot d'agneau.

### Truffe

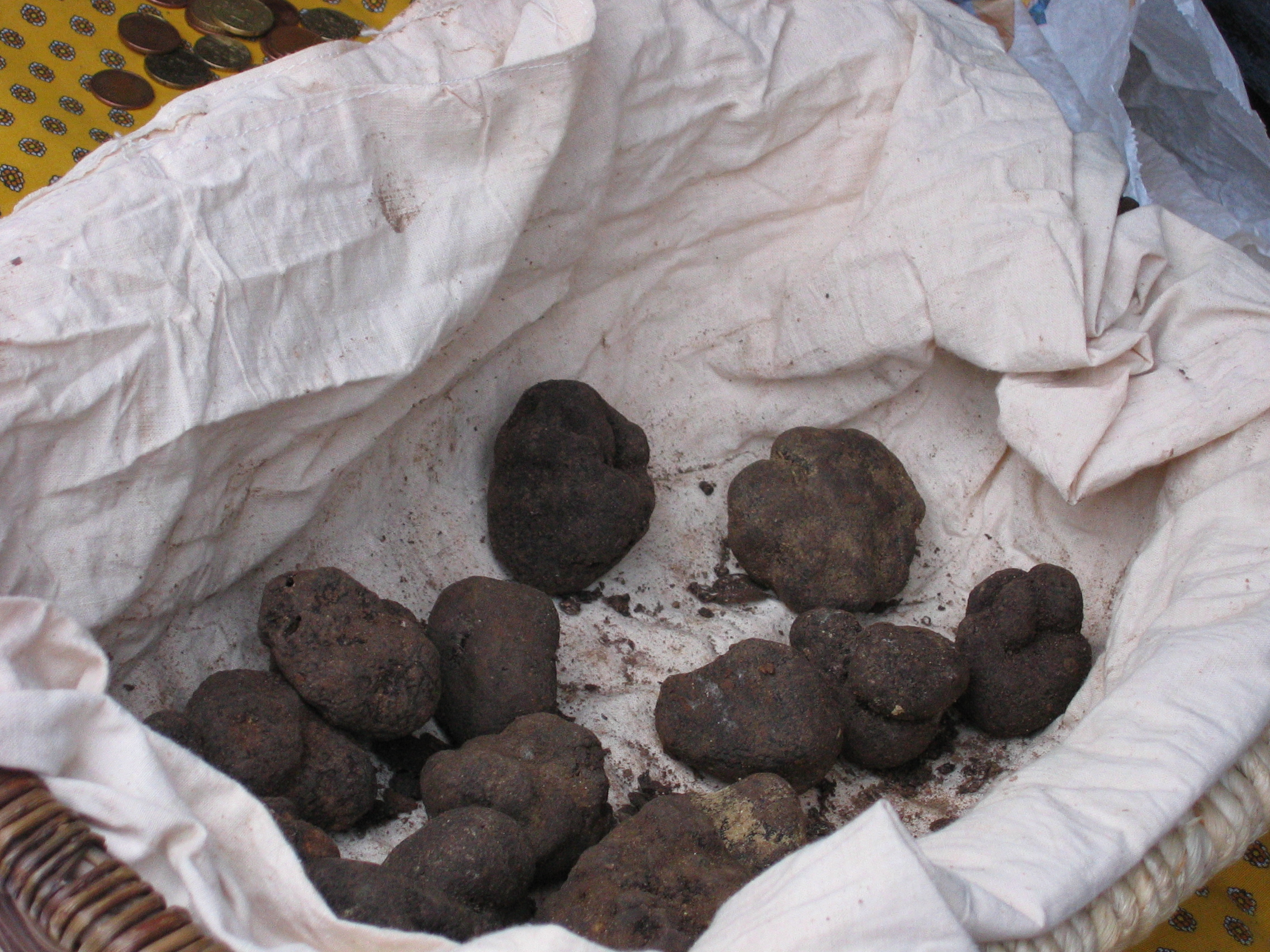
Panier de truffes du Ventoux.

Le piémont du Ventoux est, avec le Tricastin voisin et le marché aux truffes de Richerenches, le premier producteur en France de Tuber melanosporum. Son marché reste hors normes, car c'est la seule production à échapper aux inspecteurs de l'administration fiscale, aucune transaction n'étant réglée par chèque. En saison, c'est le marché de Carpentras, un des plus importants de la région, qui fixe les prix. Depuis la fin novembre 2008, il se tient tous les vendredis dans la cour d'honneur de l'Hôtel-Dieu. Les rabassiers (trufficulteurs) y affirment, pour justifier les prix, que le « diamant noir » naît entre les pluies des deux Vierges. Les pluies doivent être abondantes entre l'Assomption (15 août) et la Nativité de Notre-Dame (8 septembre). C'est loin d'être faux, puisque les spécialistes ont vérifié qu'une bonne année dépend à la fois d'un fort ensoleillement estival suivi de pluies, entre la mi-août et la mi-septembre.

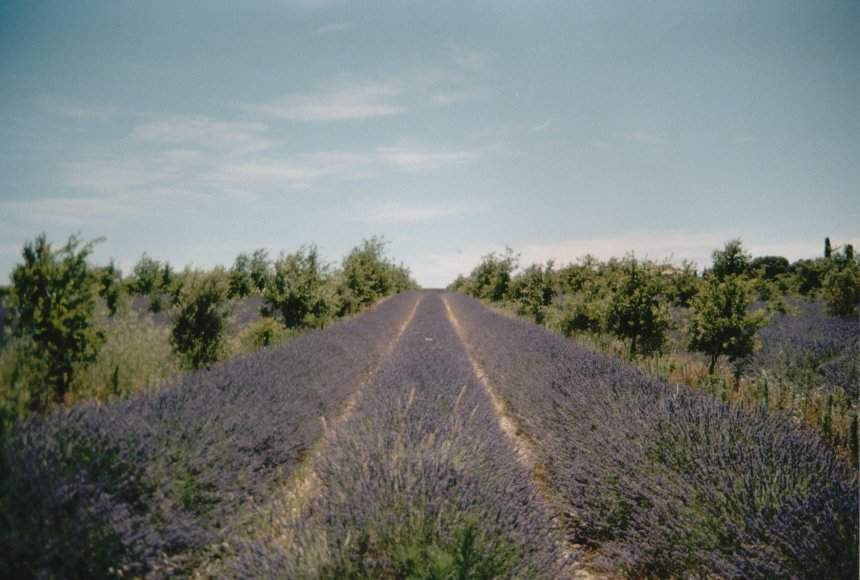
Chênes truffiers et champs de lavandes de Richerenches, du marché aux truffes de Richerenches

La truffe du Ventoux se récolte entre 500 et 1 000 mètres d'altitude. Préférant les terrains calcaires, elle se développe toujours en symbiose avec le chêne blanc ou vert, le frêne et le charme. Il est affirmé que les plus fines poussent à l'ombre du tilleul.

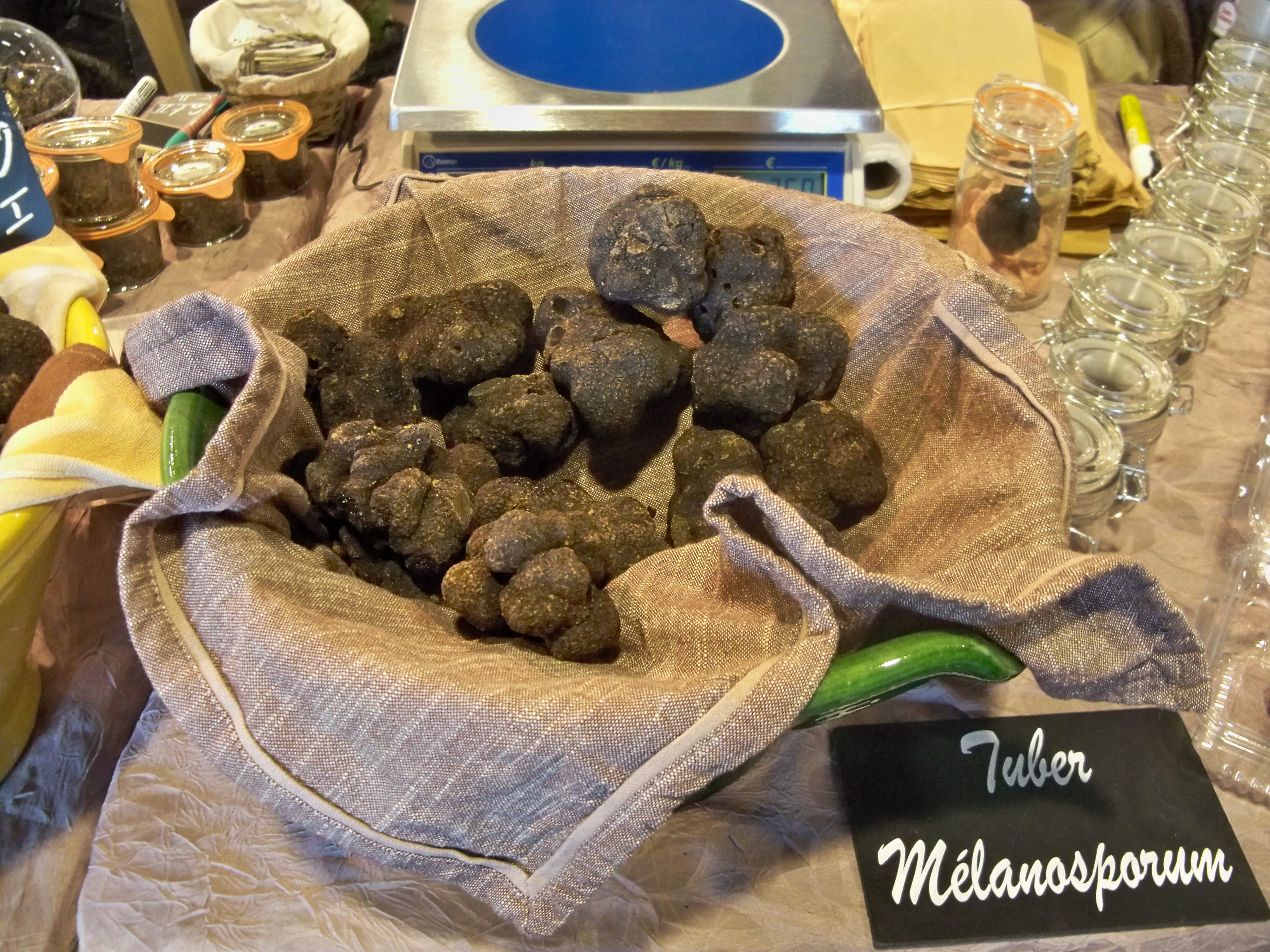
Truffe noire Tuber melanosporum, du marché aux truffes de Carpentras.

Les truffes entrent dans la préparation de nombreux plats. Elles sont insérées dans des pièces de boucherie, des volailles, des pâtés de foies gras, des pâtés en croûte ou en terrine. On les mêle également aux farces ou à certaines sauces, ou encore aux pâtes (gnocchis truffés) ou aux bouchées à la reine. Entières, elles peuvent être cuites sous la cendre, braisées au vin, être l'unique composant d'un ragoût, ou encore, en lamelles, étuvées à la crème. Les truffes sont également utilisées dans des recettes à base d'œufs, de deux manières. L'une consiste à en saupoudrer de petites rognures dans une omelette. L'autre consiste à enfermer des œufs frais avec une truffe dans une boîte hermétique placée au réfrigérateur. Les œufs prendront rapidement le parfum de la truffe sans que l'on ait à entamer cette dernière.

### Ragoût de truffes
Le ragoût de truffes est une spécialité originaire du sud de la France, du Périgord à la Provence, les deux régions les plus productrices. C'est un mets aussi rare que cher puisque, en plat principal, il se prépare sur la base de huit truffes soit entre 200 et 300 g de ce champignon. Outre les truffes et le vin rouge ou blanc, la préparation de ce mets nécessite de l'huile d'olive ou du beurre, des échalotes ou des oignons, du laurier, du thym, de la farine, du sel et du poivre, ainsi que du pain grillé ou frit,.

## Céréales

Logo Produit du parc naturel régional du Luberon.

### Blé meunier d'Apt
Le blé meunier d'Apt est une variété de blé, dite aussi touselle blanche de Pertuis, qui a été retrouvée et identifiée en 1985, chez un agriculteur retraité de Buoux, par les techniciens du Parc naturel régional du Luberon qui la firent immédiatement multiplier. Ce blé était considéré au début du XIXe siècle comme « une espèce de première valeur alimentaire » pour les pâtisseries et, en particulier, les pompes à l'huile. Sa farine est pauvre en gluten, comme toutes celles issues des vieilles variétés de blé. Elle entre désormais dans la composition du galapian, pâtisserie du Luberon à base d’amandes, miel de lavande, melon et bigarreau confit. Des marques en étoile sont réalisées sur les pains utilisant cette farine. Ils sont farinés et pourvus d’une pastille azyme avec le logo « Produit du parc naturel régional du Luberon ». Depuis 17 avril 1995, le comité de l'Arche du Goût, antenne française du mouvement international Slow Food, lors de ses assises tenues à l'Université du vin de Suze-la-Rousse, a consacré ce blé Sentinelle du goût, en même temps que l'épeautre de Sault et la brousse du Rove.

### Petit épeautre de Haute-Provence
Le petit épeautre de Haute-Provence, et la farine issue de cette céréale, sont tous deux protégés par une IGP (indication géographique protégée) depuis 2007, pour le premier et 2010, pour la seconde. Cette reconnaissance s'ajoute à celle l'association internationale Slow Food qui, depuis 2005, a classé cette production parmi les Sentinelles du goût,. Cette céréale est utilisée pour faire la soupe d'épeautre, accompagner des viandes et des poissons, en lieu et place du riz ou du boulghour, et pour réaliser des desserts dont la crème brulée à l'épeautre.

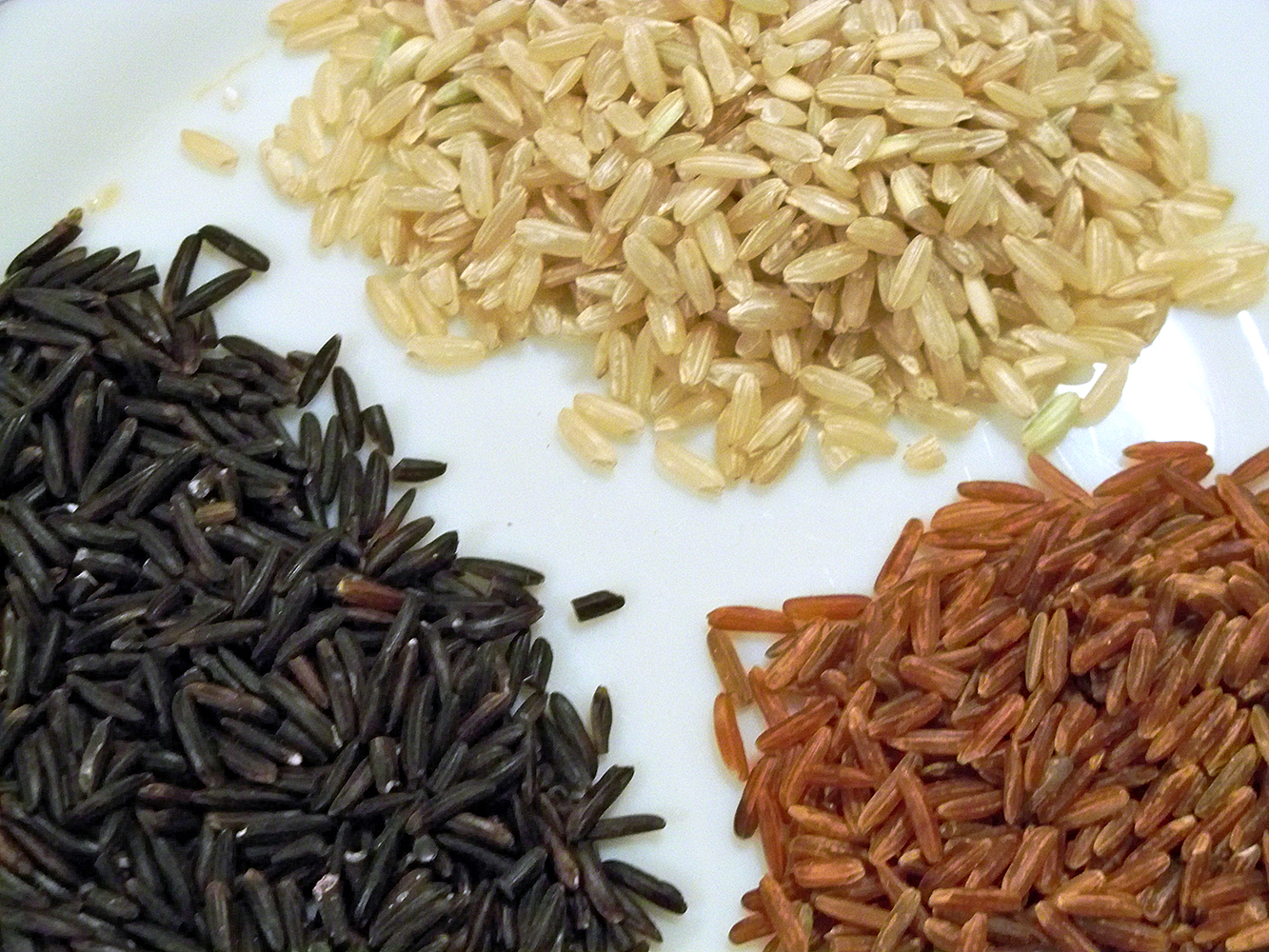
Riz de Camargue.

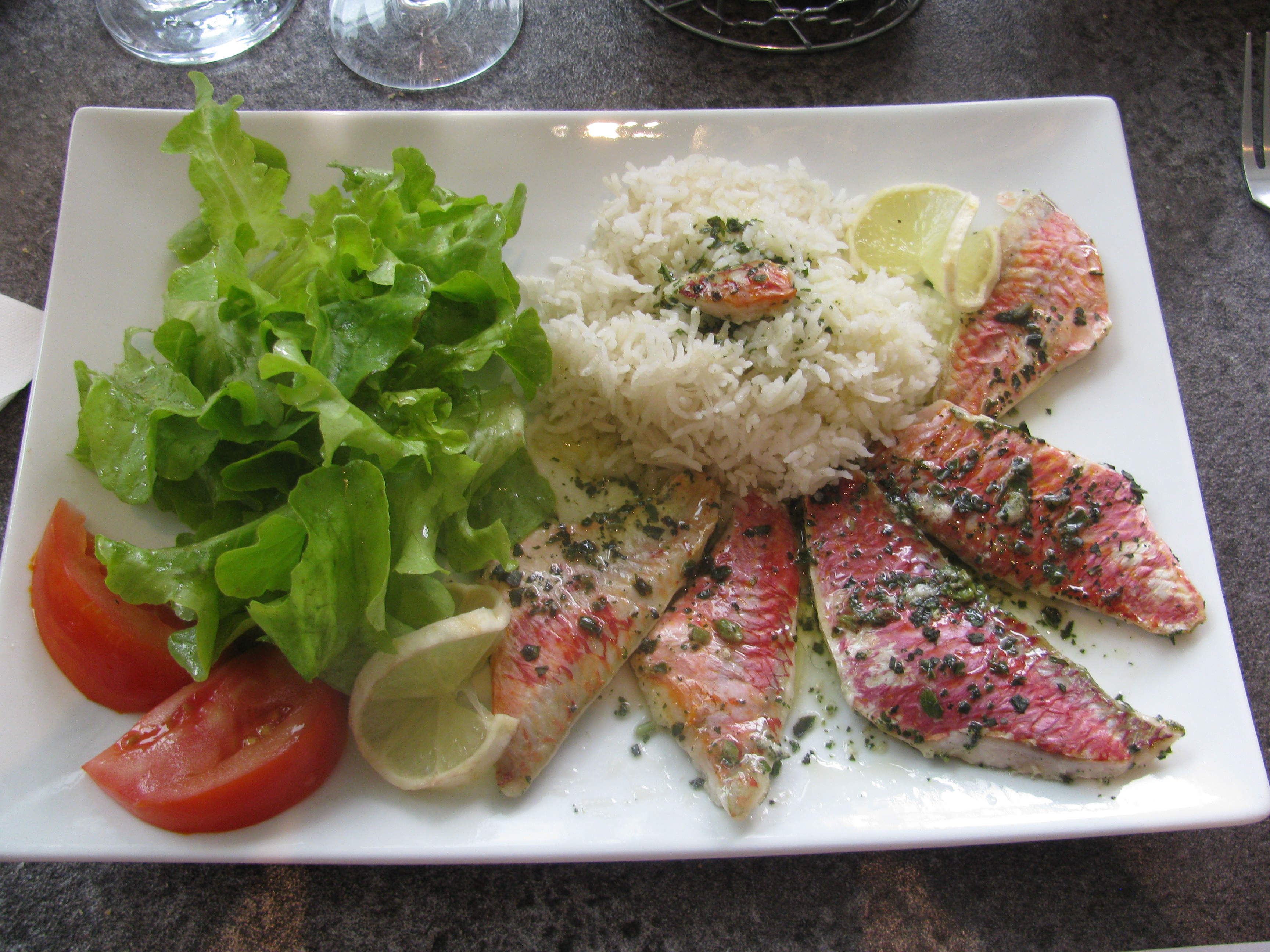
Riz de Camargue et filets de rouget

### Riz de Camargue
Dès le XIVe siècle, au temps de la papauté d'Avignon, les rizières s'installent en Provence et principalement en Camargue. Henri IV y développa la culture du riz dès la fin du XVIe siècle, ainsi que celle de la canne à sucre et de la garance. L'endiguement du Rhône permit l'apport massif d'eau douce à la fin du XIXe siècle et donna un nouvel essor à cette culture. Dans les années 1940, lors de la Seconde Guerre mondiale, le riz camarguais devint un élément essentiel de la nourriture, le trafic maritime avec les colonies étant coupé. Puis le plan Marshall finança d'importantes infrastructures hydrauliques, qui permirent une riziculture intensive. L'eau est pompée dans le Rhône puis envoyée dans de grands canaux, vers quelques propriétés qui partagent les frais d'entretien. Elle est ensuite distribuée par d'innombrables petits canaux, — les porteaux —, aux rizières. Le riz rouge de Camargue est un riz complet dont le péricarde est teinté par mutation naturelle d'un rouge foncé. Cultivé de façon biologique, sa récolte se fait à pleine maturité pour que son goût subtil et sa texture particulière soient totalement préservés. Il est de plus séché naturellement sous les effets conjugués du soleil et du mistral.
Le riz de Camargue, qui est majoritairement un riz long, bénéficie d'une indication géographique protégée par l'INAO. En 2003, 11 200 hectares étaient consacrés à cette culture sur la commune d'Arles. La production, qui oscille autour de 120 000 tonnes par an, représente le 1/20e de celle de l'Europe. Elle est passée de 250 hectares en 1940, à 2 000 hectares en 1947, puis à 20 000 hectares, en 1951. Actuellement, la riziculture se développe grâce à une nouvelle usine installée par Sud Céréales en 2005.

## Pâtes

### Crouis
Les crouis sont des pâtes fraîches en forme d'oreille plissée. Ce mets est une tradition culinaire de la commune d'Entraunes, située aux sources du Var dans les Alpes-Maritimes. Elles se dégustent accompagnées d'une sauce faite de noix pilées dans un mortier, avec une gousse d'ail, malaxées avec de la mie de pain trempée dans du lait, du sel, du poivre et un peu d'eau de cuisson des crouis pour fluidifier l'appareil.

### Crouzet
Le crouzet désigne différentes sortes de pâtes élaborées dans les Alpes provençales. Elles se présentaient sous la forme d'une pâte étirée avec le pouce formant un disque ourlé avec au centre entre sept et douze plis caractéristiques. Cette présentation demandait une grande dextérité et sa réussite était le signe distinctif des jeunes filles à marier, jusqu'au milieu du XXe siècle. Cet art de la confection n'a pas résisté à l'industrialisation. Si le crouzet se présente encore comme une pâte ronde et plissée dans la vallée de l'Ubaye, il a pris la forme de lasagnes dans le reste des Alpes-de-Haute-Provence, tandis qu'on le retrouve en Savoie en petits carrés de pâte sèche, à base de sarrasin. Dans le Var, il se dénomme crouisse, et sugelli dans la haute vallée de la Roya.

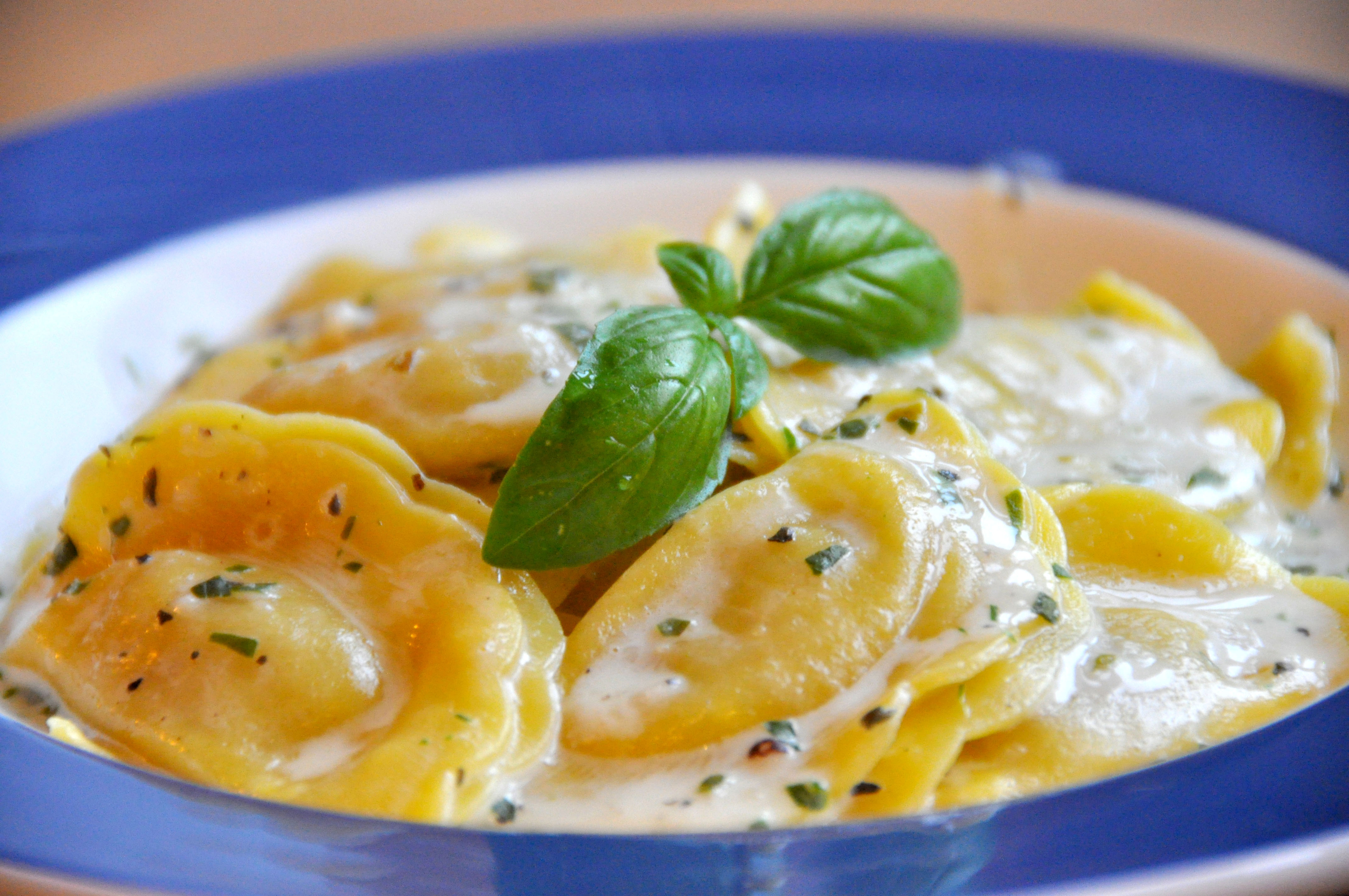
Ravioles aux pointes d'asperge et au basilic.

### Ravioles
Les ravioles font partie de la cuisine traditionnelle du Pays niçois, de la Provence et de la Drôme (sous la forme de ravioles du Dauphiné). Ils se présentent souvent sous la forme de carrés de pâte, remplis d'une farce généralement à base de viande, de légumes et de fromage. Quand on les nomme ravioles du Dauphiné, il s'agit d'une recette farcie de fromage, fabriquée dans la Drôme.

## Viandes

### Agneau de Sisteron

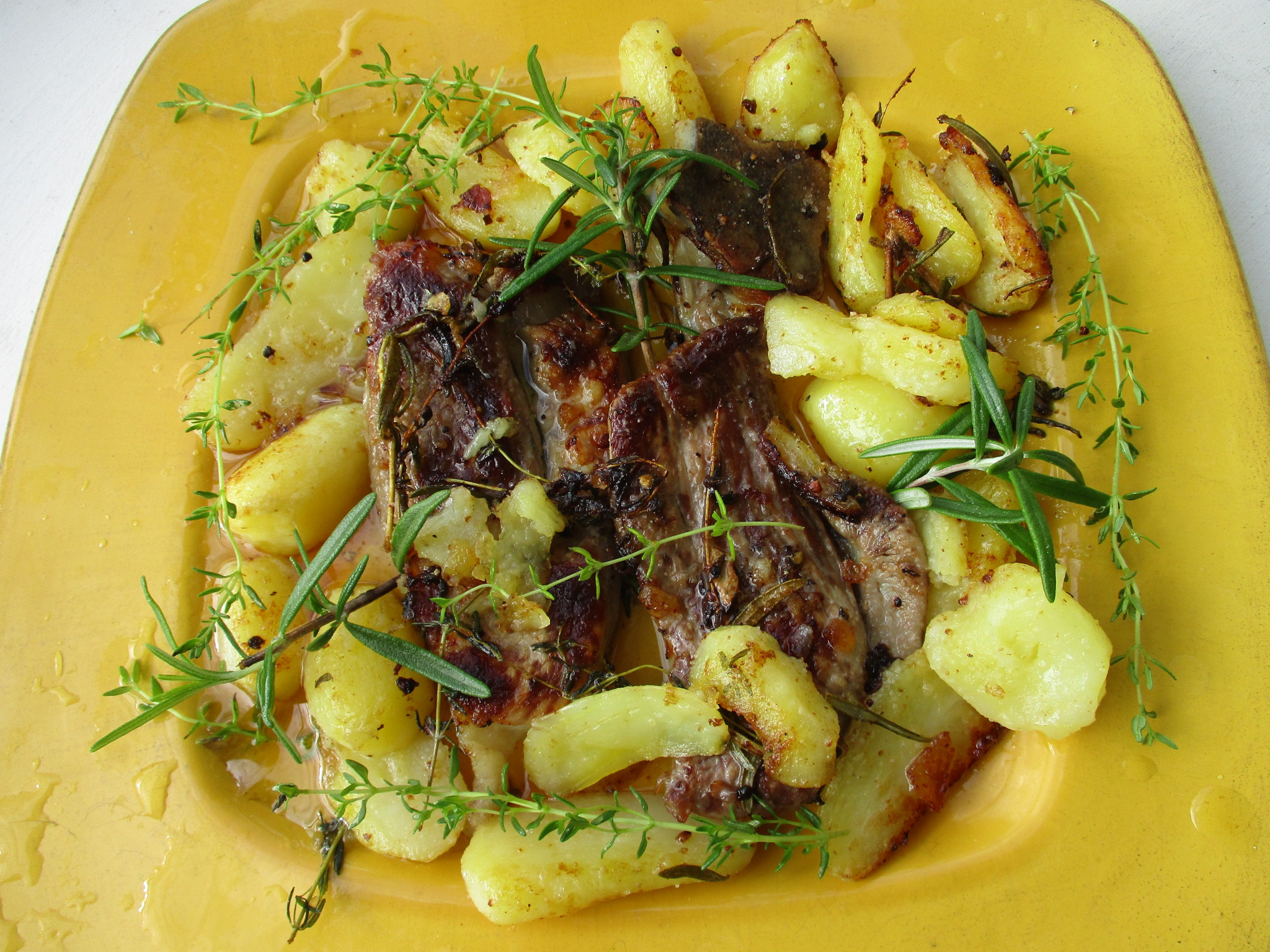
Agneau de Provence au romarin.

L'agneau de Sisteron est un agneau de quatre mois, élevé sous la mère, et originaire des Alpes provençales et de la Drôme provençale. Issus d'élevages traditionnels, avec des mères de races mérinos d'Arles, Mourerous ou Préalpes du Sud, qui les allaitent au moins pendant deux mois, sur un espace pastoral comptant moins de 10 brebis à l'hectare et comportant au minimum 10 hectares de parcours, ces agneaux ont droit, sous le contrôle de l'INAO, au Label rouge accordé par un décret gouvernemental en date du 3 janvier 2005. L'Union européenne lui a accordé une indication géographique protégée depuis le 15 février 2007.
Cette exigence de qualité a mis un terme à la pratique de cheptels élevés dans les mêmes conditions, mais provenant d'autres régions, dont l'ensemble de la Provence, et le Massif central. Chaque année, c'étaient près de 400 000 bêtes qui passaient par les abattoirs de Sisteron, profitant d'un certain laxisme pour usurper une provenance recherchée.

### Alouettes sans tête

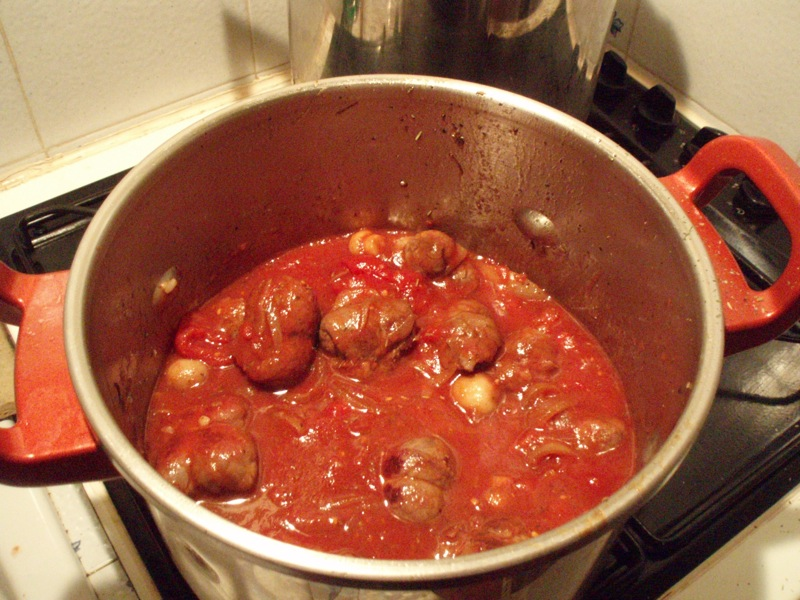
Alouettes sans tête

Les alouettes sans tête sont des paupiettes de bœuf. Ce mets provençal, très populaire (paquetoun de biou) se compose d'un hachis emballé dans une mince tranche de viande et cuit dans une sauce où entrent du vin, des champignons, des herbes de Provence et des tomates. Il se retrouve quasiment à l'identique en Belgique sous la dénomination oiseaux sans tête, où le vin est remplacé par de la bière. Dans La Cuisinière provençale, J.-B. Reboul indique qu'au XIXe siècle la préparation des alouettes était une pratique artisanale et non ménagère. Elle a perduré, et chaque boucher prépare une farce à sa façon où entrent principalement du petit salé, de l'ail, du persil et des épices. Celle-ci est empaquetée dans de fines tranches de bœuf, roulées et ficelées avec du fil alimentaire.

### Bartavelle

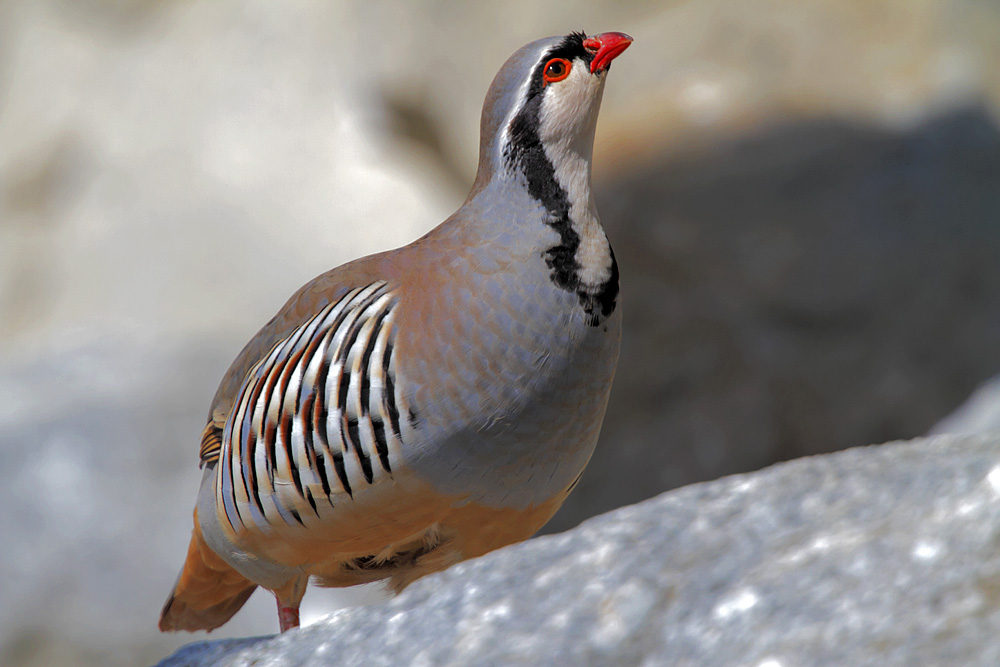
Perdrix bartavelle (ou perdrix royale)

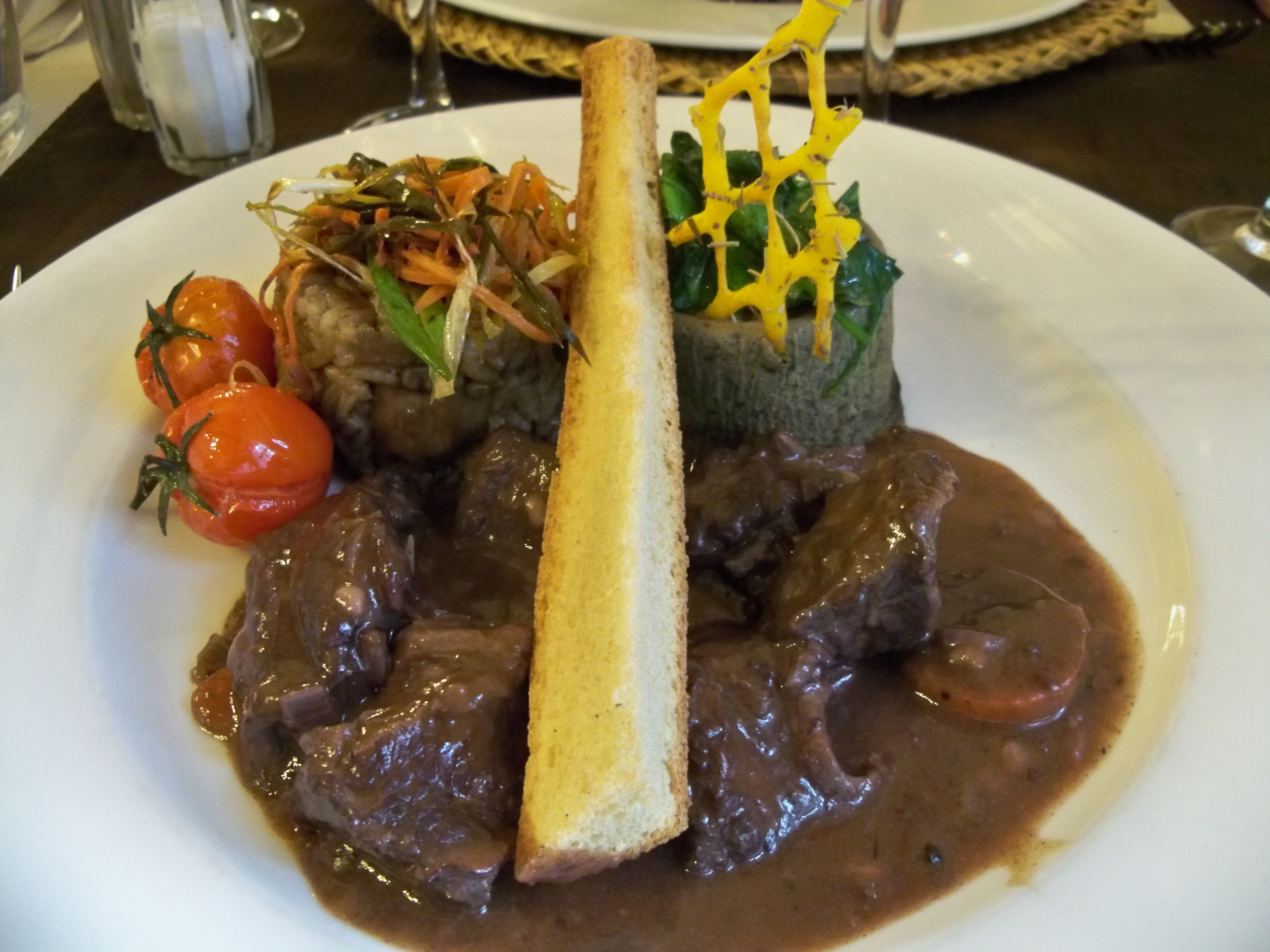
Broufade

La perdrix bartavelle (ou perdrix royale) de la cuisine provençale, est rendue célèbre dans le monde avec le roman autobiographique La Gloire de mon père de 1957, de Marcel Pagnol. Son père Joseph Pagnol « qui n'avait jamais tué ni poil ni plume » réussit un « coup du roi » en abattant une paire de perdrix bartavelles en plein vol d'un seul coup de fusil, lors d'une partie de chasse dans le massif du Garlaban, pendant ses vacances à la Bastide Neuve près de Marseille.

### Broufade
La broufade, ou broufado en provençal, est un mets spécifique aux mariniers du Rhône d'Arles, qui était consommé dans leur barque. C'est un ragoût de bœuf, longuement mijoté — entre trois et quatre heures —, dans la garniture duquel entrent anchois, ail, oignons, câpres et huile d'olive. Il est traditionnellement accompagné de pommes de terre, de carottes, de tomates et de riz.
Ce mets demande une longue préparation. La veille, le bœuf, coupé en morceaux, est mis à mariner dans un mélange d'huile d'olive et de vinaigre, dans lequel a été placé un bouquet garni. À cette marinade, juste avant la cuisson, est ajouté de l'oignon émincé. Le principe ensuite est de déposer sur un fond d'huile d'olive et, par couches successives, oignon et viande. Une heure avant la fin de la cuisson sont ajoutés câpres et filets d'anchois.

### Croustade avignonnaise à la viande
La croustade avignonnaise à la viande est un mets à base de pâte feuilletée, de viande d’agneau (ou de veau) hachée, de chair à saucisse, d'échalotes hachées, de beurre ou d’huile d’olive, de farine, de vin rouge, de sel et de poivre.

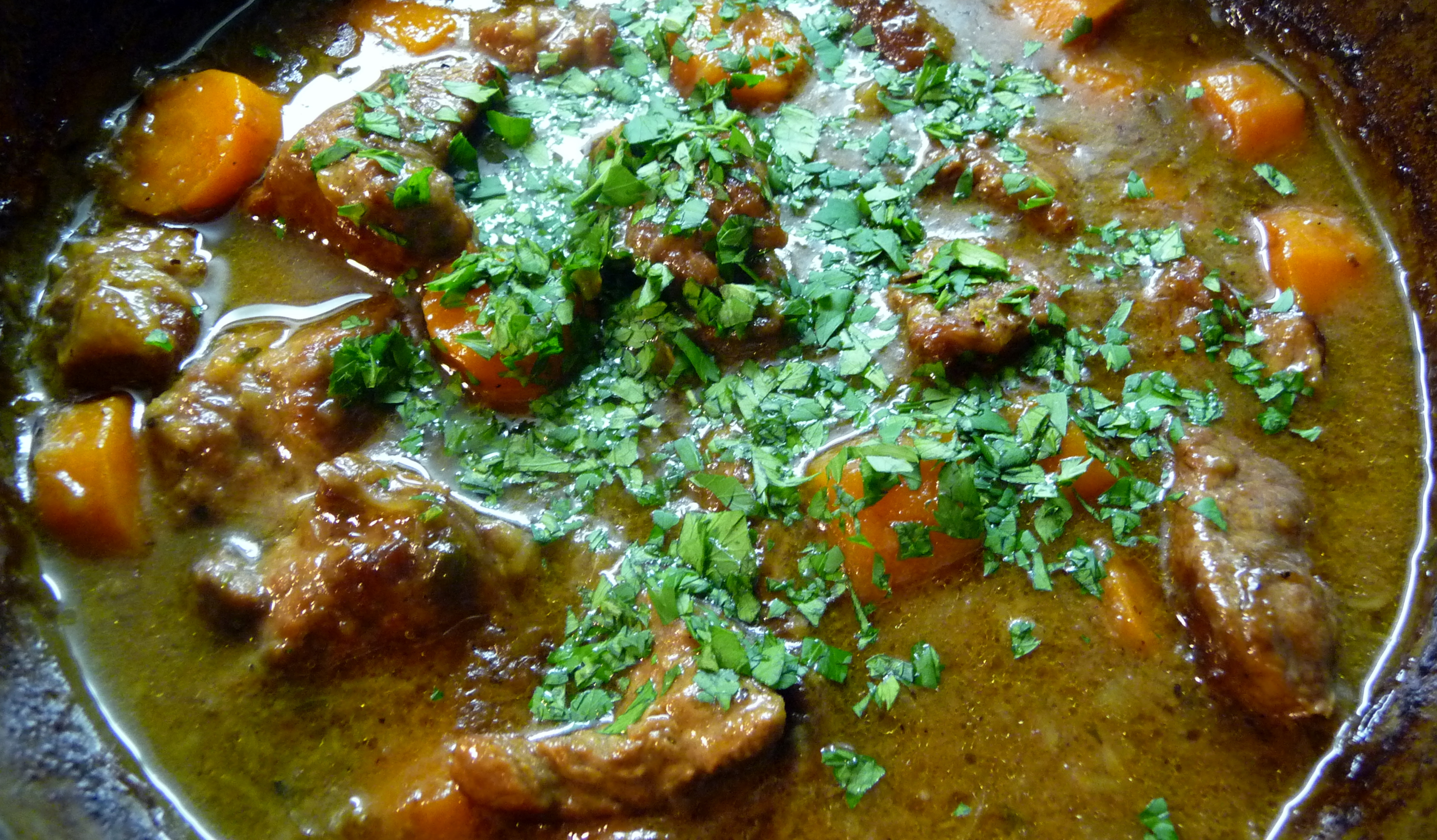
Carbonade provençale ou carbonnée.

### Carbonade
À l’origine, la carbonade, ou « carbonnade », est un plat de viande grillée sur les charbons ou une préparation de viandes grillées sur les charbons. Ainsi, on parlait de carbonnade de mouton, de jambon à la carbonnade. Selon Larousse, il s’agissait également d’un « râgout » en usage dans le Midi de la France, où on le fait avec des oignons, de l’ail et des restes de viande. On disait aussi « carbonnée ».

### Daube avignonnaise

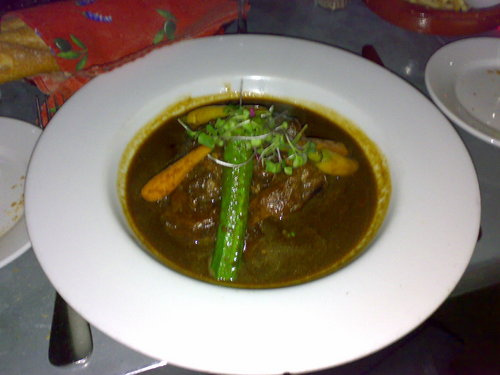
Daube avignonnaise

La daube avignonnaise (adòba avinhonenca, adobo avignounenco) est une variante de la daube classique. Au lieu de bœuf, on utilise de l'épaule d'agneau ou de mouton, et la marinade se fait dans du vin blanc. Cette recette est proche de celle de la carbonnade (carbonada, carbounado). Citée par Mistral dans le Lou Pouèmo dóu Rose (Le Poème du Rhône) comme étant servie aux mariniers, développée par René Jouveau dans l’Armana prouvençau (L'Almanach provençal) de 1950, la carbonnade est un plat à base de mouton cuit à l'étouffée, avec des légumes et du vin blanc. Elle était servie avec des haricots blancs et des fonds d'artichaut. Outre l'épaule d'agneau et le vin blanc, il est utilisé pour la préparation de ce mets de la couenne, de l'huile d'olive, des carottes, des oignons, des herbes de Provence, un zeste d'orange, du persil, du sel et du poivre.

### Daube comtadine

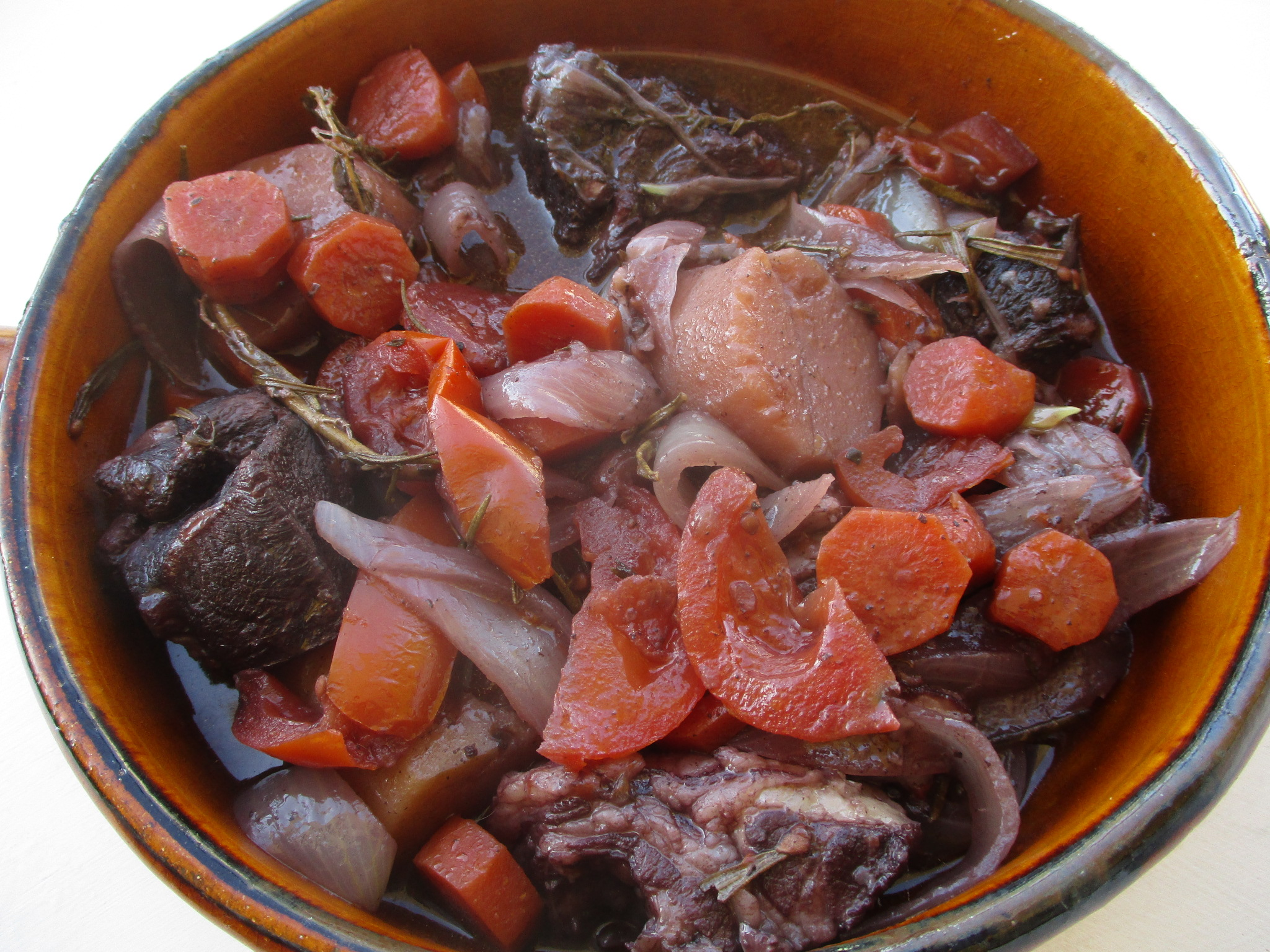
Daube comtadine

La daube comtadine est une autre variante de la daube classique. Elle diffère de sa voisine d'Avignon, car il n'y a pas de carottes mais des olives. À l'extérieur du Comtat Venaissin, elle est le plus souvent connue sous le nom de daube d'agneau aux olives et au vin blanc. J.-B. Reboul, dans sa Cuisinière provençale, donne à la daube comtadine la dénomination de ragoût de mouton. Il en décrit deux préparations, « à la bourgeoise », et « à la paysanne ». La seule différence réside dans le fait que, pour les gens de la ville, il conseille de filtrer, à mi-cuisson, la sauce au vin, et pour ceux de la campagne, d'assaisonner « de haut goût ».

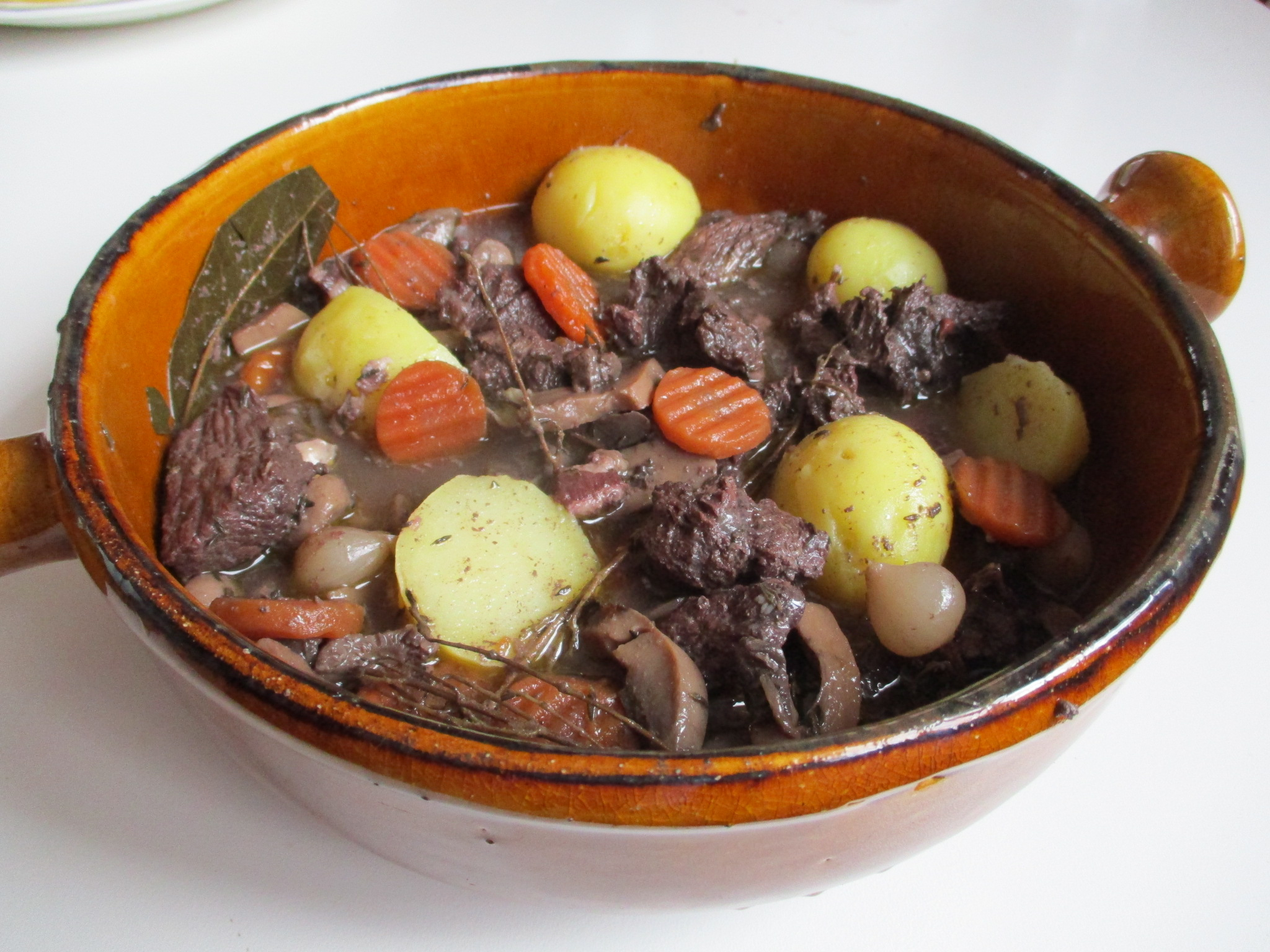
Daube provençale

### Daube provençale
La daube provençale est une spécialité d'origine provençale (en provençal adòba, adobo), cuisinée à base de viande de mouton, d'agneau, de bœuf ou de taureau, marinée dans du vin blanc ou du vin rouge. La viande coupée en dés est mise à mariner la veille dans le vin, accompagnée généralement de carottes, d'ail, d'olives noires, d'herbes de Provence et parfois d'écorces d'orange.

### Escargots à la provençale

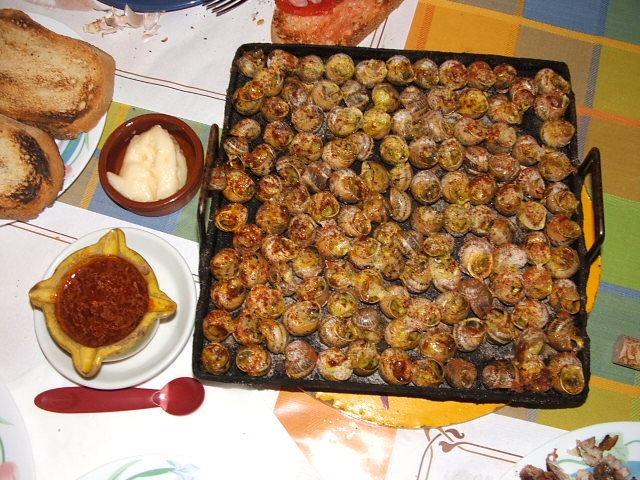
Escargots à la provençale

Les escargots à la provençale sont un des mets les plus traditionnels de la Provence. Ce sont des mourguettes, ou petits-gris de Bourgogne, qui se consomment accompagnés d'un aïoli ou d'une sauce tomate faite maison.
Les fouilles archéologiques ont montré que la consommation des escargots est attestée depuis au moins -8500 ans. C'est ce qu'a prouvé Max Escalon de Fonton, dans la vallée de l'Huveaune. Sur le site du Serre 1, à Roynac, dans la vallée de la Valdaine, furent trouvées en quantité des coquilles d'escargot de Bourgogne. Leur consommation s'est étendue du Néolithique cardial, naissance de l'agriculture, au Bronze final, constitution de l'habitat groupé.
Fernand Benoit a souligné que ce type d'escargots était très abondant pendant la période des moissons, donc lié aux pratiques agricoles. Ces petits-gris sont d'ailleurs baptisés, en provençal, cacalaus meissounenco. Ils passaient pour rendre les enfants « gras et poupinez ».
Au cours des moissons, ces escargots étaient consommés sur place à la mi-journée, accompagnés d'un aïoli ; le soir, à table, ils se mangeaient avec une sauce tomate dans laquelle entraient de l'huile d'olive, du vin blanc, des oignons et de la chair à saucisse. La recette actuelle n'a pas varié.

### Fricot des barques
Le fricot des barques, mets spécifique aux mariniers du Rhône d'Arles, est une variante de la broufado. C'est un ragoût de bœuf, longuement mijoté — entre trois et quatre heures dans un toupin —, dans la garniture duquel entrent anchois, ail, oignons et huile d'olive. La différence essentielle est l'absence de câpres. Il est, lui aussi, traditionnellement accompagné de pommes de terre, de carottes et de tomates. C'est aujourd'hui un plat dominical pour les Arlésiens et il se trouve inscrit sur la carte des restaurants.
Le fricot, en juillet 2007, a été mis à l'honneur par le Collectif Prouvènço, lors d'une manifestation culturelle qui se déroulait à Arles, dans les Jardins d'été. Outre la manière de réaliser ce mets, la grande question fut celle du choix du vin pouvant l'accompagner. La recommandation fut celle d'un côtes-du-rhône rouge.

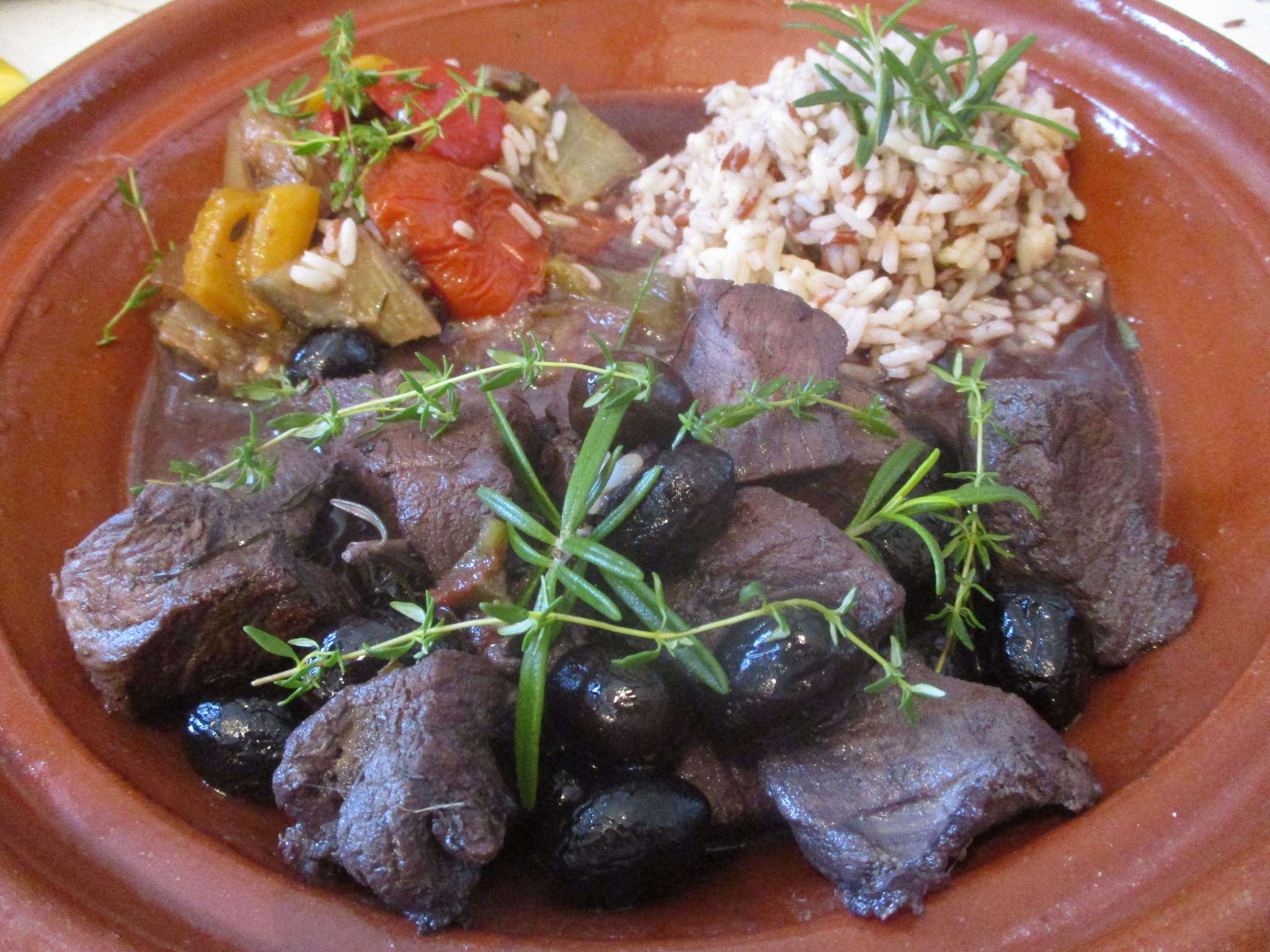
Gardiane de taureau, olives, riz de Camargue, et ratatouille.

### Gardianne
La gardiano est une spécialité d'Arles et de la Camargue. Ce plat est réalisé avec de la viande de taureau de camargue AOC. Une variante existe, à base d'épaule de mouton, aromatisée au thym et à la sauge et longuement mijotée avec des pommes de terre, dans l'huile d'olive.

### Gigot pascal

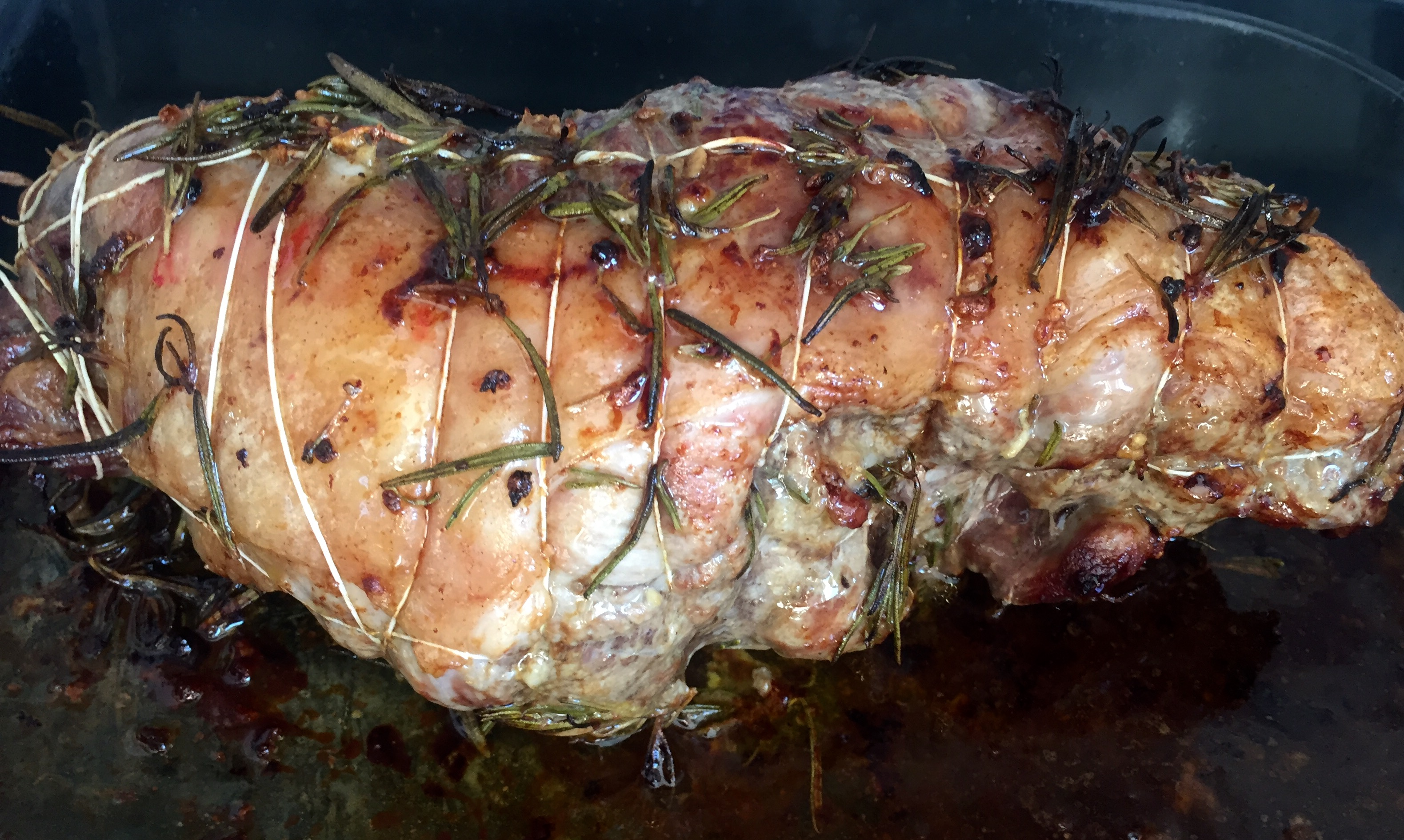
Gigot d'agneau cuit à l'ail.

Le gigot pascal est un mets du temps de Pâques, à base d'agneau ou de chevreau. Il est dénommé menoun en Provence. Dans les vallées alpines de l'Ubaye, du Queyras, de la Vésubie, du Champsaur et du Valgaudemar, il est cuisiné avec des choux, des carottes et des pommes de terre. Dans la vallée du Buech, il devient une sorte de blanquette, servie avec une salade des champs. En Basse-Provence, l'agneau peut être accommodé à l'ail, au romarin, au miel ou au citron, suivant les terroirs. Le gigot d'agneau des Alpilles est cuit à l'huile d'olive avec des gousses d’ail, du thym, du romarin et de la sarriette. Dans toutes les autres régions alpines et préalpines provençales, il est remplacé par un chevreau de lait accompagné de poivrons rouges.
Lors du passage de la mer Rouge, chaque famille du peuple hébreu avait sacrifié un agneau avant de traverser. Cette célébration était très ancrée chez les juifs comtadins de Carpentras, Cavaillon, L'Isle-sur-la-Sorgue et Avignon qui se faisaient un devoir, quand ils étaient éloignés, de revenir dans leurs carrières d'origine pour manger l'agneau pascal.

### Jambalaia
Bien que surtout connu comme spécialité de Louisiane, le jambalaia (avec cette orthographe), est également une spécialité provençale qui consiste en un ragoût de volaille, servi avec du riz safrané. Il est à noter que ce plat a d'abord été répertorié en Provence, avant sa fortune américaine.

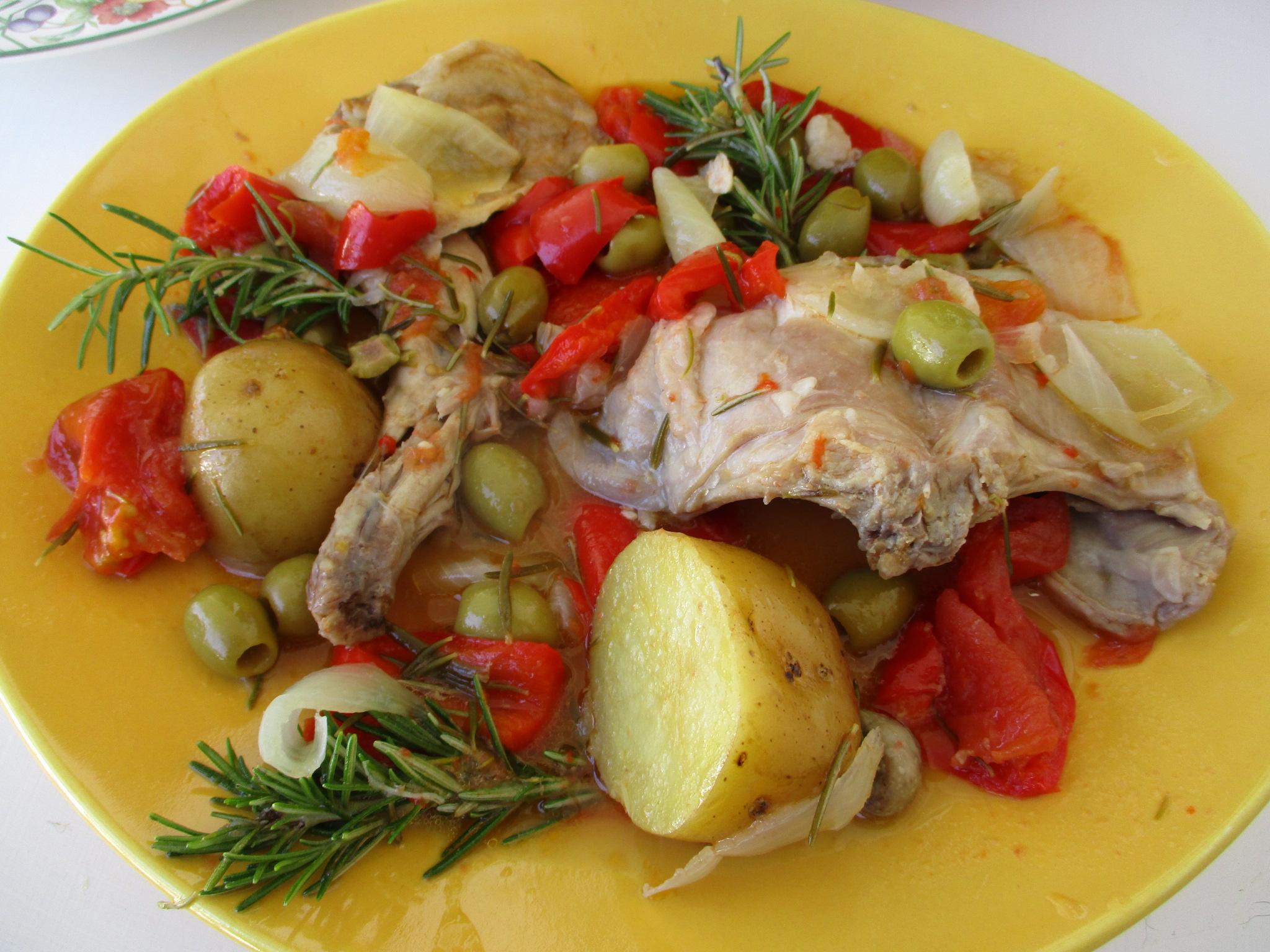
Lapin chasseur à la provençale.

### Lapin chasseur à la provençale
Le lapin chasseur à la provençale est un gibier cuisiné à l'huile d'olive, aux tomates, poivrons et au romarin.

### Ortolans à la provençale
Les ortolans à la provençale sont un mets dont Alexandre Dumas donna la recette dans son Grand Dictionnaire de cuisine, paru en 1873. La chasse et la commercialisation des ortolans étant interdites depuis la fin du XXe siècle, la façon de préparer ce plat est entrée dans l'histoire de la gastronomie tout en sortant des assiettes des gourmets. Le romancier indiquait : « Prenez autant de grosses truffes que vous en pourrez trouver ; prenez autant d'ortolans que vous aurez de truffes, coupez vos truffes en deux, creusez-y une place pour votre ortolan, placez-le, enveloppé d'une double barde très mince de jambon cru, légèrement humectée d'un coulis d'anchois ; garnissez vos truffes d'une farce composée de foie gras et de moelle de bœuf : liez-les de façon que vos ortolans n'en puissent sortir. Rangez vos truffes garnies d'ortolans dans une casserole à glacer ; mouillez avec une demi-bouteille de vin de Madère et même quantité de mirepoix ; faites cuire pendant vingt minutes à casserole couverte ; égouttez les truffes, passez le fond à travers le tamis de soie, dégraissez et faites réduire de moitié ; ajoutez de l'espagnole et faites réduire jusqu'à ce que la sauce masque la cuiller, passez-les à l'étamine, dressez vos truffes en buisson, et servez la sauce à part. »

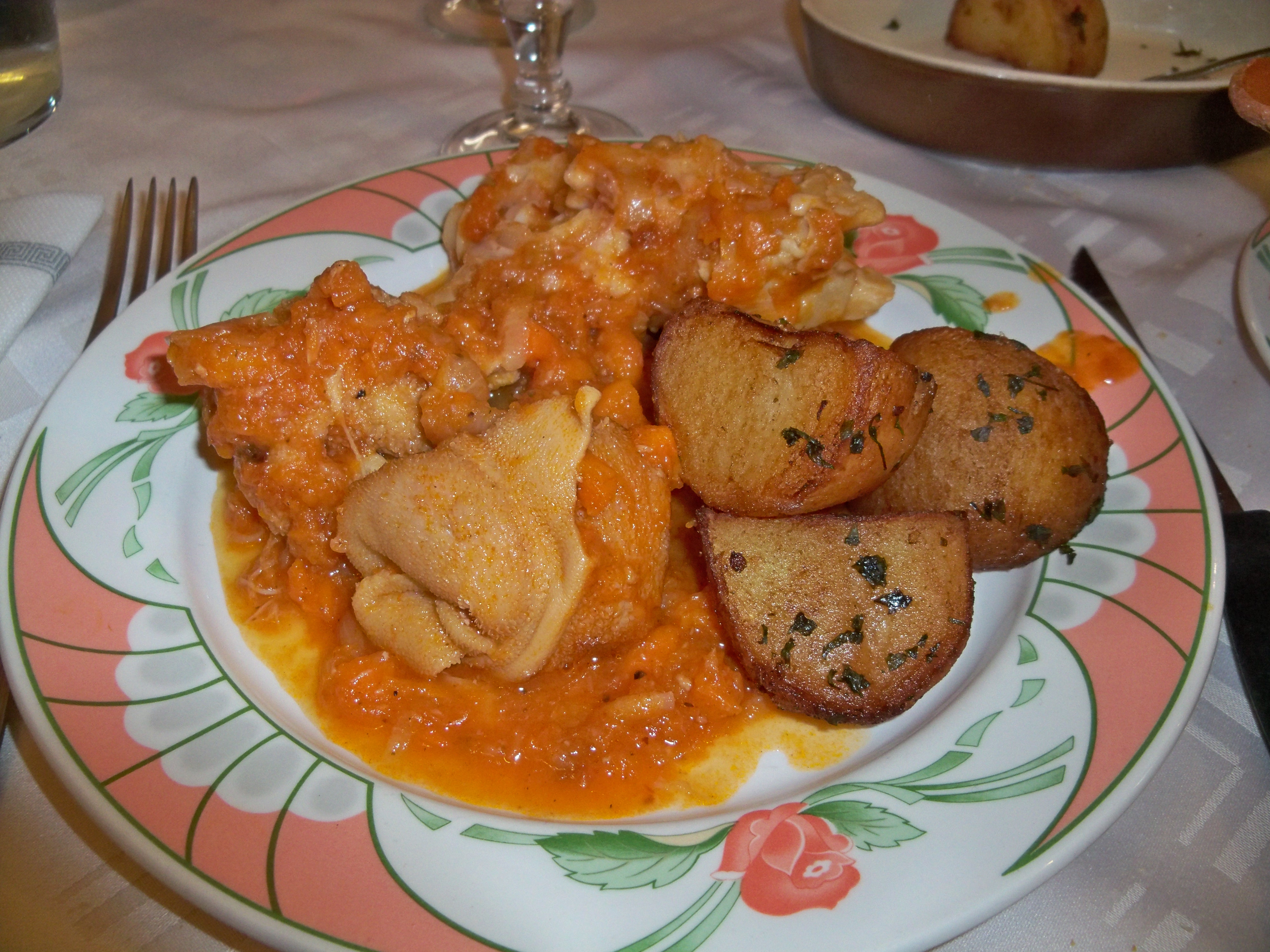
Pieds paquets de Sisteron.

### Pieds paquets
Les pieds paquets ou « pieds et paquets » sont une spécialité commune à Marseille et à Sisteron. Dans la Provence méridionale, elle se cuisine aussi à Auriol, Cabannes et Miramas, communes de Bouches-du-Rhône. Elle est aussi appréciée dans le Var, à Fayence, Les Arcs et Grimaud.
C'est un mets composé d'abats de mouton (tripes et pieds), mijotés dans une sauce au vin blanc et à la tomate. Les tripes sont découpées et roulées en forme de paquets, pour être farcies de persil, ail et poivre. Préparés sans sauce tomate, les pieds et paquets peuvent être dégustés en vinaigrette, ce sont les tripo à la reboulado.

### Taureau de Camargue

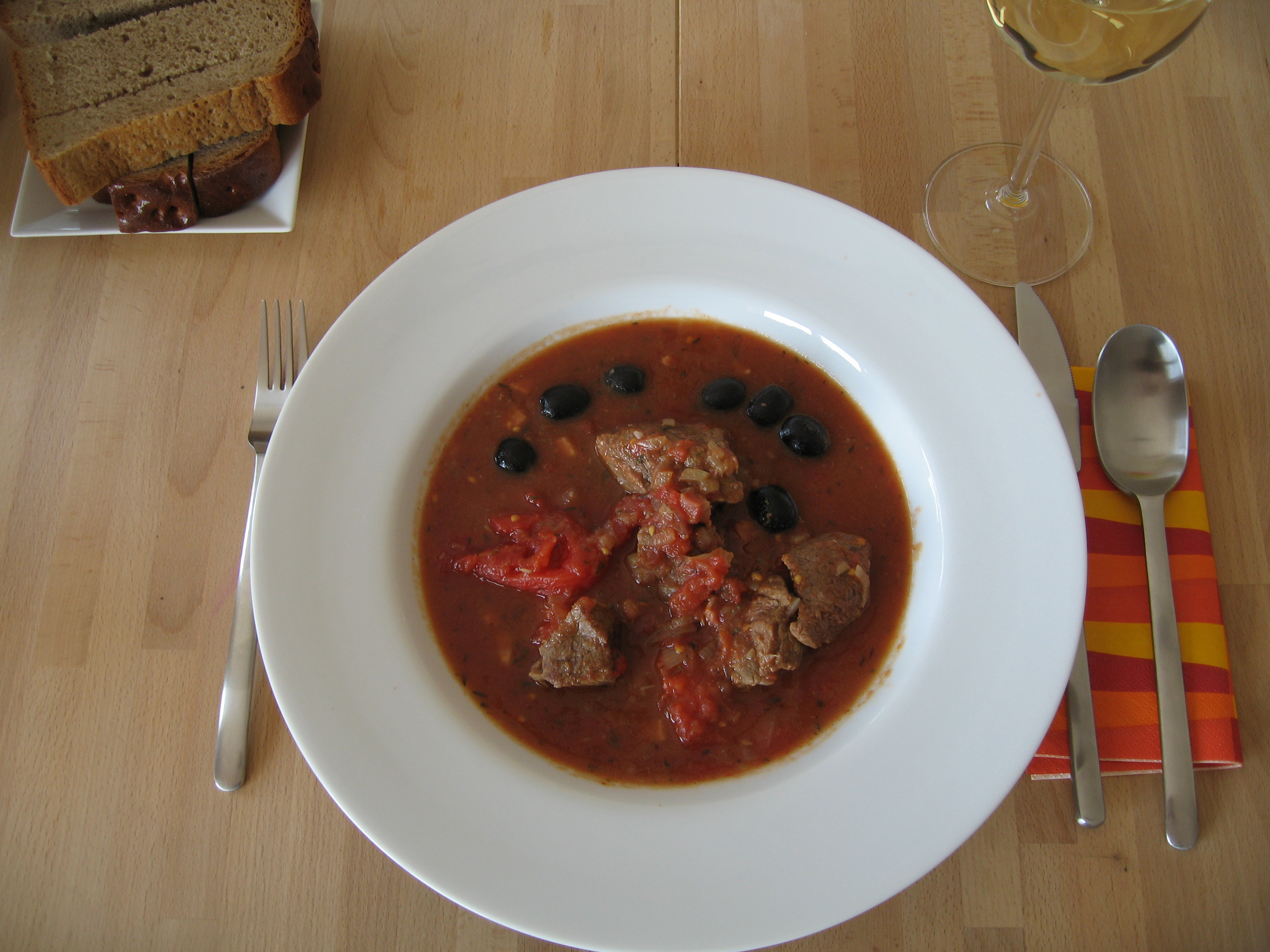
Taureau de Camargue à la niçoise

Le taureau de Camargue, ou raço de biou, est une AOC bouchère française. Les vaches de réforme, les génisses et les taurillons non retenus pour les courses camarguaises sont vendus pour la boucherie. Leur viande bénéficie d'une AOC depuis le décret du 8 décembre 1996. L'élevage se fait en liberté, avec une charge inférieure à une UGB (unité gros bovin) pour 1,5 hectare. Les animaux se nourrissent seuls dans la partie humide (inondable) du delta du Rhône, entre avril et novembre. En hiver, ils sont déplacés dans une zone périphérique non inondable. Un complément composé de fourrage et de céréales issus de l'aire d'appellation peut être donné si nécessaire. L'abattage et la découpe doivent se faire dans la zone de production. La découpe pour la vente au détail peut se faire hors aire. Les génisses de moins de trente mois doivent avoir un poids de carcasse supérieur à 85 kg. Pour les animaux plus âgés, la carcasse doit peser au moins 100 kg. Les carcasses sont identifiées par un tampon. La viande se caractérise par un taux faible de graisse et une couleur rouge soutenue. La chair est savoureuse et parfumée, elle présente des caractéristiques voisines du gibier. Tous les animaux ayant participé à des jeux taurins sont exclus.

### Tripes à la provençale
Les tripes à la provençale sont un mets spécifique à la Provence, où il est consommé de septembre à juin. Outre le gras-double de bœuf et une bouteille de vin blanc sec, il faut une cuillère à soupe d’huile d’olive, du lard de poitrine, une cuillère à soupe de farine, un oignon, une carotte, un bouquet garni, des clous de girofle, une gousse d'ail, du concentré de tomate, un verre à liqueur d'eau-de-vie de marc de Provence, du sel et du poivre du moulin.

## Poissons

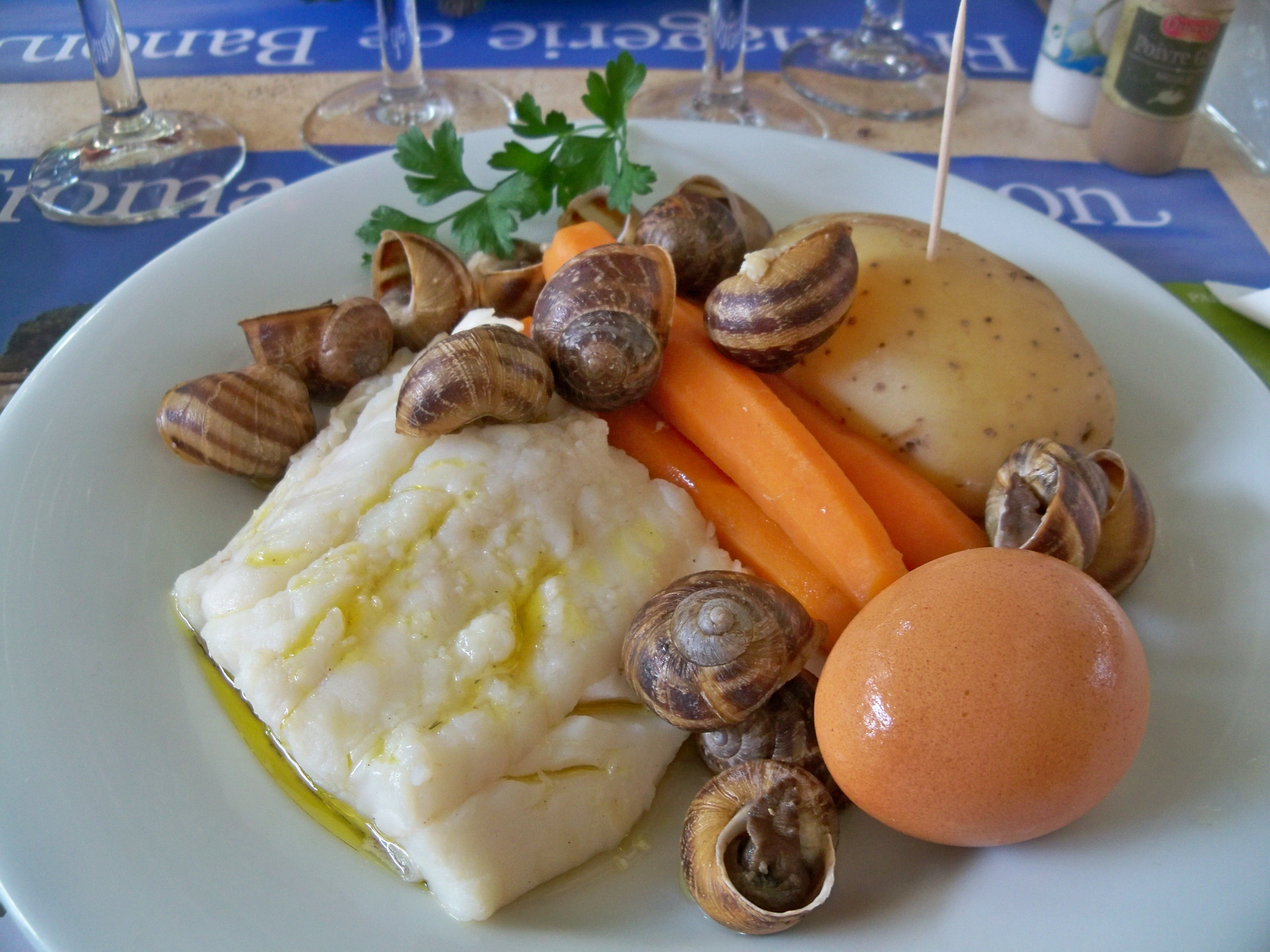
Aïoli garni et escargots à la provençale.

### Aïoli garni
L'aïoli garni est un plat traditionnel provençal à base de morue et de légumes bouillis, accompagnés d'une sauce à l'huile d'olive et à la l'ail, dont il tire son nom, l'aïoli. Comme pour la sauce du même nom, il existe de nombreuses variantes, notamment en ce qui concerne les légumes accompagnant la morue. Dans Marius et Jeannette, les personnages imaginés par Robert Guédiguian dissertent longuement sur la « vraie » recette de l'aïoli. Les légumes que l'on retrouve le plus souvent sont les carottes, les pommes de terre, les haricots verts, les oignons et les artichauts.

### Alose à l'étouffée
L'alose à l'étouffée (alausa a l'estofado et alauso à l'estoufado), ou alose à l'avignonnaise (alausa a l'avinhonenca, alauso à l'avignounenco) est un mets typiquement avignonnais, à base de poisson et d'oseille. L'alose est cuite à l'étouffée (a l'estofada, a l'estofèia) — à court mouillement et couverte —, pendant de nombreuses heures, avec de l'oseille (Rumex acetosa), parfois des patiences (autres herbes du genre Rumex, appelées lapaç en provençal), et de l'alcool ou de l'eau-de-vie. Le mélange d'alcool et d'oseille fait « fondre » les arêtes du poisson, qui devient ainsi beaucoup plus facile à manger. L'alose est devenue très rare sur les rives du Rhône près d'Avignon, et a peut-être disparu, en raison de l'édification de barrages, notamment celui de Vallabrègues. De plus, la consommation de poissons du Rhône est maintenant interdite pour cause de pollution au PCB (polychlorobiphényle).

### Brandade de morue

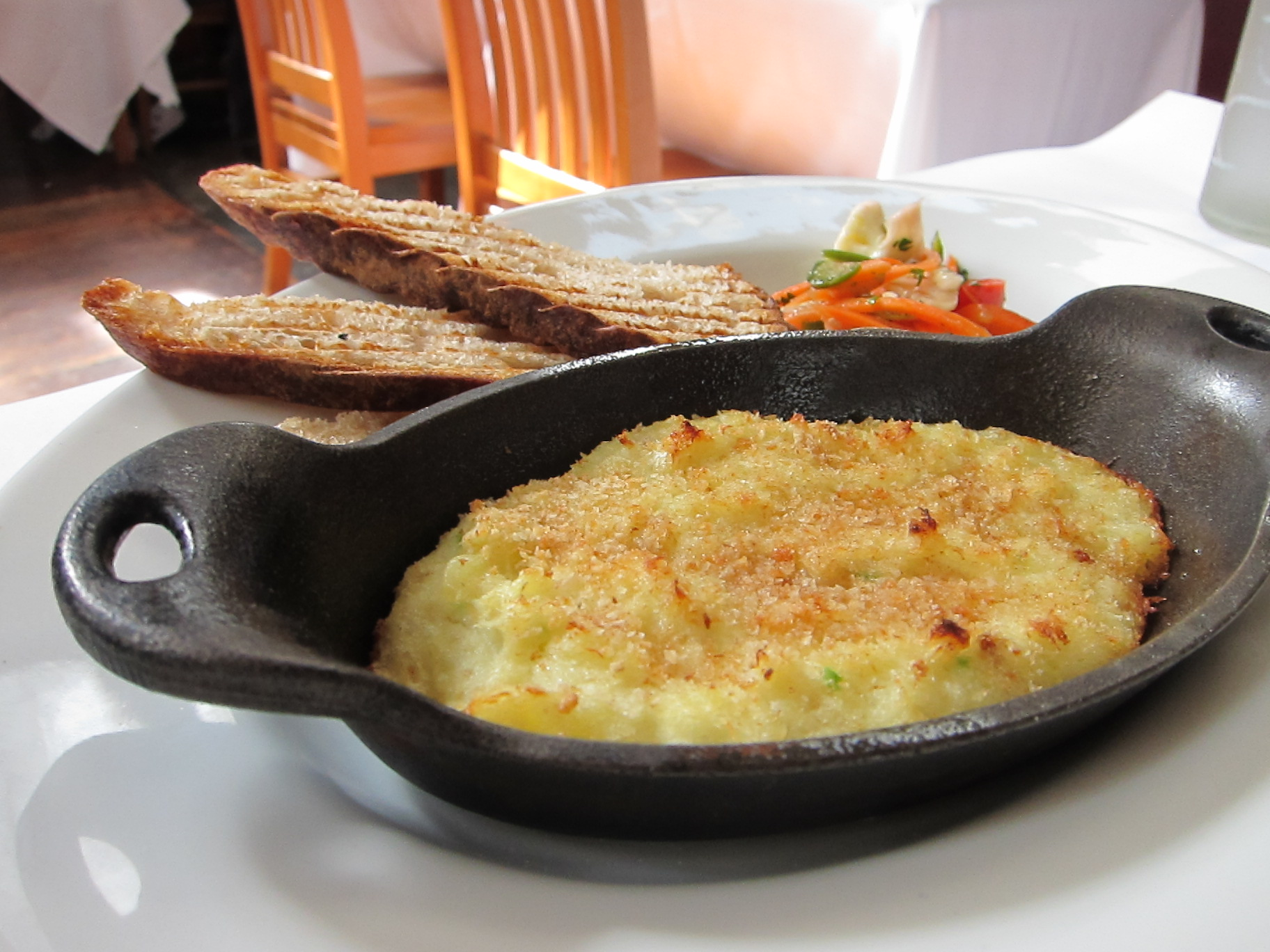
Brandade de morue

La brandade de morue est un mets à base de poisson, spécialité de toute l'Occitanie orientale, du Languedoc aux vallées occitanes des Alpes en passant par la Provence, en plus du Roussillon et les Pays catalans, en Espagne. Elle est originaire de Nîmes et on l'appelle donc parfois « brandade de Nîmes ». Elle est faite à base de cabillaud et d'huile d'olive. Il peut y avoir jus de citron, ail, persil ou d'autres herbes ou épices (thym, laurier, onion, etc.). En France, on ajoute de la pomme de terre et, à Paris, on ajoute du lait ou de la crème et on la sert comme une sorte de parmentier, ou de purée à la morue et aux pommes de terre, gratinée au four.

### Catigot d'anguilles
Le catigot d'anguilles est un ragoût provençal qui est préparé en faisant cuire des anguilles avec des gousses d'ail, un morceau d'écorce d'orange séchée, un morceau de piment rouge, un bouquet garni, le tout mouillé de vin rouge et assaisonné de sel, de poivre et de trois cuillères à soupe d'huile d'olive.
Dans son livre Mes origines, au chapitre XVIII, intitulé « La ribote de Trinquetaille », Frédéric Mistral narre un repas inoubliable où apparut sur la table le seul catigot d'anguille. « Puis, arriva le catigot, où le bâton d'un pâtre se serait tenu droit, — salé comme mer, poivré comme diable… » Il partagea ce repas avec Alphonse Daudet qui, quelques années plus tard, lui écrivait le 31 décembre 1870 de Paris assiégé : « Il fait froid, il fait noir ; nous mangeons du cheval, du chat, du chameau, de l'hippopotame (ah ! si nous avions les bons oignons, le catigot et la cachat de la ribote de Trinquetaille !). »

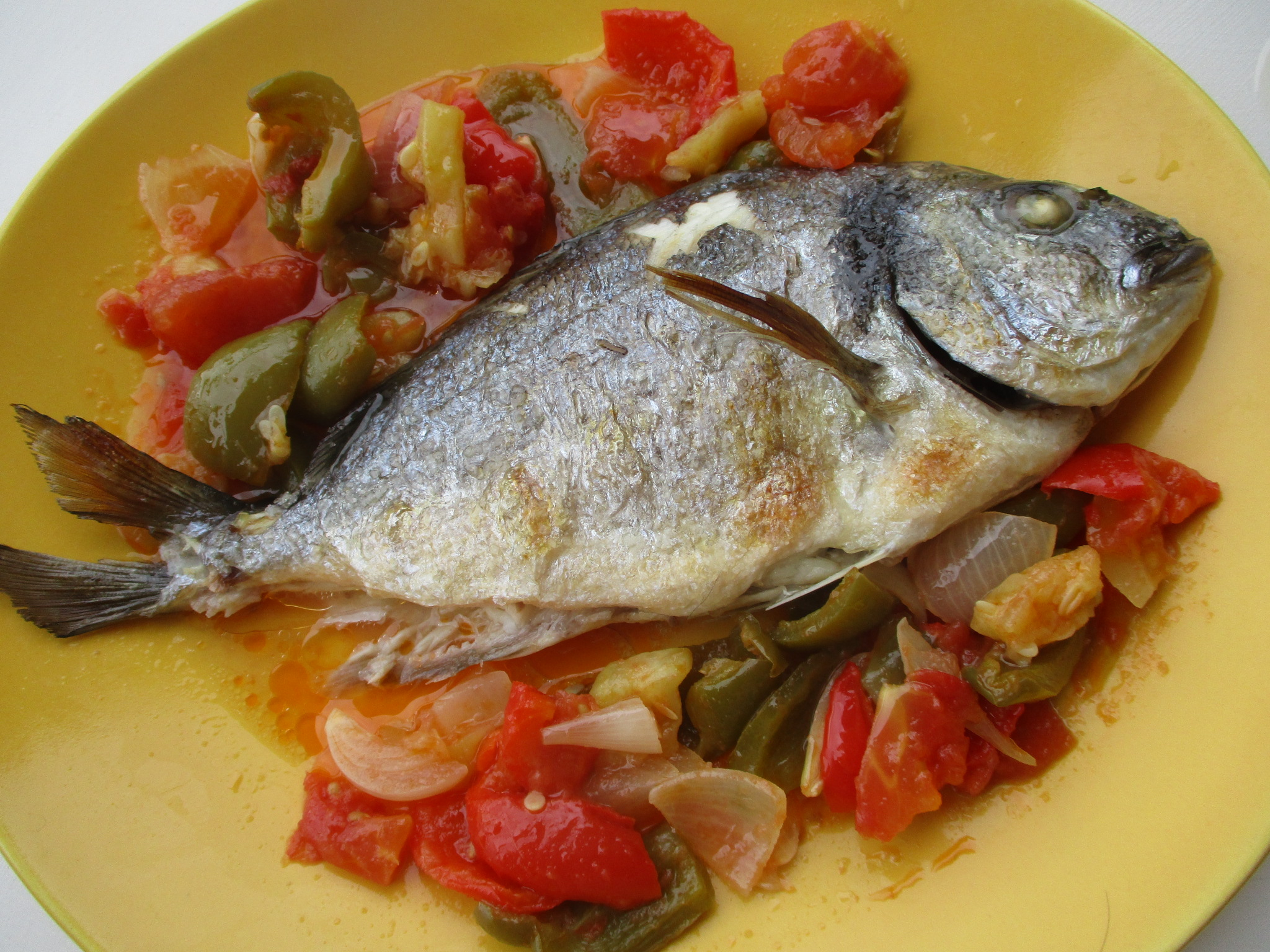
Dorade royale et ratatouille

### Dorade
La dorade (et dorade royale) est un poisson à la chair fine, blanche, et goûteuse, qui peut être cuisinée entière ou en filet, grillée au four, en papillote, au barbecue, à la plancha, frite, à la vapeur, au court-bouillon, ou en bouillabaisse marseillaise...

### Estocafic
L’estocafic est le nom donné à un mets niçois à base de morue séchée. Ce plat est également appelé stockfish niçois. L'usage de cuisiner et de consommer de la morue séchée provient de Scandinavie, et notamment de Norvège. Dès le XIIe siècle, sa consommation se diffusait à toute l'Europe, car outre l’apport nutritionnel, le stockfish cuisiné avec de l'huile d'olive permettait de faire Carême en tous lieux et toutes circonstances. L'estocafic se cuisine comme un ragoût avec des pommes de terre, des poivrons, de l’huile d’olive, des olives, de l'ail, des oignons et un bouquet garni. Le repas où l'on sert le stockfish niçois s'appelle aussi une estocaficada.

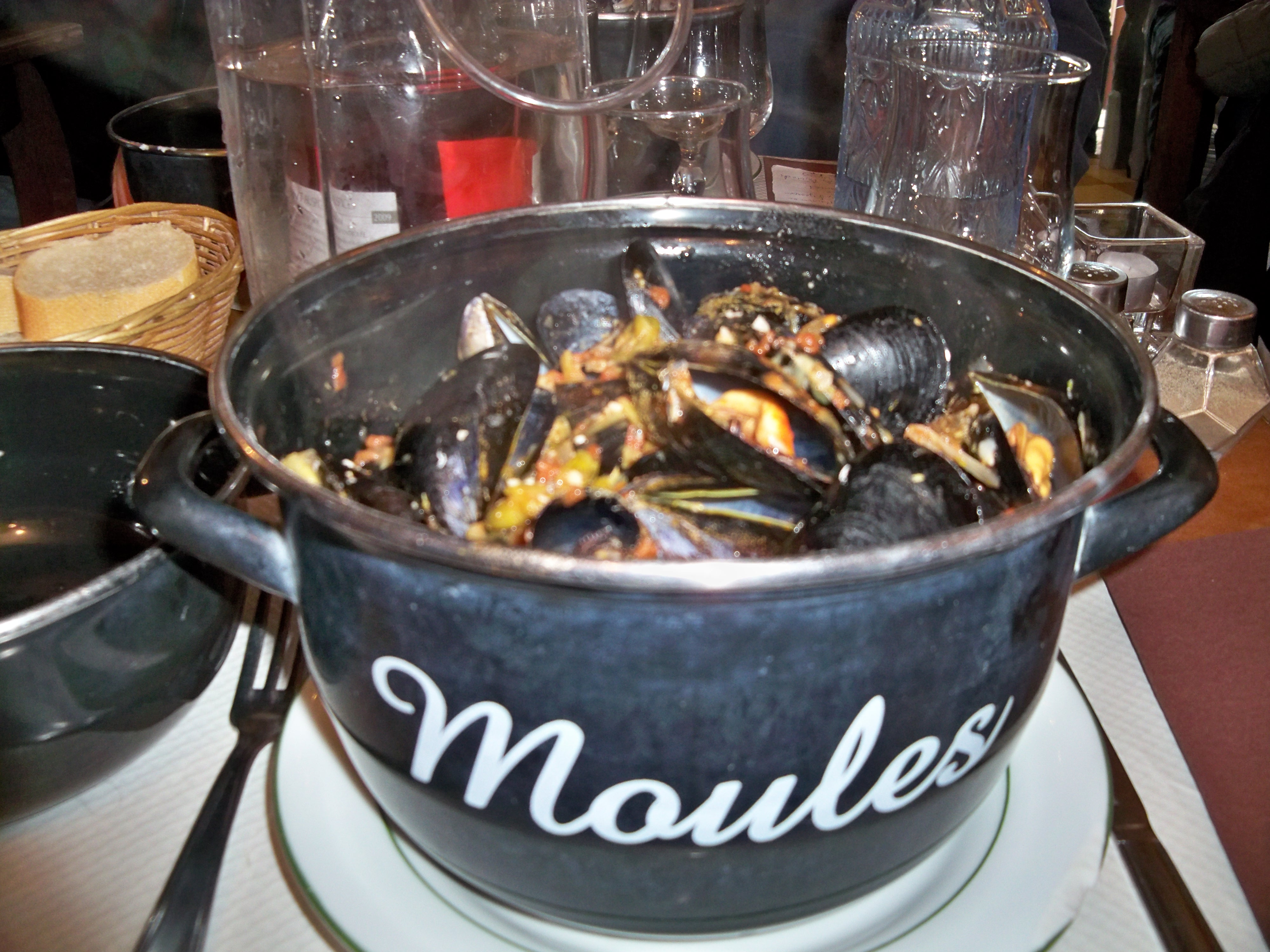
Moules à la provençale.

### Moules à la provençale
Les moules à la provençale sont un mets traditionnel de la Provence qui doit son nom à son accompagnement à base de tomates, huile d'olive, vin blanc, gousses d'ail, basilic et persil. Sa renommée est bien établie au cours du XVIIIe siècle et la recette en est même affinée pour les palais des gastronomes parisiens qui, en 1750, suivent les conseils de François-Alexandre Aubert de La Chesnaye des Bois, proposant des moules à la provençale au champagne. Un siècle plus tard, le Dictionnaire général de la cuisine française ancienne et moderne en donna une recette aussi sophistiquée, dans laquelle entraient des truffes.

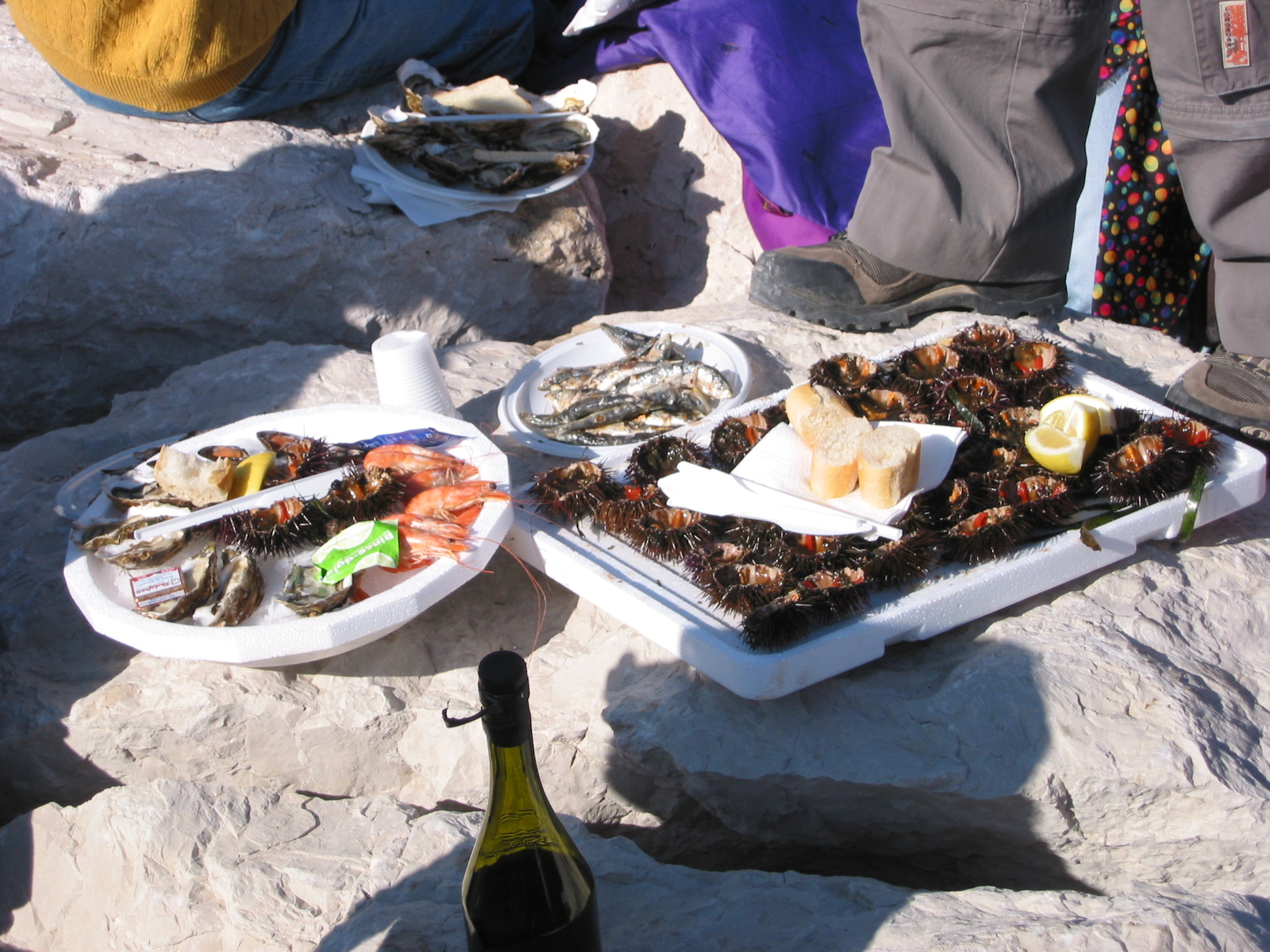
Oursinade à Carry-le-Rouet.

### Oursinade
Une oursinade (de l'occitan orsinada) désigne à la fois une sauce à base de corail d'oursins, qui accompagne généralement un plat de poisson, et une dégustation d'oursins. Comme le rappelle Paul Arène, c'était, à l'origine, le premier repas des pêcheurs provençaux. « L'oursin se mange sur le rivage, en écoutant battre le flot. À six heures du matin, quand le soleil chasse la brume, pourvu que j'ai du bon pain tendre, une bouteille de clairet, je viens à bout de mes six douzaines. »

### Poulpe à la provençale

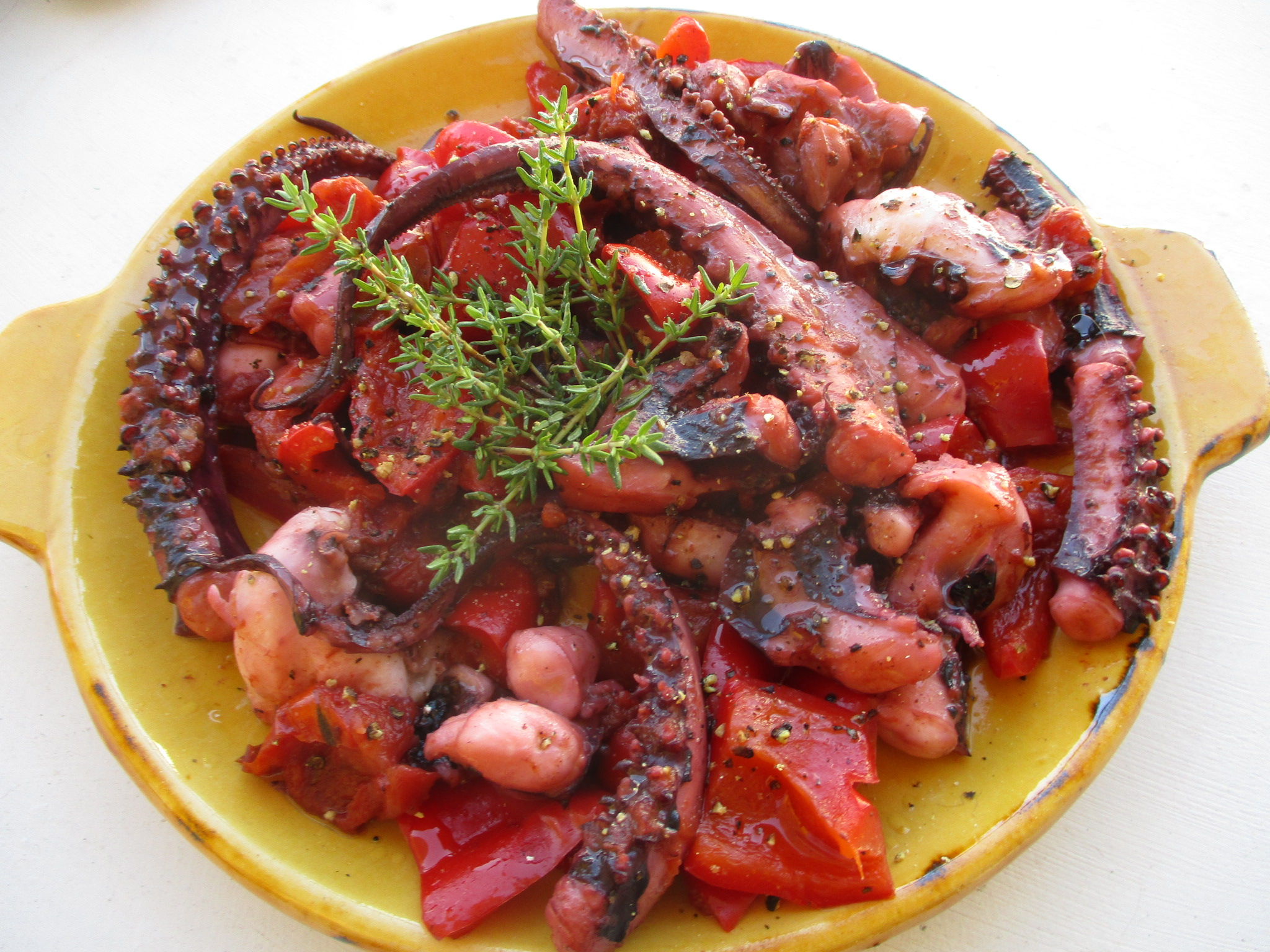
Poulpe à la provençale

Le poulpe à la provençale est une spécialité culinaire à base de poulpe, tomate, poivron, huile d'olive, vin blanc et herbes de Provence.

### Poupeton
Le poupeton (poupetoun en provençal) est l'art d'accompagner les restes d'une bouillabaisse. Les poissons, auxquels ont été retirées peaux, arêtes et têtes, sont mélangés à du pain rassis trempé dans du lait. Le tout est haché menu, battu avec du jaune d'œuf et monté avec des blancs en neige. La cuisson se fait dans un moule à soufflé pendant 20 à 30 minutes, dans un four chaud au bain-marie.

### Poutargue de Martigues
La poutargue de Martigues, surnommée le caviar de Martigues, est un mets de luxe préparé à partir d'œufs séchés de muge, nom provençal du mulet. Cette préparation est connue depuis au moins le XVIIIe siècle. Une muge femelle d'un kilogramme donne 150 g d'œufs qui, apprêtés, fournissent 120 g de poutargue. La production est d'environ 50 kg par an. Une seule entreprise, Le Pêcheur de Carro, située à Port-de-Bouc, depuis 1976, entretient ce marché.

### Poutine

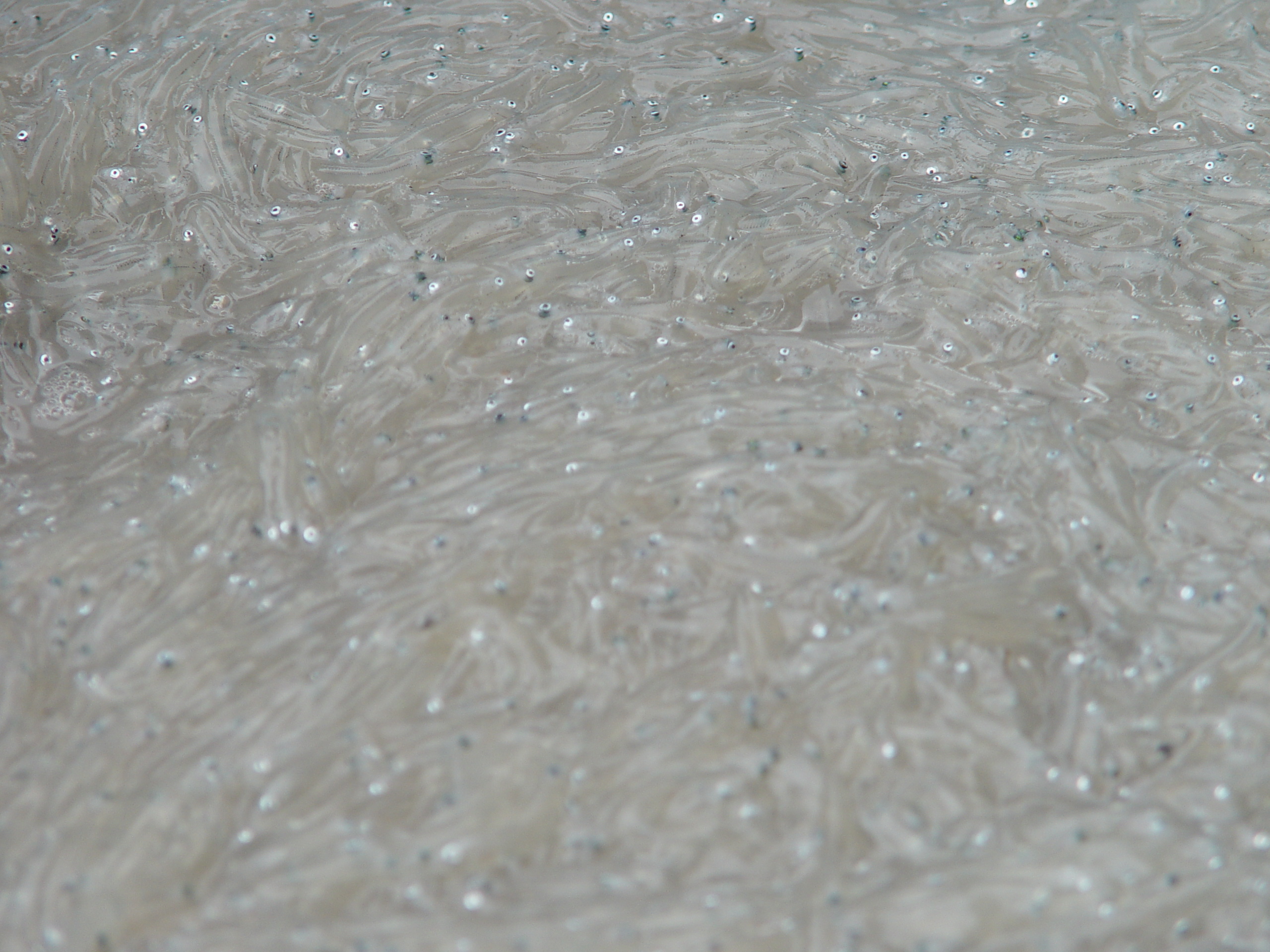
La poutine, ou nonat.

La poutine (ou nonat) est le nom vernaculaire utilisé aujourd'hui dans la région niçoise, pour désigner un alevin de poisson, particulièrement la Sardina pilchardus et l’Engraulidae encrasicolus. En 1810, Antoine Risso identifiait un alevin de poisson, pêché dans les eaux niçoises, comme étant celui de l’Atherina, et lui donnait le nom de nonat. La poutine n’est pas non plus le seul format de sardines ou d’anchois pêché, consommé et vendu sur le littoral maritime. En 1947, le premier lexique bilingue français-niçois traduisait les différentes étapes de croissance de la sardine depuis sa naissance : poutina, rafaneta, pataieta, palaia et sardina. Actuellement, cette pêche prélève 95 % d'alevins de sardine contre 5 % d'alevins d'anchois et de maquereaux.
La pêche à la poutine se pratique, dans le ressort de quatre prud'hommies : Antibes, Nice, Menton et Cros-de-Cagnes, par une trentaine d'équipages, avec une senne à mailles serrées, technique de pêche appelée aussi issaugue. C'est une pêche traditionnelle qui se pratique depuis des siècles sur le littoral niçois,. Depuis 2007, cette activité halieutique est réglementée par la commission de la pêche du Parlement européen, qui ne l'autorise qu'avec une maille de filet normalisée et à une date de prélèvement bien précise, habituellement du 15 janvier au 15 mars. Aujourd'hui, le fruit de la pêche est très souvent vendu, à peine le filet tiré hors de l’eau, plusieurs dizaines d’euros le kilogramme.
La poutine se consomme en soupe (à peine blanchie), au lait, en beignet, en omelette. Les amateurs l’apprécient crue, avec un filet d’huile d’olive et quelques gouttes de citron, ou pochée dans une soupe aux vermicelles.

### Raïto de morue
La raïto de morue, dit aussi « morue en raïto », est une très ancienne recette provençale. C'est un mets servi lors du gros souper.

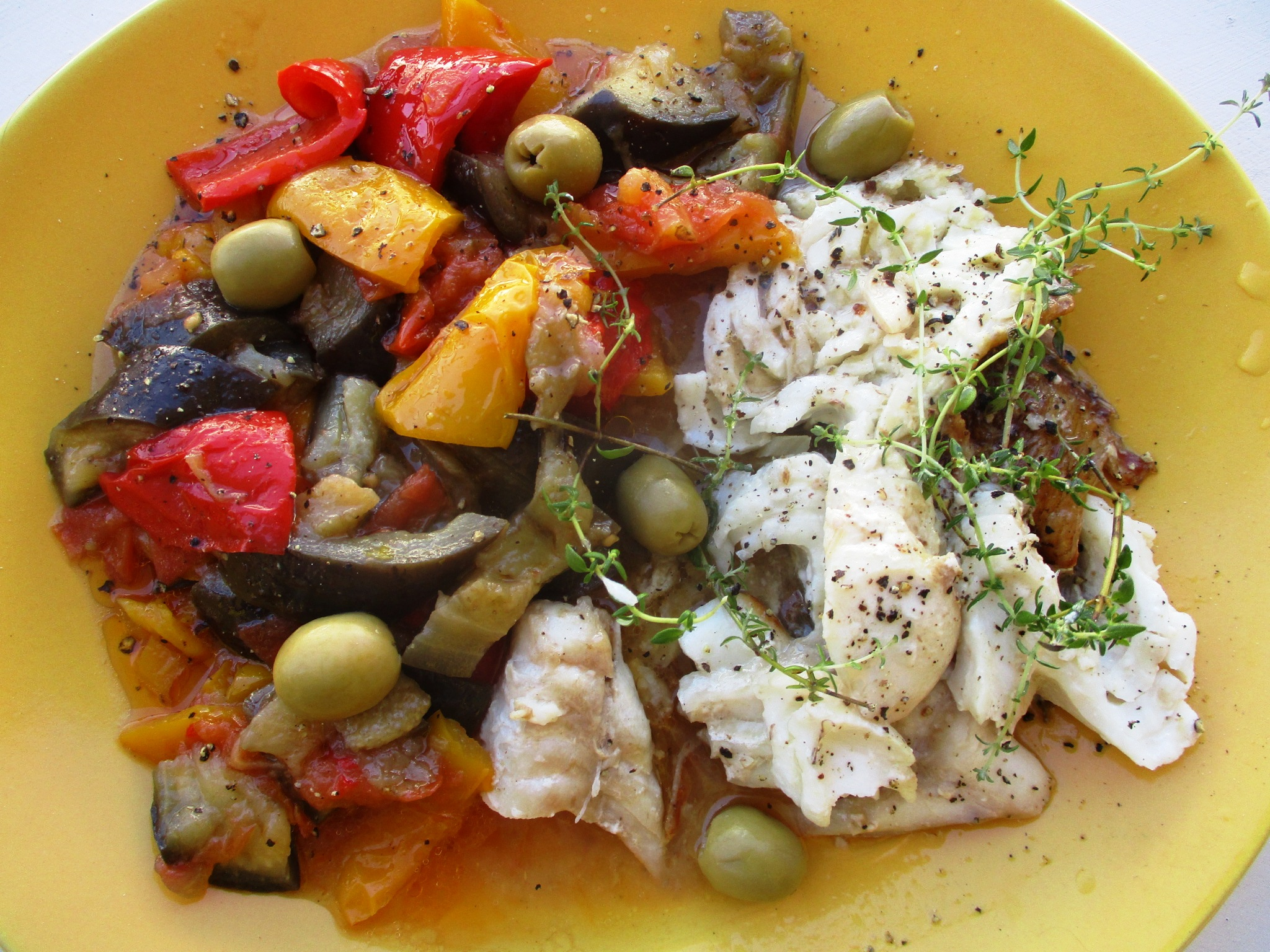
Rascasse et ratatouille.

Il nécessite des filets de morue dessalés pendant plus d'une demi-journée, et cuits dans un bouillon avec un bouquet garni. La raïto, dite aussi réito, raite ou rayte, est une sauce composée d'oignons émincés, de farine, d'huile d'olive, d'ail et de tomates, mouillée au vin rouge.

### Rascasse
La rascasse est un poisson de fond et de roche (des calanques, et du marché aux poissons du Vieux-Port de Marseille...), composante entre autres de la bouillabaisse.

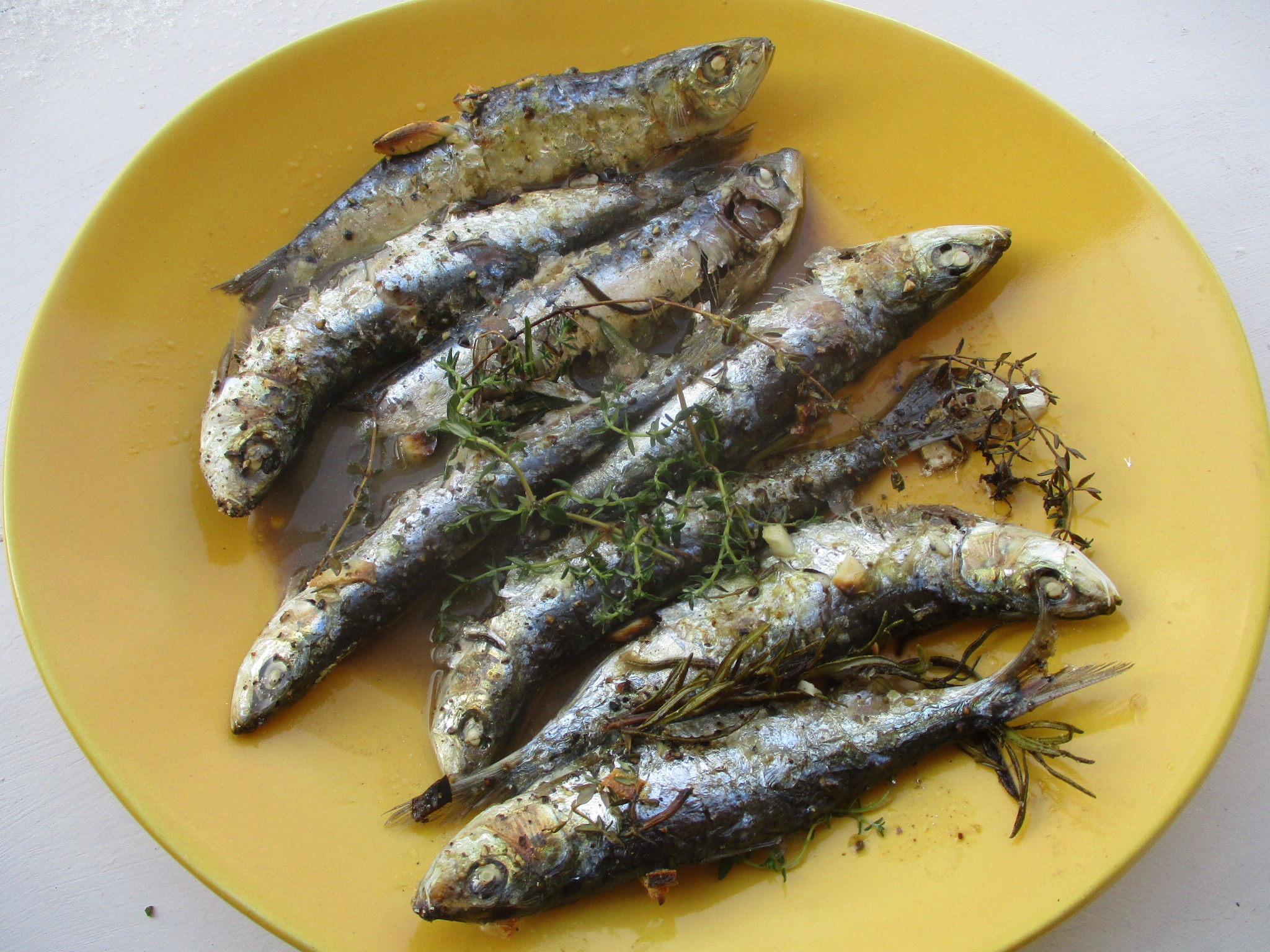
Sardinade.

### Sardinade
La sardinade est une recette de cuisine méditerranéenne et festive qui se pratique surtout dans le sud de la France. C'est un mets qui se prépare généralement sur les bords de la Méditerranée, puisque les sardines doivent être très fraîches, pêchées le jour ou la veille. Elles se cuisent entières sur un gril placé au-dessus des braises, sans être vidées et sans avoir coupé les têtes. Elles sont simplement arrosées d'un filet d'huile d'olive et saupoudrées de fleur de thym ou d'herbes de Provence.

### Truite à la vauclusienne
La truite à la vauclusienne doit son qualificatif à la fontaine de Vaucluse, située au pied d’une falaise abrupte de 230 mètres, sur la commune de Fontaine-de-Vaucluse. C'est la plus grosse source de France et la cinquième au rang mondial avec un débit d'eau annuel oscillant entre 630 et 700 millions de m3. Cette exsurgence sert de référence, en hydrogéologie, pour la caractérisation d'un type appelé « source vauclusienne ». Elle donne naissance à la Sorgue, rivière de première catégorie, peuplée de truites. Ce mets est réalisé à base de truites, vin blanc, queues et pattes d'écrevisses, champignons, truffes, béchamel, jaunes d'œufs, panure, huile d'olive et beurre d'écrevisse.

## Sauces

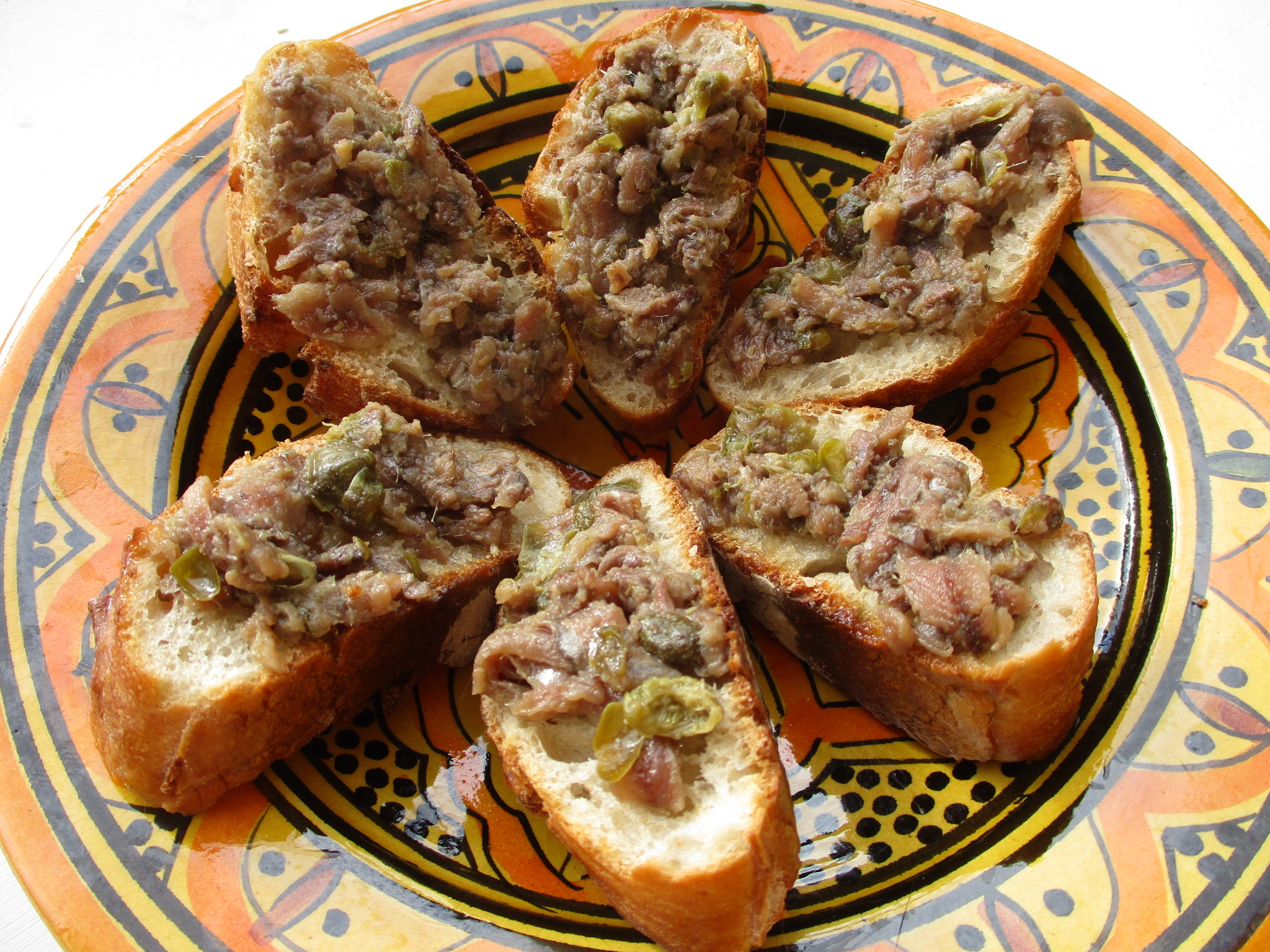
Anchoïade sur tranche de pain

### Anchoïade
Une anchoïade désigne un mets traditionnel, sa sauce, ou l'ensemble du repas construit autour de cette « fondue méridionale ». La sauce est composée d'anchois, d'olives noires, d'huile d'olive et d'ail. Le mets, lui, consiste en des crudités de saison accompagnées de cette sauce.

### Aioli

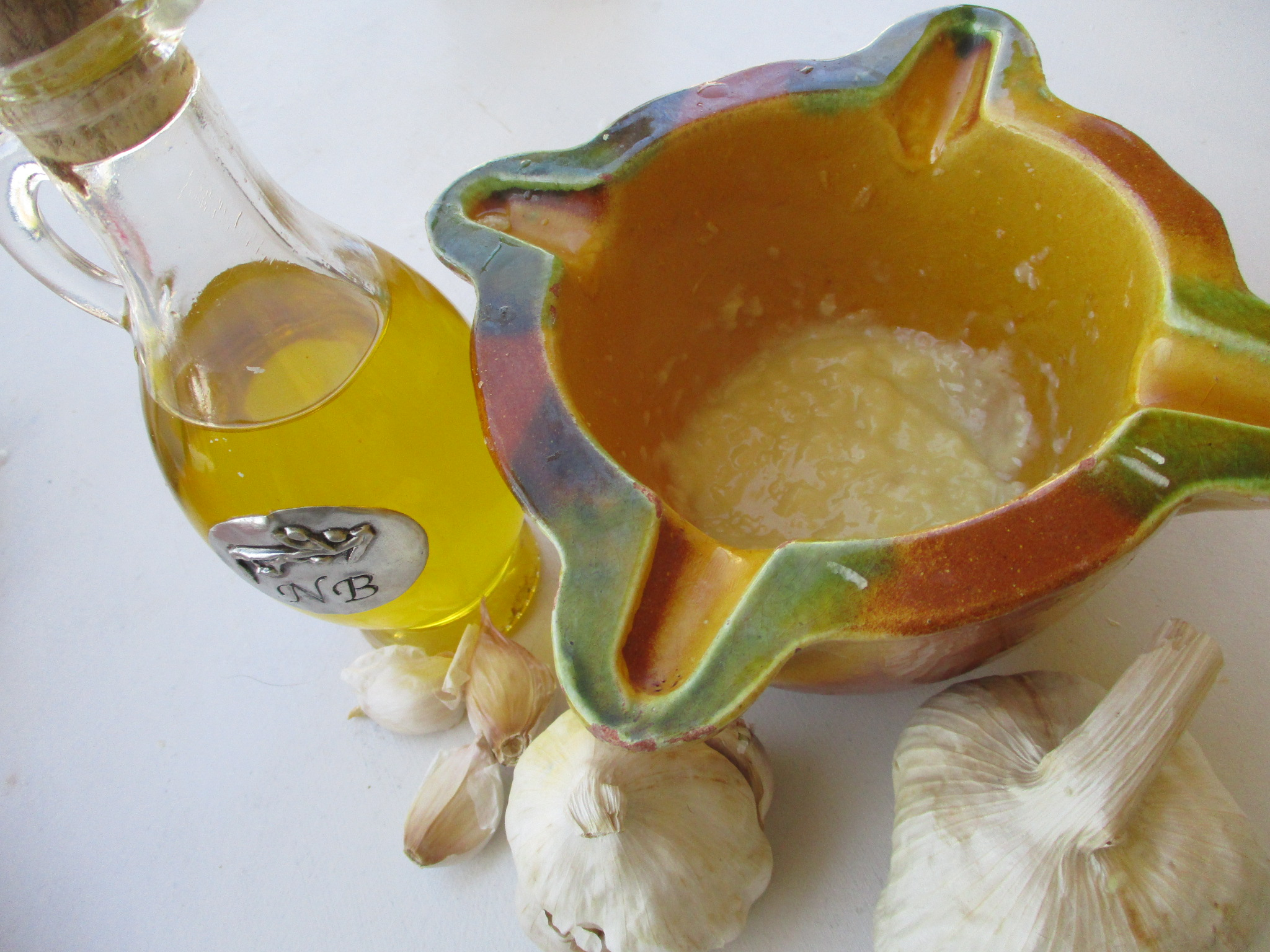
Aïoli composé d'ail, de sel, et d'huile d'olive.

L'aïoli provençal (alhòli [aˈjɔli]) est la composante essentielle et éponyme de l'aïoli garni, plat traditionnel à base de morue et de légumes bouillis. Comme la mayonnaise, l'aïoli est une émulsion, un mélange de deux substances liquides non miscibles. Il faut donc nécessairement faire intervenir un liquide autre que l'huile pour que l'aïoli prenne. Dans la version traditionnelle, conforme à l'étymologie, la sauce est uniquement composée d’alh (« ail ») et d’òli (« huile d'olive »). C'est alors le jus de l'ail qui joue le rôle de deuxième liquide. Si la sauce traditionnelle ne contient pas d'œufs, la difficulté de faire prendre un mélange composé uniquement d'huile et d'ail a amené la plupart des cuisiniers à ajouter un autre liquide pour faciliter la prise de l'émulsion, le plus souvent du jaune d'œuf ou du jus de citron. Les puristes considèrent qu'il s'agit alors d'une mayonnaise à l'ail et excluent également l'utilisation d'autres éléments moins nobles tels que le lait, la mie de pain ou les pommes de terre, censés faciliter la prise de la sauce.

### Bagna cauda
La bagna cauda (banha cauda en provençal) est une sauce tiède à base d'anchois, d'ail et d'huile d'olive, dans laquelle chaque convive trempe des crudités (carotte, courgette, radis, céleri, etc.) à la manière d'une fondue.

### Pissalat

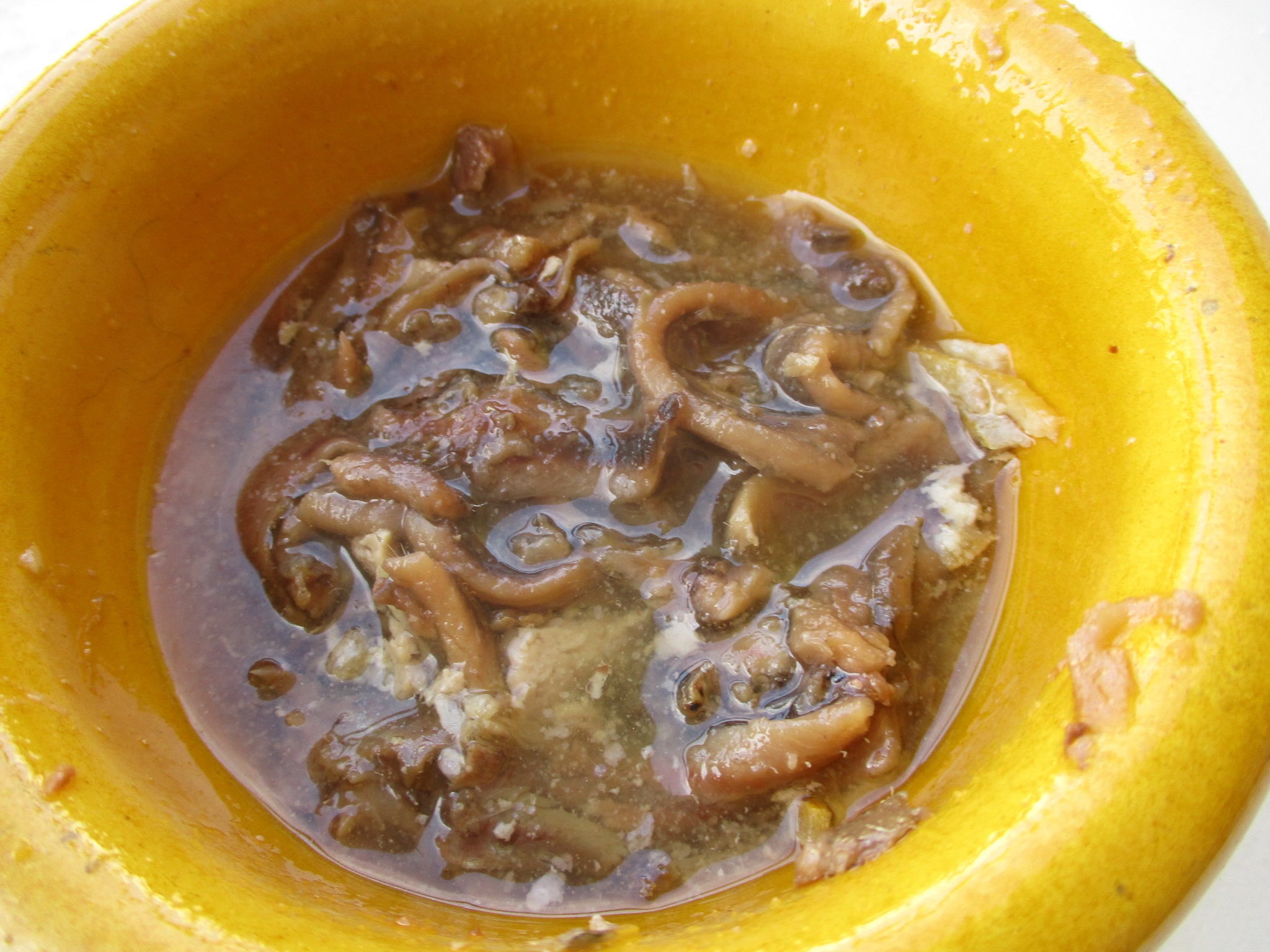
Pissalat

Le pissalat (du niçois peis salat, qui signifie « poisson salé ») est une spécialité niçoise qui se présente sous la forme d'une purée assez liquide,, dont on trouve des variantes dans l'ensemble du pourtour méditerranéen depuis les Romains, et qui a presque complètement disparu des étals depuis la dernière guerre. On peut comparer le pissalat au garum des Romains. C'est ainsi que cette sauce antique, puis le pissalat, ont connu plusieurs siècles de consommation dans la région de Nice.
Sa fabrication était faite par une industrie locale très ancienne et la salaison des sardines et des anchois occupait à Nice une bonne douzaine de familles au début du XIXe siècle. En 1843, Louis Roubaudi mentionne dans son ouvrage sur Nice : « Le pissalat est très propre à ranimer l’appétit lorsqu’il est assaisonné avec de l’huile, du vinaigre et des olives salées. » Aujourd'hui, cette sauce de confection ménagère reste indispensable dans la confection de la pissaladière ; elle accompagne aussi les salades, les légumes et les viandes froides.

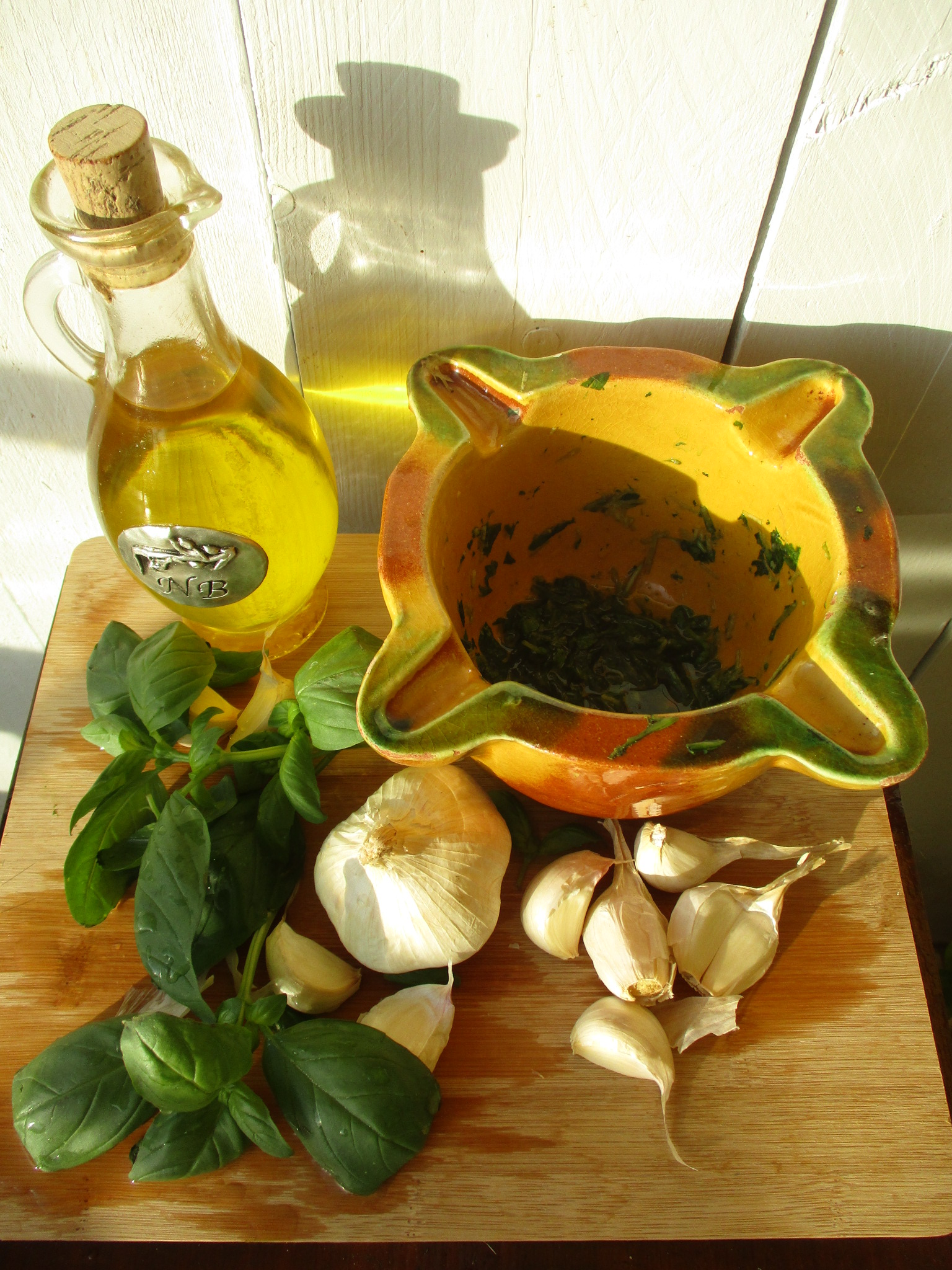
Pistou.

### Pistou
Le pistou ou sauce pistou est une sauce froide à base de basilic, d'ail, et d'huile d'olive, traditionnellement pilonnés dans un mortier. Variante des persillade et aïoli, il est un des ingrédients en particulier de la soupe au pistou.

### Raïto
La raïto est une sauce provençale aux tomates, au vin rouge, aux olives et aux câpres. C'était une composante d'un des mets servi lors du traditionnel gros souper, la veille de Noël, la merlusso à la raïto. Outre la morue, cette sauce était servie essentiellement avec du poisson. À Martigues et en pays d'Arles, la raïto accompagnait le muge. Sa composition a beaucoup évolué depuis le XIXe siècle. J.-B. Reboul donne la recette de la raïto pour la morue à la provençale telle qu'elle était réalisée dans le courant des années 1890. Elle était composée essentiellement d'oignons mis à roussir dans l'huile d'olive. Il y ajoutait ensuite du vin rouge coupé d'eau, de l'ail, du persil, du thym, du laurier, des câpres, du sel et du poivre. C'est seulement en fin de cuisson qu'il conseillait de mettre une seule cuillère de sauce tomate. La composition de cette sauce nécessite actuellement tomates, oignons, gousses d'ail, olives noires, câpres, huile d'olive, vin rouge corsé, clous de girofle, thym, romarin, estragon, persil, sel et poivre.

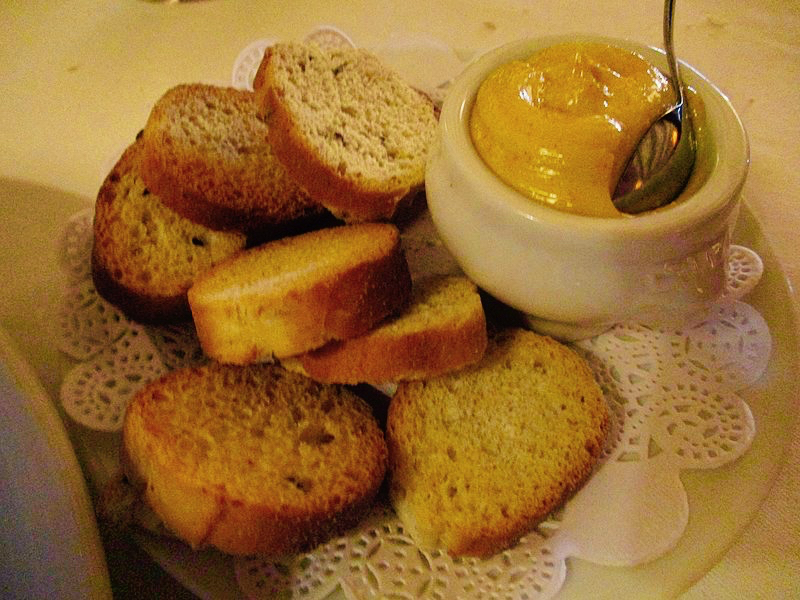
Rouille et pain à l'ail pour soupe de poisson et bouillabaisse.

### Rouille
La rouille (rouïo en provençal) est une sauce provençale, épicée et relevée, qui est habituellement servie avec la soupe de poisson ou la bouillabaisse. Elle est composée de foie de lotte, de piments rouges, de pomme de terre ou mie de pain, de tomate, ainsi que d'un peu d'ail et d'huile d'olive, le tout broyé au pilon et au mortier, agrémenté d'un peu de fumet du plat de poisson. Il peut y être ajouté éventuellement un œuf.

### Sauce au vin muscat
La sauce au vin muscat est l'une des nombreuses déclinaisons culinaires du muscat de Beaumes-de-Venise. Ses arômes, à la fois de muscat et de raisin frais, le font aussi intervenir dans la préparation de cocktails, amuse-gueules, potages, entrées, poissons et crustacés, volailles et viandes, légumes et desserts.

## Desserts

### Biscotin d'Aix
Ce biscuit typique de la gastronomie aixoise est une petite sphère de pâte sablée parfumée à la fleur d'oranger. Il a la taille d'une noisette et pèse environ 5 g. Dans sa composition entrent farine de blé, eau et sucre ; sa fabrication est attestée depuis 1740, à Aix-en-Provence. Le « biscotin moderne » est une nouvelle recette qui inclut du sel et ajoute une noisette par biscuit.

### Chanteclair
Le chanteclair est un gâteau à base de meringue, de crème chantilly glacée, parfumé de praline et de moka. Cette spécialité pâtissière de Toulon a la particularité d'être décorée d'un coq.

### Chichi frégi
Le chichi frégi est l'appellation provençale du chichi sur la côte méditerranéenne. Il fait l'objet de nombreuses recettes, est généralement parfumé à l'huile d'olive et à la fleur d'oranger. Le chichi frégi se consomme dans la rue, en particulier à Toulon et à Marseille (village de L'Estaque), où chaque commerçant aime à s'en attribuer l'origine. On le trouve aussi sur les plages, les foires et les fêtes foraines.
Le chichi est une pâte levée, contrairement aux churros

### Le Colombier
Gâteau que l'on trouve exclusivement à la Pentecôte, que l'on appelle également  "Gâteau de Pentecôte".
Tradition marseillaise, le colombier est un gâteau proposé par les pâtissiers au moment de la Pentecôte : gâteau à base d’amandes et de melon, couvert de sucre, coloré généreusement, parfumé au kirsch et à l’intérieur y est cachée une colombe. Ce gâteau de forme ovale est orné d'une bande de pâte d'amandes sur laquelle est écrit : « qui la colombe aura dans l'année se mariera ».
(Voir "colombier gâteaux" sur Wikipedia)

### Couve

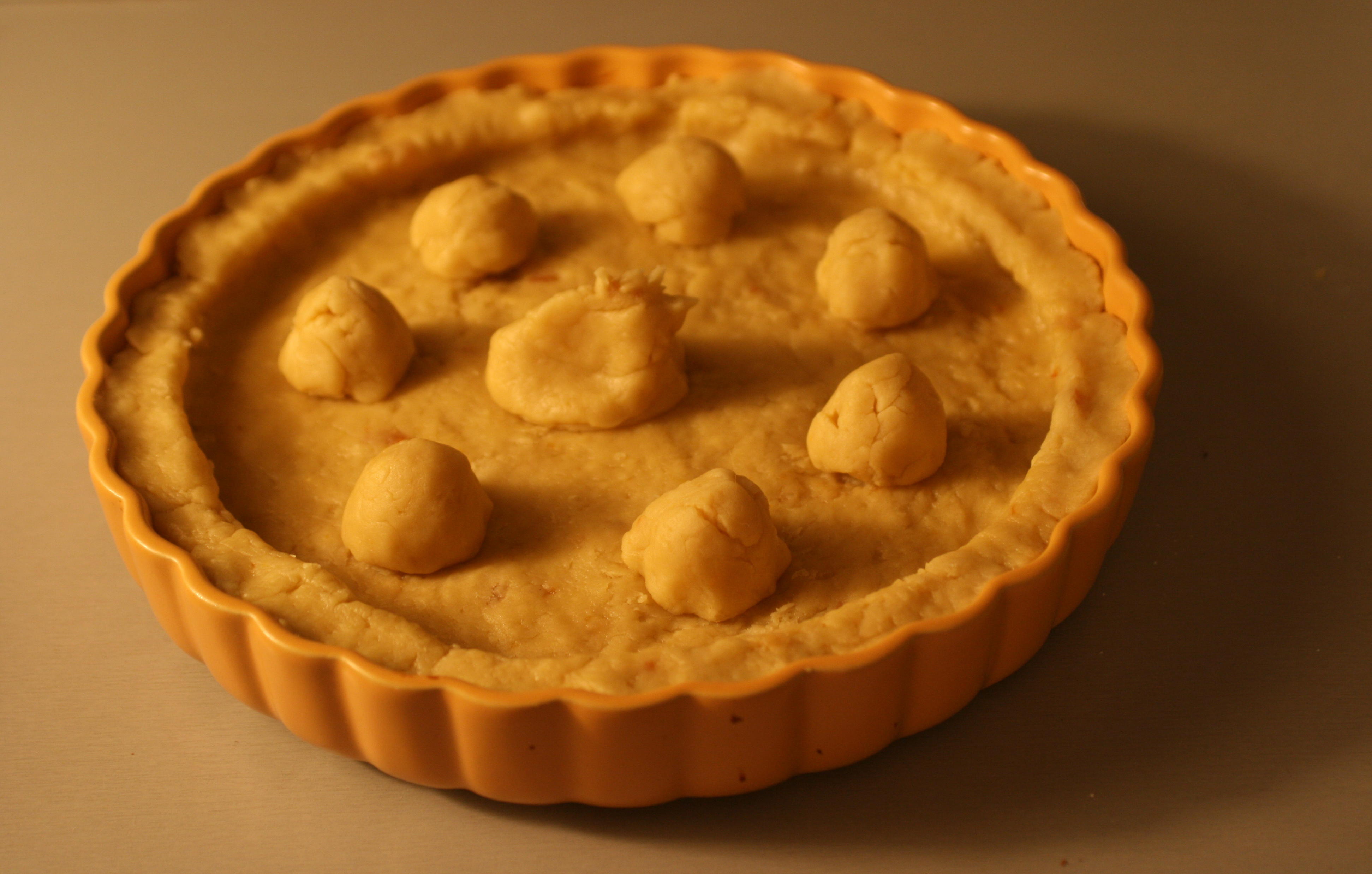
Une couve.

La couve est un gâteau provençal de la période de Pâques. À l'origine, au début du XVIIIe siècle, la couve était présente un peu partout dans l'arrière-pays provençal. Aujourd'hui, il semble que la couve, héritière du gâteau d'origine, ne soit plus présente que dans la seule ville de Crest. La couve représente un nid de poule, elle est ronde et plate avec les bords relevés, de couleur dorée. Des poules et des œufs façonnés dans la même pâte ornent le dessus.

### Croquant
Le croquant est un biscuit sec, souvent aux amandes, fabriqué majoritairement dans la moitié sud de la France. On trouve de nombreuses variétés de croquants : le croquant de Cordes, le croquant de Saint-Paul-de-Fenouillet, le croquant de Nîmes, le croquant de Marseille (appelé aussi « casse-dents »), le croquant de Provence (amandes et miel), le croquant de Loudun, le croquant de Bordeaux, le croquant de Carpentras (amandes et olives), le croquant de Saint-Étienne-de-Chomeil, le croquant de Mende, le croquant du Périgord.

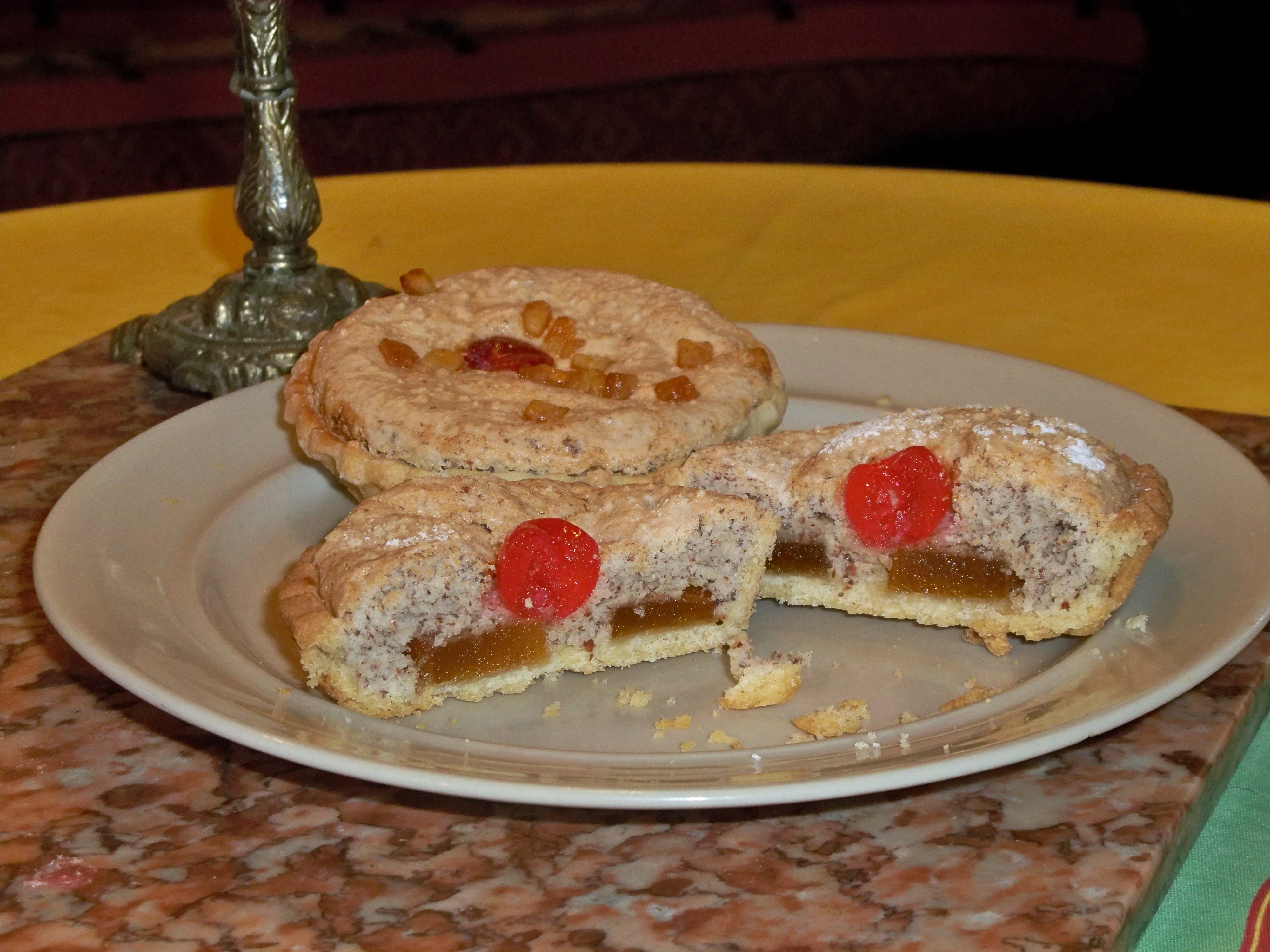
Le galapian d'Apt, une pâtisserie aux fruits confits.

### Galapian d'Apt
Le galapian d'Apt est un gâteau dont la recette, qui date de 1994, a été concoctée par le maître-pâtissier Alain Bouchard, lors d'un concours organisé par la Confrérie du fruit confit d'Apt. Il est réalisé à base de farine meunière du pays d'Apt, de poudre d'amandes, d'œufs, de sucre, de miel de lavande et de fruits confits. À la dégustation, il se marie parfaitement avec un verre de vin cuit ou de muscat de Beaumes-de-Venise.

### Gâteau des rois

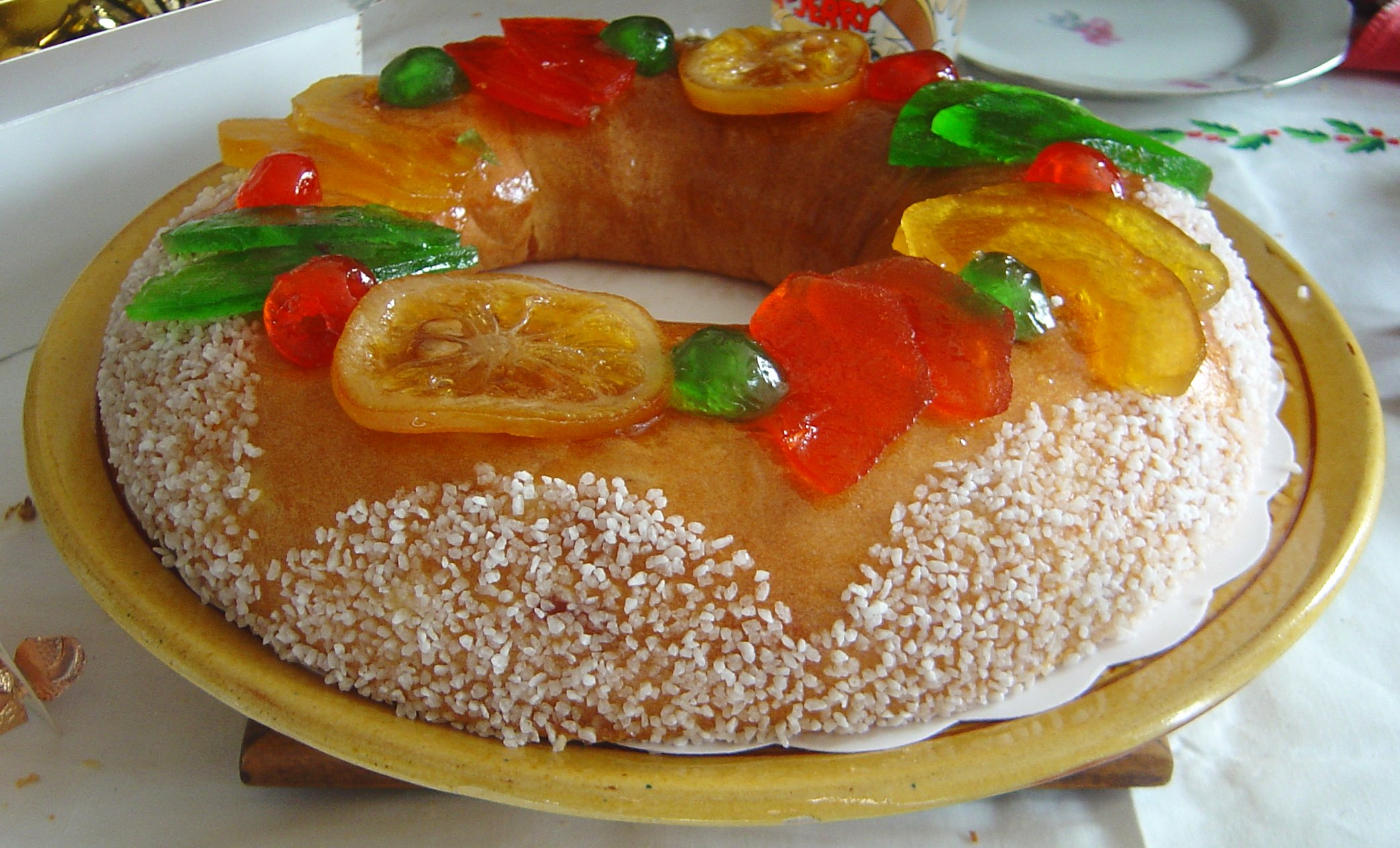
Un gâteau des rois avec sa garniture de fruits confits.

Le gâteau des rois est une brioche de forme torique (en forme de bouée), parfumée à l'essence de fleur d'oranger, recouverte de sucre et de fruits confits d'Apt ; c'est la version du Sud de la France, surtout en Provence et Languedoc de la galette des Rois, pour célébrer l'Épiphanie. Comme pour les autres galettes, il existe la même tradition, celle de tirer les Rois. Le plus jeune de l'assemblée ferme les yeux, ou se place sous la table, et on lui désigne chaque part de gâteau afin qu'il l'attribue à un convive. Il y a deux fèves dans le gâteau : le sujet, en porcelaine, qui représente traditionnellement un personnage de la crèche, et la fève proprement dite. Celui qui tire le sujet est désigné roi ou reine et doit choisir, selon le cas, sa reine ou son roi, tandis que celui qui tire la fève doit payer le prochain gâteau.

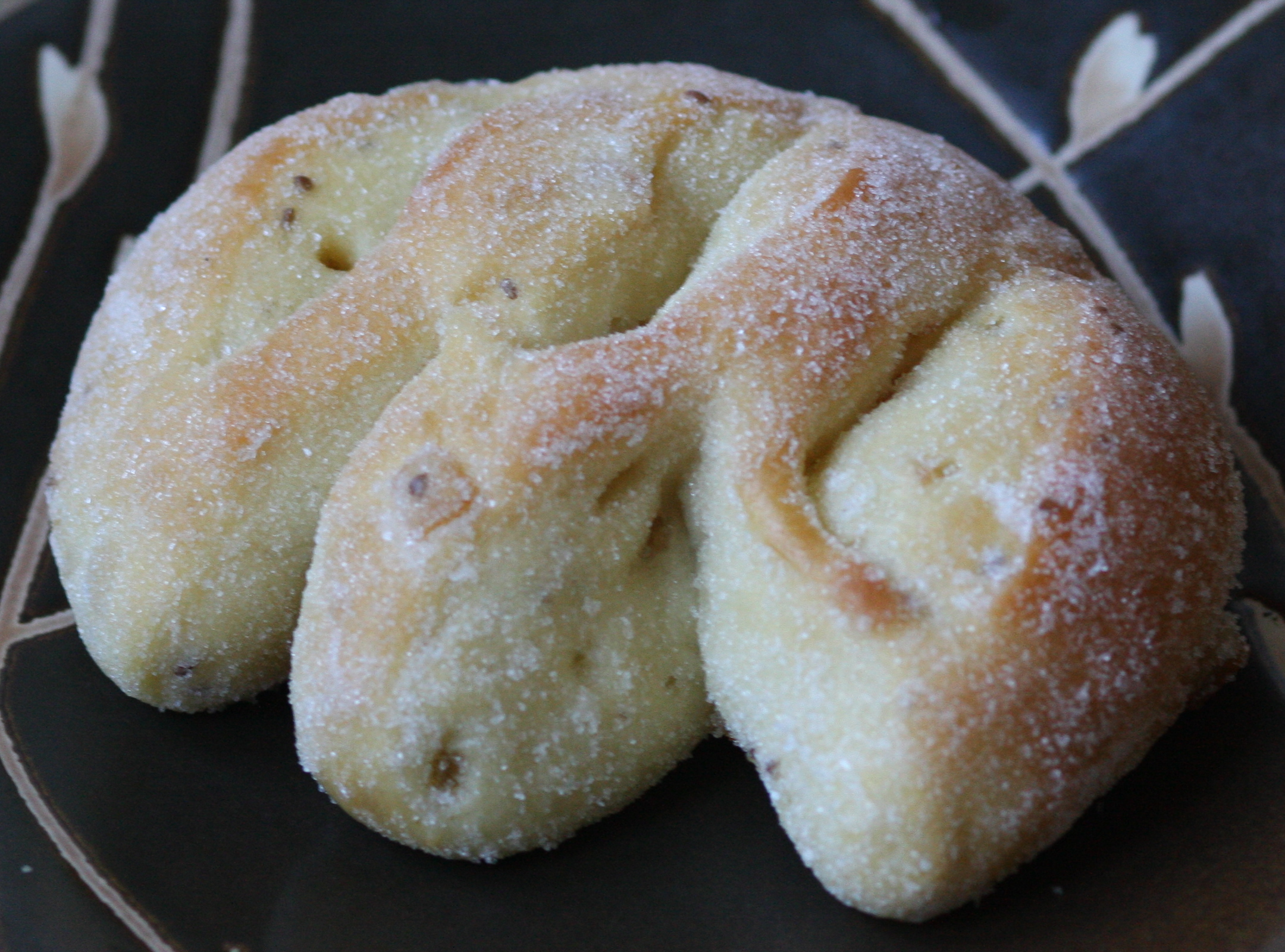
Le gibassié.

### Gibassié
Le gibassié, ou gibassier, est le nom provençal d’une galette à l'huile d’olive légèrement fruitée. C'est une sorte de pompe à l'huile un peu rassise, donc un peu moins souple. Selon Le Trésor du Félibrige, la différence entre les deux vient du fait que la pompe serait une galette, un gâteau de Noël, à pâte briochée, et le gibassié un gâteau plus croquant, un « craquelin », à pâte sablée. Il est une spécialité dans le petit village de Lourmarin (84).

### Jausiereine
La jausiereine est une spécialité pâtissière de la ville de Jausiers, dans les Alpes-de-Haute-Provence. C'est un gateau rond, d'un diamètre proche de 35 cm, très fin (environ 1 cm), composé de farine, de sucre, de beurre, d'œufs et d'une garniture intérieure aux framboises ou aux myrtilles.

### Navette de Marseille

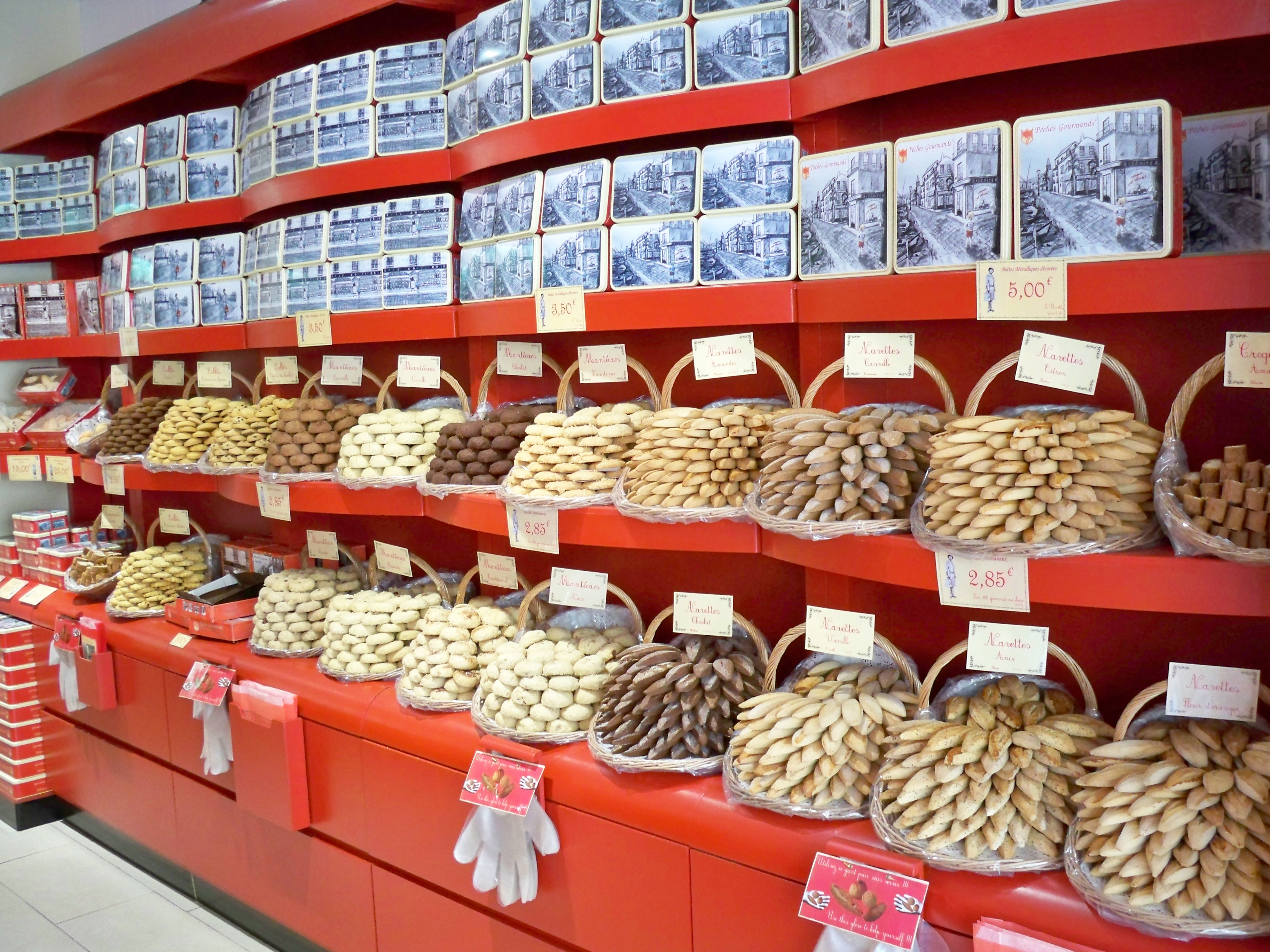
Des navettes de Marseille sur un présentoir, dans une boutique.

La navette de Marseille est une pâtisserie provençale, généralement préparée pour la Chandeleur à la place des crêpes à Marseille. La légende veut y voir la forme d'une barque. L'origine de ce biscuit est associée aux fêtes de la Chandeleur célébrées en l'Abbaye Saint Victor toute proche. Vers la fin du XIIIe, une statue d'une vierge s'échoua vers les bords du Lacydon. Elle était en bois polychrome, sa robe verte était salie, meurtrie par la patine. Elle portait une couronne d'or. Il n'en fallut pas plus pour que le petit peuple des artisans marseillais voie là une marque du destin et un signe de protection. Elle fut, selon les uns, Notre Dame du feu nouveau, selon les autres, la Vierge Protectrice des Gens de mer. Certains disent aussi que la navette symbolise la barque qui amena les saintes sur la côte de Provence. Pour rappeler cette histoire, le sieur Aveyrous, fondateur du « Four des navettes », en 1781, eut l'idée de donner à son biscuit la forme d'une barquette. Traditionnellement aromatisées à la fleur d'oranger, elles sont aujourd'hui parfumées avec toutes sortes d'épices.

### Navette provençale

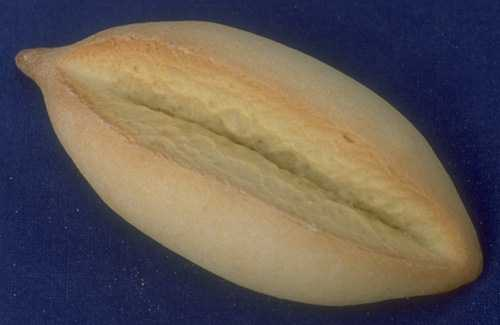
Navette provençale.

La navette provençale est une pâtisserie préparée pour les fêtes de la Chandeleur. Sa forme symboliserait la barque qui amena les saintes sur la côte de Provence.
Elles étaient achetées par douzaine pour correspondre aux douze mois de l'année. Ces biscuits, censés porter chance pour qui se les procurait, devenaient des talismans contre la foudre et le feu quand, dans la même maison, se trouvaient des cierges (chandelles) dont la flamme protégeait mas et bergeries, lors des orages. Il existe en Provence trois sortes de navettes. La navette classique est parfumée à la fleur d'oranger ; la navette de Marseille, nature ou avec fleur d'oranger ; la navette provençale, plus tendre mais qui se conserve moins longtemps. Elle est faite à base de farine, sucre, beurre, œufs et zeste de citron[Laquelle ?].

### Oreillette

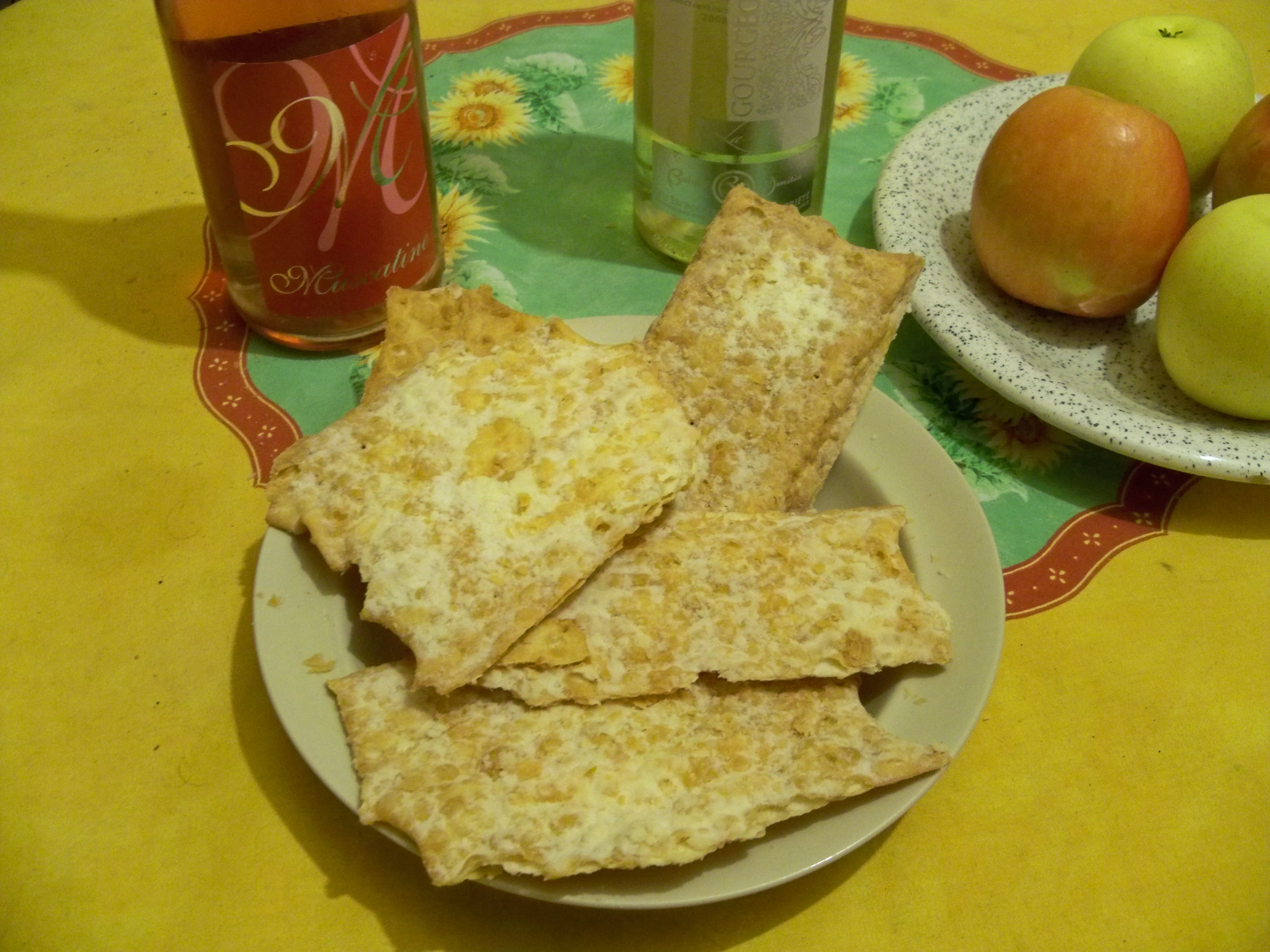
Assiette d'oreillettes.

Cette pâtisserie boulangère et pâtissière est une fabrication traditionnelle en Provence, entre le Jour de l'an et Pâques. Mais son pic de consommation est le Mardi gras. Elle paraît aussi sur la table lors des fêtes familiales. C'est une pâte frite à l'huile d'olive et parfumée à la fleur d'oranger. Très mince, légère et craquante, elle se consomme recouverte de sucre glace. Elle est connue sous des noms différents. Oreillette reste spécifique à Avignon, le Comtat Venaissin, Apt et la vallée du Calavon. Elle se nomme bugne à Champoléon et dans le Briançonnais, merveille dans les Alpes provençales, ganse, dans le Pays niçois, mensonge dans la vallée de la Vésubie et la vallée de la Roya, croquant à Barcelonnette et dans la vallée de l'Ubaye.

### Pain-coing

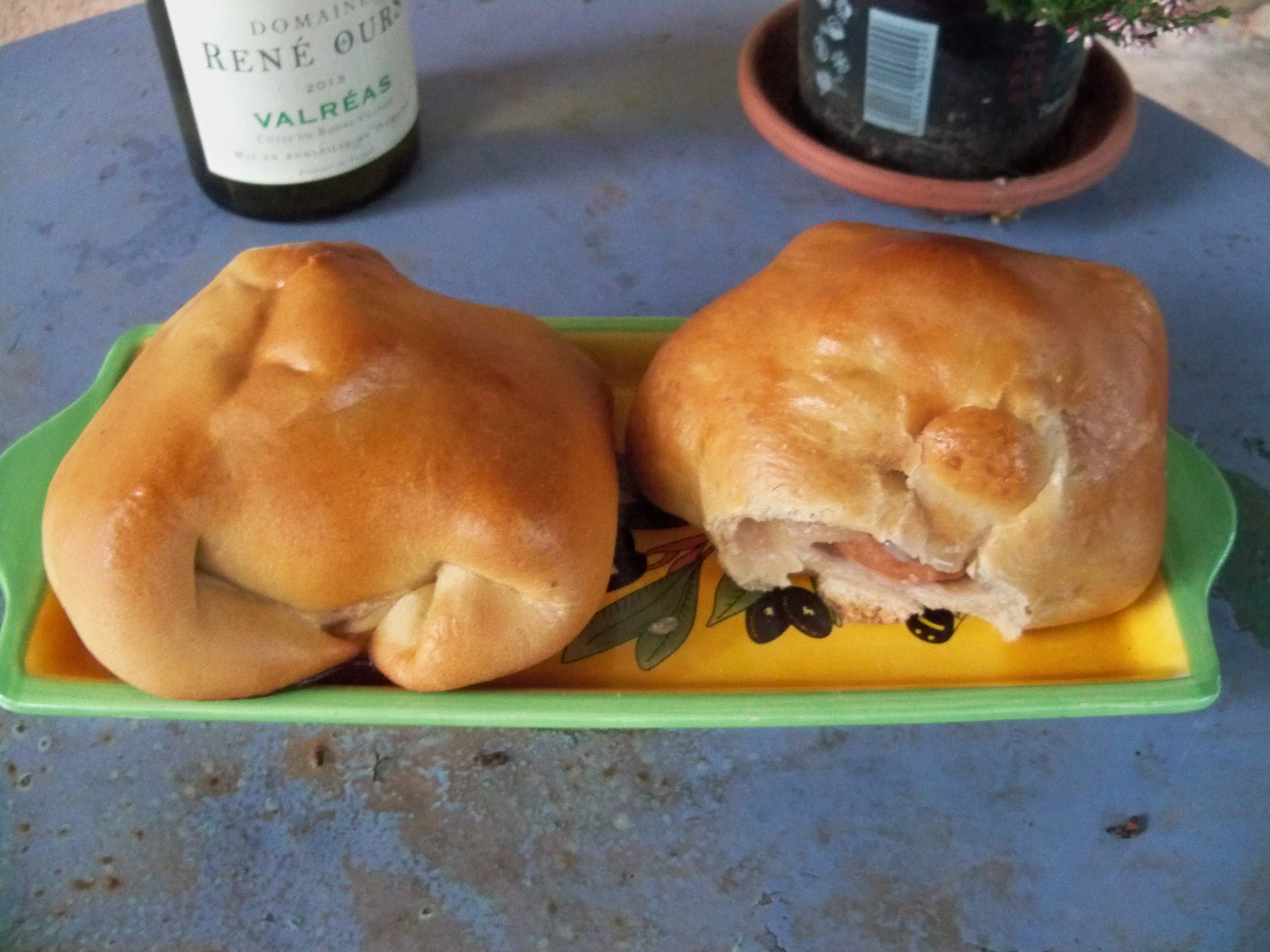
Pain-coing.

Le pain-coing est une pâtisserie provençale qui est élaborée à base de pâte à pain et de coing. Ce mets automnal est fabriqué aussi bien en boulangerie qu'en pâtisserie ou familialement. Il se trouve principalement dans le Vaucluse, les Bouches-du-Rhône, la partie rhodanienne de la Drôme, de l'Ardèche et du Gard, en Drôme provençale et dans la partie méridionale des Alpes-de-Haute-Provence.
Le fruit qu'il utilise est le coing de Provence qui « se distingue des autres coings par sa taille plus petite, sa forme plus régulière, son parfum agréable et persistant, sa couleur jaune vif à maturité avec, occasionnellement, des traces un peu verdâtres sur le côté resté à l’ombre ». Dénommé pan coudoun en Provence, c'était « un régal réservé aux pauvres qui attendaient la fin de la cuisson du pain au four banal pour amener leurs sucreries ». Puis il devint le régal des petits écoliers, sa consommation commençant à la rentrée des classes et se faisant à l'heure du goûter. Les enfants surnommaient leur pain-coing, le « pingouin ».

### Patience fraxinoise
Ce petit biscuit est une spécialité de La Garde-Freinet, créée dans les années 1880-1890. Rond et très fin, il a un diamètre de 4 cm et dans sa pâte, devenue translucide une fois cuite, apparaissent morceaux d'amandes et de noisettes. Outre ces fruits secs, dans sa composition entrent farine, sucre, blanc d'œufs et beurre fondu.

### Pignolat de Nostradamus
C'est une spécialité pâtissière de Saint-Rémy-de-Provence, dans laquelle entrent pignons, sucre, eau de rose et fenouil. Cette recette a été reconstituée à partir du Traité des confitures et fardements qu'écrivit Nostradamus, en 1552. Le pignolat du Moyen Âge, réalisé à base d'amandes, de pistaches, de pignons et de sucre, passait pour aider à la conception.

### Pompe à l'huile

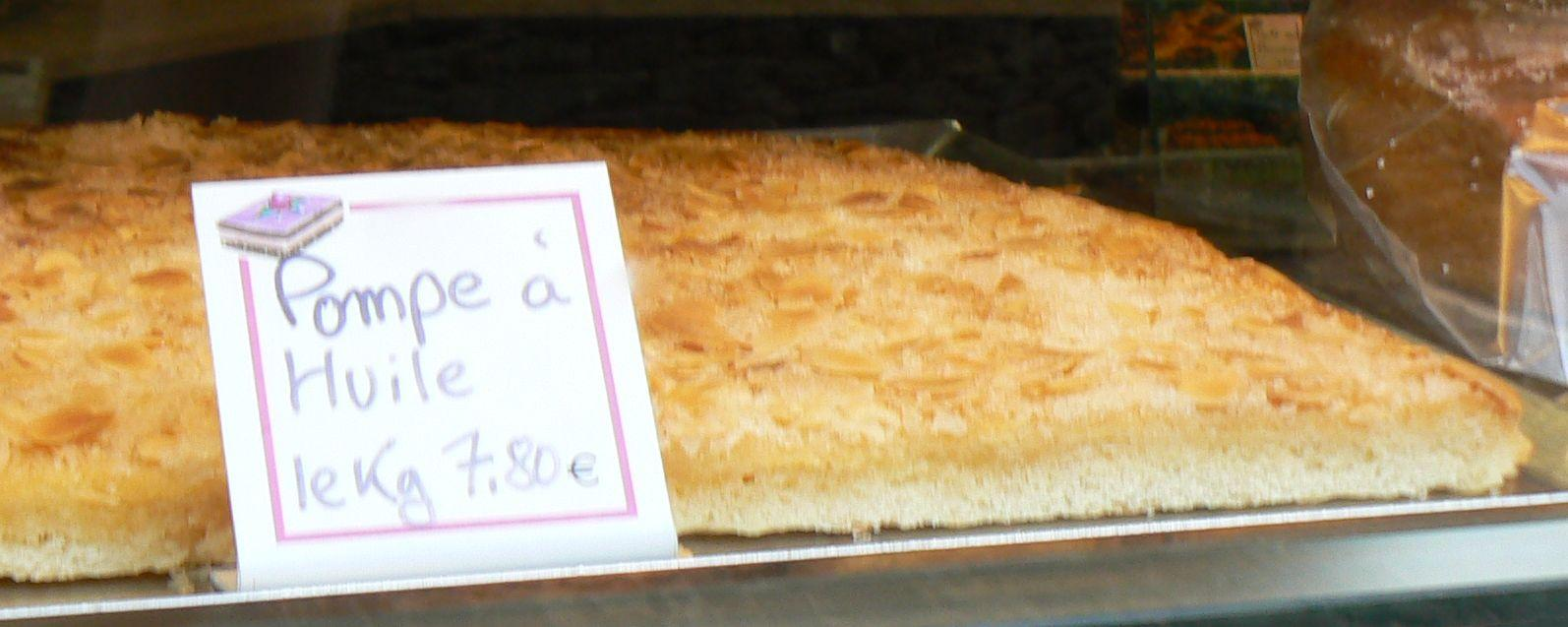
Pompe à l'huile

La pompe à l'huile (en langue d'oc, poumpo à l'oli/pompa a l'òli), ou fougasse d'Arles, est un dessert réalisé sur une pâte à pain, à base d'huile d'olive, de sucre et d'œuf. La pompe à l'huile, ou gibassié, selon les régions (en Provence, le gibassier est différent puisque moins « gonflé » et plus sec), fait partie des treize desserts de Provence, confectionnés à l'occasion du gros souper, le repas du réveillon de Noël, où elle se déguste avec du vin cuit. On la retrouve aussi dans l'ouest de l'Aveyron. La pompe symbolise la réussite. Selon la tradition, il faut la rompre comme le Christ a rompu le pain et ne pas la couper, au risque de se retrouver ruiné l'année suivante.

### Quatre mendiants
Les quatre mendiants font partie de la composition des treize desserts, en Provence. Ces fruits secs représentent les différents ordres religieux ayant fait vœu de pauvreté : noix ou noisettes pour les Augustins, figues sèches pour les Franciscains, amandes pour les Carmes et raisins secs pour les Dominicains.
Frédéric Mistral (1830-1914) donne la définition de ce que sont les quatre mendiants en Provence : « Figues, noix, amandes et raisins secs. » Il précise que ces mendiants sont aussi dénommés pachichòis, d'Avignon à Marseille.

### Tarte tropézienne

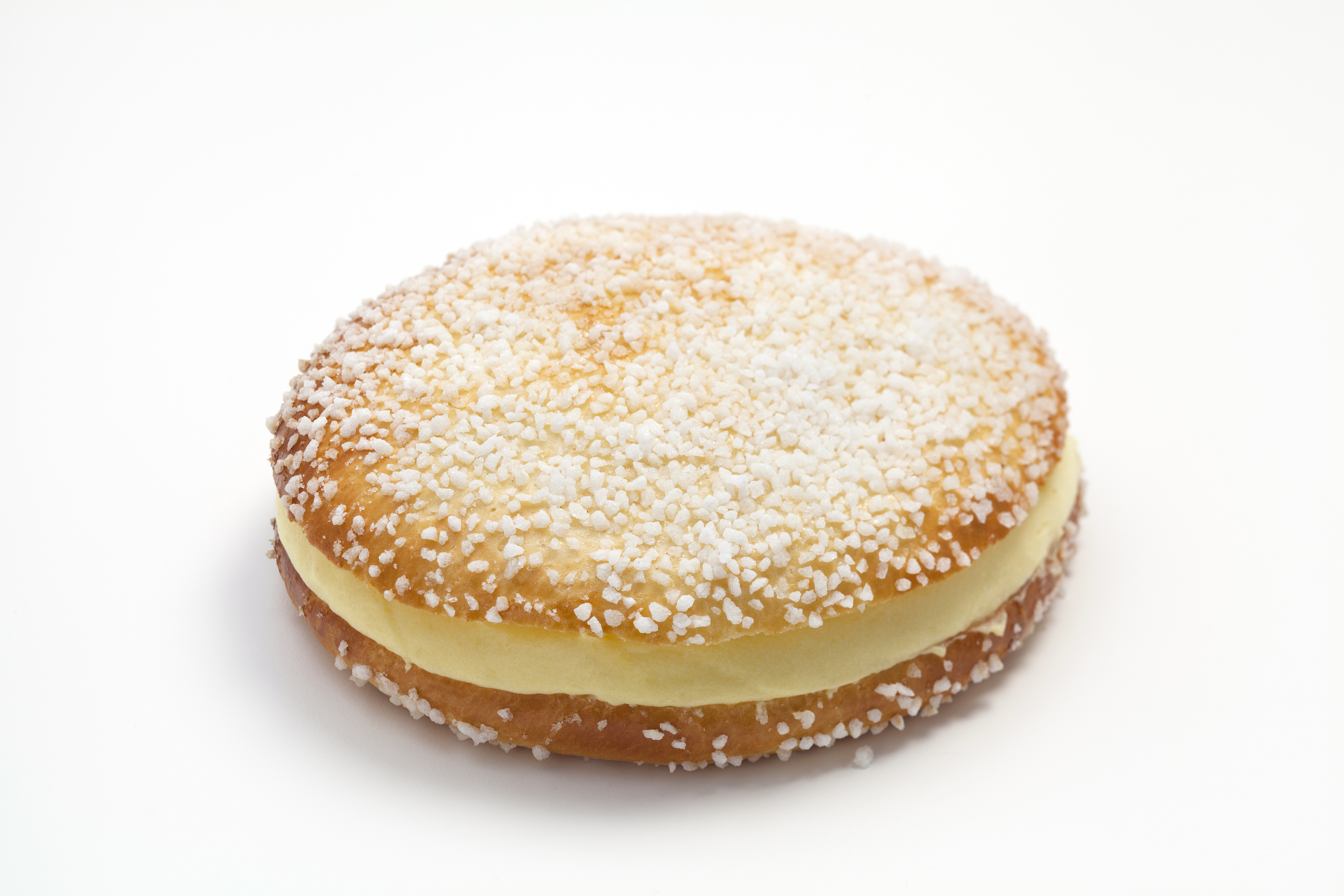
Tarte tropézienne.

La tarte tropézienne est un gâteau composé d'une brioche au sucre, garnie d'un mélange de crème au beurre et de crème pâtissière. En 1955 fut tourné à Saint-Tropez le film de Roger Vadim, Et Dieu… créa la femme. Et c'est Alexandre Micka qui fut chargé de réaliser les repas pour l'équipe de tournage, dont accessoirement ce gâteau. Brigitte Bardot conseilla alors au jeune pâtissier de nommer sa tarte la « tarte de Saint-Tropez ». Alexandre Micka, lui, opta pour la « tarte tropézienne », puis déposa la marque et le brevet de fabrication dans la foulée.

### Tourte de blettes
La tourte de blettes (la torta de blea en niçois) est une spécialité culinaire niçoise à base de blettes, qui peut être servie aussi bien comme un plat salé que comme un dessert sucré. En dépit de la présence de blettes (légume très apprécié dans la cuisine niçoise, entrant notamment dans la confection des ravioles), il s'agit d'une pâtisserie, consommée froide ou tiède. Les feuilles de blettes finement hachées y sont mêlées à des ingrédients qui varient suivant les recettes, mais où on retrouve toujours pignons et raisins secs. La tourte se sert le plus souvent abondamment saupoudrée de sucre glace. Il existe aussi une variante salée composée de blettes, de riz, de petit salé et de fromage sec. Ces tourtes se mangent généralement froides.

### Treize desserts
|  |  | pommes poires melon vert nougat noir et nougat blanc fruits confits calissons | pommes poires melon vert nougat noir et nougat blanc fruits confits calissons |  |  | gibassié oreillettes dattes « quatre mendiants » : noix et noisettes, figues sèches, amandes et raisins secs | gibassié oreillettes dattes « quatre mendiants » : noix et noisettes, figues sèches, amandes et raisins secs |

|  |  | pompe à l'huile fougasse noix noisettes nougat blanc fruits confits | pompe à l'huile fougasse noix noisettes nougat blanc fruits confits |  |  | pommes poires oranges raisins frais vin cuit dattes pâte de fruits | pommes poires oranges raisins frais vin cuit dattes pâte de fruits |

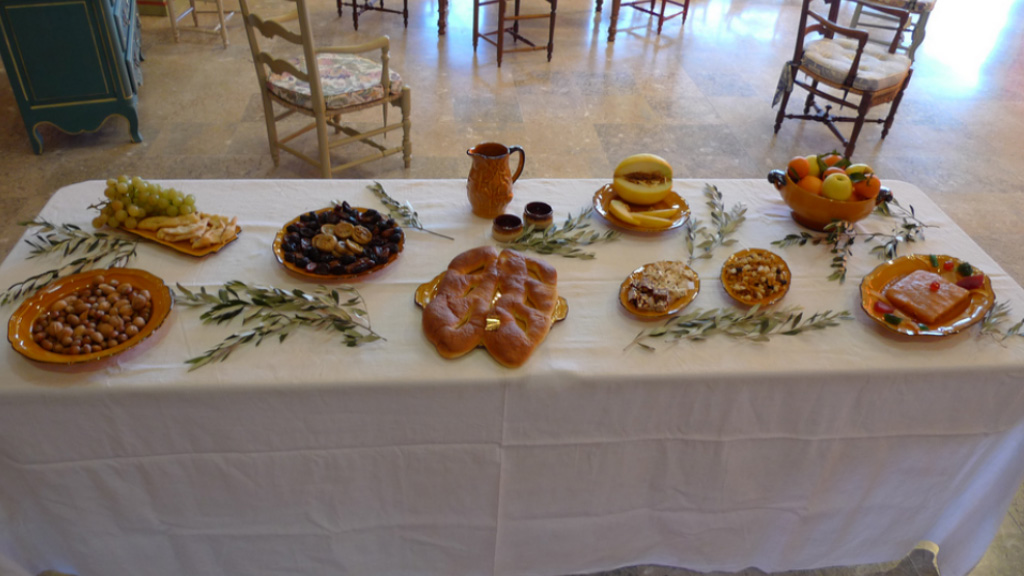
Les treize desserts :

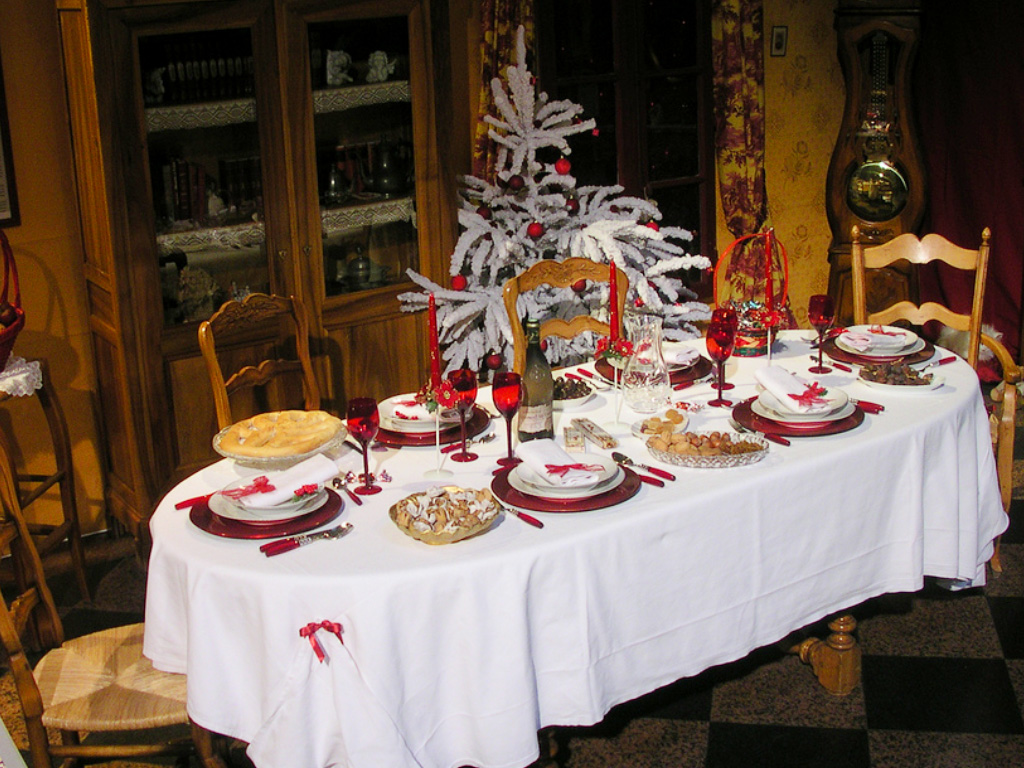
Les treize desserts :

Les treize desserts qui suivent le « gros souper » de Noël font partie de la tradition méridionale de Noël, tradition ancienne, pour ce qui est des desserts, et assez jeune en ce qui concerne le chiffre treize. À Marseille, au XVIIe siècle, fruits frais, fruits secs et pompes « régalent les gens les deux derniers jours » avant Noël.
Dans les années 1820, dans les Bouches-du-Rhône, le « gros souper » de Noël se termine par un « dessert plus ou moins splendide selon l'aisance des familles, qui consiste en gâteaux, fruits secs, confitures, biscuits et sucreries », chataignes et pompes.
Avant le XXe siècle, on ne trouve apparemment aucune attestation d'une association des desserts de Noël avec le chiffre treize. Frédéric Mistral, quant à lui, ne cite pas le chiffre treize mais évoque les friandises exquises de la veillée de Noël. En 1885, un chroniqueur note : « Le gros souper n'est plus qu'à l'état de légende. »
Au début du XXe siècle, à la suite de Mistral et de son Félibrige, la nostalgie pour les Noëls de jadis est à la mode en Provence. En 1925, dans un numéro spécial de Noël du journal La Pignato, un écrivain d'Aubagne, le docteur Joseph Fallen, écrit à propos des desserts : « Il en faut treize, oui treize, pas plus si vous voulez, mais pas un de moins, notre Seigneur et ses apôtres ! » L'année suivante, la romancière Marie Gasquet écrit, dans Une enfance provençale, qu'à Noël, « il faut treize desserts, treize assiettes de friandises, douze qui versent les produits du pays, du jardin, la treizième beaucoup plus belle, remplie de dattes ». Au début des années 1930, le Musée du terroir marseillais consacre une salle au repas de Noël ; la tradition commence à s'installer.

## Confiseries

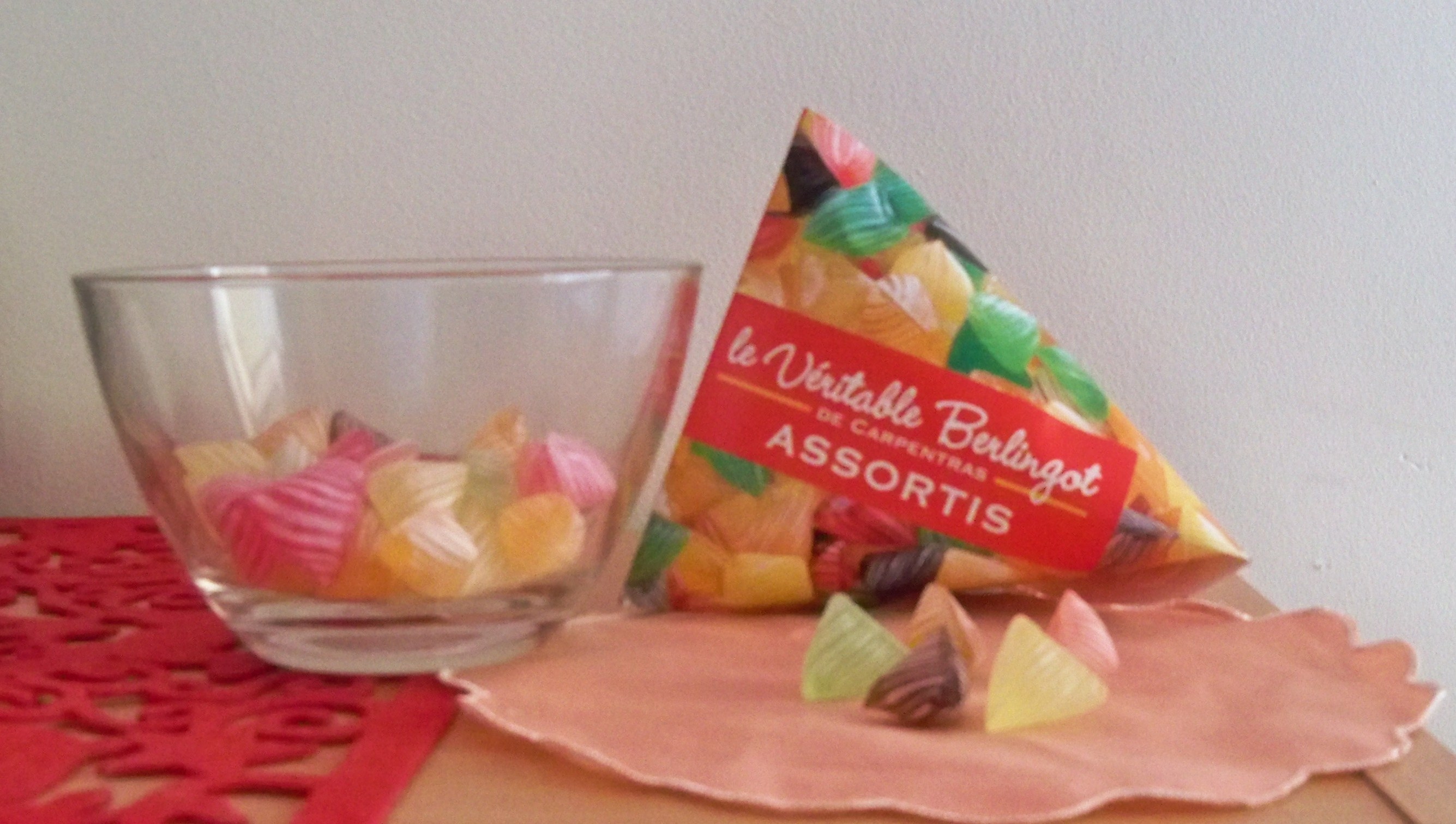
Berlingots de Carpentras.

### Berlingots de Carpentras
Spécialité de la ville de Carpentras, le berlingot est un bonbon dur et translucide, confectionné à base de sirop de fruits confits. Il se présente sous la forme de petites pyramides de différentes couleurs et toujours striées de blanc.

### Calisson d'Aix

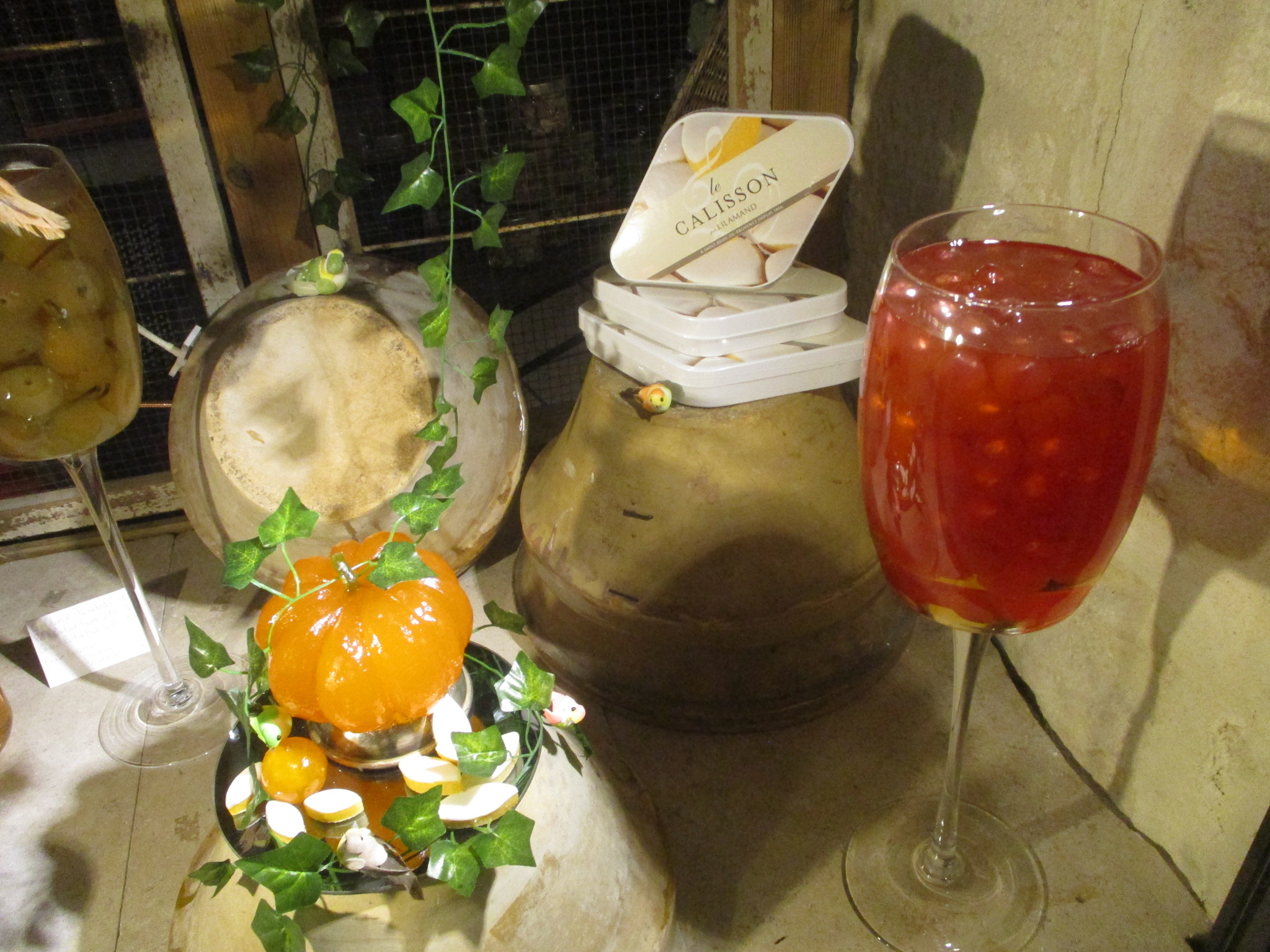
Calissons.

Le calisson (de l'occitan provençal canisson ou canissoun) est une confiserie faite d'une fine pâte de melon confit et d'amandes broyés ensemble, et nappée de glace royale et posée sur un fond de pain azyme. C'est une spécialité d'Aix-en-Provence depuis le XVe siècle.
Plusieurs hypothèses ont été évoquées pour expliquer l'origine du mot « calisson ». La première, et la plus vraisemblable, est que la cérémonie de bénédiction se déroulait autrefois à Notre-Dame de la Seds trois fois par an : à Noël, à Pâques et le 1er septembre. Le prêtre prononçait alors la formule latine, Venite ad calicem (« Venez au calice »), qui se traduit en provençal par Venes touti au calissoun.
Selon d'autres sources, le calisson remonterait au milieu du XVe siècle, lorsque, au cours du second mariage de René d'Anjou avec Jeanne de Laval, en 1454, le maître des confiseries du Roi en aurait servi, rendant ainsi le sourire à la future reine, réputée peu gracieuse. Un de ses proches aurait alors dit : Di calin soun (« Ce sont des câlins »). Le nom lui est resté.

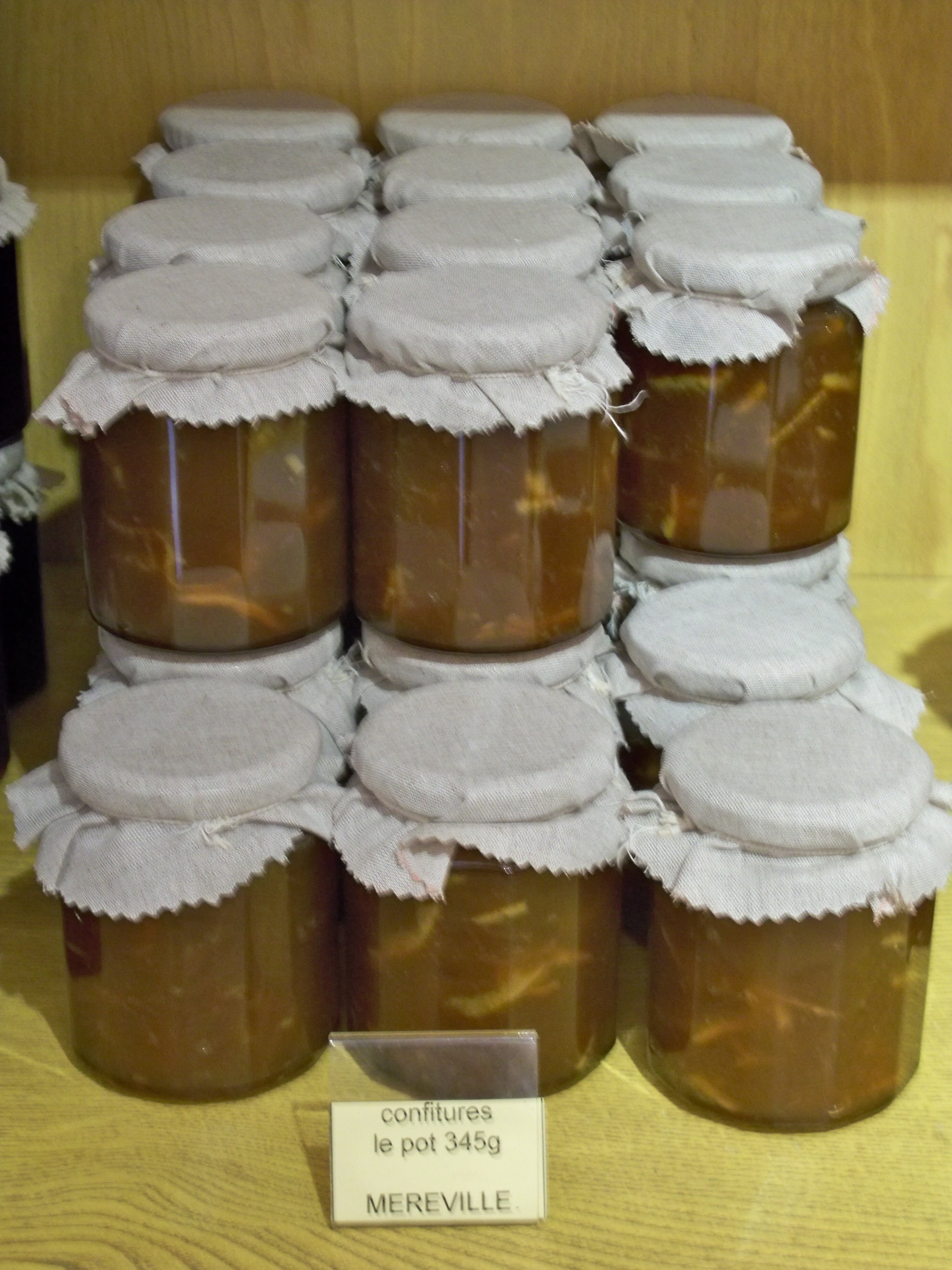
Confiture de mérévilles.

### Confiture de pastèques
La confiture de pastèques est une spécialité des confiseurs de la Provence occidentale. Elle est réalisée à base de gigérine et de zestes de citron. Sa fabrication, restée longtemps ménagère, est actuellement industrialisée. La chair de cette pastèque à confiture est verdâtre et contient des graines rouges. Cette cucurbitacée est relativement pauvre en vitamines et ne présente pas de valeurs nutritives particulières. Elle porte le nom de « confiture de citres » dans l'arrondissement d'Apt, et de « confiture de mérévilles », dans celui de Carpentras.

### Couille du pape
La couille du pape est une confiture élaborée avec une variété de figue de Provence, connue aussi sous le nom de « marseillaise ». On prétend que son nom vient de l’époque où les papes séjournaient à Avignon et dont on vérifiait, lors de leur élection, la virilité, en raison de la légende de la papesse Jeanne. La marseillaise, d'origine provençale, est l'une des 250 espèces de figues répertoriées. La marseillaise a comme synonyme, outre la couille du pape, athènes, blanquette, bouton de guêtre, figue d'Athènes, grise de Marseille, lipari,. C'est une variété qui a été référencée dans les années 1600, ce qui dément la légende créée autour des papes d'Avignon. Elle produit une fois par an une petite figue verte, qui vire au jaune lorsqu'elle atteint sa maturité. Une de ses caractéristiques est que sa peau se fendille facilement, mais, avec sa chair ferme et fondante, très sucrée et parfumée, ses qualités gustatives sont incomparables.

### Fruits confits d'Apt

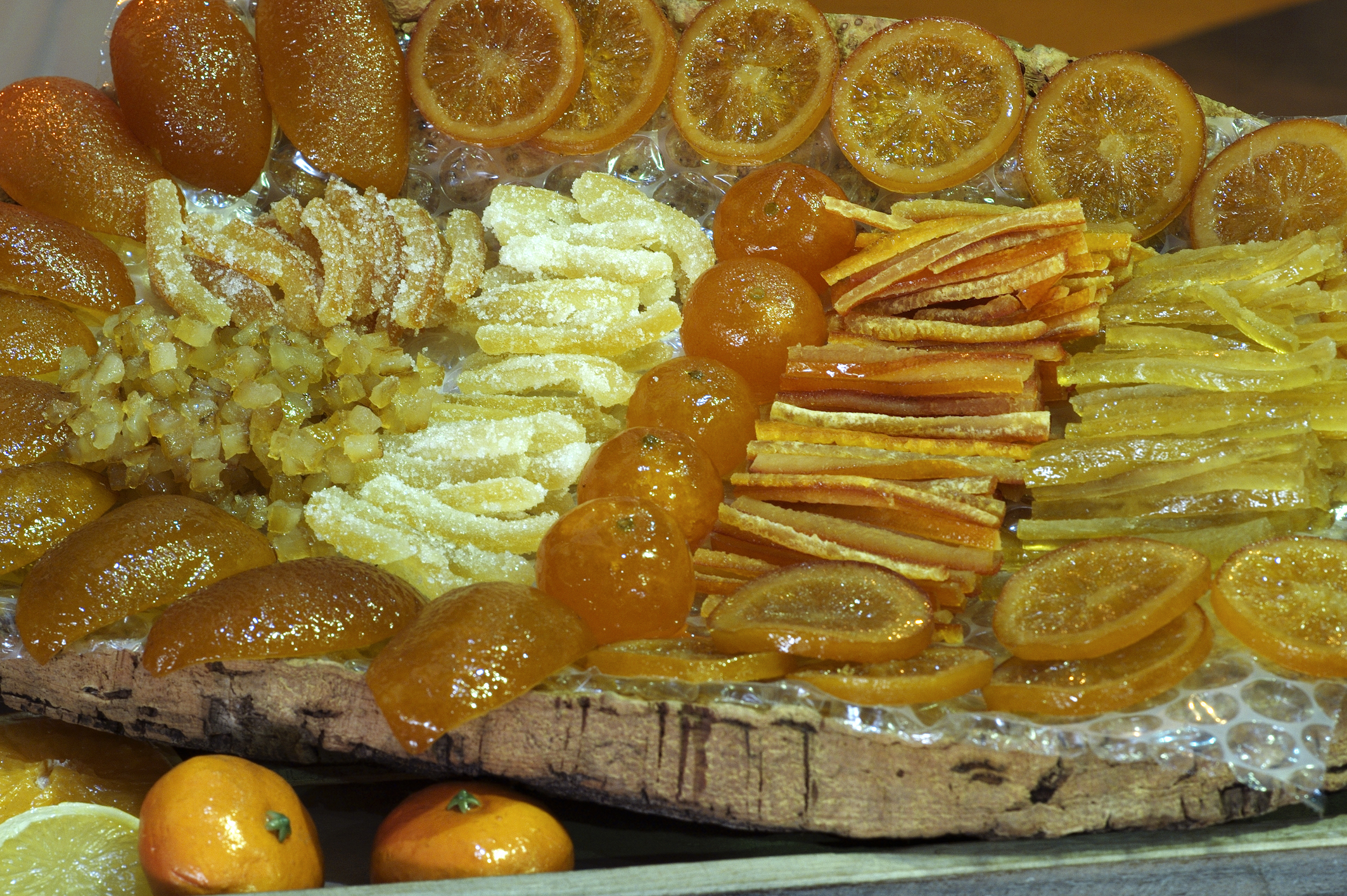
Fruits confits.

Les Fruits confits d'Apt sont une confiserie qui doit son essor à la papauté d'Avignon. En 1348, Clément VI donnait la charge d’excouyero in confissarias (« écuyer en confiseries ») au confiseur aptésien, Auzias Maseta. En 1365, les consuls d'Apt offrirent des fruits confits, dits alors confitures sèches, à Urbain V, venu dans leur ville se recueillir sur le tombeau de son parrain, Elzéar de Sabran. Aujourd'hui, les fruits confits d'Apt, confiserie glacée au sucre, sont utilisés en pâtisserie pour la décoration des gâteaux. La préparation consiste à remplacer par osmose l’eau du fruit par du sucre qui en assurera la conservation. La production est essentiellement faite avec des cerises, melons, abricots, figues, poires, prunes, clémentines, ainsi que de l'angélique, faite à partir de la tige épaisse de cette plante, des écorces d'orange et de citron, du cédrat ou de l'ananas,. Quatre confiseurs se trouvent dans le pays d'Apt, dont le leader mondial au point de vue tonnage. Le Musée de l'aventure industrielle, place du Postel à Apt, expose une collection d'étiquettes anciennes de fruits confits, des boîtes d'emballage, du matériel de fabrication des anciennes usines, ainsi que des machines utilisées dans la confiserie.

### Miel de Provence

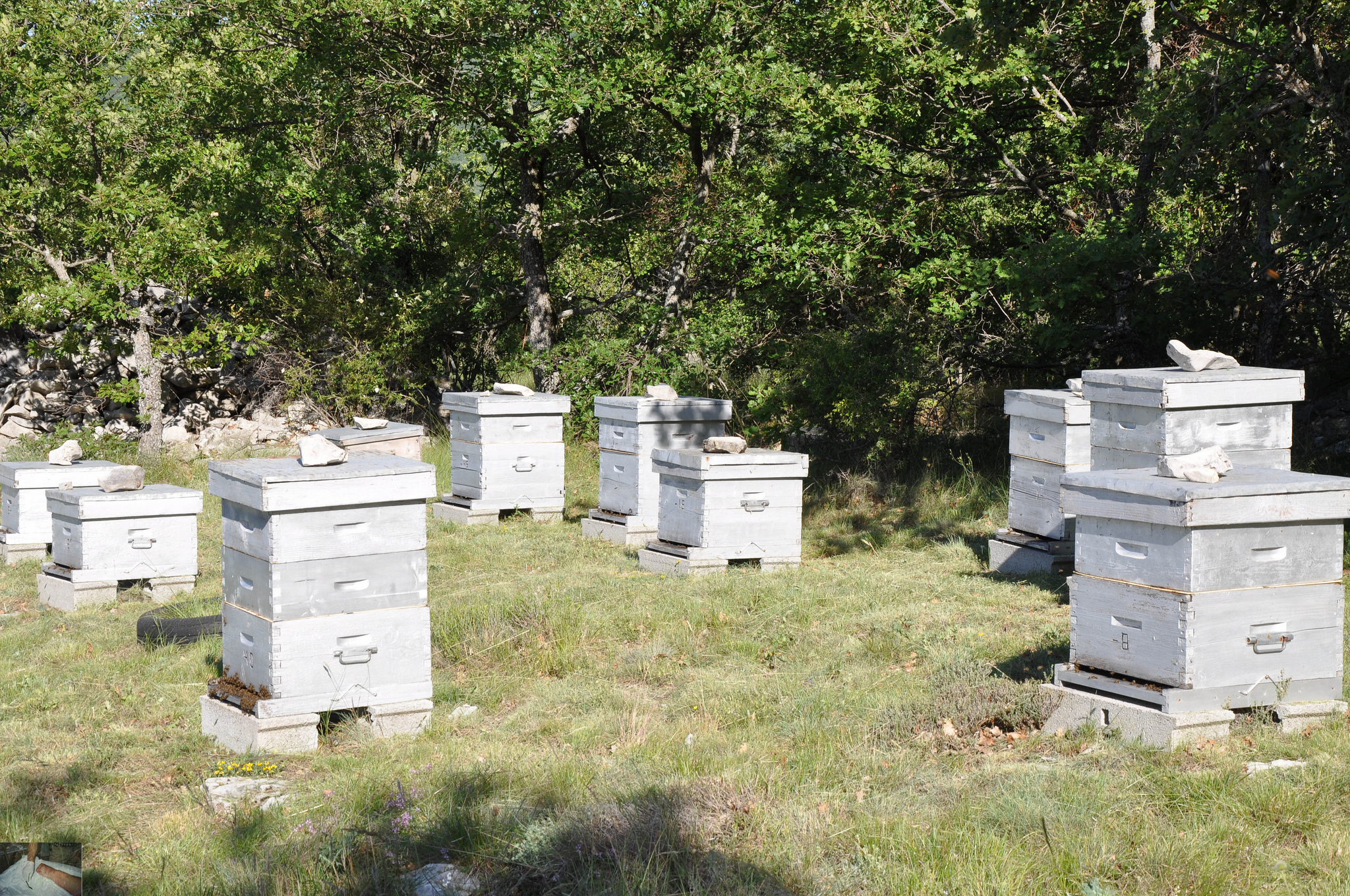
Apiculture dans les Alpes provençales.

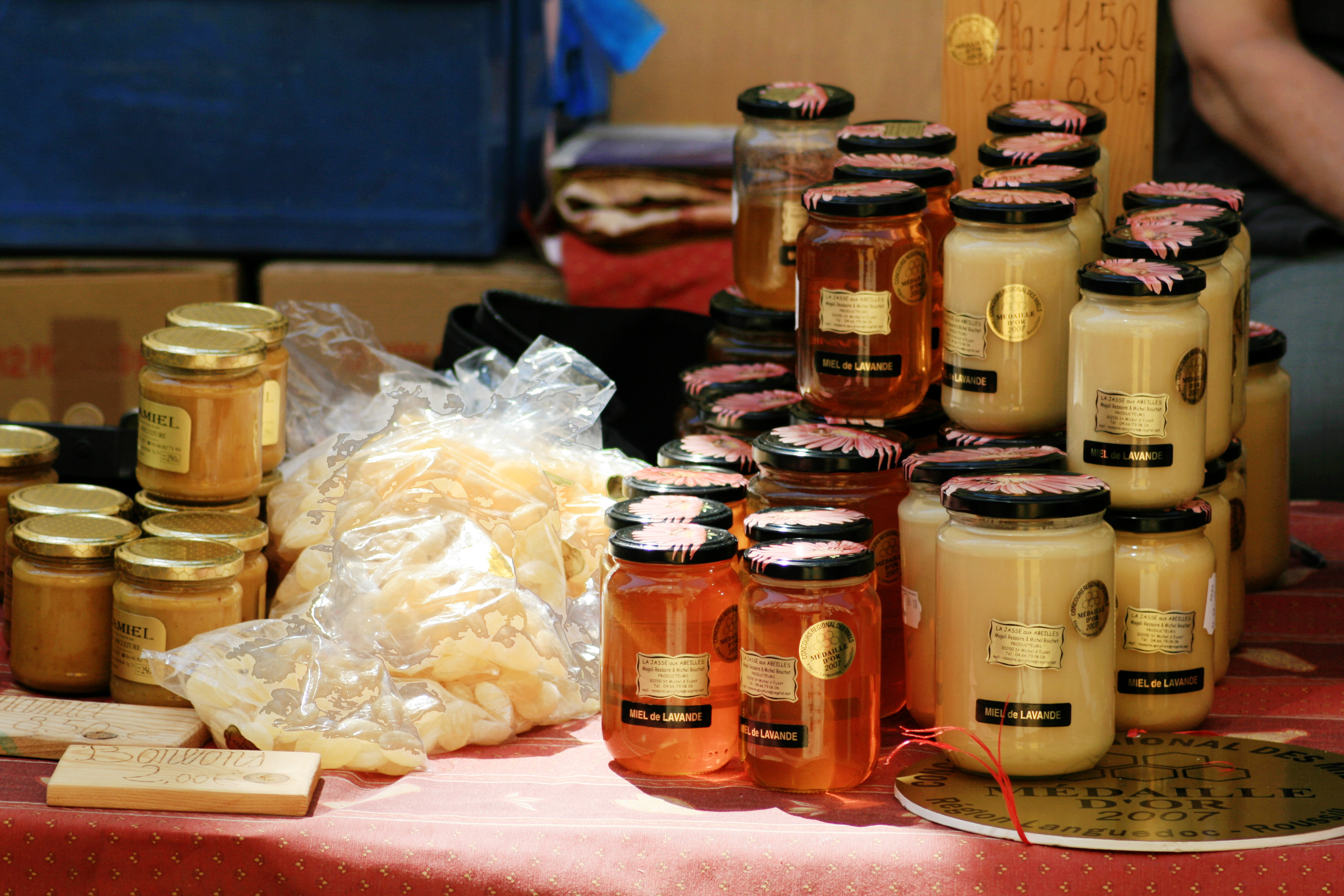
Miel de Provence du marché d'Orange.

Le miel de Provence est protégé par un Label rouge, associé à une indication géographique protégée, tant pour le miel toutes fleurs que pour le miel de lavande et lavandin. L'apiculture mobilise nombre de producteurs. Ils sont estimés à 4 500 dont 700 possèdent entre 70 et 150 ruches. La production régionale est de 2 000 T/an, soit 8 % de la production nationale. Nombre d'entre eux pratiquent la transhumance selon un trajet allant du littoral vers la Haute-Provence. L'été est la saison privilégiée pour le miel de lavande, et les ruches sont installées dans une zone limitée au nord par une ligne Montélimar–Digne avec, au sud, le mont Ventoux, le plateau d'Albion, la montagne de Lure, les monts de Vaucluse et le massif du Luberon. Le miel toutes fleurs est élaboré dans une vaste zone limitée par Nîmes, Montélimar, Gap, Digne, Nice, Toulon, Marseille et Avignon.

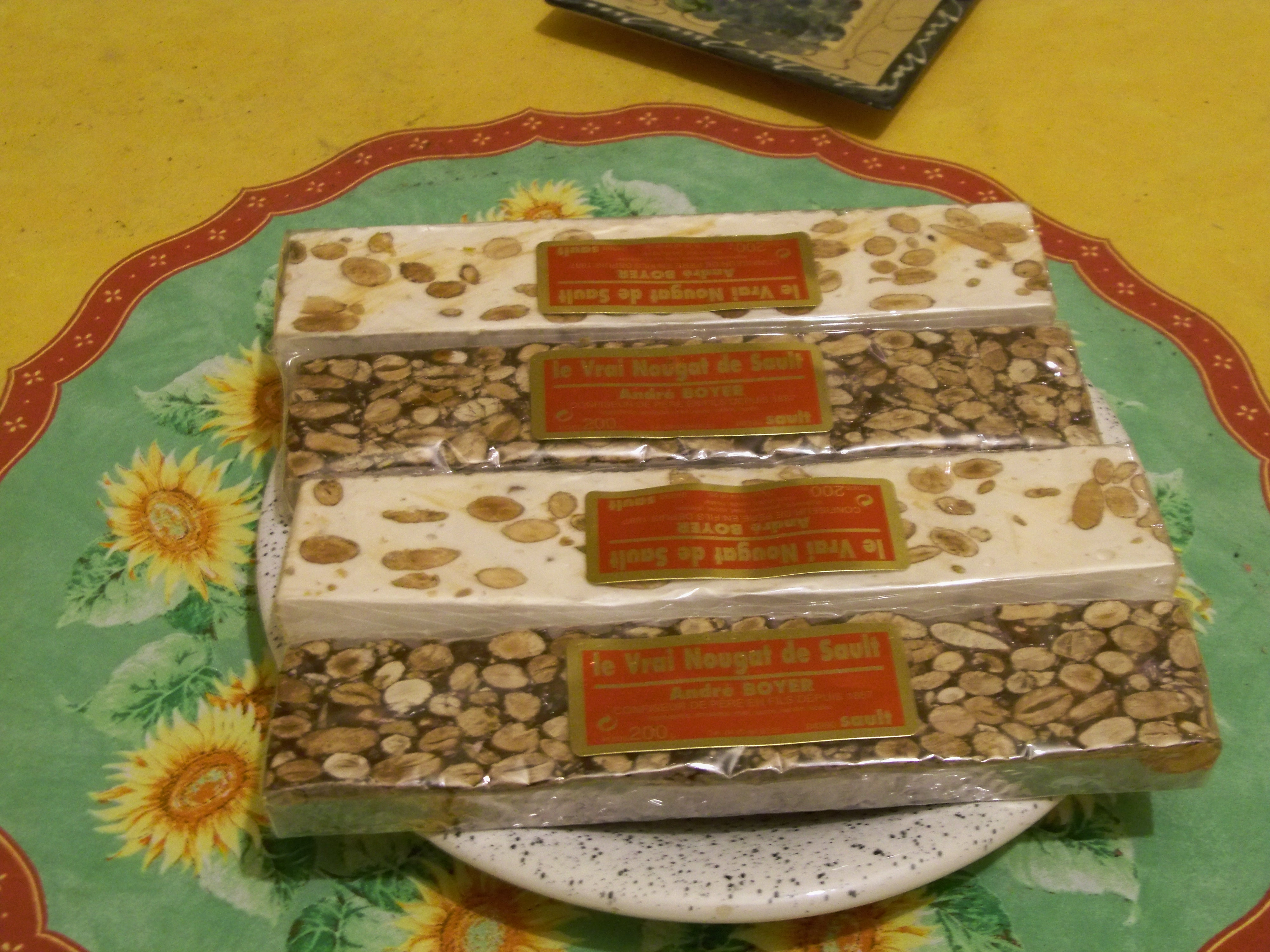
Nougats de Sault.

### Nougat de Sault
Le nougat de Sault est une production traditionnelle toujours perpétuée, depuis 1887, par la Maison Boyer. Ce nougat est élaboré à base de blancs d'œufs battus en neige, de miel de lavande et d'amandes récoltées sur le plateau d'Albion et en Haute-Provence. Il est présenté en blanc et en noir entre deux plaques de pain azyme. Pour fabriquer 120 kg de nougat, il faut 40 kg d'amandes, 40 kg de miel de lavande, 25 kg de sucre, 15 kg de glucose, 700 g de blanc d'œuf, une cuillère de sirop de vanille et une cuillère d'eau de fleur d'oranger.

### Papaline d'Avignon

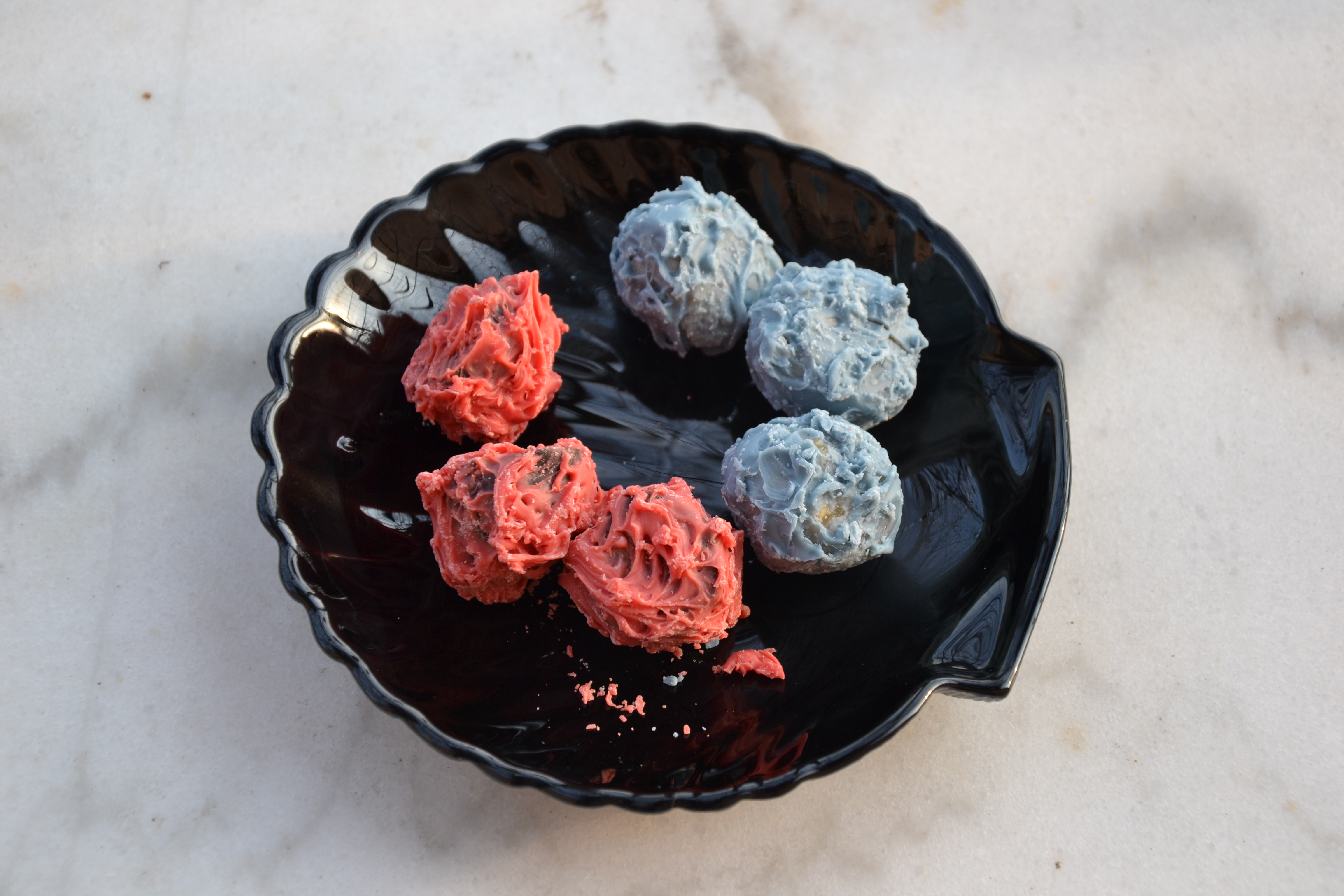
Papaline d'Avignon

La papaline d'Avignon est un petit chardon formé de deux fines robes de chocolat retenant de la liqueur d'origan du Comtat. Elle a été ainsi nommée en souvenir des papes d'Avignon, mais sa création ne remonte qu'à 1960,.
Cette cousine du chardon-liqueur, qui pèse entre 8 et 9 g, est fabriquée de façon artisanale et commercialisée uniquement par une soixantaine de pâtissiers-confiseurs du Vaucluse, affiliés à la Confédération nationale. Chaque année, ils en vendent près de 5 tonnes.
La recette de la liqueur d'origan a été créée en 1870. Elle nécessite, en plus de l'origan, une soixantaine de plantes cueillies sur le piémont du mont Ventoux. Leur macération puis leur infusion sont suivies d'une distillation. La douceur de cette liqueur est obtenue grâce à l'adjonction de miel de Provence.

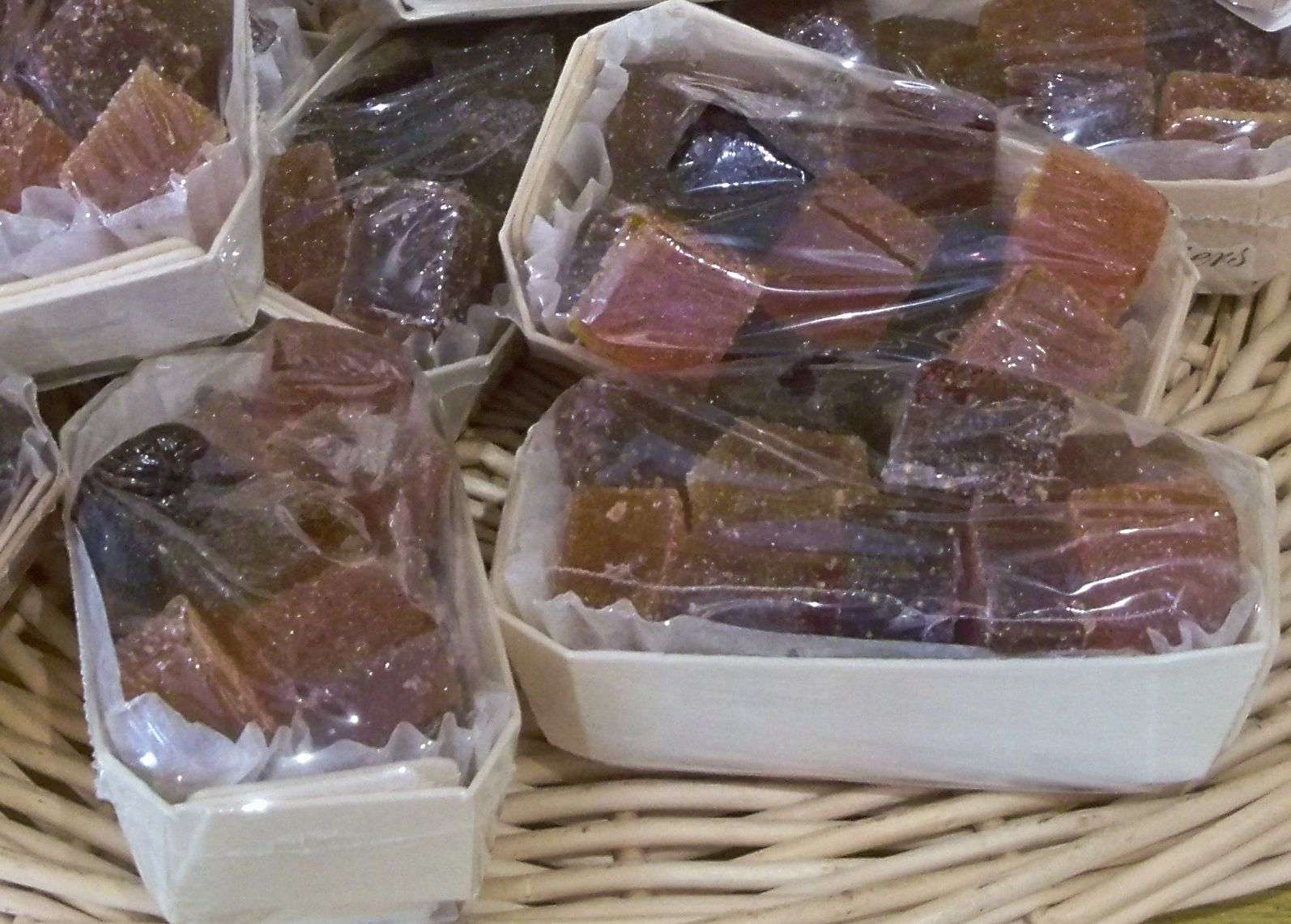
Pâtes de fruits de chez Sylvain, « paysan-nougatier », à Saint-Didier, dans le Comtat Venaissin.

### Pâte de fruits
La pâte de fruits est une confiserie obtenue à partir de fruits cuits avec du sucre. Il s'agissait à l'origine d'une méthode de conservation des fruits. L'invention des pâtes de fruits remonterait au Xe siècle. La région Auvergne a été l'une des principales régions productrices de pâtes de fruits en France. Elle est aujourd'hui supplantée par le Vaucluse, qui en est devenu le premier producteur. Il existe de nombreux types de pâtes de fruits, les plus courantes étant la pâte de coing, d'abricot, d'agrumes, etc.

### Suce miel d'Allauch
Cette spécialité de la ville d'Allauch près de Marseille, est l'une des plus vieilles confiseries datant du Moyen Âge, époque durant laquelle la seule matière sucrante utilisée en confiserie était le miel.
Les suce miel sont de véritables barrettes de miel que l’on suce après les avoir réchauffés dans la main.

## Fruits

### Figue de Solliès

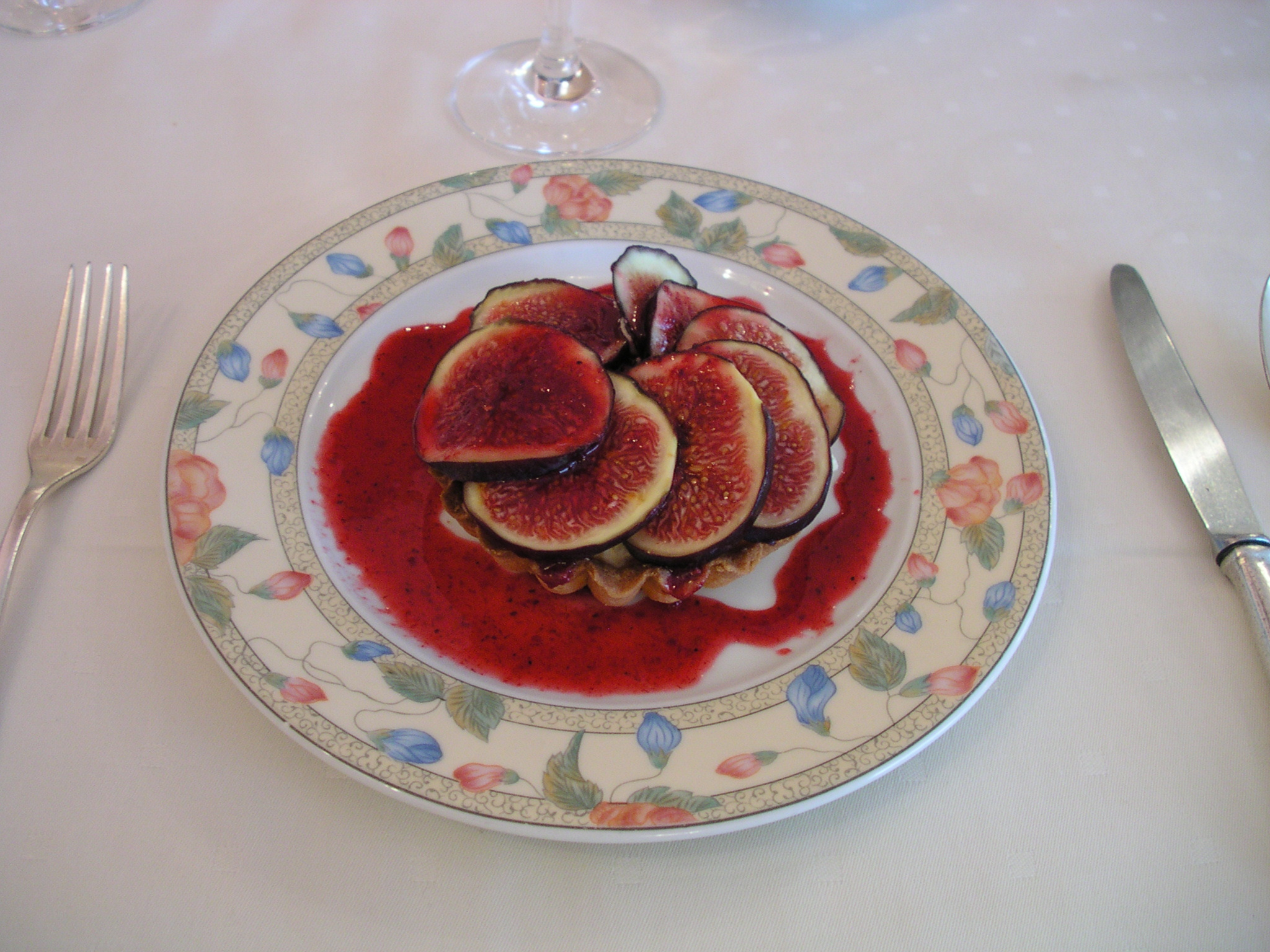
Figues de Solliès

Les figues de Solliès sont un cultivar de figue, originaire du bassin de Solliès, au nord-est de Toulon (Var). La variété a été reconnue comme appellation d'origine contrôlée par décret du 28 juin 2006 (Journal officiel du 30 juin 2006), sous la dénomination « figue de Solliès ». À compter de la parution de ce décret, seules les figues reconnues en appellation peuvent faire référence à la mention géographique « Solliès ». Elles sont en forme de goutte d’eau écrasée, de couleur violette à noire, nervurée. Elles sont denses, fermes et souples. Le réceptacle est fin, vert pâle, la pulpe est charnue, couleur confiture de fraise, à nombreuses graines fines et beiges. Le nez est élégant, peu intense à notes végétales et fruitées de pastèque, melon blanc, fraise et autres fruits rouges. La bouche est pleine à l’équilibre caractéristique acidulé et sucré, croquante puis fondante, aux intenses arômes végétaux, fruités et à notes florales. Ces figues, d’un diamètre généralement supérieur ou égal à 40 millimètres, sont récoltées du 15 août au 15 novembre et représentent 75 % de la production française de figues.

### Fraise de Carpentras

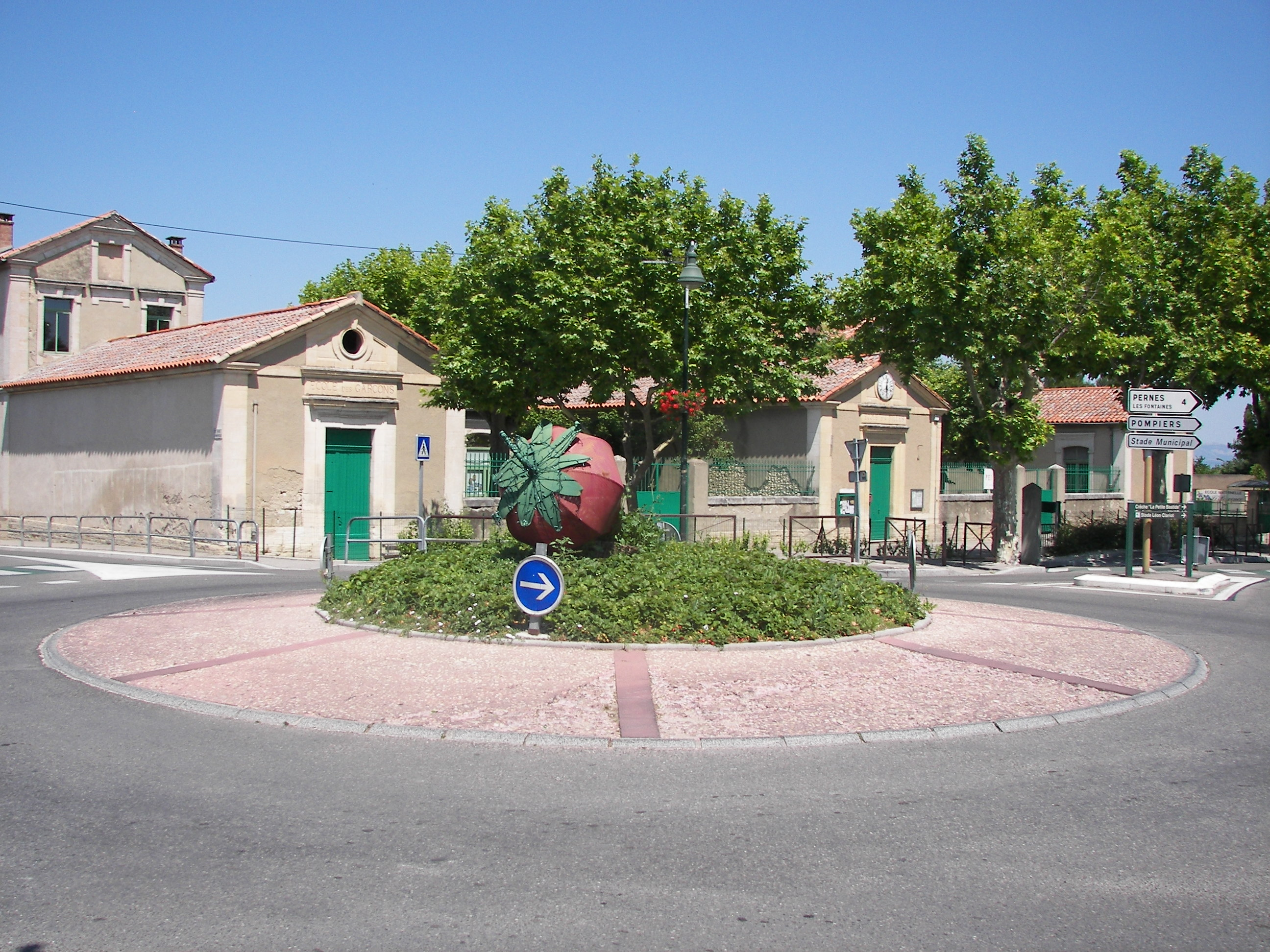
Rond-point de la fraise à Velleron, entre Carpentras et Pernes.

La fraise de Carpentras est une marque déposée depuis 1987. Trois variétés sont cultivées, la pajaro, la ciflorette et la gariguette. L'importance de sa production, qui dure jusqu'à la fin du mois de mai, classe le Comtat Venaissin en tête dans la région Provence-Alpes-Côte d'Azur. Sa culture a commencé à la fin du XIXe siècle grâce aux possibilités d'irrigation offertes par la mise en eau du canal de Carpentras, dès 1857. Consommée en primeur sur tous les marchés régionaux et parisiens, elle fournit aussi les confiseurs (confiture, fraise confite, sirop, berlingot).
Chaque année, à la mi-avril, se déroule à Carpentras la Fête de la fraise, au cours de laquelle défile la confrérie de la fraise de Carpentras, et qui permet aux gourmets de rencontrer les producteurs et de voir pâtissiers et confiseurs travailler le produit.

### Melon de Cavaillon

Le cantaloup, le plus connu des melons de Cavaillon.

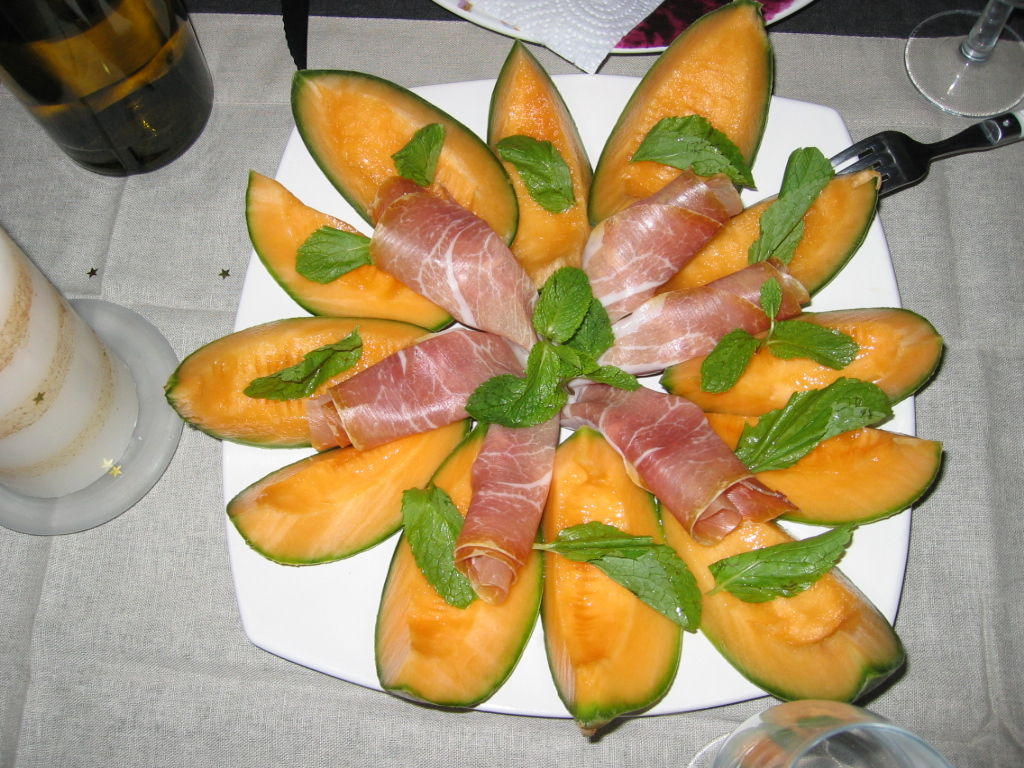
Le melon de Cavaillon est souvent présenté avec du jambon cru.

Le melon de Cavaillon est une désignation qui recouvre des variétés de différentes provenances, suivant les époques de l'année. Le plus connu est le cantaloup. Le melon, originaire de l'Inde, arriva en France, via l'Afrique. Cette variété est couramment dite « melon de Cavaillon », ou « melon charentais ». Mais il existe aussi le « melon tranché de Cavaillon », le « melon allongé de Cavaillon » et le « melon d'hiver de Cavaillon ». Longtemps produit sur la commune de Cheval-Blanc, voisine de Cavaillon, lieu d'expédition, ces melons sont cultivés actuellement à Monteux et sous serres.
Leur célébrité date du XIXe siècle et de la possibilité de les faire parvenir rapidement à Paris par chemin de fer. Alexandre Dumas les appréciait particulièrement. Il fit d'ailleurs don en 1864 à la bibliothèque de la ville de Cavaillon de la totalité de son œuvre publiée, en échange d'une rente viagère de douze melons par an. Le conseil municipal prit un arrêté en ce sens et la rente fut servie au romancier jusqu'à sa mort, en 1870.

### Muscat du Ventoux

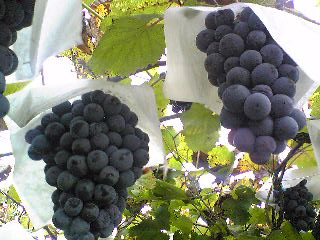
Grappes de muscat du Ventoux protégées par des cônes de papier.

Ce raisin de table est produit sur le piémont du mont Ventoux depuis le XIXe siècle. Ce sont près de quatre cents producteurs, répartis sur 48 communes de Vaucluse, qui produisent annuellement 2 000 tonnes de muscat. Cette variété bénéficie depuis 1997 de l'AOC.
Le terroir où est cultivé ce raisin se situe sur des coteaux d'altitude supérieure à 200 mètres, sur les terrasses du Ventoux et dans la vallée du Calavon. Il se situe sur les cantons de Mormoiron, Pernes-les-Fontaines, Malaucène, Vaison-la-Romaine, Carpentras, Bonnieux, Apt, Gordes, Cavaillon et L'Isle-sur-la-Sorgue. Plus de 60 % des parcelles sont irriguées.
Reconnu appellation d'origine protégée par l'Europe, le muscat du Ventoux répond à un cahier des charges très précis, qui inclut le poids de la grappe (250 g), la richesse en sucre (16 à 18 %), le ciselage des grappes pour éliminer tout grain flétri, la présence de la pruine sur la peau du raisin, etc..

### Pommes des Alpes de Haute-Durance

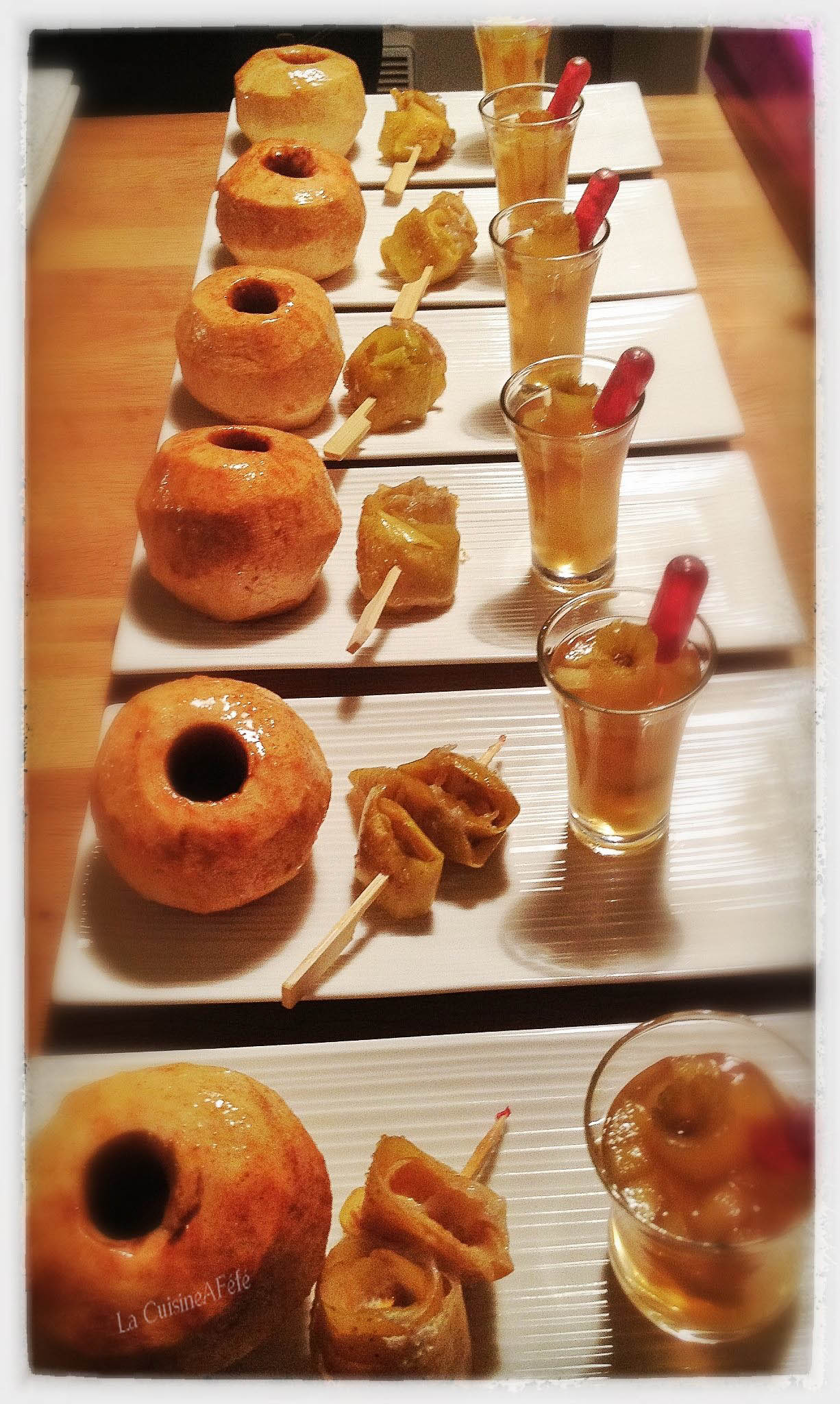
Déclinaison de la pomme de la Haute-Durance.

Les Pommes des Alpes de Haute-Durance ont obtenu une Indication géographique protégée, qui a été publiée au Journal officiel de l'Union européenne, le 17 avril 2010. Ces pommes, de variétés Golden Delicious et Gala, proviennent de six cantons des Alpes-de-Haute-Provence et de treize cantons des Hautes-Alpes, situés entre 450 mètres et 900 mètres d’altitude. La qualité de ces pommes est liée à leur terroir et, en particulier, au climat de la Haute-Durance, avec plus de 300 jours d'ensoleillement par an. Le froid nocturne qui règne lors de la maturation des pommes empêche la dégradation des acides, tandis que la forte amplitude thermique diurne permet leur jaunissement, et même leur rosissement.

### Pomme de Risoul
La pomme de Risoul est un fruit de taille moyenne, jaune et vermillon strié, au gout acidulé et très parfumé. Elle est inscrite depuis 1985 au catalogue officiel des espèces et variétés de plantes cultivées en France, dans la liste des variétés anciennes d'amateurs pour la région Sud-Est.
Elle est cultivée depuis plusieurs siècles dans la région de Risoul, où elle a longtemps constitué une part essentielle de l'alimentation des Risoulins. À son apogée, dans les années 1940-1960, sa production représentait une activité importante pour toute la vallée du Guil. Son déclin a commencé avec l'avènement de la Golden Delicious et de variétés américaines dans les années 1960, le coup de grâce étant asséné par le développement de nouvelles technologies permettant une conservation de plus en plus longue. De nombreux pommiers ont subsisté, parfois inexploités, sur toute la commune de Risoul, et notamment dans les vergers de la Rua et des Isclasses. La pomme de Risoul connaît de nos jours un regain, grâce à l'intérêt en hausse pour les produits régionaux. Sa production est aujourd'hui principalement transformée en jus de pomme, offert à la vente dans la plupart des commerces de la station de Risoul et du canton. Cette pomme est réputée pour son excellente conservation allant de trois à neuf mois. Les anciens la stockaient dans le foin, en grenier ou en cave, jusqu'au début de l'été.

### Melon de Cavaillon au Beaumes-de-Venise
Le melon de Cavaillon au Beaumes-de-Venise est le mariage gastronomique de deux produits phares du Comtat Venaissin. Ils sont apparus tous deux au XIVe siècle, dans le sillage de la Cour des papes d'Avignon. En saison estivale, tant en entrée qu'en dessert, l'alliance entre les arômes du muscat de Beaumes-de-Venise et les saveurs sucrées du melon de Cavaillon, s'est imposée. Il suffit que le melon soit coupé en deux et épépiné afin de remplir chaque cavité de muscat. Celui-ci doit imprégner, au frais et pendant une demi-journée, la chair du melon. Soit le melon est ensuite présenté tel quel, soit il est creusé en petites boules placées dans une coupe, soit il est découpé en fines tranches et disposé en rosace sur une assiette.
Plus recherchée est la dernière préparation. Le muscat est placé au congélateur pour qu'il soit glacé. Il est fait de même avec un sirop au citron et aux framboises. Cette préparation est ensuite répartie sur le melon coupé en fines lamelles, arrosé de Beaumes, avec, en accompagnement, le granité de muscat servi en coupe. Ce qui provoque l'enthousiasme de Mireille Guiliano : « For melon, Muscat is great, especially Muscat Beaumes-de-Venise ».

## Fromages

### Banon

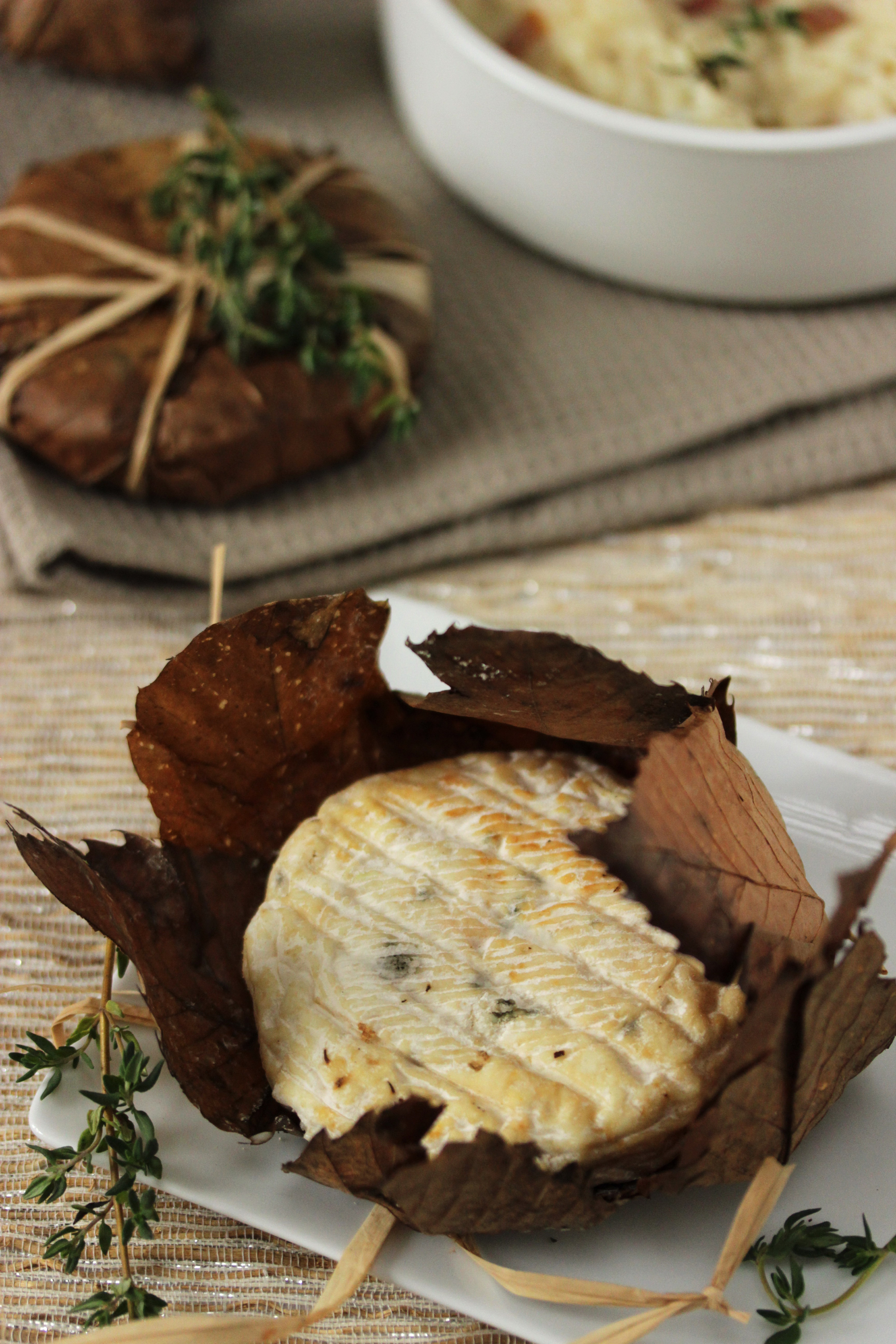
Banon sorti de son enveloppe de feuilles de châtaignier.

C'est un petit fromage au lait cru de chèvre, dont le nom provient d'un petit village adossé au plateau d'Albion, entre Lure et Ventoux. Il a entre 6 et 7 cm de diamètre et pèse une centaine de grammes. Il est fabriqué avec du lait de chèvre de races provençale, Rove et alpine exclusivement. Les chèvres doivent paître sur les collines de la région pendant au moins 210 jours par an. Il est commercialisé recouvert de feuilles de châtaigniers brunes et liées par un brin de raphia naturel.
En 2003, l'INAO a donné son accord pour protéger le banon par une AOC. C'est le premier fromage de la région Provence-Alpes-Côte d'Azur à obtenir une AOC. Cette reconnaissance concerne 111 communes des Alpes-de-Haute-Provence, 33 des Hautes-Alpes, 21 de la Drôme et 14 du Vaucluse, soit un total de 179 communes pour la production du lait et la fabrication.

### Bleu du Queyras
Ce fromage à pâte persillée est élaboré à partir de lait de vache des Alpes Celui-ci est quelquefois mélangé à 5 % de lait de chèvre. Il se présente en trois variantes : bleu du Pelvoux, bleu du Briançonnais et bleu de l'Olan. Il est de forme cylindrique, son diamètre variant entre 20 et 50 cm, et sa hauteur de 8 à 10 cm. Quant à son poids, il est très variable, puisqu'il se situe entre 1 et 6 kg. Sa fabrication, attestée depuis le XVIIIe siècle, est devenue actuellement assez confidentielle puisqu'il ne reste qu'un seul producteur à Arvieux.

### Brousse du Rove
La brousse est un fromage frais, originaire de Provence. Elle peut être confectionnée à partir du lactoserum de vache, de chèvre ou de brebis, selon les traditions locales. Sa pâte blanche de texture granuleuse, qui ressemble à celle du brocciu ou du caillé aveyronnais, se marie tant aux préparations salées que sucrées.
La brousse du Rove (AOC) est fabriquée différemment, non pas avec du lactoserum mais du lait entier de chèvre de la race du même nom (chèvre du Rove).

### Cachaille
La cachaille (ou cassaille) est un fromage fort, originaire du sud-est de la France et, plus spécialement, de la région provençale. Cette préparation fromagère était initialement une fabrication familiale où chaque foyer avait sa méthode d'élaboration. Les premières références à ce fromage viendraient du village de Puimichel dans les Alpes provençales. La diffusion géographique de cette préparation fromagère lui a fait adopter différentes dénominations. Elle se nomme « cacheille », au pied de la montagne de Lure, et plus spécifiquement dans la région de Banon, « catcha » dans le Haut Verdon, « fuorte » dans le Queyras et « toupina » dans le Briançonnais. Cette mixture de haut goût est basée sur la fermentation de restes de fromages, tels que les tomes de brebis et les brousses de chèvre, avec une possible adjonction de restes de fromages divers. Pour parfaire son goût, on y ajoute d’autres ingrédients tels que eau-de-vie, vin blanc, vinaigre, oignon, ail, huile d’olive, sel et poivre.

### Cachat ou fort du Ventoux

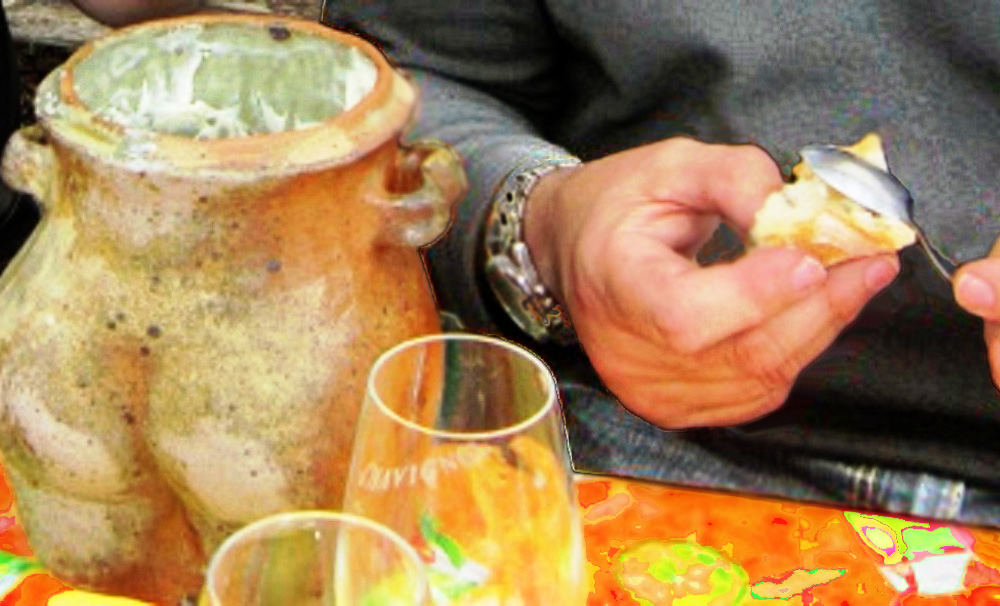
Dégustation de fort du Ventoux ou cachat.

Le cachat est traditionnel tout autour du Ventoux et cousine avec la pétafine du Dauphiné et la cachaille des Alpes provençales. Généralement fabriqué à base de lait de chèvre, il peut l'être avec celui des brebis ou en mêlant les deux. Il suffit de laisser aigrir du lait caillé dans un grand pot de grès (environ 10 litres) et d'éliminer au fur et à mesure le petit lait.
Pour accélérer la fermentation, il y est ajouté du fromage persillé et une rasade d'eau-de-vie qui permet d'éviter toute infection microbienne et relève la saveur. Cette mixture se transforme alors en une crème onctueuse de haut goût, celui-ci s'amplifiant avec le vieillissement. Ce fromage se consomme sur des tranches de pain après avoir été poivré et s'accompagne d'oignons crus. Le cachat s'alimente. Après chaque ponction, il y est ajouté une quantité équivalent de fromage fait.

### Chèvre des Alpilles

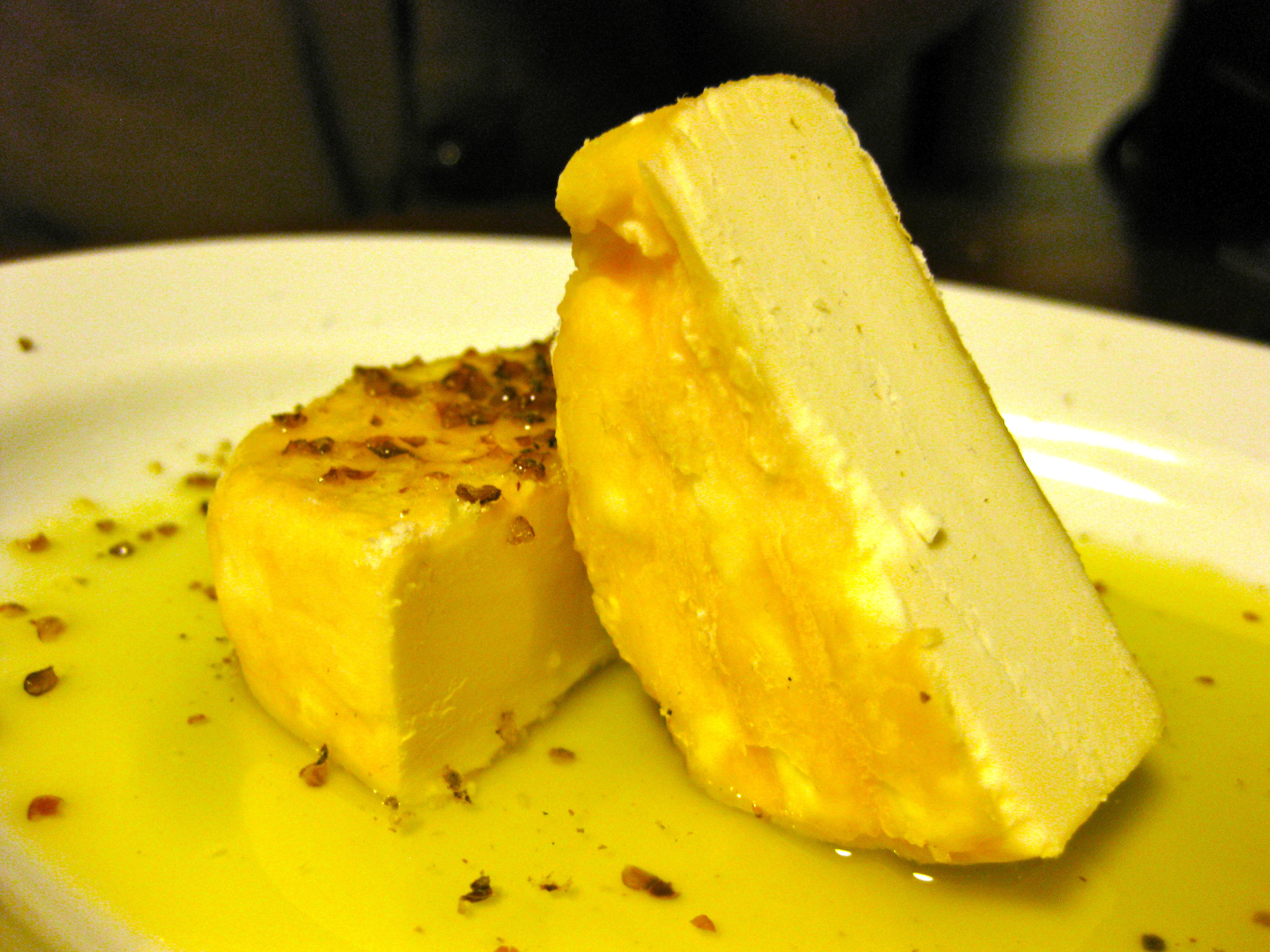
Chèvre des Alpilles à l'huile d'olive.

Le chèvre des Alpilles est un fromage fermier, élaboré à base de lait cru de chèvre, au pied du massif des Alpilles. Il se présente à la commercialisation soit nature (frais ou crémeux), soit aromatisé (herbes de Provence, épices) ou relevé à l'huile d'olive. De création récente, ce fromage de chèvre fermier est élaboré dans la région des Alpilles,,. Ce pur chèvre est un fromage à pâte molle non pressée et non cuite. De forme cylindrique (6 cm de diamètre sur 2 cm d'épaisseur), pesant environ 60 à 70 g,, il contient 45 % de matière grasse. Produit tout au cours de l'été, son affinage dure 10 jours au minimum et, en vieillissant, sa croûte naturelle devient parfois cendrée. Il est fabriqué en faisselle à base de caillé lactique, sa croûte est plus ou moins développée en fonction de son affinage. Celui-ci peut aller jusqu'à 2 à 3 semaines afin de le rendre plus crémeux et typé. Sa croûte devient alors plissée et crémeuse, sa pâte souple, voire parfois coulante. Les chèvres des Alpilles sont aussi préparés aromatisés, relevés aux herbes de Provence, à l'huile d'olive, aux épices, au poivre et aux baies rouges,.

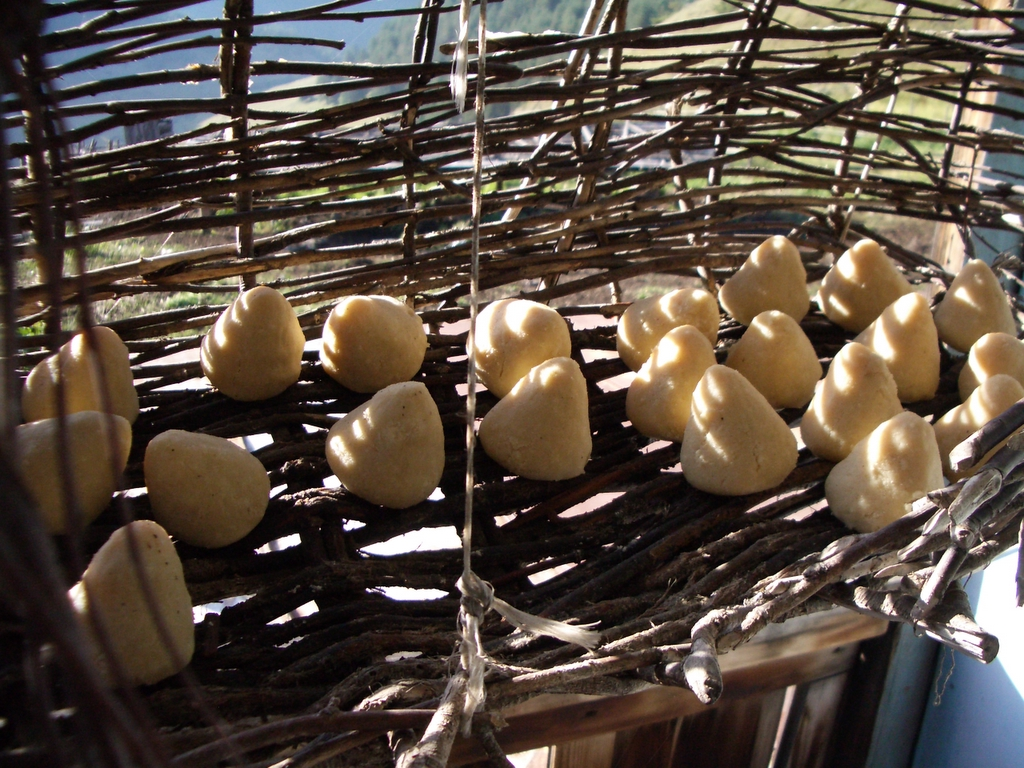
Chèvre du Mont-Ventoux

### Chèvre du Mont-Ventoux
Le chèvre du Mont-Ventoux est produit artisanalement à partir de lait de chèvre du Rove, au pied du mont Ventoux. Le principal producteur se trouve près de Saumane, dans les Alpes-de-Haute-Provence, commune située à cheval sur le plateau d'Albion et la montagne de Lure.

### Coussignous
Le coussignous est un fromage fort, originaire du Var. Cette préparation fromagère est caractérisée par sa forte expression gustative et odorante. Il a été originellement fabriqué à Signes. Frédéric Zégierman, journaliste gastronomique, explique : « Ce fromage qui arrache est une vieille tradition, née pour récupérer les restes de fromage trop faits et éviter qu'ils ne se perdent. » Ce fromage est appelé aussi couient (« cuisant ») parce qu'il brûlait la bouche, « broussin » sur le littoral varois et dans le massif des Maures où il cousine avec le brous, et « catcha » dans le Haut Verdon, où il se confond avec la cachaille (cacheïo).

### Picodon

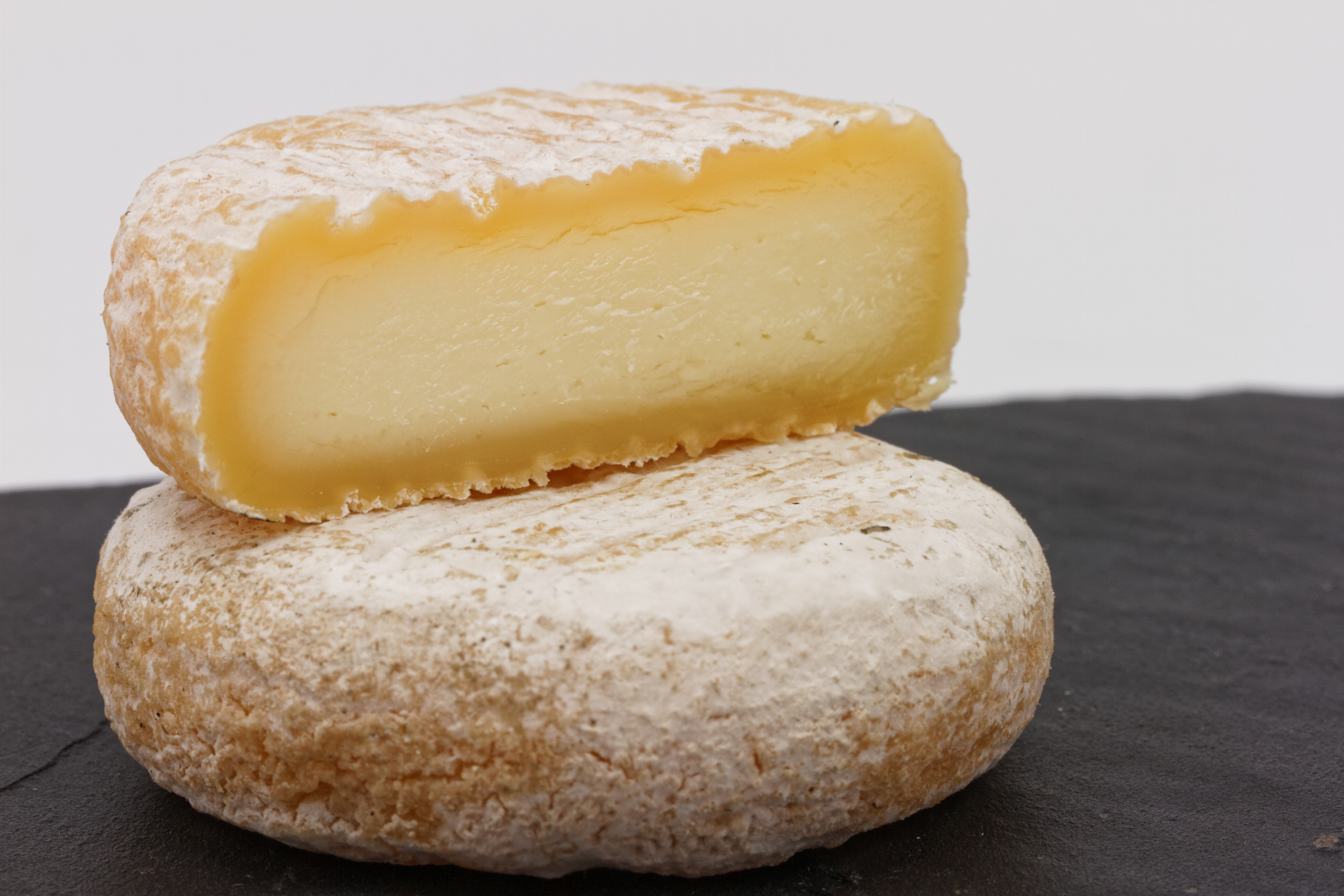
Picodon.

Le picodon est un fromage au lait cru de chèvre à pâte fraîche et à croûte fleurie blanche ou bleue, d'un poids moyen de 100 g. Picaudon, en occitan, est traduit en français par « petit fromage piquant », par Le Trésor du Félibrige. Il bénéficie d'une AOC, depuis 1983, et d'une AOP. Le lait de chèvre est collecté en Ardèche, dans la Drôme, dans le canton de Barjac, dans le Gard et dans l'enclave de Valréas, en Vaucluse. Durant la saison de plein air, les chèvres se nourrissent d'herbes, mais aussi d'aubépines, de genévriers, de noisetiers, de glands de chêne, de châtaignes, de lavande, de tilleul, etc. L'hiver, elles sont nourries de foin de prairie et de luzerne, ce qui explique la variation de goût. Il s'agit d'un fromage avec une pâte assez sèche, et qui peut se déguster frais en salade ou affiné. Les connaisseurs le préfèrent mariné dans l'huile d'olive relevée d'aromates et d'herbes.

### Poivre d'âne
Le poivre d'âne, ou pèbre d'aï, est un fromage français à pâte molle. Il est fabriqué en Provence à partir de lait de chèvre ou de vache. Son appellation provient de son enrobage de plusieurs herbes sèches, dont la sarriette, qui porte le nom de pèbre d'aï (poivre d'âne) en Provence.

### Saint-rémois
Le saint-rémois est un fromage français, produit en Provence, dans la région de Saint-Rémy-de-Provence dans le département des Bouches-du-Rhône. Il est élaboré à partir de lait de chèvre cru.

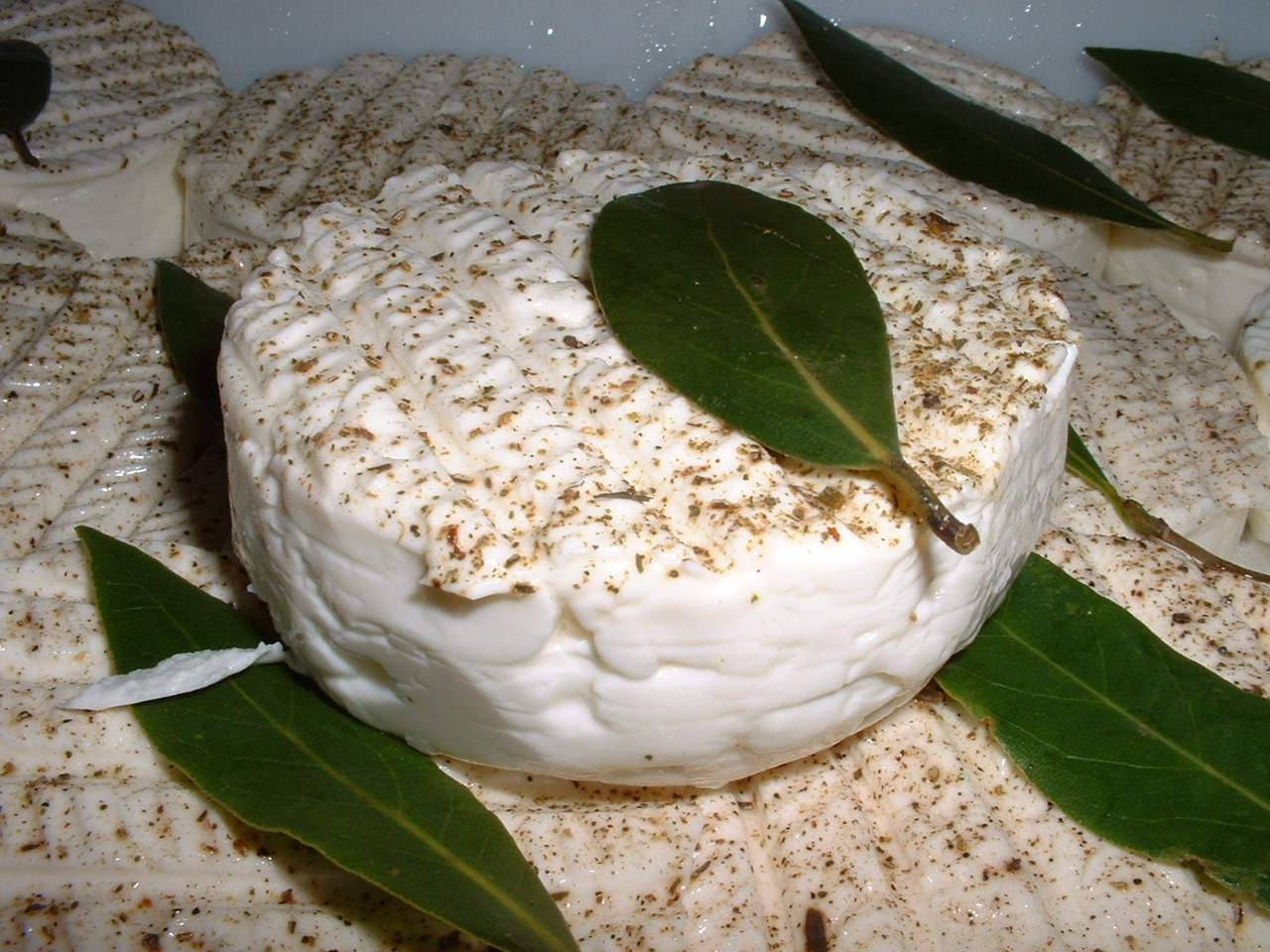
Tomme d'Arles ronde.

### Tomme d'Arles
La tomme d'Arles est un fromage à pâte molle, fabriqué artisanalement à base de lait de brebis dans des moules ronds, par une vingtaine de producteurs, dont la plupart se situent dans les régions d'Avignon et de Nîmes.
Cette tomme, ronde au départ, prend lors de son affinage une forme rectangulaire, les fromages étant stockés côte à côte. Cette brique a alors 5 à 6 cm de côté et une épaisseur de 1,5 cm. Lors de sa commercialisation, elle est recouverte d'une feuille de laurier.
Autrefois conservée dans des toiles de jute, elle se consomme de nos jours fraîche ou séchée. Sa production est assez irrégulière puisqu'elle oscille entre une et deux tonne(s) par an.

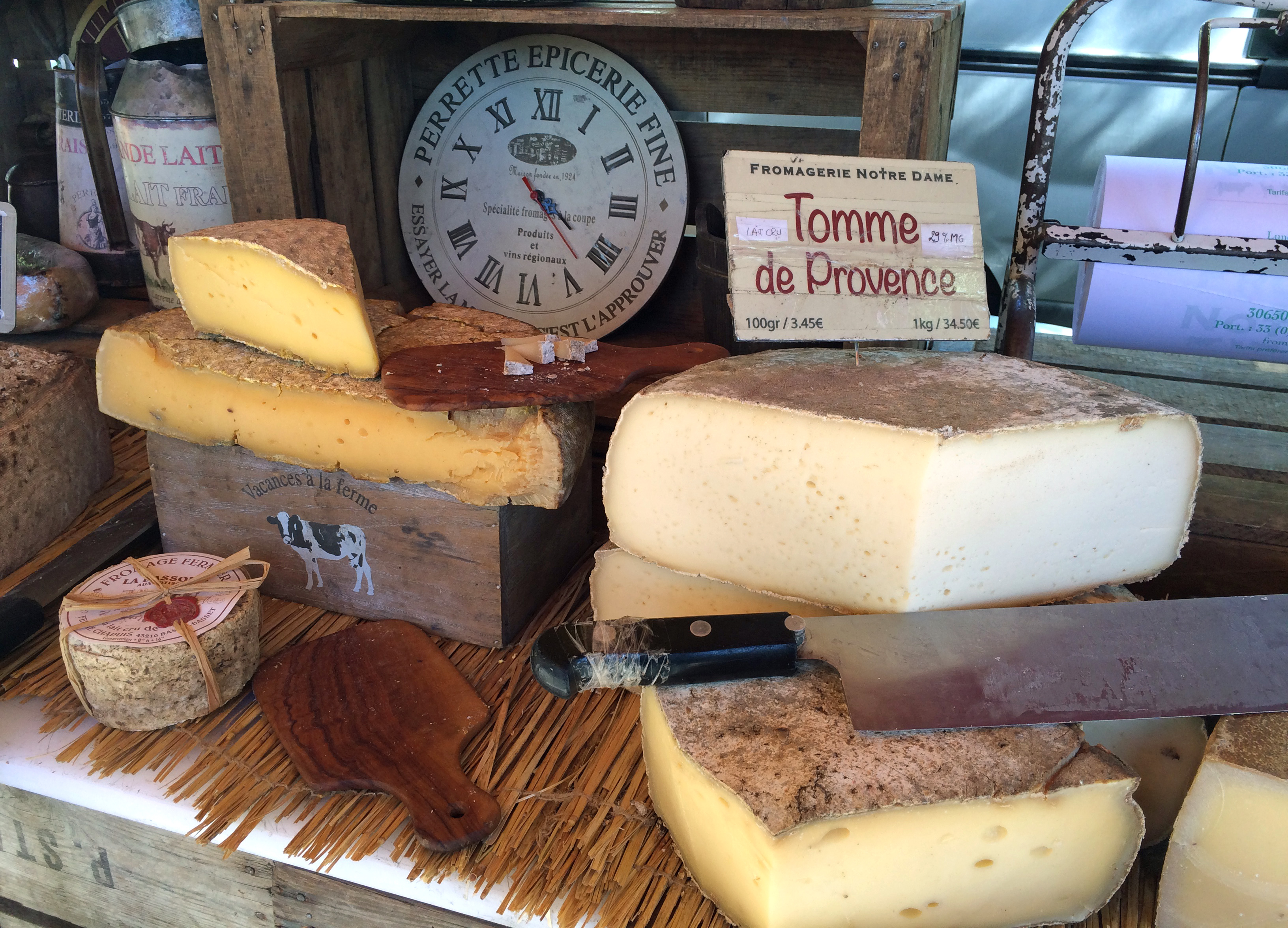
Tomme de Provence

### Tomme de Provence

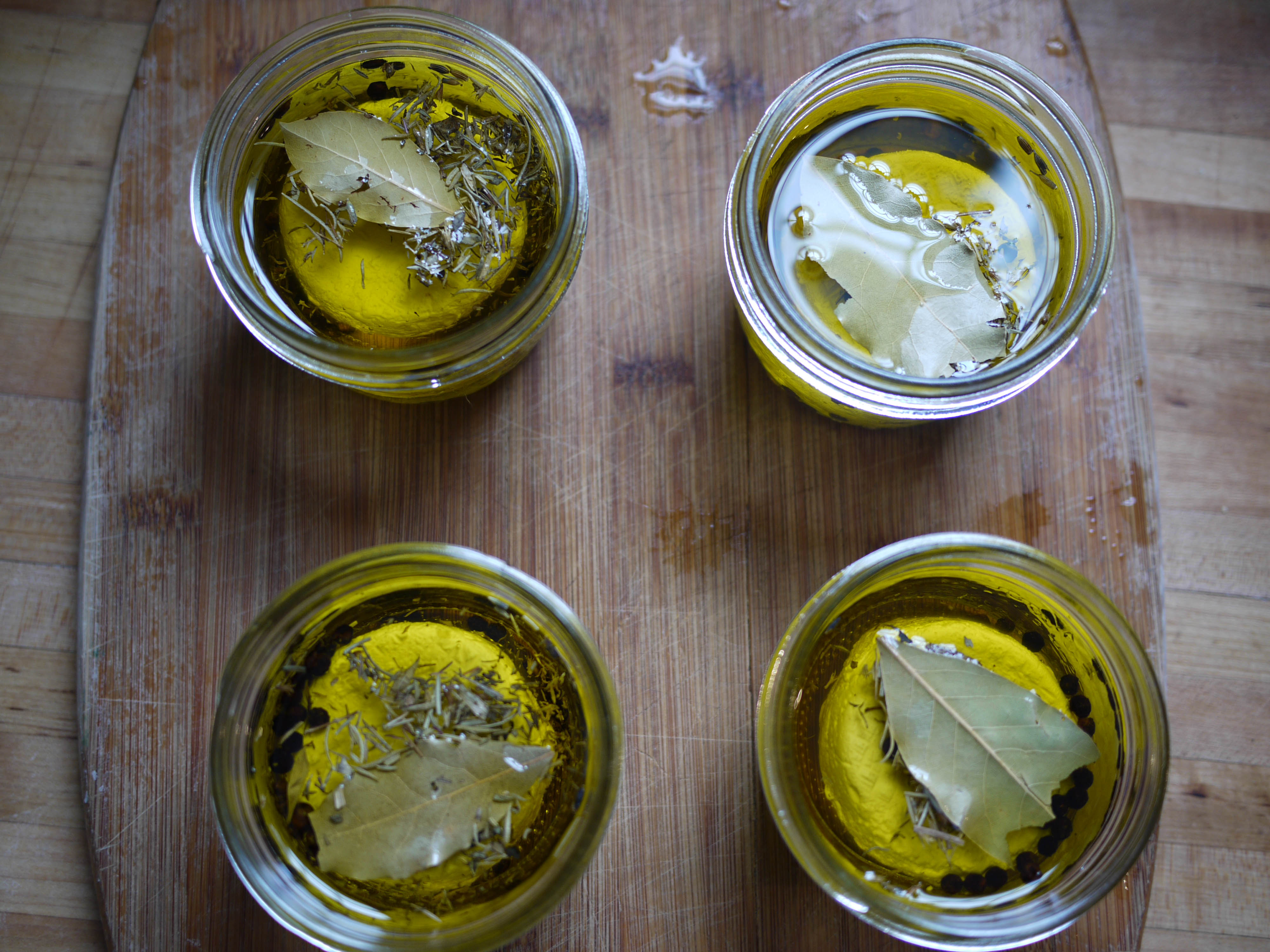
Tomme de Provence à l'huile d'olive

La tomme de Provence, dite aussi « tomme à l'ancienne », est un fromage à pâte molle et à croûte fleurie, dont la fabrication est traditionnelle dans toute la Provence. Élaborée uniquement à base de lait cru de chèvre, son histoire se perd dans la nuit des temps, puisqu'elle serait fabriquée selon la même technique depuis le Néolithique, comme l'attestent les antiques faisselles, retrouvées par les archéologues sur des sites où se pratiquait l'élevage caprin. Ces tommes, suivant les lieux de production, se présentent soit sous la forme d'un petit palet d’environ 6 à 7 cm de diamètre et de 1 à 2 cm de hauteur, ou d'un palet un peu plus grand de 8 cm de diamètre et de 2 à 3 cm de haut pour un poids de 100 g. En fonction du temps d'affinage, elles se présentent généralement avec une croûte fleurie, très fine, poudreuse et souple qui peut évoluer jusqu'à une couleur marron ou cendrée. La croûte recouvre une pâte blanche brillante, avec un léger arôme lactique, qui va de crémeuse à coulante,.

### Champoléon
Le champoléon est un fromage à pâte pressée non cuite, originaire de la vallée du Drac dans le Champsaur. Il est essentiellement fabriqué dans les fermes des communes de Champoléon et d'Orcières. Le plus gros producteur industriel est la Laiterie du Col Bayard, à Laye. Il se présente sous la forme d'une meule cylindrique, d'un diamètre de 20 cm et d'une épaisseur de 10 cm minimum. Son poids peut varier entre 1 et 2 kg. Recouverte d'une épaisse croûte orange, sa pâte est striée en son milieu d'une raie bleue, comme le Morbier.
Sa composition laitière varie suivant la saison et reste tributaire du cheptel présent dans les alpages, ainsi que de la quantité de lait obtenue à la traite. Il peut donc être uniquement à base de lait de vache, se voir ajouter du lait de chèvre, et enfin mélanger les laits de vache, de chèvre et de brebis.

### Tome du Champsaur
La tome du Champsaur est un fromage à pâte pressée non cuite. Cette appellation générique regroupe différentes sous-appellations : tomme de Tende, tomme de la Vésubie, tomme des Vigneaux, tomme du Queyras et tomme de l'Ubaye. Ces tommes se présentent sous deux variétés : la tomme fraîche et la tomme de garde. La première est produite toute l'année par coopératives et laiteries (Queyras et Barcelonnette) et représente 30 t/an.
La seconde reste une production fermière, réalisée encore en infime quantité, par deux producteurs. Cette tomme se présente sous la forme d'un cylindre de 25 à 30 cm de diamètre, et d'une hauteur variant entre 6 et 8 cm. Sa croute est striée de couleur gris blanc. Quant à la tomme fraîche, sa couleur s'étend du blanc franc au crème soutenu, elle a une hauteur standard de 4 cm et un diamètre de 15 cm.

### Tomme de l'Ubaye
La tomme de l'Ubaye est un fromage de la vallée de l'Ubaye, dans les Alpes-de-Haute-Provence. C'est un fromage au lait de vache, à pâte molle et à croûte fleurie. Il est d'un diamètre d'environ 10 cm et d'une épaisseur de 6 cm. Il est produit par la Coopérative laitière de la vallée de l'Ubaye, établie à Barcelonnette.

## Boissons

### Apéritifs et liqueurs de Forcalquier

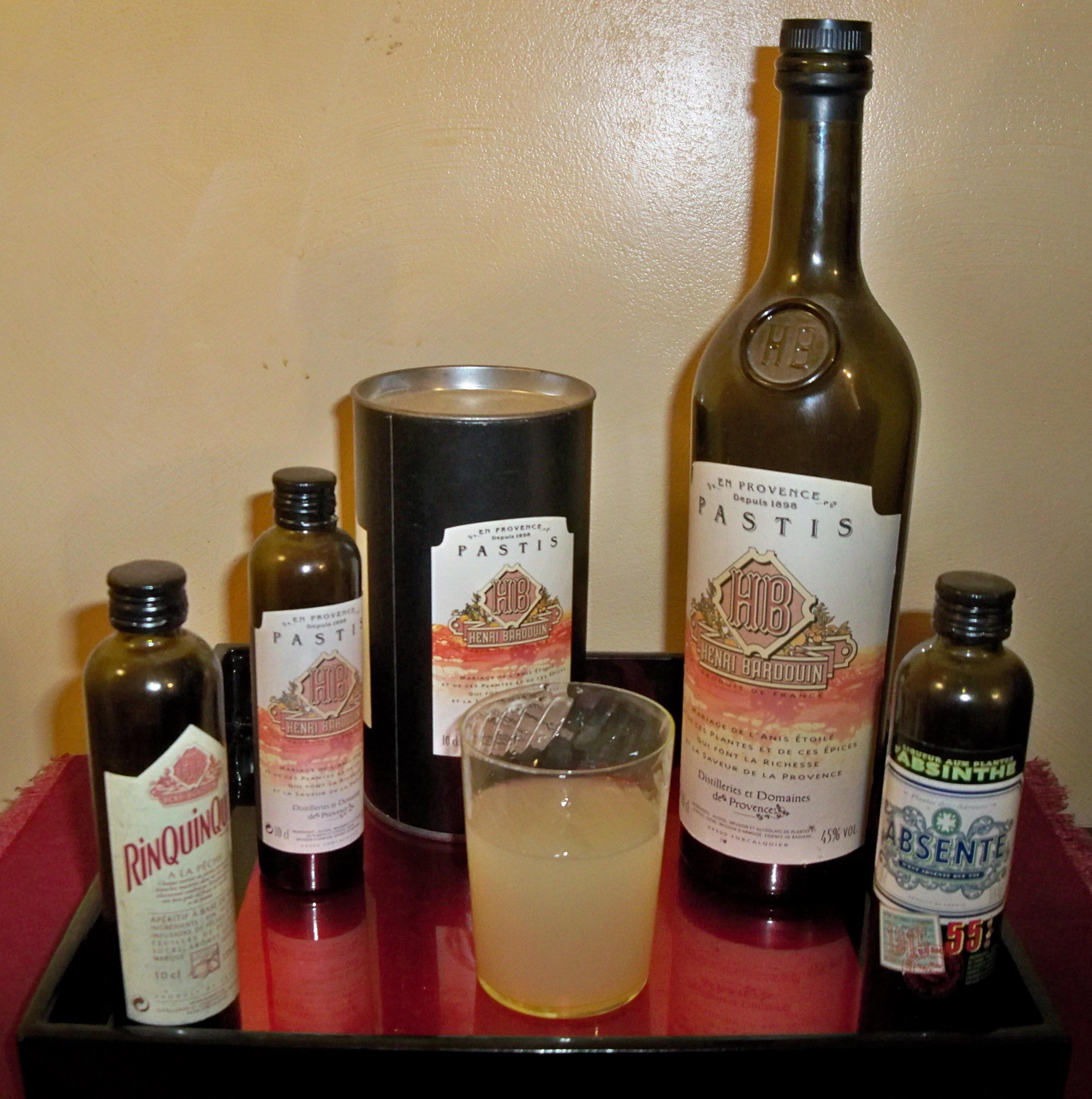
Apéritifs de la distillerie de Provence.

Fondée à Forcalquier, en 1898, sous le nom de Distillerie de Provence, aujourd'hui devenue Distilleries et Domaines de Provence, cette maison fabrique et commercialise des apéritifs et liqueurs de tradition à base des herbes aromatiques, cueillies dans la montagne de Lure. Ces simples, connus et récoltés depuis le Moyen Âge, gardent leurs vertus grâce à leur distillation. Cette pratique se développa au cours des XVIIe siècle et XVIIIe siècle, grâce aux cueilleurs et colporteurs qui s'installèrent comme droguistes ou apothicaires. Les spécialités qu'ils élaboraient se présentaient sous forme de boissons ou de breuvages dont étaient vantées les « vertus dépuratives, toniques, digestives et apéritives ou rafraîchissantes ». Le pas fut franchi à la fin du XIXe siècle quand les distillateurs se spécialisèrent dans l'élaboration de liqueurs et d'apéritifs. Les produits phares de cette distillerie sont le vin de noix, le rinquinquin, le vin d'orange, le génépi, le pastis Henri Bardouin et le Bau des Muscats (frizzant).

### Eau de source de Sainte-Cécile

Logo de l'eau de source de Sainte-Cécile.

L'eau de source de Sainte-Cécile provient de forages réalisés en nappe profonde, sur le territoire de Cairanne, dans le département de Vaucluse. Pour des raisons de stratégie commerciale, ces eaux ont pris le nom de la commune voisine, Sainte-Cécile-les-Vignes. La préfecture de Vaucluse a autorisé ces forages par trois arrêtés en date du 6 avril 1987, du 23 mai 2002 et du 6 avril 2007. Le site d'exploitation des eaux de Sainte-Cécile est la propriété du Groupe Castel, troisième intervenant sur le marché français des eaux embouteillées, par l'intermédiaire de la Compagnie générale des eaux de source (CGES). Celle-ci est propriétaire de la marque Cristaline qui regroupe, outre Sainte-Cécile, une douzaine d'eaux de source.

### Eaux-de-vie de la distillerie Manguin
Installée depuis un demi-siècle dans l'île de la Barthelasse, cette distillerie artisanale produit des eaux-de-vie blanches de fruits, en particulier la poire Williams.

### Élixir du révérend Père Gaucher
L'Élixir du révérend Père Gaucher, dit encore « norbertine », est une liqueur élaborée initialement à l'abbaye Saint-Michel de Frigolet, par les prémontrés ou pères blancs. Cet élixir est fait à base de miel et d'extraits de différentes plantes, cueillies dans la Montagnette, dont le thym et le romarin. Il a été rendu célèbre par le conte d'Alphonse Daudet, écrit en 1866. Face à son succès, les moines ont cédé son brevet d'exploitation à la distillerie Inissan de Châteaurenard, qui en assure la fabrication et la commercialisation depuis 1883. Cette liqueur titre 40° et il en est produit 600 hectolitres par an.

### Gambetta
Le Gambetta est un sirop d'origine provençale ancienne, que l'on trouve principalement dans le sud de la France. Il est obtenu par macération de plantes, de fruits et d'écorces de plantes (une cinquantaine dont la mandarine, la gentiane) et additionné de caramel, sucre, acide citrique, sirop de glucose, sirop de fructose. Il se consomme allongé d'eau plate ou gazeuse, ou de limonade (« Gambetta limonade »), de bière (« demi-Gambetta »), de vin rosé (rosé Gambetta) ou de lait. Le Gambetta est fabriqué par la distillerie Janot, à Aubagne. Plusieurs boissons sans alcool sont produites par la distillerie, dont le Gambetta classique et le Gambetta bitter.

### Génépi
Cette liqueur alpine, considérée comme typique de la Savoie, est aussi élaborée dans les Alpes du Sud. De couleur jaune doré, elle est le résultat de la macération du génépi, nom vernaculaire qui désigne différentes espèces d'armoises appartenant à la famille des Astéracées. Seuls le génépi noir et le génépi blanc sont utilisés. La tradition est de récolter ces plantes en juillet et de les faire macérer dans de l'alcool et du sucre, titrant ainsi environ 40° suivant sa recette traditionnelle (40 brins de génépi, plus 40 g de sucre dans de l'alcool à 40° pendant 40 jours). Il y a un fabricant à Forcalquier, un à Barcelonnette et un à Châteauroux-les-Alpes.

### Lérina
Cette liqueur est une production des moines de l'abbaye de Lérins et le résultat de la macération et la distillation de quarante-quatre plantes différentes, dont la majorité est issue de l'île (géranium rose, thym, romarin, etc.). Elle se présente depuis sa création au XIXe siècle en jaune et vert. Sa première version date de 1869, une nouvelle mouture est commercialisée depuis 1946.

### Marc de Provence
Le marc de Provence est une eau-de-vie obtenue par distillation de marc de raisin provenant exclusivement de l’aire géographique de Provence-Alpes-Côte d'Azur, ainsi que de deux départements de la région Rhône-Alpes. Il bénéficie depuis 1942 d'une appellation réglementée,.

### Origan du Comtat
L'Origan du Comtat, liqueur produite à base d'origan, est une spécialité de la distillerie A. Blachère, une des plus anciennes de Provence, qui était alors installée à Avignon. Elle fut créée par Auguste Blachère, vers 1870 et devint rapidement l'un des digestifs les plus célèbres de France. Actuellement installée à Châteauneuf-du-Pape, la distillerie utilise toujours comme base de sa liqueur la marjolaine, ainsi que soixante autres plantes poussant sur le piémont du mont Ventoux. Outre ses qualités digestives, la liqueur semble avoir eu des qualités thérapeutiques, puisqu'elle se révéla efficace contre le choléra qui sévit à Avignon, de juin à juillet 1884.

### Pastis

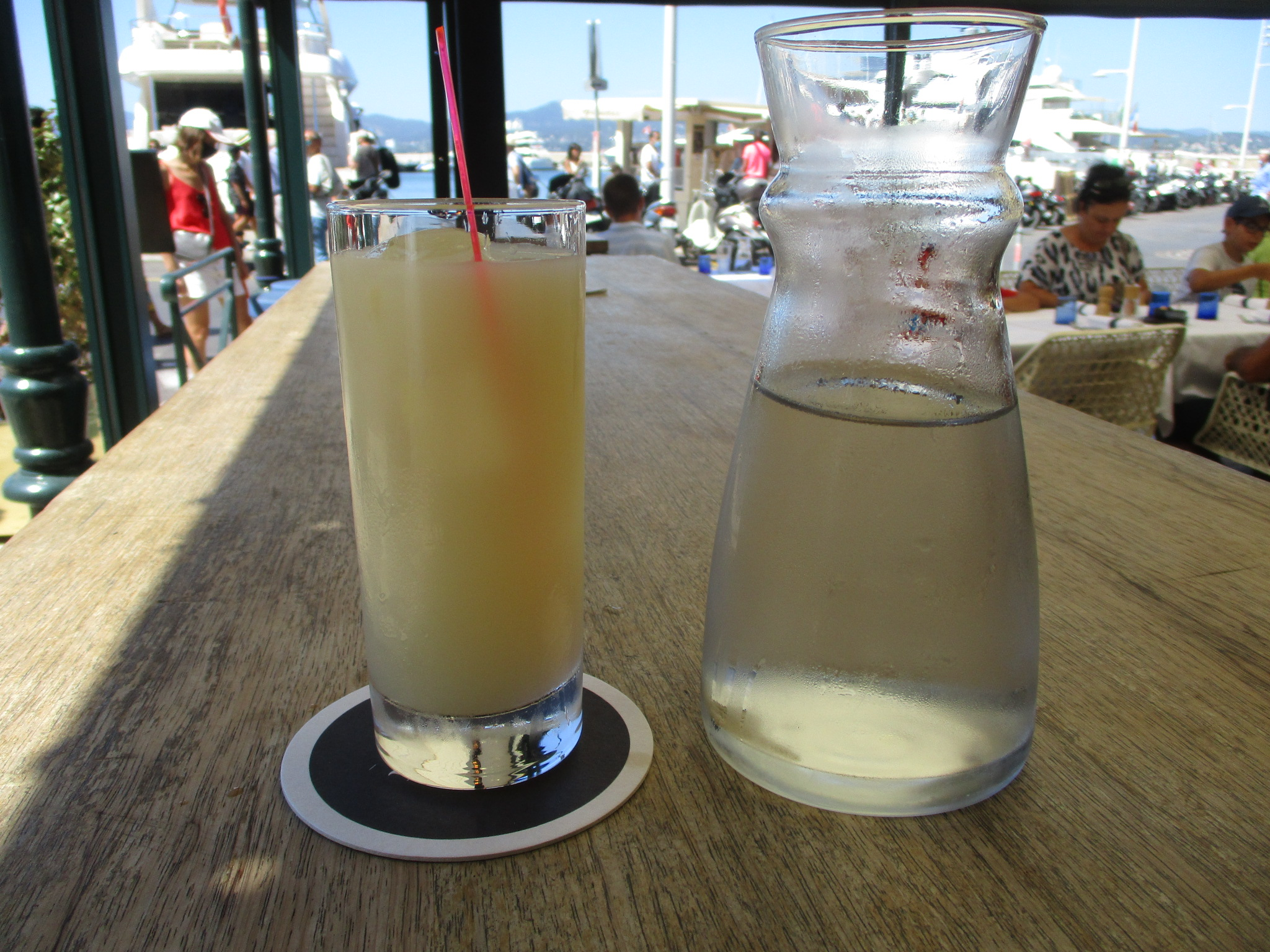
Pastis et eau fraiche.

Le pastis (de l'occitan provençal pastís : « pâté » ou « mélange ») est le nom donné à des boissons alcoolisées parfumées à l'anis. Il est le résultat de la macération de plusieurs plantes : le fenouil et la réglisse. Le fenouil a été remplacé par la badiane chinoise, dont les fruits sont beaucoup plus riches en anéthol. Il se boit en apéritif, complété avec de l'eau. On ajoute généralement de cinq à sept volumes d'eau fraîche pour un volume de pastis. Mais libre à chacun de le boire plus ou moins léger, selon ses goûts et la température extérieure. Lorsque l'on fait le mélange en versant l'eau, on passe alors d'une couleur ambrée assez transparente à un jaune trouble un peu laiteux. Ce trouble provient de la précipitation de l'anéthol, peu soluble dans l'eau ; si l'on attend quelques heures, le précipité disparaît. Ce phénomène apparaît aussi lors de la réfrigération du pastis pur (on dit alors que le pastis « paillette »).

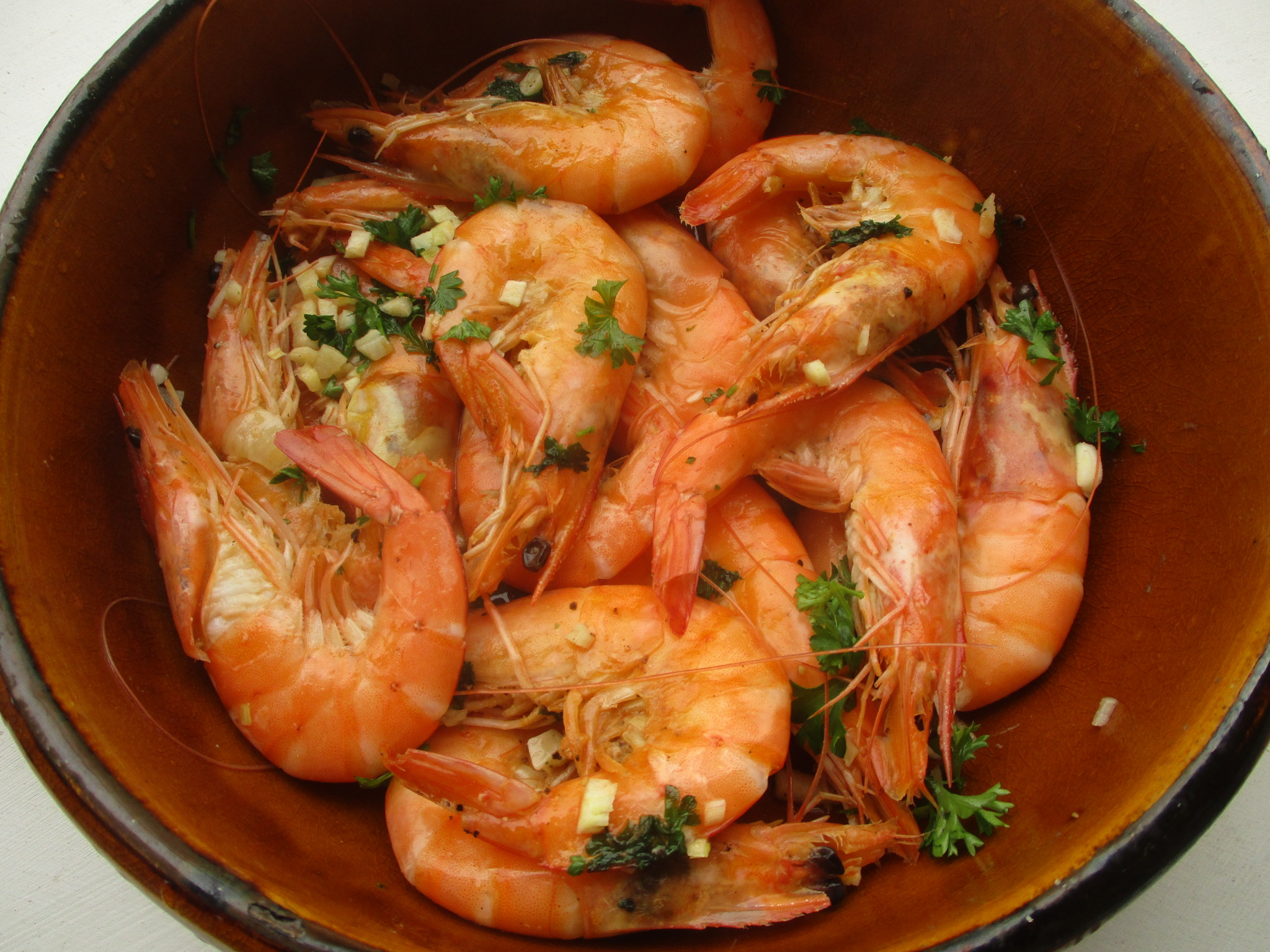
Gambas flambées au pastis

Le premier pastis est d'origine avignonnaise. En 1860, Jules-François Pernod fonde la société Jules Pernod, d'abord spécialisée dans l'extraction de la garance, qu'il transforme en 1872 en Société Pernod père et fils, puis à partir de 1884, il se lance dans la distillation de l'extrait d'absinthe dans son usine de Montfavet. La production d'absinthe initiée par Jules-François, et qui avait assis la fortune de la famille, commença à être la cible d'une vive campagne contre ses méfaits dès 1907. Sa production est interdite par une loi du Parlement français votée le 16 mars 1915. Successeur de son père à la tête de l'entreprise, Jules-Félix fonde, en 1918, la marque Anis Pernod qui produira le premier pastis commercialisé. Son usine de Montfavet met aussi en marché d'autres produits, anisés ou non, comme le Vin Pernod, le Kunnel Korta, le Velours sans alcool, ou toute une gamme d'anis à 30, 32, 35 et 40°.

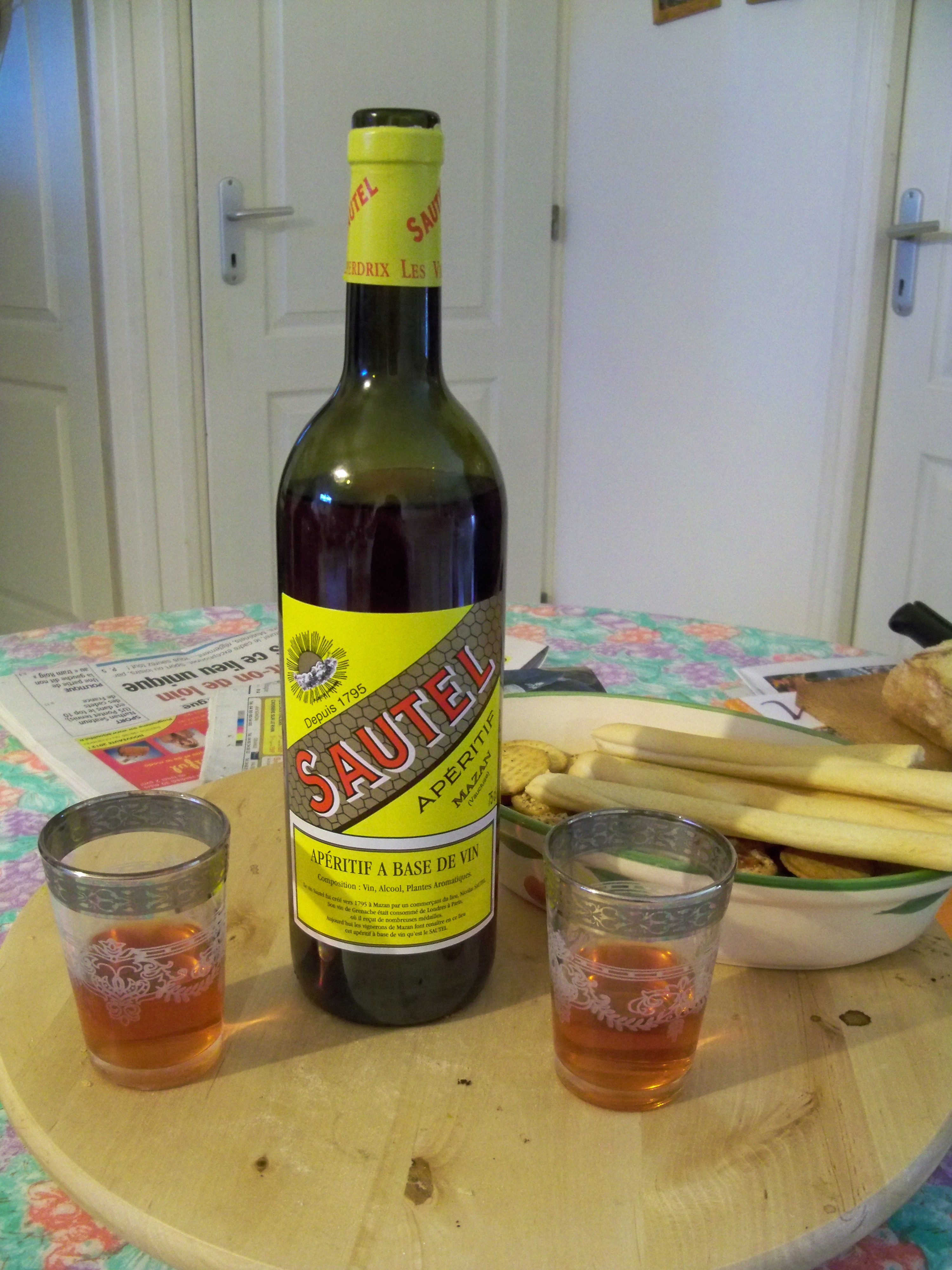
Bouteille de Sautel, mistelle élaborée à Mazan.

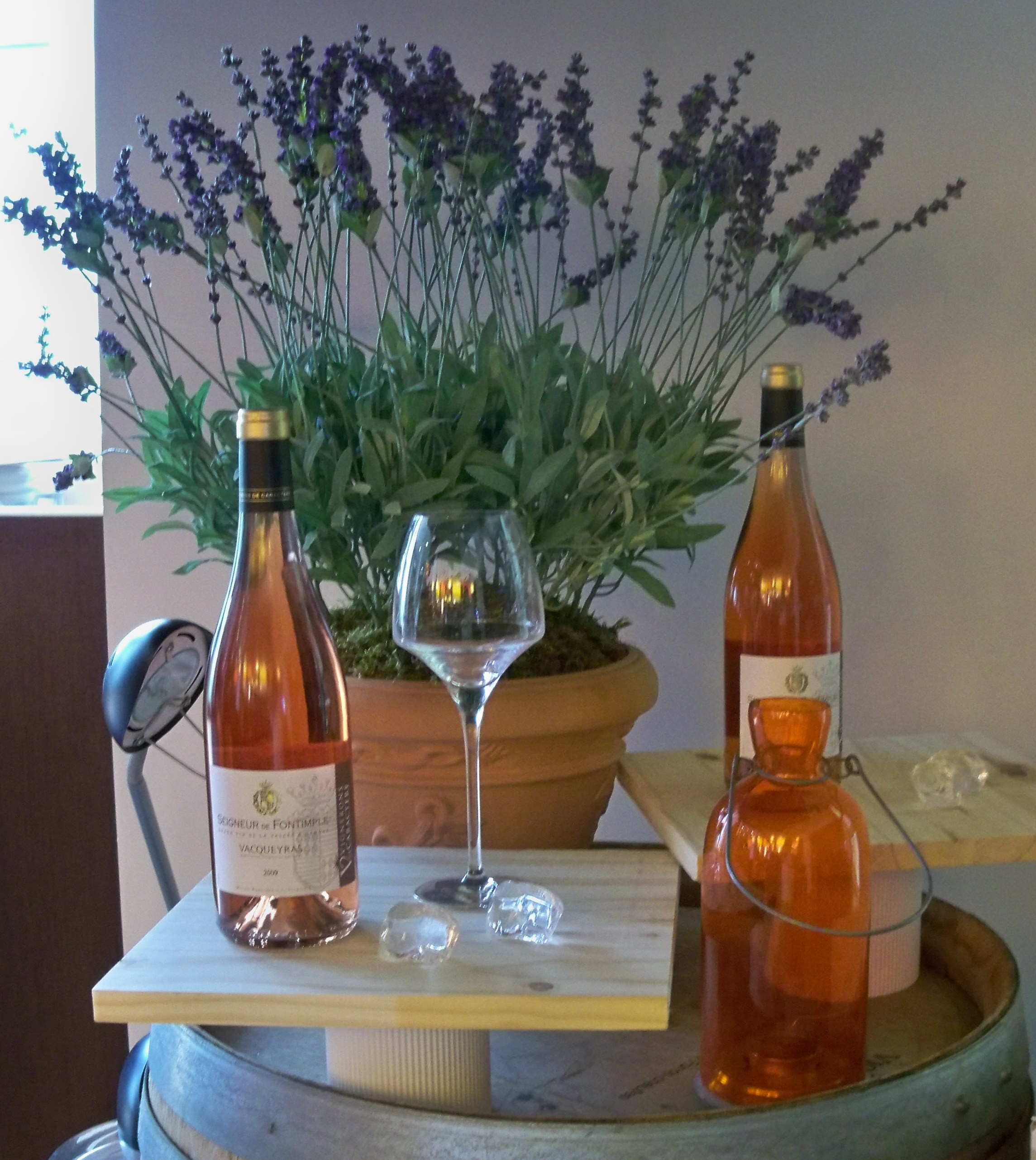
Vacqueyras (AOC), rosé sur fond de lavande, du vignoble de Provence.

### Sautel
Le Sautel est une mistelle élaborée dans le Vaucluse par la cave des vignerons de Canteperdrix, à Mazan. Ce apéritif est fait à base de vin de grenache et d'écorces aromatiques. Sa première fabrication commerciale est due à Nicolas Sautel qui, en 1796, s'était porté acquéreur d'un couvent de Mazan. Dans celui-ci, il découvrit le secret de ce vin apéritif.
La popularité de ce vin grandit au cours du XIXe siècle. Présenté lors des grandes expositions internationales, il remporta de nombreuses récompenses et médailles, en particulier, à Londres et à Paris.
Au cours des années 1960, la marque périclita à la suite du désintérêt de ses propriétaires respectifs. La commercialisation fut abandonnée, mais des herboristes continuèrent à vendre des sachets « prêts à l'emploi » pour une fabrication familiale.
Depuis 1997, son élaboration et sa commercialisation ont été reprises, à la suite d'une décision de son conseil d'administration, par la cave des vignerons de Canteperdrix, à Mazan.

## Vins
À de rares exceptions près, l'ensemble des vins est présenté en rouge, rosé et blanc. En fonction de leur robe, ils peuvent traditionnellement accompagner les viandes rouges ou blanches, le gibier ou les venaisons, les poissons d'eau douce ou de mer, toute la cuisine provençale, et même les desserts, avec les vins doux naturels du département de Vaucluse.

### Vallée du Rhône

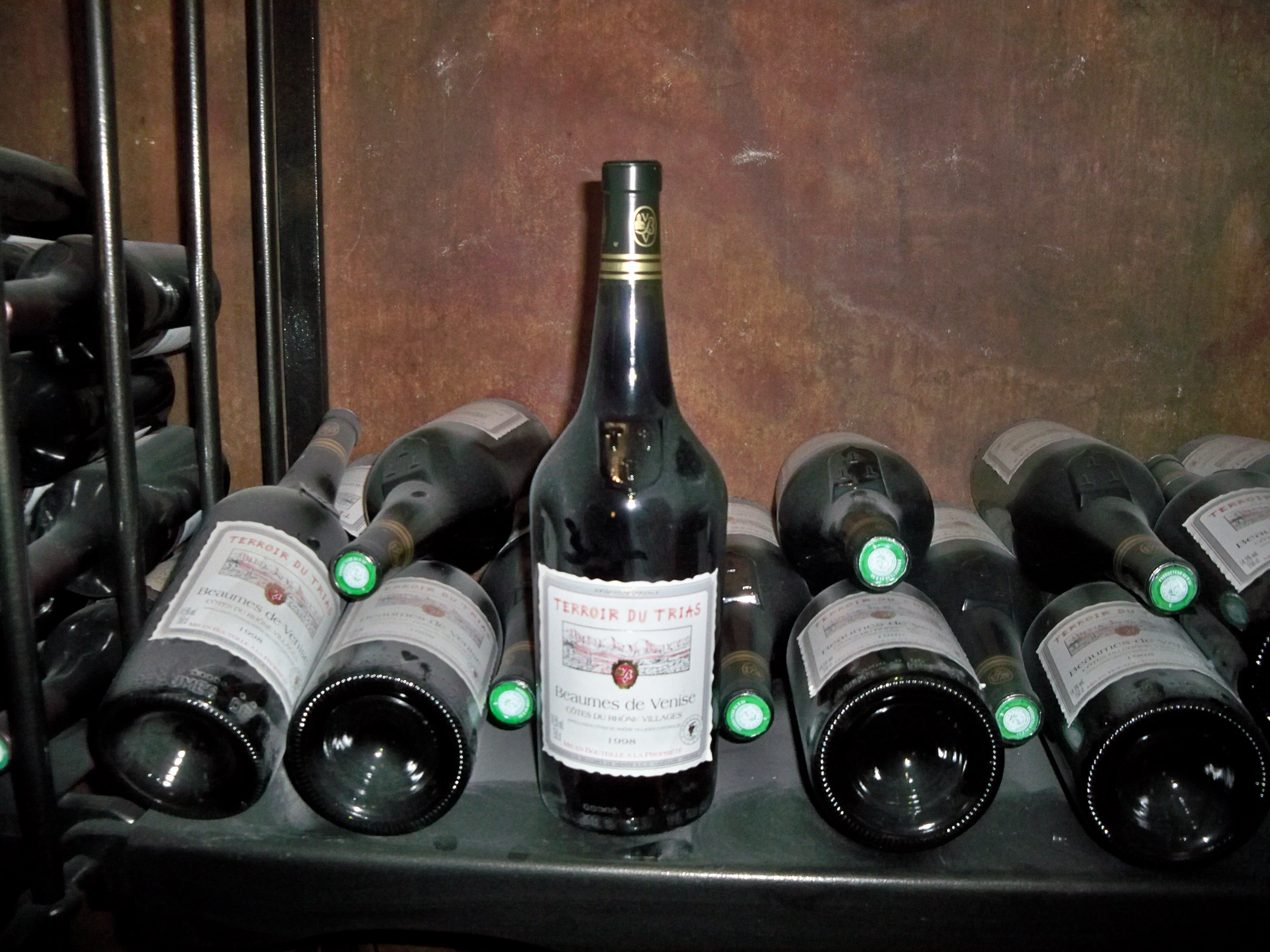
Beaumes-de-venise (AOC), Terres du Trias.

Les vins de Vaucluse font partie du vignoble de la vallée du Rhône. Pour les AOC régionales, ils se déclinent en côtes-du-rhône, côtes-du-rhône villages, côtes-du-luberon et ventoux (AOC). Les côtes-du-rhône villages comprennent dix appellations : cairanne, massif-d'uchaux, plan-de-dieu, puyméras, rasteau (AOC), roaix, sablet, séguret, valréas et visan. Les appellations locales, ou crus, sont au nombre de quatre : beaumes-de-venise (AOC), châteauneuf-du-pape, gigondas et vacqueyras, tandis que les vins doux naturels sont représentés par le muscat de Beaumes-de-Venise et le rasteau (VDN). Les quelques vins qui n'ont pas droit à l'appellation peuvent être labellisés soit en vin de pays de Vaucluse, vin de pays d'Aigues ou encore vin de pays de la principauté d'Orange. Autour de cette production s'est développé l'œnotourisme avec, en particulier, la mise en place de la Route des vins des Côtes du Rhône.

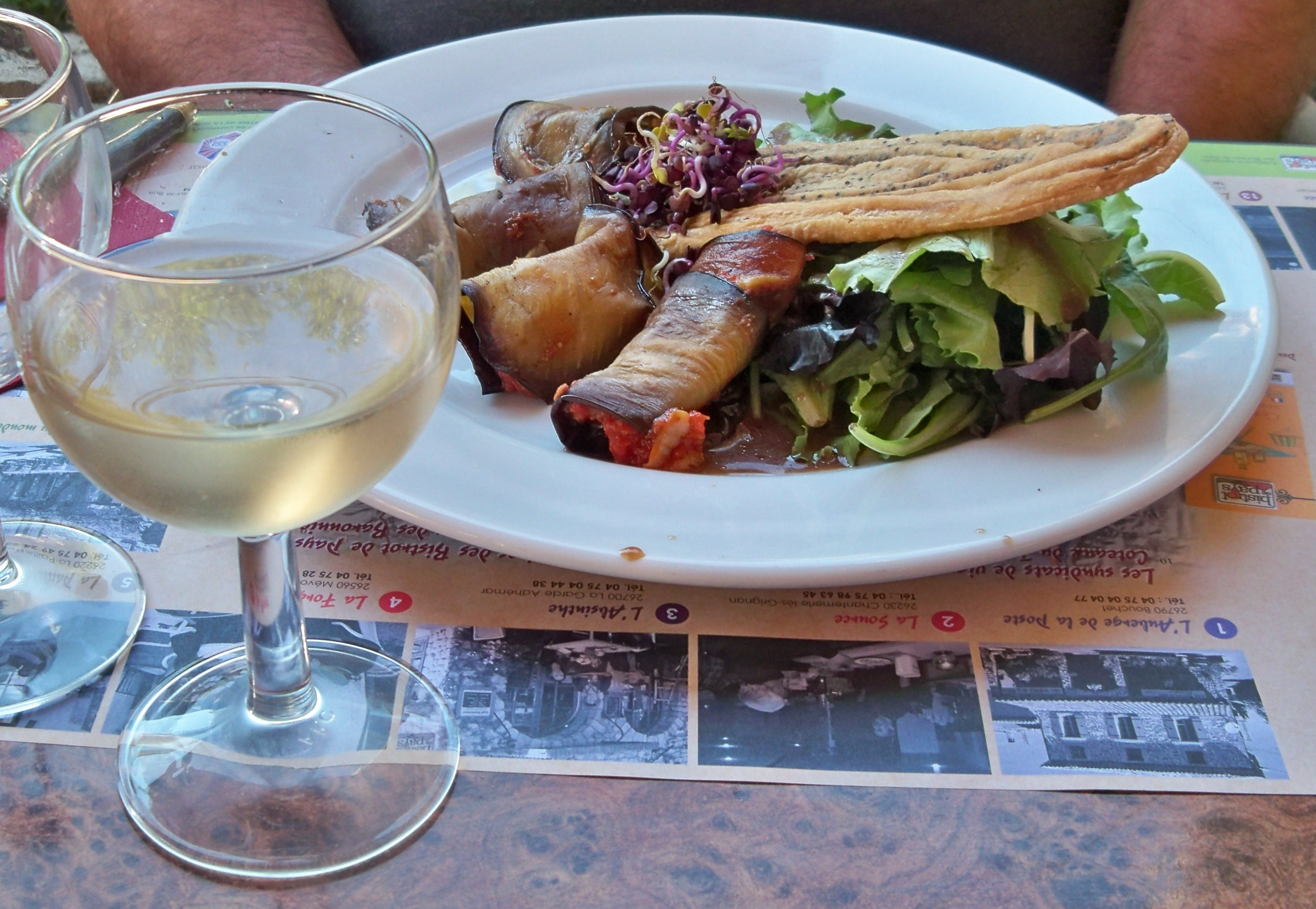

### Vins de Provence

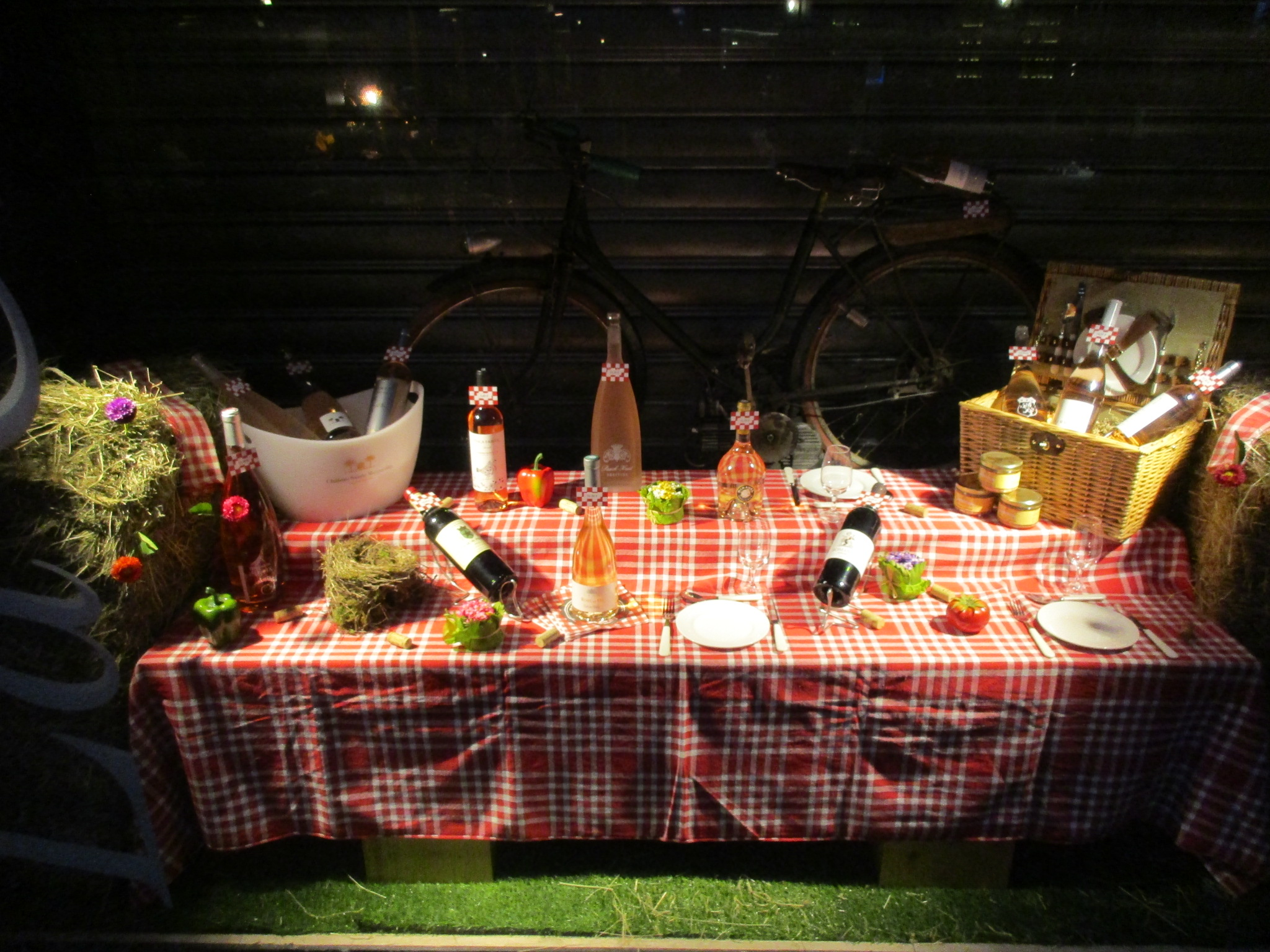

Le vignoble de Provence s'étend du sud d'Avignon jusqu'aux Alpes-Maritimes. Ses terroirs viticoles sont d'une très grande hétérogénéité, tant pédo-géologique que climatique, avec bien évidemment une dominante de climat méditerranéen strict, mais également de zones plus froides où l'influence du vent est déterminante. Au sein de ce vignoble ont été reconnus deux grands types d'appellations d'origine contrôlées (AOC). Les appellations régionales regroupent : côtes-de-provence, coteaux-d’aix-en-provence, coteaux-des-baux-en-provence, coteaux-varois et coteaux-de-pierrevert. Les appellations locales comprennent : bandol, bellet, cassis et palette.
Les vins qui n'ont pas droit à l'appellation peuvent être labellisés, soit en vin de pays des Bouches-du-Rhône, vin de pays du Var ou encore vin de pays des Alpes-de-Haute-Provence. À ces vins de pays départementaux s'ajoutent des vins de pays de zone : vin de pays d'Argens, vin de pays des Maures, vin de pays de Mont-Caume et vin de pays des Alpilles (exemple : Petite Crau).

## Assaisonnements

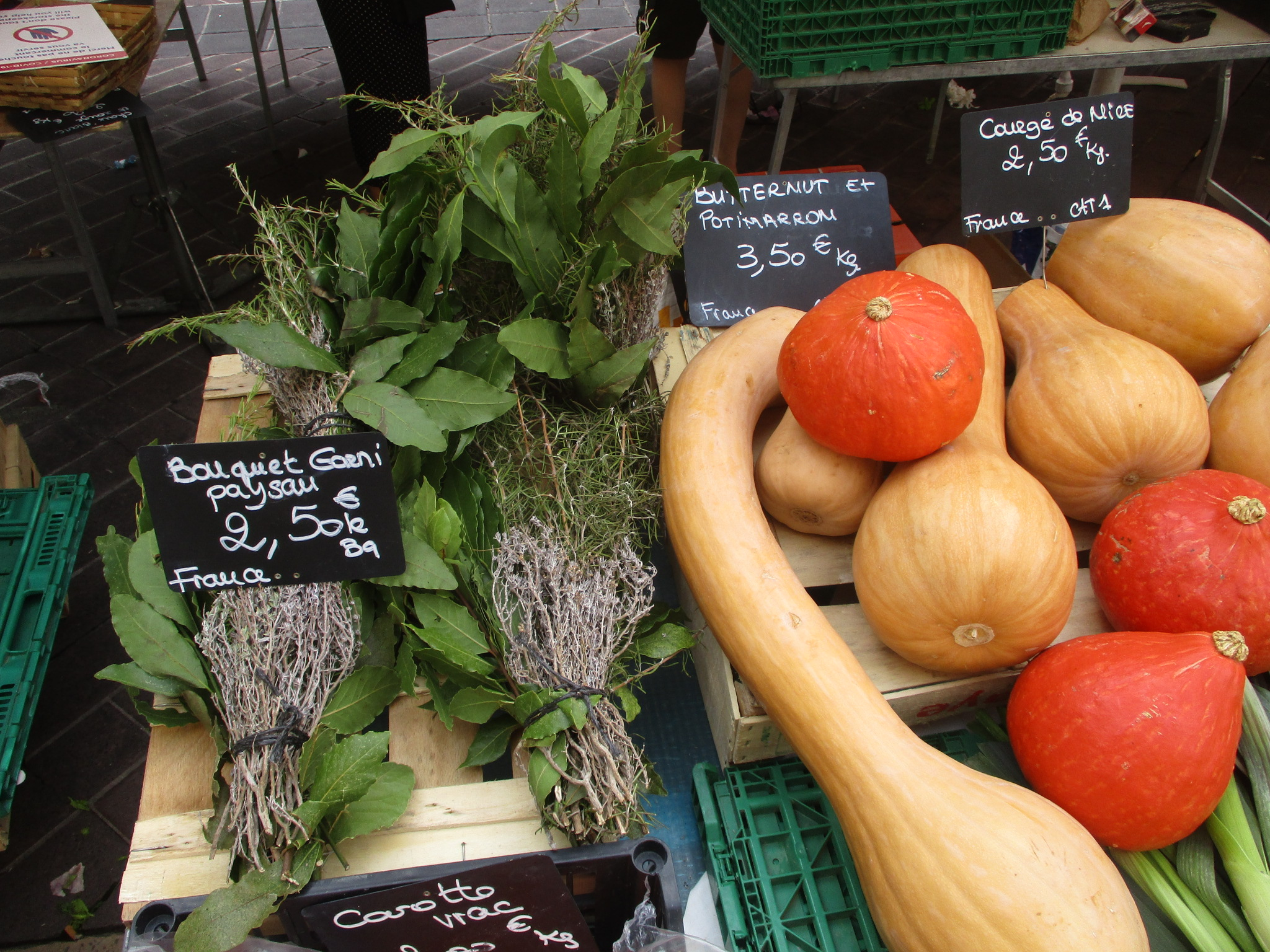
Bouquet garni (et courges) du marché de Provence du cours Saleya du vieux Nice.

### Bouquet garni
Le bouquet garni est un assortiment de plantes aromatiques, destiné à imprégner plats et sauces dans de nombreuses recettes de cuisine. Comme son nom l'indique, les ingrédients (thym et laurier sauce) forment un bouquet qu'on lie d'une ficelle adaptée au contact alimentaire (ficelle de boucher, préférable aux élastiques ou divers liens). En laissant une vingtaine de centimètres de ficelle dépasser du récipient, le cuisinier peut facilement retirer le bouquet en fin de cuisson pour servir. On peut lui apporter des variantes en ajoutant, par exemple, une branche de céleri, la partie verte d'un poireau ou une tige d'origan.

### Épices Rabelais
Les épices Rabelais sont une marque crée à Marseille, en 1880, par Reynaud de Mazan. Elles associent des épices d'Afrique, d'Asie et des herbes de Provence. Les ingrédients et leur dosage restent un secret. Sur leur boîte est juste spécifié « épices et aromates ». Le Laboratoire d'herboristerie générale, propriétaire de la marque, indique, quant à lui, que « les épices Rabelais sont composées de substances végétales aromatiques d'origine exotique et indigène ». Elles s'utilisent sur des tajines, des viandes, des poissons, des coquillages et des crustacés ou des spécialités régionales comme le chou farci, la poule au pot, les rissoles ou le grenier médocain.

### Herbes de Provence

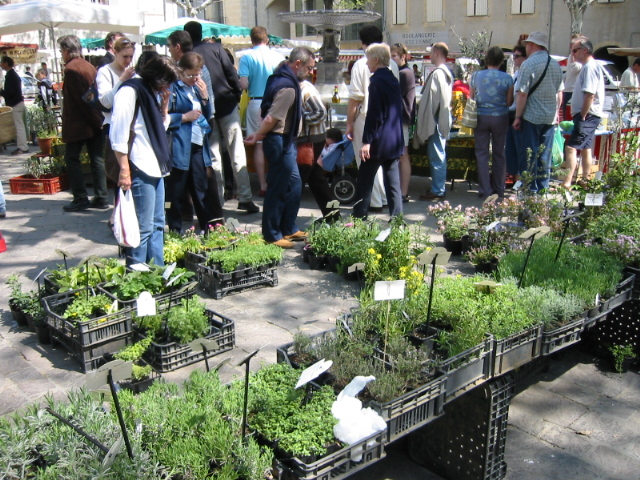
Herbes de Provence du marché d'Uzès

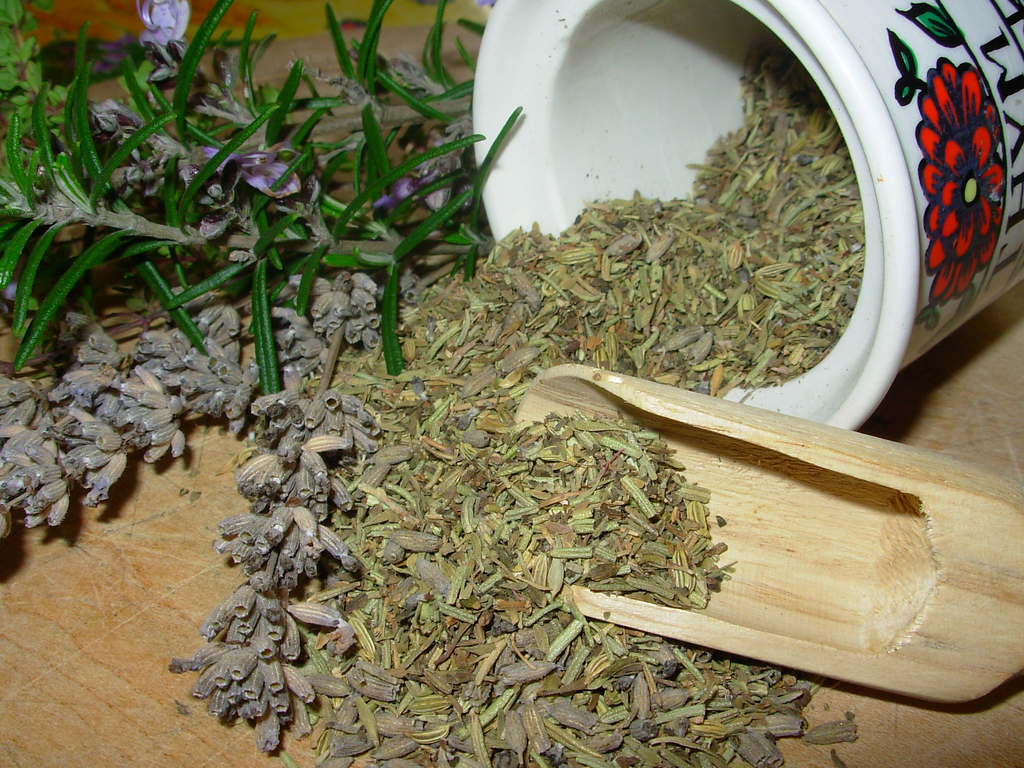
Herbes de Provence séchées.

Les herbes de Provence sont un ensemble de plantes aromatiques, fraîches ou séchées, originaires des régions méditerranéennes et, historiquement, de Provence. Il faut savoir que l'appellation « herbes de Provence » est un terme générique et que 95 % des mélanges dits « herbes de Provence » proviennent des pays d'Europe centrale et orientale (Pologne et Albanie en tête), du Maghreb ou de Chine.

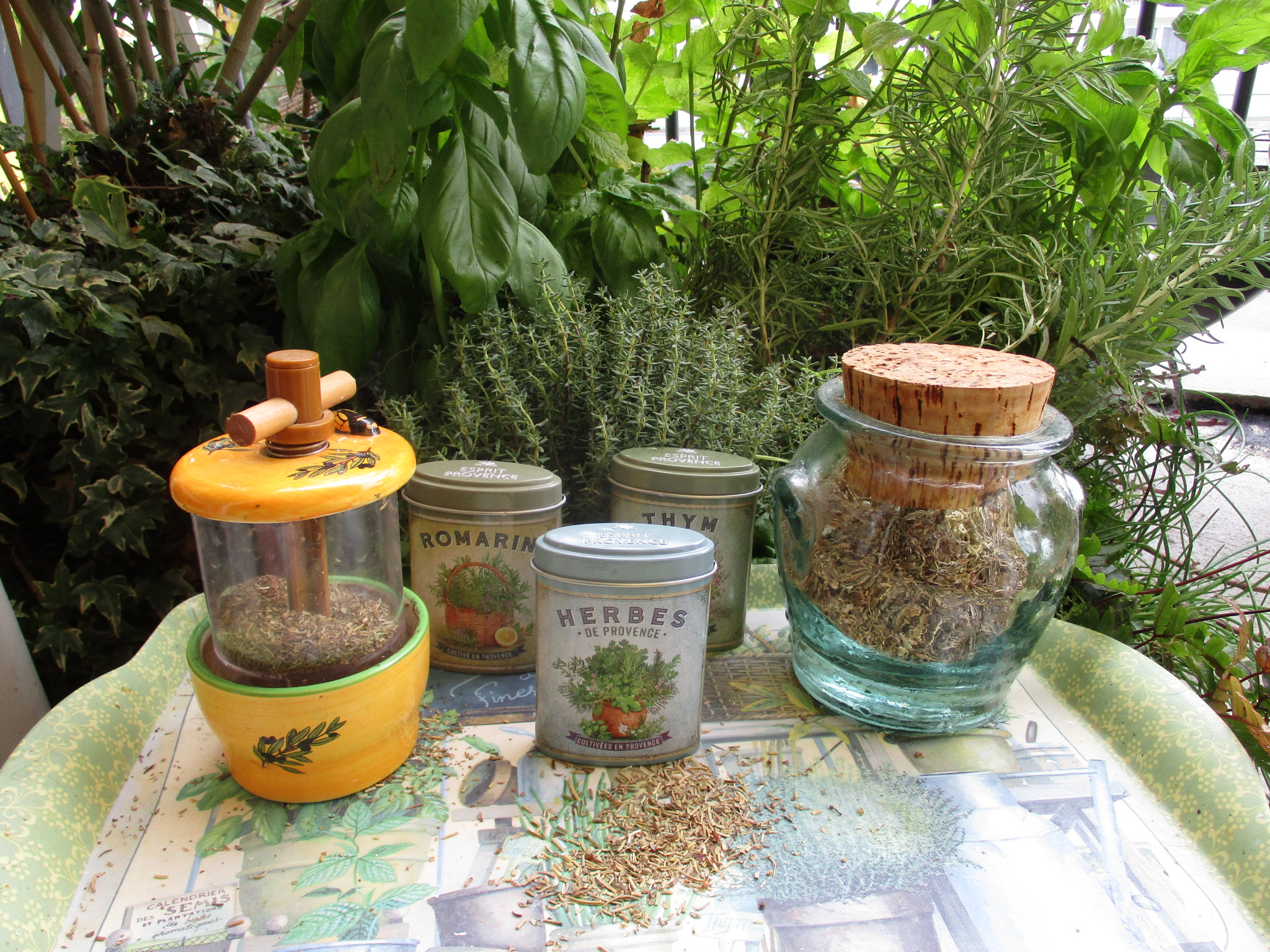
Herbes de Provence

Ce terme regroupe différentes variétés de plantes comme le thym, le serpolet, la marjolaine, l'origan, le romarin, le basilic, le cerfeuil, l'estragon, la livèche, la sarriette, la sauge, le laurier sauce et le fenouil. Une partie de ces plantes entre dans la composition du bouquet garni. Elles ont pendant longtemps fait uniquement l'objet d'une cueillette à l'état sauvage ; cette pratique est devenue caduque et elles sont aujourd'hui de plus en plus cultivées. À côté d'une production de type familial, herbes poussant dans le jardin ou en pots sur les balcons, cette production organisée représente la moitié du marché.
La totalité de la récolte régionale, essentiellement concentrée en Haute-Provence, est absorbée par les usines de transformation qui commercialisent les herbes, soit séchées, soit congelées sous vide. Il n'existe aucun chiffre pour la commercialisation de ces herbes fraîches, mais leur présence massive sur les marchés provençaux, comtadins et niçois, a assuré la réputation de ceux-ci. Les herbes de Provence accompagnent grillades, sauces, ragoûts, rôtis, poissons, pâtes et plats à base de tomates.

### Huile d'olive à la truffe

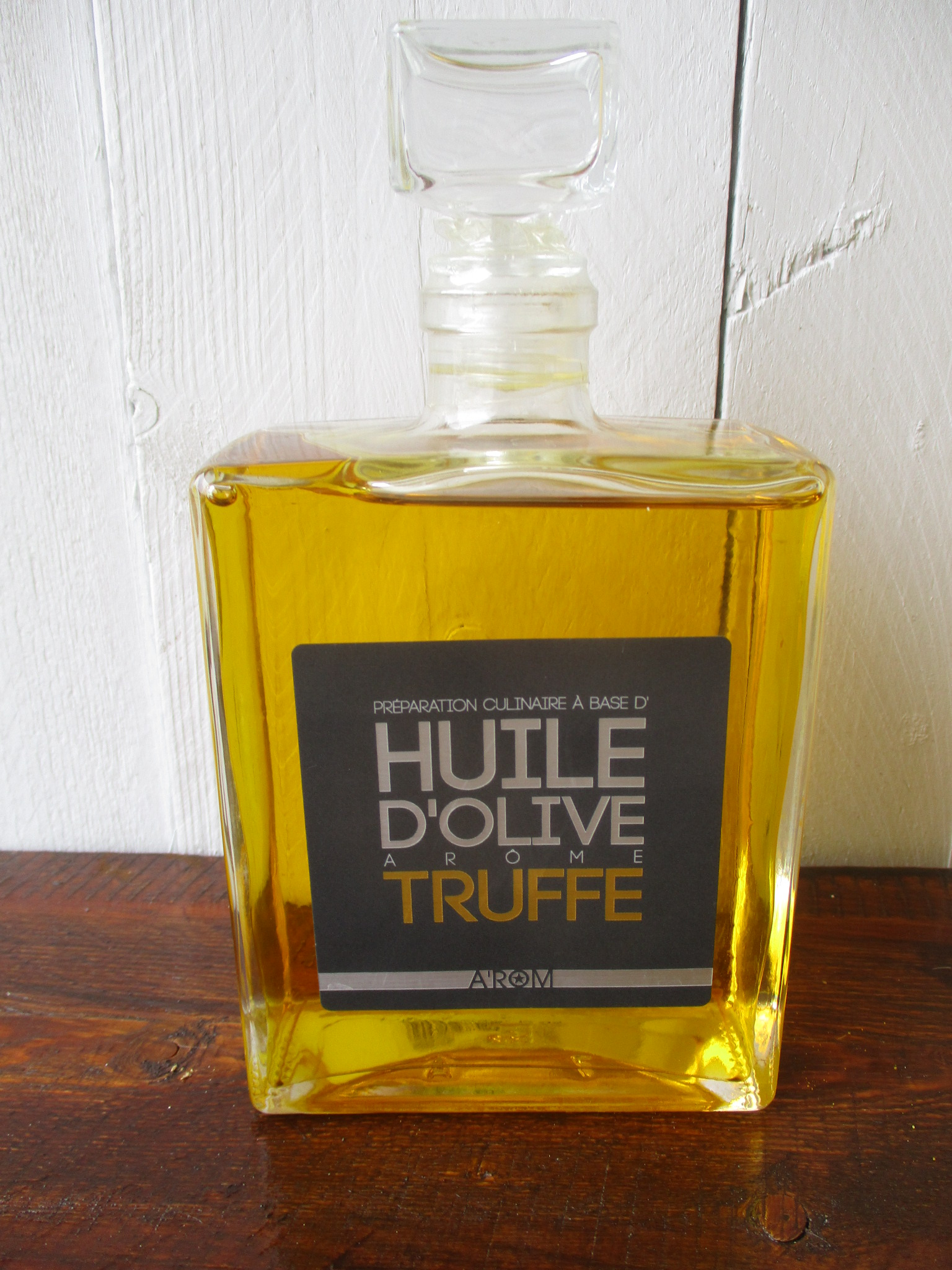
Huile d'olive à la truffe.

L'huile à la truffe est un ingrédient de cuisine, destiné à donner aux aliments préparés un parfum comparable à celui de la truffe. Alors que la truffe est un aliment disponible de façon saisonnière et particulièrement couteux, l'huile à la truffe est disponible en toute saison et est considérablement moins chère que la truffe.
Les huiles à la truffe sont préparées à partir d'huile d'olive et d'ingrédients odorants. Deux catégories sont présentées à la vente. Premièrement, on trouve les huiles à la truffe qui sont réalisées à l'aide des restes de truffe, occasionnés lors de leur collecte, de leur manutention ou de leur préparation pour la vente. Les morceaux de truffe sont présents au fond de la bouteille. Deuxièmement, on propose certaines huiles qui sont préparées à l'aide de composés organiques de synthèse, de même nature que ceux présents dans la truffe, en particulier le bis(méthylthio)méthane. La présence de morceaux de truffes est peu courante dans ces bouteilles.

### Huile d'olive

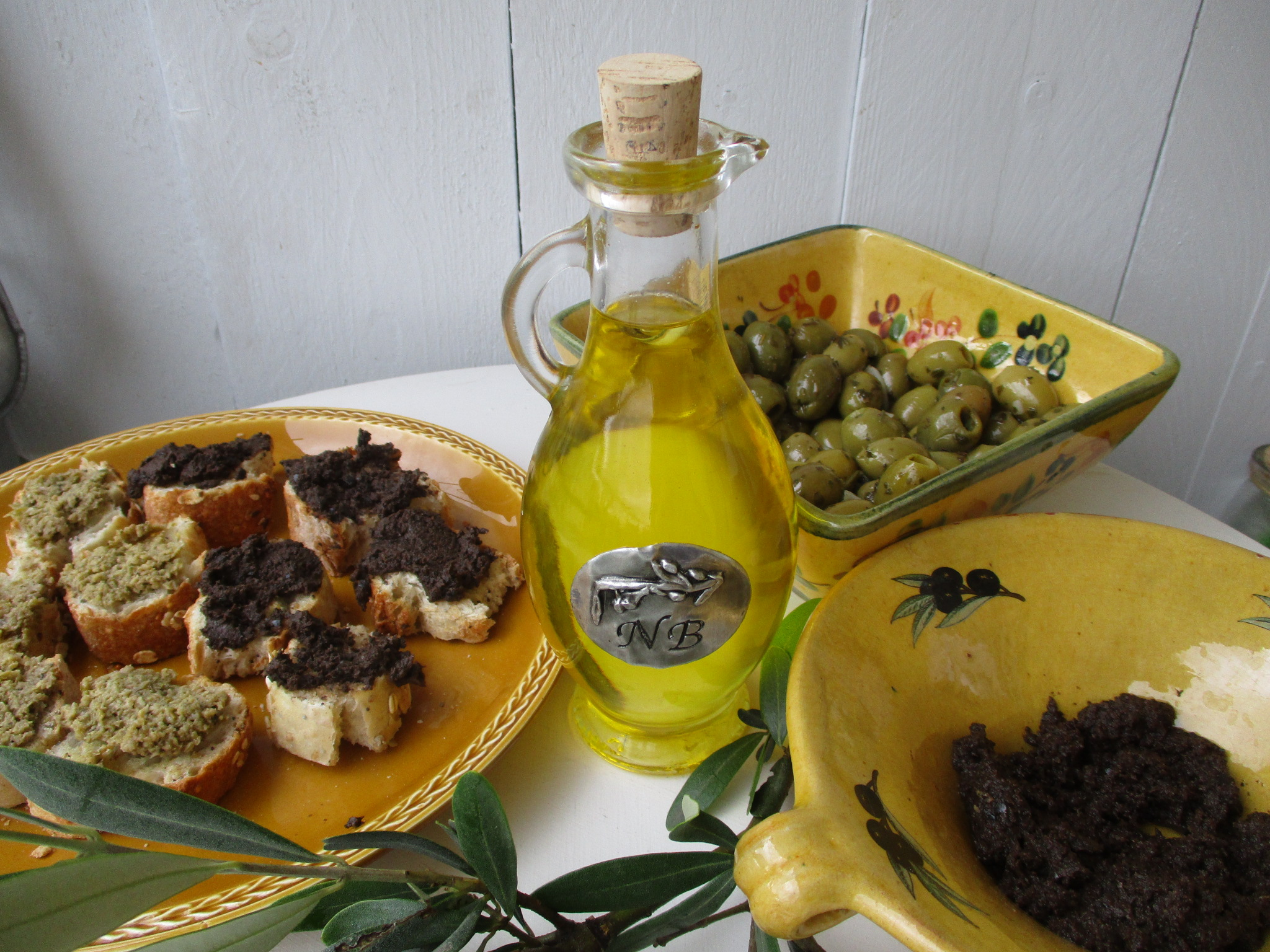
Huile d'olive, olives, tapenade, et terre cuite provençale

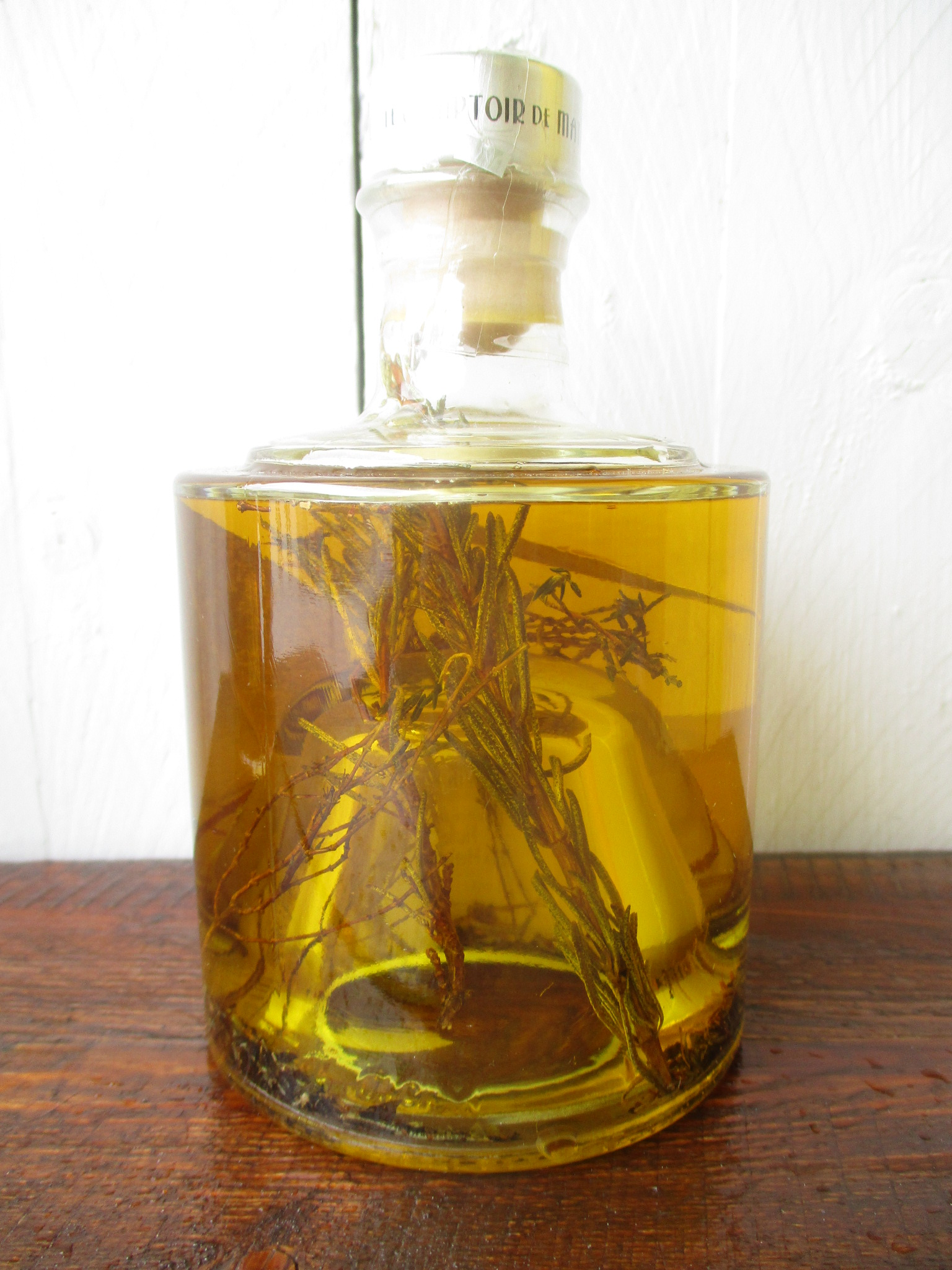
Huile d'olive au romarin

L'huile d'olive de Provence a plusieurs terroirs classés en appellation d'origine contrôlée (AOC). Comme toutes les autres huiles d'olive issues du pourtour de la Méditerranée et des régions à climat méditerranéen, elle est un des fondements de la cuisine méditerranéenne (ou régime crétois et principale source d'oméga-9). Ses caractéristiques organoleptiques varient en fonction du terroir et des pratiques agronomiques, de la variété (ou cultivar), et du stade de maturité à la récolte.
Elle peut être utilisée aussi bien crue (dans des sauces pour salade ou dans les pâtes, par exemple) que cuite (pour la cuisson de viandes ou de légumes ou pour la friture). Cette huile a des propriétés bénéfiques pour la santé, notamment sur le plan cardio-vasculaire, grâce à sa teneur en vitamine A, vitamine E et en acides gras mono-insaturés. Les bienfaits liés aux vitamines sont surtout observés lors de consommation d'huile froide, comme dans les salades, car les vitamines sont détruites au-delà de 40 °C. Par rapport aux autres acides gras insaturés, l'huile d'olive est assez stable à la cuisson et garde en ce cas ses effets bénéfiques sur le cholestérol.

### Sel de Provence

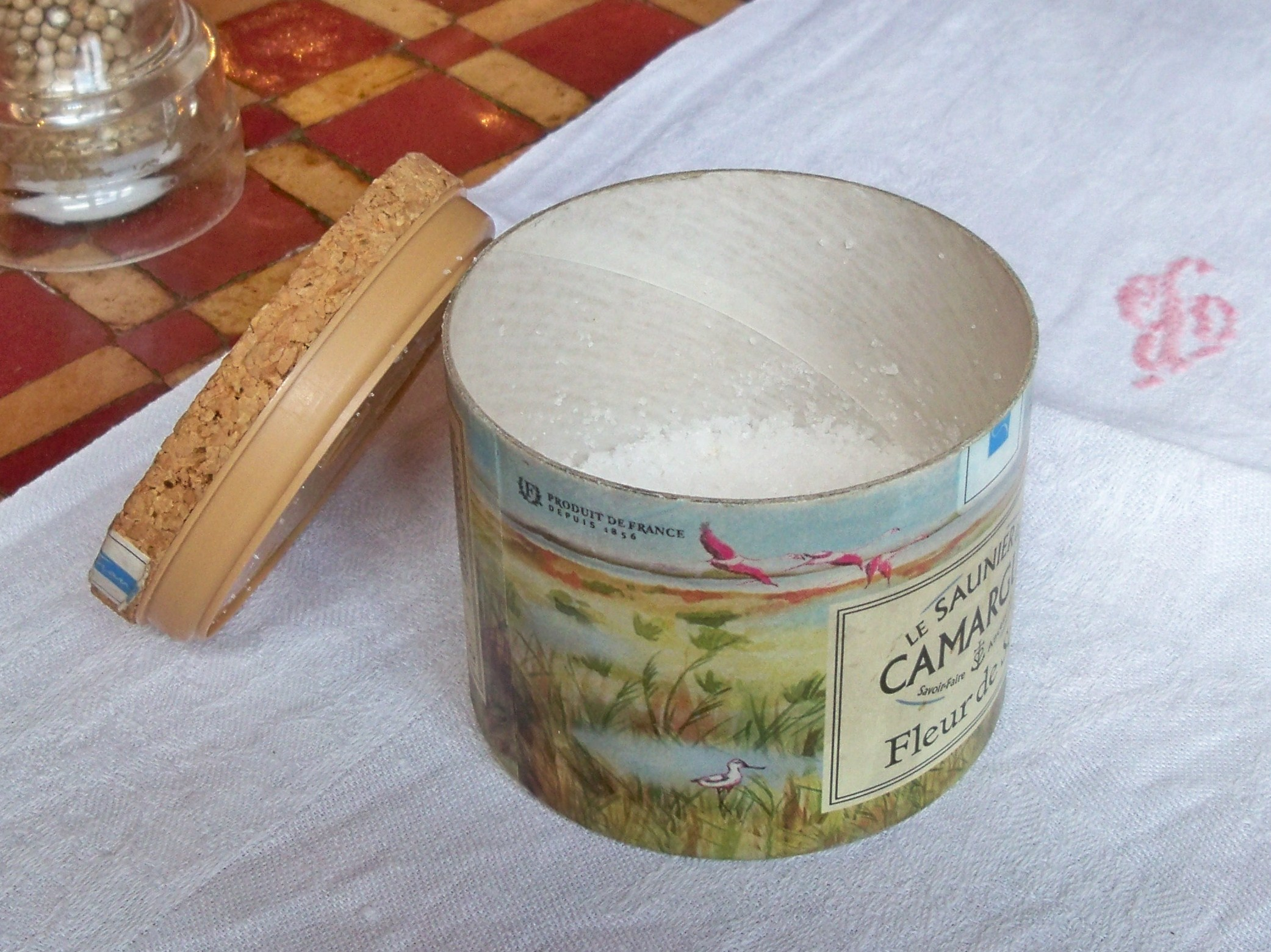
Fleur de sel de Camargue.

Les salines provençales sont exploitées depuis l'Antiquité, que ce soit en Camargue, à Hyères ou autour de l'étang de Berre. Au cours du Moyen Âge, l'abbaye Saint-Victor eut même des salins à Marseille qui furent exploités jusqu'en 1518, échappant ainsi à la gabelle.
Le sel de Camargue remontait le Rhône, celui de l'étang de Berre, la Durance et la production de Hyères partait vers Gênes et Pise, ainsi que dans l'arrière-pays par caravanes.
Si les salins de Hyères ont cessé toute activité, les deux autres sites saliniers sont toujours en production. La Camargue, avec Salin-de-Giraud, produit 800 000 tonnes par an, dont 80 000 sont traités à Aigues-Mortes pour usage domestique. L'étang de Berre fournit annuellement 30 000 tonnes à l'industrie. C'était du sel de mer jusqu'en 1985. Désormais, c'est le sol des mines de Manosque qui approvisionne l'usine de traitement. L'ensemble de ces salins est exploité par la Compagnie des salins du Midi.

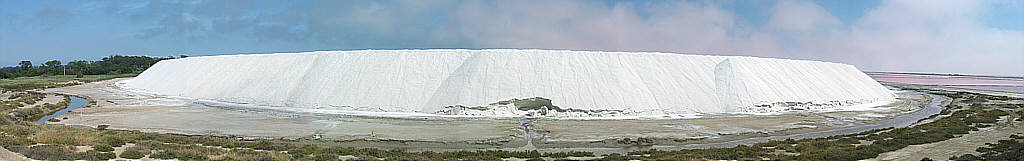
Camelles (collines de sel) aux Salins du Midi, à Salin-de-Giraud (Arles).

## Cuisiniers célèbres
- Auguste Escoffier (1846-1935) chef cuisinier, restaurateur, et auteur culinaire provencal.
- Jean-Baptiste Reboul (1862-1926) chef cuisinier, notamment connu pour son livre La Cuisinière provençale, de plus de 1 000 recettes provençales et 365 menus.
- Guy Gedda (né en 1932 à Marseille) chef cuisinier et restaurateur gastronomique, spécialiste reconnu de la cuisine provençale, surnommé « le pape de la cuisine provençale » ou « le Pagnol de la cuisine provençale », auteur gastronomique de nombreux livres de cuisine provençale.